# Llista de personatges històrics d'òpera
A la llista de personatges històrics d'òpera consten noms de personalitats històriques que apareixen com a personatges en obres escèniques musicals: òperes, operetes, sarsueles i altres obres similars.
Habitualment, la veritat històrica s'hi sacrifica per la dramatúrgia, la qual cosa provoca que:
- apareguin barrejats personatges històrics i ficticis
- que es barregin fets o personatges històrics que, en realitat, no van poder trobar-se
- alguns fets històrics canvien la cronologia o els llocs on van esdevenir
- els personatges històrics participen en fets ficticis, i personatges ficticis en fets reals
- els actes de personatges reals s'atribueixen a persones diferents

Per a facilitar-ne la consulta, s'ha dividit en quatre parts:
- Llista de personatges històrics de l'Antiguitat a l'òpera, que es dona en aquesta mateixa pàgina
- Llista de personatges històrics medievals a l'òpera
- Llista de personatges històrics de l'Edat Moderna a l'òpera
- Llista de personatges històrics contemporanis a l'òpera

Els títols d'òpera on apareix el nom del personatge citat es mostren en negreta. L'ordenació és cronològica; i ressegueix els principals períodes històrics i, dintre dels quals, per llocs.
La citació pot incloure: Autors de la música. Títol de l'òpera (data d'estrena, lloc d'estrena; autors del llibret).

## Pròxim Orient Antic

### Palestina i Israel
Hanoc, rei de Moab
- Ildebrando Pizzetti: Lo straniero (1930, 29-4, Opera di Roma; I. Pizzetti)[1]

Joquèbed, mare de Moisès
- Ildefonso Moreno Carrillo: Moisés (1917, 11-8, Colegio de las Huérfanas de la Guardia Civil, Madrid ; Ramón Ferrer e Hilario),[2] sarsuela

Moisès, patriarca i cabdill dels hebreu
- Franz Xaver Süssmayr: Moses oder Der Auszug aus Ägypten (1792, 4-5, Kärntnertortheater, Viena; llibretista anònim)
- Carl David Stegmann: Moses (1807, Hamburg; Ernst August Friedrich Klingemann)[3]
- Vincenc Tuček: Moses' Tod (1812, 22-12, Stadttheater, Pest; Vincenc Tuček)
- Gioacchino Rossini: Mosè in Egitto (1818, 5-3, San Carlo, Nàpols; A. Tottola)[4]
- Gioacchino Rossini: Moïse et Pharaon, ou Le passage de la mer Rouge (1827, 26-3, Académie royale de musique, París; Luigi Balocchi i Victor-Joseph Étienne de Jouy)[5]
- Anton Rubinstein: Moses (1885-1891; 2017, 15-10, Filharmonia Narodowa, Varsòvia, versió de concert; Salomon Hermann Mosenthal), òpera espiritual[6]
- Anton Rubinstein: Christus (1894, 2-6, Gewerbehalle, Stuttgart; Heinrich-Alfred Bulthaupt), òpera sacra
- Giacomo Orefice: Mosè (1905, 18-2, T. Carlo Felice, Gènova; Angiolo Orvieto)[7]
- Arnold Schoenberg: Moses und Aron (1932, inacabada; 1954, 12-3, Hamburg, versió de concert; 1957, 6-6, Stadttheater Zürich, escenificada; A. Schönberg)[8]
- Kurt Weill: The eternal road (1937, 7-1, Manhattan Opera House, Nova York; Franz Werfel, traduït a l'anglès per Ludwig Lewisohn), òpera-oratori
- Zsolt Durkó: Mózes (1977, 15-5, Budapest; Z. Durkó)
- Tauno Marttinen: Mooses-oopera (1990; Erkki Mutru)
- Vladimir Alesksandrovič Kobekin: Mojsej (1999; Aleksei Parin)
- Miroslav Skorik: Mojsej (2002, Lviv; Bohdan Stel'mach a partir d'Ivan Franko)

Josuè, cabdill hebreu
- Francesco Ruggi: Giosuè al Giordano (1804, Corpus, Piazza del Pendino, Nàpols ; Nicola Valletta), azione drammatica per il Corpus Domini[9]
- Giacomo Orefice: Mosè (1905, 18-2, T. Carlo Felice, Gènova; Angiolo Orvieto)[7]

Dèbora, jutgessa d'Israel
- Ildebrando Pizzetti: Debora e Jaele (1922, 16-12, T. alla Scala, Milà ; I. Pizzetti)

Jeftè, jutge d'Israel
- Michel Pignolet de Montéclair: Jephté (1732, 28-2, Académie royale de musique, París; Simon-Joseph Pellegrin), "tragédie en musique"
- Giacomo Meyerbeer: Jephtas Gelübde (1812, 23-12, Cuvilliés Theatre, Múnic; Aloys Schreiber)
- Ruperto Chapí: La hija de Jefté (1876, 11-5, T. Real, Madrid; Antonio Arnao)
- Colin McAlpin: The vow (1915, Nottingham)
- Abraham Zevi Idelsohn: יפתח (Yiftaḥ, Jeftè) (1922, Jerusalem; A. Zevi Idelsohn)

Samsó, jutge d'Israel
- Vincenc Tuček: Samson, Richter in Israel (1808, 13-8, Viena ; Joseph Anton Schuster)[10]
- Joachim Raff: Samson (1851-1856, inacabada; J. Raff)[11]
- Camille Saint-Saëns: Samson et Dalila (1877, 2-12; Hoftheater, Weimar; Ferdinand Lemaire)[12]
- Bernard Rogers: The warrior (1947, 11-1, Metropolitan Opera House, N. York ; Norman Corwin)
- Sándor Szokolay: Sámson (1973, 26-10, Magyar Állami Operaházban, Budapest ; László Németh)

Saül, rei d'Israel
- Ottavio Catalani: David musicus, rappresentazione (1613, Seminario Germanico, Roma ; Alessandro Donati)
- Marc-Antoine Charpentier: David et Jonathas (1688, 28-2, Collège Louis-le-Grand, París ; François Bretonneau)[13]
- P. Georg Pasterwitz: Saul und Jonathas (1764, Kremsmünster)
- Salvatore Rispoli: Il trionfo di Davide (1787, T Fondo, Nàpols ; Giuseppe Lucchesi?)
- Matthäus Fischer: König Saul (1798, Augsburg), Singspiel
- Ignaz von Seyfried: Saul, König in Israel (1810, 7-4, T. an der Wien, Viena ; Joseph Ritter von Seyfried)[14]
- E. T. A. Hoffmann: Saul, König von Israel (1811, melodrama, Joseph von Seyfried)
- Luigi Antonio Calegari: Saul (1821, funció privada, Venècia ; a partir de V. Alfieri)
- Nicola Vaccai: Saul (1829, 11-3, T. San Carlo, Nàpols ; Felice Romani)
- Carolina Uccelli: Saul (1830, 21-6, T. della Pergola, Florència ; C. Uccelli)
- Antonio Buzzi: Saul (1843, 31-5, T Comunale, Ferrara ; Camillo Giuliani)[15]
- Auguste Mermet: Le roi David (1846, 3-6, Opéra, Salle Pelletier, París; A. Soumet i F. Mallefille)
- Ernest Guiraud: David (1853, 14-4, Théâtre d'Orléans, Nova Orleans, EUA; sobre A. Soumet i F. Mallefille)
- Félix Godefroid: La fille de Saül (1883)
- Carl Nielsen: Saul og David (1902, 28-11, Det Kongelige Teater, Copenhaguen; Einar Christiansen)
- Hermann Reutter: Saul (1928, 20-7, Internationales Musikfest, Baden-Baden; Alexander Lernet-Holenia; 2a versió: 1947)
- Kurt Weill: The eternal road (1937, 7-1, Manhattan Opera House, Nova York; Franz Werfel, traduït a l'anglès per Ludwig Lewisohn), òpera-oratori
- Darius Milhaud: David (versió de concert: 1954, 1-6, King David Festival, Jerusalem (en hebreu); escena: 1955, 2-1, T. alla Scala, Milà (en italià); 1955, 19-11, T. de la Monnaie, Brussel·les (en francès); Armand Lunel), òpera en cinc actes
- Mario Castelnuovo-Tedesco: Saul (1960, M. Castelnuovo-Tedesco, a partir de Vittorio Alfieri)
- Flavio Testi: Saül (versió de concert: Radio France, París, 2003; versió escènica: Teatro Lauro Rossi, Macerata, 2007; F. Testi a partir d'André Gide)

David, rei d'Israel
- Ottavio Catalani: David musicus, rappresentazione (1613, Alessandro Donati)
- Marc-Antoine Charpentier: David et Jonathas (1688, François Bretonneau)
- Salvatore Rispoli: Il trionfo di Davide (1787, Giuseppe Lucchesi?)
- Ignaz von Seyfried: Saul, König in Israel (1810, 7-4, T. an der Wien, Viena ; Joseph Ritter von Seyfried)[14])
- E. T. A. Hoffmann: Saul, König von Israel (1811, melodrama)
- Giovanni Liverati: David oder Goliaths Tod (1813, O. De Antoni)
- Nicola Vaccai: Saul (1829, 11-3, T. San Carlo, Nàpols ; Felice Romani)
- J. Michael Maurer: David der Hirtenknabe, oder Der Kampf mit dem Riesen (1830, Deutsches Theater, Estrasburg; J. M. Maurer)
- Mario Aspa: Il premio di Davide (1835, Francesco Paolo Berenga), oratori
- Auguste Mermet: Le roi David (1846, A. Soumet i F. Mallefille)
- Ernest Guiraud: David (1853, sobre A. Soumet i F. Mallefille)
- Carl Nielsen: David og Saul (1902, Einar Christiansen)
- Amintore Galli: David (1904, A. Galli)
- Gustave Doret: Le roi David (1921, drama líric; en 1924 oratori)
- Karel Salmon: David und Goliath (1930, Berlín; Albert Bär), òpera per a titelles
- Will Eisenmann: Bethsabé (1936, text d'André Gide), drama-pantomima-oratori
- Kurt Weill: The eternal road (1937, 7-1, Manhattan Opera House, Nova York; Franz Werfel, traduït a l'anglès per Ludwig Lewisohn), òpera-oratori
- Hanns Eisler: Goliath (1937-1944, inacabada; Bertold Brecht)
- Darius Milhaud: David (versió de concert: 1954, 1-6, King David Festival, Jerusalem (en hebreu); escena: 1955, 2-1, T. alla Scala, Milà (en italià); 1955, 19-11, T. de la Monnaie, Brussel·les (en francès); Armand Lunel), òpera en cinc actes
- Mario Castelnuovo-Tedesco: Saul (1960, M. Castelnuovo-Tedesco, a partir de Vittorio Alfieri)
- Alejandro Pinto: Adonías (1989, A. Pinto)[16]
- Vladimir Alesksandrovič Kobekin: Molodoj David (El jove David) (1997)
- Flavio Testi: Saül (versió de concert: Radio France, París, 2003; versió escènica: Teatro Lauro Rossi, Macerata, 2007; F. Testi a partir d'André Gide)
- Sven-David Sandström: Batseba (2006, Leif Janzon)

Salomó, rei d'Israel
- Georg Caspar Schürmann: Salomom (1701, Anton Ulrich de Braunschweig-Wolfenbüttel o Johann Christian Knorr von Rosenroth)
- Reinhard Keiser: Die über die Liebe Triumphirende Weißheit, oder Salomon (1709)
- Johann Michael Schmid: Regina Saba Salomonis hospita (1753), melodrama
- Marianus Königsperger: Salomon rex sapientia a Deo collata (1763)
- Franz Schnizer: Salomonis judicium (1773)
- Peter Ritter: Salomon's Urtheil (1808, Georg Christian Römer)
- Charles Gounod: 'La Reine de Saba (1862, 28-2, Opéra Le Péletier, París; Jules Barbier i Michel Carré), com a Soliman
- Karl Goldmark: Die Königin von Saba (1875)
- Anton Rubinstein: Sulamith (1883, 8-11, Dammtor T., Hamburg; Julius Rodenberg), "biblisches Bühnenspiel"[17]
- Amintore Galli: David (1904)
- Kurt Weill: The eternal road (1937, 7-1, Manhattan Opera House, N. York ; Franz Werfel), òpera-oratori[18]
- Arturo Luzzatti: Salomón (1942)
- Randall Thompson: Solomon and Balkis (1942)
- Alejandro Pinto: Adonías (1989, A. Pinto)[16]
- Gion Antoni Derungs: Il semiader (1996, Coira, Suïssa; Lothar Deplaces)
- Pelle Gudmundsen-Holmgreen: Sol går op, sol går ned (2015)
- Adriano Guarnieri: Fammi udire la tua voce (2017, 9-9, T. Caio Melisso, Spoleto; A. Guarnieri)

Atalia, reina de Judà
Rei Joaix de Judà
- César-François-Nicolas Clérambault: Athalie (1756)
- Johann Nepomuk Poissl: Athalia (1814, J. G. Wohlbrück, sobre Racine)
- Johann Simon Mayr: Atalia (1822, quaresma, T. San Carlo, Nàpols; Felice Romani), drama sacre o oratori dramatitzat
- Harry Lawrence Freeman: Athalia (1916, estr. 1923, Nova York; H. L. Freeman)
- Hugo Weisgall: Athaliah (1964, 17-2, Philharmonic Hall, Nova York; Richard Franko Goldman)

Rei Joaix de Judà
- P. Georg Pasterwiz: Joas (1759)

Sedecies, rei de Judà
- Antonio Pampani: Sedecia (1736)
- Pietro Carlo Guglielmi: La Semira, ossia, La distruzione di Gerusalemme (1803)
- Giuseppe Addrizza: Sedecia, re di Giuda (1835)
- Johann Georg Kastner_ Le dernier roi de Juda (1844)

Jeremies (profeta)
- Pietro Carlo Guglielmi: La Semira, ossia, La distruzione di Gerusalemme (1803)
- Kurt Weill: The eternal road (1937, 7-1, Manhattan Opera House, N. York ; Franz Werfel), òpera-oratori[18]
- Petr Eben: Jeremias (1997, Kirchenoper)

Ezequiel, sacerdot i profeta jueu
- Jörg Widmann: Babylon (2012, 27-10, Múnic, Bayerische Staatsoper; Peter Sloterdijk)

Profeta Zacaries
- Giuseppe Verdi: Nabucco (1842, 9-3, T. alla Scala, Milà ; Temistocle Solera)

Judit, heroïna llegendària de Betúlia
- Luca Antonio Predieri: La Giuditta (1713; Francesco Silvani)
- Francisco António de Almeida: La Giudetta (1726, Roma; F. A. de Almeida)
- Wolfgang Amadeus Mozart: Betulia liberata (1771; Pietro Metastasio), "azione sacra"
- Leopold Koželuh: Judith und Holofernes (1780?; estr. 1799, tardor, Hoftheater, Viena; traduït de Pietro Metastasio), perduda
- Pietro Raimondi: Giuditta (1827, Quaresma, T. San Carlo, Nàpols; Andrea Tottola)
- Domenico Silveri: Giuditta (1839; M. Marcello)
- Samuele Levi: Giuditta (1844, 14-2, T. La Fenice, Venècia; Giovanni Peruzzini)
- Melcior de Ferrer i de Manresa: Giuditta (1855, T. Municipal, Girona; Giovanni Peruzzini)
- Achille Peri: Giuditta (1860; M. Marcello)
- Aleksandr Serov: Judif (1863, 28-5, T. Mariinskij, Sant Petersburg; Apollon N. Majkov, Dimitri I. Lobanow, Konstantin I. Swanzow), òpera en cinc actes
- Franz Doppler: Judith (1870, 30-12, Hofoper, Viena; S. H. Mosenthal), òpera en quatre actes
- George Whitefield Chadwick: Judith (1901, Worcester, Mass., EUA, William Chauncy Langdon), drama líric en 3 actes
- Max Ettinger: Judith (1921, Nuremberg; Max Ettinger a partir de Hebbel)
- Oleix Txixko: Judif (1923, Novossijsk; Oles' Čyško)
- Arthur Honegger: Judith (1925; estr. 1926, 13-2, Opéra, Montecarlo, Mònaco; René Morax), "opéra sérieux" en tres actes
- Natanael Berg: Judith (1936, 22-2, Kungliga Teatern Stockholm, Estocolm, Suècia; N. Berg a partir de F. Hebbel)
- Siegfried Matthus: Judith (1982-1984; estr.: 1985, 28-9, Komische Oper, Berlín; S. Matthus)
- Siegfried Matthus: Desdemona und ihre Schwestern (1992, 12-5, Schwetzingen; S. Matthus)

Macabeus, germans, líders d'una revolta
- Anton Rubinstein: en:Die Maccabäer (1875, 17-4, Hofoper, Berlín; Salomon Hermann Mosenthal)

### Súmer, Assíria, Babilònia
Guilgameix, rei llegendari d'Uruk
- Bohuslav Martinů: Das Gilgamesch-Epos, oratori (1954-1955, estr. 1958, 24-1, Basilea; B. Martinů, sobre el Poema de Guilgameix)
- Nevit Kodallı: Gılgamış (1964, 27-1, Ankara, Devlet Opera ve Balesi; Orhan Asena)
- Ahmet Adnan Saygun: Gılgameş (1964-1983, estr. 1970, 27-1, Ankara, Devlet Opera ve Balesi; Münir Hayri Egeli)
- Per Nørgård: Gilgamesh (1973, 4-5, Den jyske Opera, Århus; P. Nørgård, a partir del Poema de Guilgameix)
- Rudolf Brucci: Gilgameš (Гилгамеш(1986, 2-11, Novi Sad, Srpsko narodno kazalište; Arsenije Arsa Milošević)
- Franco Battiato: Gilgamesh (1992, 5-6, Teatro dell'opera di Roma; F. Battiato)
- Volker David Kirchner: Gilgamesh (1996-1998, est. 2000, Hannover; V. D. Kirchner)
- John Craton: Gilgamesh (2008, 23-8 (fragments), Gallo Center, Modesto, Calif.; Addai Alkhas), en assiri
- René Clemencic: Gilgamesch (2015, 22-5, Expedithalle der Brotfabrik, Viena; Kristine Tornquist), òpera-oratori

Assurbanipal, rei d'Assíria, conegut com a Sardanapal
- Giovanni Domenico Freschi: Sardanapalo (1679)
- Giovanni Francesco Bianchi: Arbace (1781, G. Sertor)
- Giulio Alary: Sardanapale
- Franz Liszt: Sardanapale
- Otto Bach: Sardanapal
- Victorin de Joncières: Sardanapale (1867)
- Aleksandr Sergeevič Famincijn: Sardanapal (1875)
- Alphonse Duvernoy: Sardanapale (1882)
- Christian Ludwig Boxberg: Sardanapolus (1968)

Arbaces de Mèdia, general de Sardanàpal
- Giovanni Francesco Bianchi: Arbace (1781, G. Sertor)

Nabucodonosor II, sobirà de Babilònia
- Reinhard Keiser: Der Gestürtzte und wieder Erhöhte Nebucadnezar, 
König zu Babylon unter dem grossen Propheten Daniel (1709)
- Pietro Carlo Guglielmi: La Semira, ossia, La distruzione di Gerusalemme (1803)
- Joseph Rastrelli: Il trionfo di Nabucco il Grande ossia, La punizione di Sedecia (ca. 1840)
- Giuseppe Verdi: Nabucco (1842, 9-3, T. alla Scala, Milà ; Temistocle Solera)
- Benjamin Britten: The burning fiery furnace (1966, 9-6, Aldeburgh, Orford Church; William Plomer)
- Rudolf Kelterborn: Ein Engel kommt nach Babylon (1977)

Sammuramat, reina llegendària de Babilònia, inexistent en realitat
- Francesco Sacrati: La Semiramide in India (1648, Maiolino Bisaccioni)
- Marc'Antonio Cesti: La Semirami (1667)
- Pietro Andrea Ziani: La Semiramide (1670, Giovanni Andrea Moniglia, Matteo Noris)
- Antonio Draghi: La Semiramide (1673, trattenimento musico)
- Johann Wolfgang Franck, Nicolaus Adam Strungk, Johann Mattheson, : Semiramis (1683, Moller)
- Johann Hugo von Wilderer: La monarchia stabilita (1703)
- Giovanni Battista Bononcini: La regina creduta re (1706)
- Carlo Francesco Pollarolo: Semiramide (1714, F. Silvani)
- André Cardinal Destouches: Sémiramis (1718)
- Capelli, Francesco Gasparini i Antonio Maria Bononcini: Nino (1720, I. Zanelli)
- Giuseppe Maria Orlandini: Nino (1722)
- Nicola Porpora: Semiramide regina dell'Assiria (1724, primavera, T. San Bartolomeo, Nàpols; F. Silvani, sobre Ippolito Zanelli)
- Antonio Caldara: Semiramide in Ascalona (1725)
- Charles-Simon Favart: Ninus et Sémiramis (1725)
- Leonardo Vinci: Semiramide riconosciuta (1729, T. delle Dame, Roma ; P. Metastasio, rev. Domenico Lalli)[19]
- Nicola Porpora: Semiramide riconosciuta (1729, carnestoltes, T. San Giovanni Crisostomo, Venècia ; P. Metastasio, rev. Domenico Lalli)[20]
- Geminiano Giacomelli: Semiramide riconosciuta (1730)
- Leonardo Leo: Semiramide (1730)
- Francesco Araja: Semiramide riconosciuta (1731)
- Antonio Vivaldi: Semiramide (1732, carnestoltes, T. arciducale, Màntua; Francesco Silvani)
- Francesco Corselli: Nino (1732)
- Giovanni Porta: Semiramide (1733, P. Metastasio)
- Francesco Araja: Il finto Nino, overo La Semiramide riconosciuta (1737)
- Antonio Pampani: Semiramide riconosciuta (1741)
- Giovanni Battista Lampugnani: Semiramide riconosciuta (1741)
- Niccolò Jommelli: Semiramide riconosciuta (1742, 20-1, T. regio, Torí; P. Metastasio)
- Niccolò Jommelli: Semiramide (1742, 26-12, T. San Giovanni Grisostomo, Venècia; Francesco Silvani)
- Paolo Scalabrini: Semiramide riconosciuta (1743, carnestoltes, Theater al Tummel-Plaz, Graz; P. Metastasio)[21]
- Johann Adolf Hasse: Semiramide riconosciuta (1744, 26-12, T. San Giovanni Crisostomo, Venècia; P. Metastasio)
- Giovanni Battista Lampugnani: Semiramide (1745)
- Domènec Terradellas: Semiramide riconosciuta (1746, Carnestoltes, Florència; P. Metastasio)
- Johann Adolf Hasse: Semiramide riconosciuta (1747, 11-1, Hoftheater, Dresden; P. Metastasio)
- Christoph Willibald Gluck: Semiramide riconosciuta (1748, 14-5, Burgtheater, Viena; P. Metastasio)
- Baldassare Galuppi: Semiramide riconosciuta (1749, 25-1, T. Regio Ducale, Milà; P. Metastasio)[22]
- Davide Pérez: Semmiramide riconosciuta (1749)
- Giovanni Marco Rutini: Semiramide (1751, Pietro Metastasio)
- Giuseppe Scarlatti: Semiramide riconosciuta (1751, Pietro Metastasio)
- Gioacchino Cocchi: '''Semiramide riconosciuta (1753)
- Rinaldo di Capua: Attalo (1754, Antonio Papi)[23]
- Baldassare Galuppi: Attalo (1755, 11-6, T. Nuovo, Pàdua; Francesco Silvani)
- Andrea Bernasconi: Semiramide riconosciuta (1756)
- Francesco Brusa: Semiramide riconosciuta (1756)
- Carl Heinrich Graun: Semiramide (1756)
- Domenico Fischietti: Semiramide (1759)
- Vincenzo Manfredini: Semiramide riconosciuta (1760)
- Giuseppe Sarti: Semiramide (1762, tardor, Theatre on Kongens Nytorv, Copenhaguen; P. Metastasio)
- Antonio Sacchini: Semiramide riconosciuta (1764, 7-1, T. Argentina, Roma; P. Metastasio)
- Tommaso Traetta: Semiramide (1765, P. Metastasio)
- Josef Mysliveček: Semiramide (1766)
- Ferdinando Bertoni: Semiramide riconosciuta (1767)
- Giovanni Paisiello: La Semiramide in villa (1772, carnestoltes, T. Capranica, Roma; desconegut), intermezzo
- Pietro Alessandro Guglielmi: La Semiramide riconosciuta (1776)
- Antonio Salieri: Semiramide (1782, carnestoltes, Residenz, Múnic; P. Metastasio)
- Michele Mortellari: Semiramide (1784)
- Alessio Prati: La vendetta di Nino (1786, Pietro Giovannini)
- Francesco Bianchi: La vendetta di Nino (1790, P. Giovannini)
- Alessio Prati: La morte di Semiramide (1791, Pietro Giovannini); revisió de La vendetta di Nino
- Sebastiano Nasolini: La morte di Semiramide (1792)
- Antoine Dauvergne: Sémiramis (inacabada, 1797)
- Domenico Cimarosa: Semiramide (1799, T. dei Fiorentini, Nàpols; P. Metastasio)
- Marcos António da Fonseca Portugal: La morte di Semiramide, ossia La vendetta di Nino (1801, 23-12, T. S. Carlos, Lisboa; Giuseppe Caravita)[24]
- Charles Simon Catel: Sémiramis (1802, 4-5, Opéra, París; Philippe Desriaux)
- Francesco Gnecco: Arsace e Semiramide (1804)
- Vincenc Tuček: Die neue Semiramis (1808, Joachim Perinet), große heroisch-komische Travestie-Oper
- Giacomo Meyerbeer: Semiramide riconosciuta (1819, 3-2, T. Regio, Torí; Gaetano Rossi, a partir de Metastasio))
- Gioacchino Rossini: Semiramide (1823, 3-2, T. La Fenice, Venècia; Gaetano Rossi)[25]
- Manuel García: La Semíramis (1828, 8-5, T. de los Gallos, Ciutat de Mèxic ; G. Rossi)
- Ottorino Respighi: it:Semirâma (1910, 20-11, Teatro Comunale, Bolonya; Alessandro Cerè)
- Gian Francesco Malipiero: Mondi celesti e infernali (1949, estrena: 1950, 12-1, RAI, Roma; G. F. Malipiero), "tres actes amb set dones"
- Michel Bosc: Ninos and Shamiram (2010, 21-8, Gallo Center, Modesto, Califòrnia; Yosip Bet Yosip), cantata

Baltasar de Babilònia, príncep de Babilònia, fill de Nabònides
- Reinhard Keiser: Der Gestürtzte und wieder Erhöhte Nebucadnezar, 
König zu Babylon unter dem grossen Propheten Daniel (1709)
- Antonio Lotti: Ciro in Babilonia (1716)
- Gioachino Rossini: Ciro in Babilonia, ossia la caduta di Baldassare (1812, 14-3, T. Comunale, Ferrera; Francesco Aventi), com a Baldassare, rei d'Assíria
- John Henry Griesbach: Belshazzar's feast (1835, estrena com a oratori: 1854, 30-6, Londres; William Ball)[26]
- Teodulo Mabellini: Il convito di Baldassarre (1852)
- Antonio Buzzi: Il convito di Baldassarre (1853)
- George F. Root: Belshazzar's feast (1853; Benjamin Franklin Edmans)[26]
- Arseni Nikolaevitx Koreixtxenko: Pir Valtasara (1892)
- Conrado del Campo: La tragedia del beso (1915, Carlos Fernández Shaw) (una de les veus interiors)
- Alexandre Georges: Balthazar, ou La fin de Babylone (1925)
- Volker David Kirchner: Belshazar (1986)
- Zygmunt Krauze: Baltazar (2001)

### Pèrsia
Zoroastre
- Jean-Philippe Rameau: Zoroastre (1749, 5-12, Académie royale de musique, París; Louis de Cahusac)
- Alberto Franchetti: Zoroastro (1890, inacabada)
- Jules Massenet: Le mage (1891, 16-3, Opéra, París; Jean Richepin), com a Zarâstra
- Rutland Boughton: Bethlehem (1915, 28-12, Street, Anglaterra; R. Boughton), com a Zarathustra

Rei Ciaxares de Mèdia
- Georg Friedrich Haendel: Sosarme, re di Media (1732, 15-2, Londres, Haymarket King's Theater, Antonio Salvi)

Rei Astíages de Mèdia
Hàrpag, general mede
- Alessandro Scarlatti: Ciro (1712, P. Ottoboni)
- Pietro Torri: Ciro (1733, Leopoldo de Villati)

Rei Astíages de Mèdia
Mandane de Mèdia, reina, esposa de Cambises I d'Anshan
- Giovanni Buonaventura Viviani: Astiage (1677, M. Noris)
- Domenico Sarro: Ciro (1716, Pietro Pariati)
- Pietro Torri: Ciro (1733, Leopoldo de Villati)
- Ignazio Fiorillo: Mandane (1736)
- Ignazio Fiorillo: Astiage rè de' Medi (1749)

Rei Cambises I d'Anshan
- Giovanni Buonaventura Viviani: Astiage (1677, M. Noris)
- Alessandro Scarlatti: Il Cambise (1719, Domenico Lalli)
- Carlo Ignazio Monza: Cambise (1724)
- Joseph Schuster: Creso in Media (1779, G. Pagliuca)

Rei Astíages de Mèdia
Rei Cambises I d'Anshan
Mandane de Mèdia, reina, esposa seva
Hàrpag, general mede
Cir II el Gran, rei de Pèrsia
- Francesco Araja: Ciro riconosciuto (1731)
- Antonio Caldara: Ciro riconosciuto (1736, 28-8, Favorita, Viena; Pietro Metastasio)[27]
- Rinaldo di Capua: Ciro riconosciuto (1737)
- Leonardo Leo: Ciro riconosciuto (1739)
- Pietro Chiarini: Il Ciro riconosciuto (1743)
- Niccolò Jommelli: Ciro riconosciuto (1744, 30-1, T. Bonacossi, Ferrara; P. Metastasio)
- Baldassare Galuppi: Ciro riconosciuto (1745, 26-12, T. Regio Ducale, Milà; P. Metastasio)[28]
- John Christopher Smith: Il Ciro riconosciuto (1744-1745, Pietro Metastasio)
- Giovanni Verocai: Il Ciro riconosciuto (1746, P. Metastasio)
- Egidio Duni: Ciro riconosciuto (1748)
- Niccolò Jommelli: Ciro riconosciuto (1749, 15-11, T. San Giovanni Grisostomo, Venècia; P. Metastasio)
- Johann Adolph Hasse: Ciro riconosciuto (1751, 20-1, Dresden; P. Metastasio)
- Ignazio Fiorillo: Il Ciro riconosciuto (1753)
- Giuseppe Sarti: Ciro riconosciuto (1754, Theatre on Kongens Nytorv, Copenhaguen; Pietro Metastasio)
- Gioacchino Cocchi: Ciro riconosciuto (1759)
- Niccolò Piccinni: Ciro riconosciuto (1759, P. Metastasio)
- Baldassare Galuppi: Ciro riconosciuto (1745, 26-12, T. Regio Ducale, Milà; P. Metastasio)[28]
- Johann Adolph Hasse: Ciro riconosciuto (1762, 17-1, Varsòvia; P. Metastasio)
- Brizio Petrucci: Ciro riconosciuto (1765, P. Metastasio)
- Hieronymus Mango: Ciro riconosciuto (1767)
- Angelo Tarchi: Ciro riconosciuto (1796, P. Metastasio)
- Ignaz von Seyfried: Cyrus in Persien (1803, 22-11, Theater an der Wien, Viena; Joseph Ritter von Seyfried)
- Luigi Capotorti: Ciro riconosciuto (1805)
- Ignaz Franz von Mosel: Cyrus und Astiages (1818, 13-6, Kärtnertortheater, Viena; Matthäus von Collin, a partir de P. Metastasio)

Rei Cambises I d'Anshan
Mandane de Mèdia, reina, esposa seva
Hàrpag, general mede
Cir II el Gran, rei de Pèrsia
- Francesco Provenzale: Ciro (1653, G. C. Sorrentino)

Cir II el Gran, rei de Pèrsia
- Francesco Provenzale: Ciro (1653, G. C. Sorrentino)
- Francesco Cavalli: Ciro (1654)
- Antonio Bertali: Ciro crescente (1661)
- Andrea Mattioli: Ciro (1665)
- Antonio Draghi: Ciro vendicatore di se stesso (1668)
- Leopold I del Sacre Imperi Romanogermànic: Creso (1678)
- Johann Philipp Förtsch: Der Hochmüthige, Gestürzte und wieder erhabene Croesus (1684, Schauplatz am Gänsemarkt, Hamburg; Lucas Bastel, traduït de Nicolò Minato)
- Giovanni Domenico Freschi: La incoronazione di Dario (1684: n'apareix l'ombra o l'esperit)
- Giovanni Frezza: Ciro trionfante (1685)
- Carlo Francesco Pollarolo: L'odio e l'amore (1702, M. Noris)
- Tomaso Albinoni: Ciro (1709)
- Reinhard Keiser: Der Hochmüthige, Gestürzte und wieder erhabene Croesus (1710, revisió 1730; Operntheater, Hamburg; Lucas Bastel, traduït de Nicolò Minato)
- Alessandro Scarlatti: Ciro (1712, P. Ottoboni)
- Francesco Bartolomeo Conti: Ciro (1715)
- Antonio Lotti: Ciro in Babilonia (1716)
- Francesco Gasparini: Ciro (1716, M. Noris)
- Domenico Natale Sarro: Ciro (1716, Pietro Pariati)
- Giovanni Battista Bononcini: L'odio e l'amore (1721)
- Giovanni Bononcini: Ciro (1724)
- Francesco Ciampi: Ciro (1726)
- Pietro Torri: Ciro (1733, Leopoldo de Villati)
- Georg Reutter: Ciro in Armenia (1733, Giovanni Claudio Pasquini)
- Daniel dal Barba: Ciro in Armenia (1750)
- Maria Teresa Agnesi: Ciro in Armenia (1753)
- Giovanni Battista Sammartini: Ciro in Armenia (1753)
- Niccolò Jommelli: Creso (1757, 5-2, T. Argentina, Roma; Giuseppe Gioacchino Pizzi)
- Ignazio Fiorillo, Domenico Fischietti, Davide Perez, Gian Francesco di Majo: Il Creso (1760, pastitx)
- Antonio Sacchini: Creso (1765, 4-11, T. San Carlo, Nàpols; Gioacchino Pizzi; 2a versió: 1777)
- Domenico Fischietti: Il Creso (1776)
- Giuseppe Sarti: Il trionfo della pace (1783, 10-5, T. Ducale, Màntua; Cesare Olivieri)
- Johann Daniel Hensel: Cyrus und Kassandane (1786, Halle; Karl Wilhelm Ramler)
- Gioachino Rossini: Ciro in Babilonia, ossia la caduta di Baldassare (1812, 14-3, T. Comunale, Ferrera; Francesco Aventi)
- Pietro Raimondi: Ciro in Babilonia (1820)
- John Gardner: Bel and the dragon (1973, 15-12, W11 Opera, Londres; Timothy Kraemer)

Darios I el Gran, emperador persa
- Giovanni Antonio Boretti: Dario in Babilonia (1671)
- Giuseppe Felice Tosi: L'incoronazione di Serse (1690, 26-12, San Giovanni Grisostomo, Venècia; Adriano Morselli)
- Giovanni Maria Ruggieri: Milziade (1699, Lotto Lotti)
- Reinhard Keiser: Der Gestürtzte und wieder Erhöhte Nebucadnezar, 
König zu Babylon unter dem grossen Propheten Daniel (1709)
- Antonio Vivaldi: L'incoronazione di Dario (1717, 23-1, T. Sant'Angelo, Venècia; Adriano Morselli)
- Giuseppe Nicolini: Dario Istaspe (1810)
- Joseph Weigl: Daniel in der Löwengrube, oder Baals Sturz (1820, Johann Anton Friedrich Reil)

Atossa, esposa de Cir el Gran, mare de Xerxes
- Boudewijn Tarenskeen: Persians (1994, "a cappella-opera")

Rei Xerxes I "el Gran" de Pèrsia
- Francesco Cavalli: Xerse (1654)
- Jean-Baptiste Lully: Xerxes (1660)
- Nicolaus Adam Strungk: Die Liebreiche, durch Tugend und Schönheit erhöhete Esther (1680, Johann Martin Köhler)
- Antonio Draghi: Temistocle in Persia (1681)
- Antonio Gianettini: Temistocle in bando (1683)
- Johann Philipp Förtsch: Der mächtige Monarch der Perser Xerxes, in Abidus (1689)
- Giuseppe Felice Tosi: L'incoronazione di Serse (1690, 26-12, San Giovanni Grisostomo, Venècia; Adriano Morselli)
- Giovanni Battista Bononcini: Xerse (1694)
- Giovanni Battista Bononcini, Giovanni Lorenzo Lulier, A. Ziani: Temistocle in bando (1698)
- Nicola Porpora: Il Temistocle (1718, 1-10, Hof, Viena; Apostolo Zeno)
- Girolamo Donnini: Ester (1719)
- Fortunato Chelieri: Il Temistocle (1721)
- Antonio Vivaldi: Aristide (1735, tardor, T. San Samuele, Venècia; Carlo Goldoni?), pastitx
- Antonio Caldara: Temistocle (1736, 4-11, Hoftheater, Viena ; Pietro Metastasio)[27]
- Giovanni Chinzer: Il Temistocle (1737, Metastasio)
- Gaetano Latilla: Temistocle (1737, Metastasio)
- Giuseppe Maria Orlandini: Il Temistocle (1737, Metastasio)
- Antonio Pampani: Artaserse Longimano (1737, Metastasio)
- Georg Friedrich Haendel: Serse (1738, 15-4, King's Theatre, Londres; Silvio Stampiglia)
- Giovanni Alberto Ristori: Il Temistocle (1738, Metastasio)
- Francesco Poncini Zilioli: Il Temistocle (1739, Metastasio)
- Andrea Bernasconi: Temistocle (1740, Metastasio)
- Francesco Maggiore: Il Temistocle (1743, Metastasio)
- Nicola Porpora: Il Temistocle (1743, 22-2, T. at the Haymarket, Londres; P. Metastasio)
- Antonio Costantini: Il Temistocle (1744, Metastasio)
- Filippo Finazzi: Il Temistocle (1746, Metastasio)
- Giovanni Verocai: Temistocle in bando (1747, Metastasio)
- César-François-Nicolas Clérambault: Esther (1756, com a Assuerus)
- Niccolò Jommelli: Temistocle (1757, 18-12, T. San Carlo, Nàpols; P. Metastasio)
- Gennaro Manna: Temistocle (1761, Metastasio)
- Josep Duran: Temistocle (1762, 4-11, T. de la Santa Creu, Barcelona; Pietro Metastasio)
- Johann Otto Uhde: Temistocle (1762, Metastasio)
- Niccolò Jommelli: Temistocle (1765, 4-11, Hof, Ludwigsburg; P. Metastasio)
- Carlo Monza: Temistocle (1766, Metastasio)
- Johann Christian Bach: Temistocle (1772, 5-11, Hoftheater, Mannheim; P. Metastasio)
- Giovanni Angelo Brunetti: Temistocle (1776, Metastasio)
- Augustin Ullinger: Temistocle (1777, Metastasio)
- Luigi Guido Beltrami: Temistocle (1780, Metastasio)
- François-André Danican Philidor: Thémistocle (1785, 13-10, Palau de Fontainebleau; Étienne Morel de Chédeville)
- Marcos António da Fonseca Portugal: L'Argenide, ossia Il ritorno di Serse (1797, Florència; Francesco Gonella di Ferrari)[29]
- Giuseppe Millico: Esther (ca. 1800)
- Leblanc: Esther (1802)
- Niccolò Antonio Zingarelli: Il ritorno di Serse (1808)
- Heinrich Aloys Praeger: Esther (ca. 1820, Friedrich Jester)
- Giovanni Pacini: Il Temistocle (1823, 23-8, T. Giglio, Lucca; Pietro Anguilessi a partir de Metastasio)
- Giuseppe Tranquilli: Ester (1848)
- Pavlos Carrer: Μαραθών-Σαλαμίς (Marazón-Salamis) (1866, estrena: 2003, 14-2, T. Olimpia, Atenes ; A. Martzokis, A. Kapsokefalos)
- José María Ponce de León Ramírez: Ester (1874, 2-7, T. Coliseo, Bogotà (Colòmbia) ; Rafael Pombo, Manuel Briceño)
- Luigi Ferrari Trecate: Regina Ester (1900)
- Émile Mathieu: La reine Vasthi (1906, est. 1920; com a Assuérus)
- Antoine Mariotte: Esther, princesse d'Israël (1925, tragèdia lírica)
- Jan Meyerowitz: Esther (1960)
- Hugo Weisgall: Esther (1993, 10, New York City Opera, Nova York ; Charles Kondek)
- Boudewijn Tarenskeen: Persians (1994, "a cappella-opera")

Aquemenes d'Egipte, sàtrapa en Egipte, germà de Xerxes
Amastris, esposa de Xerxes
- Georg Friedrich Haendel: Serse (1738, 15-4, King's Theatre, Londres; Silvio Stampiglia), com a Arsamene.

Tissafernes, sàtrapa, ambaixador a Esparta
- Giacomo Cordella: Alcibiade (1825, 26-12, T. La Fenice, Venècia; Luigi Prividali)

Rei Artaxerxes I de Pèrsia
- Benedetto Vinaccesi: Gli amanti generosi (1703, Giovanni Pietro Candi)
- Antonio Gianettini: Artaserse (1705, A. Zeno, P. Pariati)
- Francesco Mancini: Gli amanti generosi (1705, A. Zeno, P. Pariati)
- Giuseppe Maria Orlandini: Artaserse (1706, A. Zeno, P. Pariati)
- Pietro Giuseppe Sandoni: Artaserse (1708, A. Zeno, P. Pariati)
- Alessandro Scarlatti: La virtù trionfante dell'odio e dell'amore (1716, Francesco Silvani, Giuseppe Papis)
- Nicola Porpora: Temistocle (1718, 1-10, Hof, Viena; Apostolo Zeno)
- Marc'Antonio Ziani: Temistocle (1718, Apostolo Zeno)
- Fortunato Chelleri: Il Temistocle (1721, A. Zeno)
- Attilio Ariosti: Artaserse (1724, N. F. Haym, a partir de Pariati i Zeno)
- Georg Reutter: La generosità di Artaserse con Temistocle (1731, Giovanni Claudio Pasquini)
- Gaetano Maria Schiassi: L'Artaserse (1737, A. Zeno, P. Pariati)
- Giovanni Porta: Artaserse (1739, A. Zeno, P. Pariati)
- Giovanni Verocai: Temistocle in bando (1747, Metastasio)
- Francesco Zanetti: Artaserse (1782, A. Zeno, P. Pariati)

Rei Artaxerxes I de Pèrsia
Artaban d'Hircània, militar i privat d'Artaxerxes
- Andrea Mattioli: Artabano (1666, A. Lanzoni)
- Leonardo Vinci: Artaserse (1730, Carnestoltes, T. delle Dame, Roma ; P. Metastasio)[30]
- Johann Adolf Hasse: Artaserse (1730, 2, T. San Giovanni Crisostomo, Venècia; P. Metastasio)
- Riccardo Broschi: Artaserse (1730, P. Metastasio)
- Antonio Bioni: Artaserse (1733, llibret anònim)
- Francesco Corradini: Dar el ser hijo al padre (1736, a partir de P. Metastasio)
- Giuseppe Bonno: La generosità di Artaserse (1737, G. P. Pasquini), festa di camera
- Giuseppe Paganelli: Artaserse (1737, P. Metastasio)
- Antonio Pampani: Artaserse Longimano (1737, P. Metastasio)
- Francesco Araja: Artaserse (1738, P. Metastasio)
- Giuseppe Ferdinando Brivio: Artaserse (1738, P. Metastasio)
- Giovanni Ferrandini: Artaserse (1739)
- Johann Adolf Hasse: Artaserse (1740, 9-9, Dresden; P. Metastasio), segona versió
- Giuseppe Arena: Artaserse (1741, P. Metastasio)
- Andrea Adolfati: Artaserse (1741, P. Metastasio)
- Christoph Willibald Gluck: Artaserse (1741, 26-12, T. Regio Ducale, Milà; P. Metastasio; només dues àries conservades)
- Pietro Chiarini: Artaserse (1742, P. Metastasio)
- Carl Heinrich Graun: Artaserse' (1743, P. Metastasio)
- Gennaro Manna: Artaserse (1743, P. Metastasio)
- Paolo Scalabrini: Artaserse (1743, 13-11, Theater am Gänsemarkt, Hamburg; P. Metastasio)[31]
- Egidio Duni: Artaserse (1744, P. Metastasio)
- Domènec Terradellas: Artaserse (1744, Carnestoltes, T. San Giovanni Grisostomo, Venècia; P. Metastasio)
- Andrea Bernasconi: Artaserse (1746, P. Metastasio)
- Girolamo Abos: Artaserse (1746, P. Metastasio)
- Vincenzo Legrenzio Ciampi: Artaserse (1747, P. Metastasio)
- Francesco Maggiore: Artaserse (1747, P. Metastasio)
- Giuseppe Scarlatti: Artaserse (1747, P. Metastasio)
- Giuseppe Carcani: Artaserse (1748, P. Metastasio)
- Francesco Zoppis: Artaserse (1748, P. Metastasio)
- Davide Pérez: Artaserse (1748, P. Metastasio)
- Baldassare Galuppi: Artaserse (1749, 27-1, Burgtheater, Viena; P. Metastasio)[32]
- Giovanni Battista Lampugnani: Artaserse (1749, P. Metastasio)
- John Christopher Smith: Artaserse (1749, P. Metastasio)
- Giovanni Battista Mele: El Artajerjes (1749, a partir de Metastasio)
- Niccolò Jommelli: Artaserse (1749, 6-2, T. Argentina, Roma; P. Metastasio)
- Antonio Pampani: Artaserse (1750, P. Metastasio)
- Baldassare Galuppi: Artaserse (1751, 11-6, T. nuovo, Pàdua; P. Metastasio)[32]
- Daniel Barba: Artaserse (1751, P. Metastasio)
- Giovanni Battista Pescetti: Artaserse (1751, P. Metastasio)
- Antonio Ferradini: Artaserse (1752, P. Metastasio)
- Gregorio Sciroli?: Artaserse (1752, P. Metastasio)
- Domenico Fischietti: Artaserse (1754, P. Metastasio)
- Gioacchino Cocchi: Artaserse (1755, P. Metastasio)
- Quirino Gasparini: Artaserse (1755, P. Metastasio)
- Niccolò Jommelli: Artaserse (1756, 30-8, Herzogstheater, Stuttgart; P. Metastasio), segona versió
- Johann Christian Bach: Artaserse (1760, 26-12, T. Regio, Torí; P. Metastasio, rev. Vittorio Amedeo Cigna-Sant)
- Johann Adolf Hasse: Artaserse (1760, Nàpols; P. Metastasio), tercera versió
- Giuseppe Sarti: Artaserse (1760, carnestoltes, T. on Kongens Nytorv, Copenhaguen; P. Metastasio)
- Thomas Arne: Artaxerxes (1762, 2-2, Covent Garden, Londres; T. Arne a partir de Metastasio)[33]
- Giovanni Francesco de Majo: Artaserse (1762, P. Metastasio)
- Niccolò Piccinni: Artaserse (1762, P. Metastasio)
- Ignazio Fiorillo: Artaserse (1765, P. Metastasio)
- Antonio Boroni: Artaserse (1767, P. Metastasio)
- Antonio Sacchini: Artaserse (1768,2-1, T. Argentina, Roma; P. Metastasio)
- Giovanni Paisiello: Artaserse (1771, 26-12, T. di Corte, Mòdena; P. Metastasio)
- Mattia Vento: Artaserse (1771, P. Metastasio)
- Vincenzo Manfredini: Artaserse (1772, P. Metastasio)
- Luigi Caruso: L'Artaserse (1774, P. Metastasio)
- Josef Mysliveček: Artaserse (1774, P. Metastasio)
- Ferdinando Bertoni: Artaserse (1776, P. Metastasio)
- Pietro Alessandro Guglielmi: Artaserse (1777, P. Metastasio)
- Giacomo Rust: Artaserse (1781, P. Metastasio)
- Angelo Tarchi: Artaserse (1751, P. Metastasio)
- Felice Alessandri: Artaserse (1784, P. Metastasio)
- Domenico Cimarosa: Artaserse (1784, 26-12, T. Regio, Torí; P. Metastasio)
- Theodor von Schacht: Artaserse (1785, P. Metastasio)
- Pasquale Anfossi: Artaserse (1788, P. Metastasio)
- Gaetano Andreozzi: Artaserse (1789, P. Metastasio)
- Niccolò Antonio Zingarelli: Artaserse (1789; P. Metastasio)
- Francesco Paolo Parenti: Artaserse (1790 ca., P. Metastasio)
- Nicolas Isouard: Artaserse, re di Persia (1794, 9, T. Avvalorati, Liorna; P. Metastasio), només en queden fragments
- Giuseppe Nicolini: Artaserse (1795, P. Metastasio)
- Marcos António da Fonseca Portugal: Artaserse (1806, Lisboa; P. Metastasio)
- Heinrich Dorn: Artaxerxes (1828)

Darios, fill de Xerxes I de Pèrsia
- Francesco Mancini: Gli amanti generosi (1705)

Rei Artaxerxes II de Pèrsia
- Marc' Antonio Ziani: La virtù trionfante dell'Amore e dell'Odio (Gl'amori ministri della fortuna) (1691, Francesco Silvani)
- Domenico Sarro: Berenice (1732, Giuseppe Papis), com a Arsace

Rei Artaxerxes II de Pèrsia
Darios, príncep persa
Aspàsia de Focea, favorita de Cir el Jove
- Antonio Lotti: Il tradimento traditor di se stesso (1711)

Xerxes II, rei de Pèrsia
Darios II, rei de Pèrsia
- Giuseppe Scarlatti: Dario (1741, Gaetano Baldanza)
- Baldassare Galuppi: Dario (1751)

Rei Darios III de Pèrsia
- Francesco Cavalli: Statira principessa di Persia (1655)
- Francesco Provenzale?: La Statira (1665, Giovanni Francesco Busenello)
- Antonio Draghi: La lanterna di Diogene (1674)
- Giovanni Domenico Freschi: La incoronazione di Dario (1684)
- Giacomo Antonio Perti: La incoronazione di Dario (1686)
- Giacomo Antonio Perti: L'inganno scoperto per vendetta (1691, F. Silvani)
- Francesco Gasparini: Statira (1705, A. Zeno, P. Pariati)
- Domenico Sarro: L'Arsace (1718, Antonio Salvi)
- Attilio Ariosti: Dario (1725)
- Georg Reutter: Statira (1736, A. Zeno?)
- Giovanni Battista Lampugnani: Alessandro sotto le tende di Dario (1751)
- Pasquale Cafaro: La disfatta di Dario (1756)
- Michelangelo Valentini: La sconfitta di Dario (1757, Carlo Diodato Morbilli)
- Giovanni Paisiello: La disfatta di Dario (1776, carnestoltes, T. Argentina, Roma; Duca di S. Angelo Morbilli)
- Tommaso Traetta: La disfatta di Dario (1778, llibretista desconegut)
- Giuseppe Giordani: La disfatta di Dario (1789)
- Johann Nikolaus Götze: Alexander in Persien (1819, 8-5, Grossherzogliches Hoftheater, Weimar; Friedrich Peucer)

Estatira, consort de Darius III de Pèrsia
- Francesco Cavalli: Statira principessa di Persia (1655, Giovanni Francesco Busenello)
- Francesco Provenzale?: La Statira (1665, Giovanni Francesco Busenello)
- Marc'Antonio Cesti: La magnanimità d'Alessandro (1662)
- Antonio Draghi: La lanterna di Diogene (1674)
- Giacomo Antonio Perti: La incoronazione di Dario (1686)
- Alessandro Scarlatti: La Statira (1690, Pietro Ottoboni)
- Giacomo Antonio Perti: L'inganno scoperto per vendetta (1691, F. Silvani)
- Gottfried Finger: The rival queens, or The death of Alexander the Great (1701)
- Francesco Gasparini: Statira (1705, A. Zeno, P. Pariati)
- Luigi Mancia: Alessandro in Susa (1708)
- Giacomo Facco: Le regine di Macedonia (1710)
- Giuseppe Maria Orlandini: Amore e maestà (1715)
- Antonio Vivaldi: L'incoronazione di Dario (1717, 23-1, T. Sant'Angelo, Venècia; Adriano Morselli)
- Georg Reutter: Statira (1736, A. Zeno?)
- Pietro Paradies: Alessandro in Persia (1738)
- Gennaro Manna: Arsace (1746)
- Nicola Sabatino: Arsace (1754)
- Pasquale Cafaro: La disfatta di Dario (1756)
- Michelangelo Valentini: La sconfitta di Dario (1757, Carlo Diodato Morbilli)
- John Abraham Fischer: The Court of Alexander (1770)
- Giovanni Paisiello: La disfatta di Dario (1776, carnestoltes, T. Argentina, Roma; Duca di S. Angelo Morbilli)
- Tommaso Traetta: La disfatta di Dario (1778, llibretista desconegut)
- Giuseppe Giordani: La disfatta di Dario (1789)

Sisigambis, mare de Darios III
- Marc'Antonio Cesti: La magnanimità d'Alessandro (1662)
- Giuseppe Tricarico: La generosità d'Alessandro (1662, Francesco Sbara)
- Gottfried Finger: The rival queens, or The death of Alexander the Great (1701)
- Pietro Paradies: Alessandro in Persia (1738)
- John Abraham Fischer: The Court of Alexander (1770)

Barsine-Estatira, filla de Darius III, esposa d'Alexandre el Gran
- Giuseppe Tricarico: La generosità d'Alessandro (1662, Francesco Sbara)
- Giovanni Porta: La costanza combattuta in amore (1716)
- Giuseppe Paganelli: Barsina (1742)
- Giuseppe Sarti: Alessandro e Timoteo (1782, 6-4, T. dalla Corte, Parma; Gastone della Torre Rezzonico)
- Ercole Paganini: L'Olimpia (1804)

Andràgores, sàtrapa persa a la Pàrtia
- Antonio Draghi: L'Arsace, fondatore dell'imperio de' Parthi (1698)

### Regnes de l'Orient Mitjà antic
Abdalònim, rei de Sidó
- Reinhard Keiser: La fedelta Coronata, oder Die gekrönte Treue (1706)

Antíoc II Theós, rei de Síria
- Giacomo Antonio Perti: Laodicea e Berenice (1697, M. Norris)
- Alessandro Scarlatti: Laodicea e Berenice (1701, Matteo Noris)

Berenice de Síria, esposa d'Antíoc II Theós
Laodice (filla d'Aqueu), reina de Siria
- Giacomo Antonio Perti: 'Laodicea e Berenice (1697, M. Norris)
- Alessandro Scarlatti: Laodicea e Berenice (1701, Matteo Noris)
- Michele Carafa: Berenice in Siria (1818, 29-7, T. San Carlo, Nàpols; Andrea Leone Tottola)

Prúsies I, rei de Bitínia
- Giuseppe Nicolini: Nicomede (1728, Domenico Lalli)

Prúsies II, rei de Bitínia
- Pietro Torri: Annibale in Bitinia (1821)

Nicomedes II Epífanes, rei de Bitínia
- Francesco Gasparini: La verità nell'inganno (1713, F. Silvani)
- Antonio Caldara: Il Tiridate ossia verità nell'inganno (1717, 11-11, Teatrino di corte, Viena; F. Silvani)
- Nicola Porpora: La verità nell'inganno (1726, carnestoltes, T. ducale, Milà; Francesco Silvani)
- Antonio Bioni: Attalo ed Arsinoe (com a Nicomede) (1727)
- Antonio Caldara: La verità nell'inganno ossia Arsinoe (1727, 15-11, Salzburg; Francesco Silvani)
- Giuseppe Nicolini: Nicomede (1728, Domenico Lalli)
- Johann Adolf Hasse: Attalo, re di Bitinia (1728, 5, Nàpols; Francesco Silvani)
- Nicola Porpora: Annibale (1731, tardor, T. Sant'Angelo, Venècia; Filippo Vanstryp)
- Geminiano Giacomelli: Annibale (1731, F. Vanstryp)
- Giovanni Chinzer: Atalo (1742)
- Pietro Chiarini: I fratelli riconosciuti (1744)

Tomiris, reina dels massàgetes
- Carlo Francesco Pollarolo: L'odio e l'amore (1702, M. Noris)
- Alessandro Scarlatti: Il Tigrane o vero L'egual impegno d'amore e di fede (1715, Domenico Lalli; com a Tomiri)
- Francesco Gasparini: Il Ciro (1716, M. Noris)
- Reinhard Keiser: Die grossmütige Tomyris (1717)
- Giuseppe Maria Orlandini: Berenice (1728)
- Baldassare Galuppi: Tamiri (1734, 17-11, T. Sant'Angelo, Venècia; Bartolomeo Vitturi)[34]
- Maria Antònia Walpurgis de Baviera: Talestri, regina delle amazone (1760)
- Johann Gottfried Schwanberger: Talestri, regina delle amazone (1764, Gaetano Roccaforte, M. A. W. de Baviera)
- Domenico Fischietti: Talestri, regina delle amazone (1773)
- João de Sousa Carvalho: Tomiri (1783), serenata

Rei Ariarates V de Capadòcia
- Angelo Tarchi: Ariarate (1786, Ferdinando Moretti)
- Giuseppe Giordani: Ariarate (1789)

Rei Antíoc IV de Commagena
- Pietro Raimondi: Berenice in Roma (1824, Giovanni Battista Bordese)
- Albéric Magnard: Bérénice (1911)

#### Pont
Laodice III, filla de Mitridates II del Pont
- Angelo Tarchi: Antioco (1787, Ferdinando Moretti)

Rei Mitridates IV Filopator, rei del Pont
- Giuseppe Sarti: Attalo, re di Bitinia (1782, 26-12, T. San Benedetto, Venècia; Antonio Salvi)
- Gaetano Marinelli: Attalo, re di Bitinia (1793)

Rei Mitridates VI Eupator, rei del Pont
- Francesco Cavalli: Pompeo Magno (1666)
- Alessandro Scarlatti: Il Pompeo (1683, Nicolò Minato)
- Giacomo Antonio Perti: Il Pompeo (1691, N. Minato)
- Giuseppe Aldrovandini: Mitridate in Sebastia (1701, Giacomo Maggi)
- Alessandro Scarlatti: Mitridate Eupatore (1707, Girolamo Frigimelica Roberti)
- Antonio Maria Bononcini: Tigrane, re di Armenia (1710, Viena; Pietro Antonio Bernardoni)[35]
- Francesco Mancini: La fortezza al cimento (1721)
- Giovanni Maria Capelli: Mitridate, re di Ponto vincitor di se stesso (1723, Benedetto Pasqualigo)
- B. Micheli. N. Romaldi, Antonio Vivaldi: La virtù trionfante dell'amore e dell'odio, overo Il Tigrane (1724, carnestoltes, Roma; Pietro Andrea Bernardoni), pastitx[36]
- Francesco Bartolomeo Conti: Issicratea (1726)
- Antonio Vivaldi, recitatius d'Antonio Guerra: La tirannia castigata (1726, 2, Spork T., Praga; Francesco Silvani), pastitx arranjat per Antonio Denzo a partir de La costanza trionfante
- Antonio Caldara: Mitridate (1728, 4-11, Hoftheater, Viena; A. Zeno)
- Johann Adolf Hasse: Il Tigrane (1729, 4-11, T. San Bartolomeo, Nàpols; Francesco Silvani)
- Giovanni Battista Costanzi: L'Eupatra (1730)
- Giovanni Antonio Giai: Mitridate (1730, A. Zeno, D. Lalli)
- Nicola Porpora: Mitridate (1730, carnestoltes, T. Capranica, Roma; Apostolo Zeno, Filippo Vanstryp)
- Geminiano Giacomelli: Il Tigrane (1733)
- Georg Reutter: La gratitudine di Mitridate (1734, Giovanni Claudio Pasquini), festa di camera
- Nicola Porpora: Mitridate (1736, 24-1, King's Theatre, Londres; Gavrado da Gavrado)
- Bernardo Aliprandi: Mitridate, re di Ponto vincitor di se stesso (1738, Benedetto Pasqualigo)
- Ignazio Fiorillo: Il vincitor di se stesso (1741)
- Christoph Willibald Gluck: Il Tigrane (1743, 26-9, Crema; Carlo Goldoni), se'n conserven parts
- Domènec Terradellas: Mitridate (1746, 9-12, Her Majesty's Theatre, Londres; Francesco Vanneschi)
- Francesco Araja: Mitridate (1747)
- Giovanni Battista Lampugnani: Tigrane (1747)
- Niccolò Piccinni: Tigrane (1761, V. A. Cigna-Santi)
- Antonio Tozzi: Tigrane (1762, Carlo Goldoni)
- Giuseppe Colla: Tigrane (1767)
- Quirino Gasparini: Mitridate re di Ponto (1767, V.-A. Cigna-Santi)
- Wolfgang Amadeus Mozart: Mitridate, re di Ponto (1770, V.-A. Cigna-Santi)
- Giuseppe Sarti Mitridate a Sinope (1779, tardor, T. dalla Palla a Corda, Florència; sobre Apostolo Zeno)
- Antonio Sacchini: Mitridate (1781, 23-1, King's Theater at Haymarket, Londres; Carlo Francesco Badini)[37]
- Angelo Tarchi: Mitridate re di Ponto (1785)
- Sebastiano Nasolini: La morte di Mitridate (1796)
- Niccolò Antonio Zingarelli: La morte di Mitridate (1797)
- Vincenzo Righini: Tigrane (1800, 3-2, Königliches Nationaltheater, Berlín; Antonio de' Filistri)
- Marcos António da Fonseca Portugal: La morte di Mitridate (1806, carnestoltes, T. S. Carlos, Lisboa; Giuseppe Caravita)[38]
- Emilio Serrano Ruiz: Mitrídates (1882, 14-1, T. Real, Madrid; Mariano Capdepón)[39]

Monima, segona esposa de Mitrídates VI
- Antonio Maria Bononcini: Tigrane, re di Armenia (1710, Viena; Pietro Antonio Bernardoni)[35]
- B. Micheli. N. Romaldi, Antonio Vivaldi: La virtù trionfante dell'amore e dell'odio, overo Il Tigrane (1724, carnestoltes, Roma; Pietro Andrea Bernardoni), pastitx[36]
- Emilio Serrano Ruiz: Mitrídates (1882, 14-1, T. Real, Madrid; Mariano Capdepón)[39]

Reina Hipsicratea del Pont, sisena consort de Mitrídates VI
- Francesco Cavalli: Pompeo Magno (com a Issicratea) (1666)
- Giacomo Antonio Perti: Il Pompeo (1691)
- Alessandro Scarlatti: Mitridate Eupatore (1707, Girolamo Frigimelica Roberti)
- Francesco Bartolomeo Conti: Issicratea (1726)

Cleòpatra del Pont, filla de Mitrídates VI, esposa de Tigranes II d'Armènia
- B. Micheli. N. Romaldi, Antonio Vivaldi: La virtù trionfante dell'amore e dell'odio, overo Il Tigrane (1724, carnestoltes, Roma; Pietro Andrea Bernardoni), pastitx[36]
- Antonio Tozzi: Tigrane (1762, Carlo Goldoni)

Rei Farnaces II del Pont
- Francesco Cavalli: Pompeo Magno (com a Farnace) (1666)
- Alessandro Scarlatti: Il Pompeo (1683, Nicolò Minato)
- Giacomo Antonio Perti: Il Pompeo (1691)
- Antonio Draghi: Il delizioso ritiro di Lucullo (1698, festa musical)
- Antonio Caldara: Farnace (1703, tardor, T. Sant'Angelo, Venècia; Lorenzo Morani)
- Alessandro Scarlatti: Mitridate Eupatore (1707, Girolamo Frigimelica Roberti)
- Giovanni Battista Bononcini: Farnace (1723)
- Giovanni Maria Capelli: Mitridate, re di Ponto vincitor di se stesso (1723, Benedetto Pasqualigo)
- Leonardo Vinci: Farnace (1724, A. M. Lucchini)
- Francesco Bartolomeo Conti: Issicratea (1726)
- Antonio Vivaldi: Farnace RV 711 (1727, 10-2, T. Sant'Angelo, Venècia; Antonio M. Lucchini)[40]
- Antonio Caldara: Mitridate (1728, 4-11, Hoftheater, Viena; A. Zeno)
- Giuseppe Maria Orlandini: Berenice (1728)
- Leonardo Vinci: Farnace (1729, A. M. Lucchini)
- Giovanni Battista Costanzi: L'Eupatra (1730)
- Nicola Porpora: Mitridate (1730, carnestoltes, T. Capranica, Roma; Apostolo Zeno, Filippo Vanstryp)
- Giovanni Antonio Giai: Mitridate (1730)
- Giovanni Porta: Farnace (1731, A. M. Lucchini)
- Gaetano Maria Schiassi: Farnace (1736, A. M. Lucchini)
- Nicola Porpora: Mitridate (1736, 24-1, King's Theatre, Londres; Gavrado da Gavrado)
- Giuseppe Paganelli: Farnace (1738)
- Bernardo Aliprandi: Mitridate, re di Ponto vincitor di se stesso (1738, Benedetto Pasqualigo)
- Francesco Corselli: Farnace (1739)
- Rinaldo di Capua: Farnace (1739)
- Ignazio Fiorillo: Il vincitor di se stesso (1741)
- Giuseppe Arena i Giuseppe Sellitto: Farnace (1742)
- Giovanni Battista Pescetti: Farnace (1749, A. M. Lucchini)
- Tommaso Traetta: Il Farnace (1751, Antonio Lucchini)
- Carl Heinrich Graun: Il Mithridate (1751)
- Davide Pérez: Il Farnace (1751)
- William Bates: Pharnaces (1765)
- Pietro Alessandro Guglielmi: Farnace (1765)
- Josef Mysliveček: Farnace (1767)
- Quirino Gasparini: Mitridate re di Ponto (1767, V.-A. Cigna-Santi)
- Wolfgang Amadeus Mozart: Mitridate, re di Ponto (1770, V.-A. Cigna-Santi)
- Giuseppe Sarti: Farnace (1776, T. San Samuele, Venècia; Antonio Maria Lucchini)
- Giuseppe Sarti Mitridate a Sinope (1779, tardor, T. dalla Palla a Corda, Florència; sobre Apostolo Zeno)
- Antonio Sacchini: Mitridate (1781, 23-1, King's Theater at Haymarket, Londres; Carlo Francesco Badini)[37]
- Johann Franz Xaver Sterkel: Farnace (1782)
- Pietro Urbani: Farnace (1784, perduda)
- Angelo Tarchi: Mitridate re di Ponto (1785)
- Emilio Serrano Ruiz: Mitrídates (1882, 14-1, T. Real, Madrid; Mariano Capdepón)[39]

Esposa de Farnaces II, princesa sàrmata de nom desconegut
- Antonio Vivaldi: Farnace RV 711 (1727, 10-2, T. Sant'Angelo, Venècia; Antonio M. Lucchini)[40]

Xifares, fill de Mitridates VI del Pont
- Giovanni Maria Capelli: Mitridate, re di Ponto vincitor di se stesso (1723, Benedetto Pasqualigo)
- Bernardo Aliprandi: Mitridate, re di Ponto vincitor di se stesso (1738, Benedetto Pasqualigo)
- Quirino Gasparini: Mitridate re di Ponto (1767, V.-A. Cigna-Santi)
- Wolfgang Amadeus Mozart: Mitridate, re di Ponto (1770, V.-A. Cigna-Santi)
- Carl Heinrich Graun: Il Mithridate (1751)
- Angelo Tarchi: Mitridate re di Ponto (1785)
- Emilio Serrano Ruiz: Mitrídates (1882, 14-1, T. Real, Madrid; Mariano Capdepón)[39]

Rei Arquelau de Capadòcia
- Francesco Bartolomeo Conti: Archelao, re di Cappadocia (1722)

Polemó II, rei del Pont
- Egidio Duni: Nerone (1735; hi apareix com a Mitridate)

#### Armènia
Orontes I, sàtrapa d'Armènia
- Maria Antònia Walpurgis de Baviera: Talestri, regina delle amazone (1760)
- Domenico Fischietti: Talestri, regina delle amazone (1773)

Tigranes II d'Armènia el Gran, rei d'Armènia
- Tomaso Albinoni: Tigrane, re d'Armenia
- Alessandro Scarlatti: L'humanità nelle fiere, overo Il Lucullo (1692, desconegut)
- Antonio Maria Bononcini: Tigrane, re di Armenia (1710, Viena; Pietro Antonio Bernardoni)[35]
- Francesco Gasparini: L'amor tirannico (1710, D. Lalli)
- Francesco Feo: L'amor tirannico, ossia Zenobia (1713)
- Alessandro Scarlatti: Il Tigrane, o vero L'egual impegno d'amore e di fede (1715, Domenico Lalli; com a Tomiri)
- Antonio Vivaldi: La costanza trionfante degl'amori e degl'odi RV 706 (1716, 18-1, T. San Mosè, Venècia ; Antonio Marchi)[41]
- Reinhard Keiser: Die grossmütige Tomyris (1717)
- Antonio Vivaldi: Artabano re dei Parti RV 701 (1718, carnestoltes, T. San Moisè, Venècia; Antonio Marchi), nova versió de La costanza trionfante
- Francesco Bartolomeo Conti, Francesco Gasparini, Orlandini, Antonio Vivaldi:
La costanza trionfante degl'amori e degl'odi (1719, pastitx)
- Fortunato Chelieri: L'amor tirannico (1722)
- Giovanni Porta: L'amor tirannico (1722, D. Lalli)
- B. Micheli. N. Romaldi, Antonio Vivaldi: La virtù trionfante dell'amore e dell'odio, overo Il Tigrane (1724, carnestoltes, Roma; Pietro Andrea Bernardoni), pastitx[36]
- Antonio Vivaldi, recitatius d'Antonio Guerra: La tirannia castigata (1726, 2, Spork T., Praga; Francesco Silvani), pastitx arranjat per Antonio Denzo a partir de La costanza trionfante
- Johann Adolf Hasse: Il Tigrane (1729, 4-11, T. San Bartolomeo, Nàpols; Francesco Silvani)
- Antonio Vivaldi arranjat per Galeazzi: L'odio vinto dalla costanza (1731, T. Sant'Angelo, Venècia; Antonio Marchi), pastitx a partir d'Artabano, re dei parti (1718)
- Antonio Vivaldi: Doriclea RV 708 (1732, primavera, Spork T., Praga; Antonio Marchi), nova versió de La costanza trionfante
- Geminiano Giacomelli: Il Tigrane (1733)
- Giuseppe Paganelli: Tigrane (1733)
- Giuseppe Arena: Tigrane (1741)
- Christoph Willibald Gluck: Il Tigrane (1743, 26-9, Crema; Carlo Goldoni), se'n conserven parts
- Daniel Barba: Il Tigrane (1744)
- Giuseppe Scarlatti: Pompeo in Armenia (1744, Bartolomeo Vitturi)
- Giovanni Battista Lampugnani: Tigrane (1747)
- Giuseppe Carcani: Il Tigrane (1750)
- Francisco García Fajer: Pompeo Magno in Armenia (1755, T. delle Dame, Roma; Anastasio Guidi)
- Ignazio Celoniati: Tigrane (1757)
- Niccolò Piccinni: Tigrane (1761, V. A. Cigna-Santi)
- Antonio Tozzi: Tigrane (1762, Carlo Goldoni)
- Giuseppe Colla: Tigrane (1767)
- Vincenzo Righini: Tigrane (1800, 3-2, Königliches Nationaltheater, Berlín; Antonio de' Filistri)

Rei Tiridates I d'Armènia
- Antonio Bertali: La Zenobia di Radamisto (1662)
- Giovanni Legrenzi: Zenobia e Radamisto (1665)
- Giovanni Legrenzi: Tiridate (1668, música perduda)
- Carlo Pallavicino: Nerone (1679)
- Nicolaus Adam Strungk: Nero (1693, Paul Thiemich)
- Giovanni Maria Ruggieri: La Mariamme (1696, Lorenzo Burlini)
- Carlo Francesco Pollarolo: Il ripudio d'Ottavia (1699, M. Noris)
- Georg Friedrich Haendel: Die durch Blut und Mord erlangte Liebe, oder Nero (1705, 25-2, Oper am Gänsemarkt, Hamburg; Friedrich Christian Feustking), música perduda
- Reinhard Keiser: Die römische Unruhe, oder Die edelmütige Octavia (1705)
- Nicola Fago: Il Radamisto (1707)
- Francesco Gasparini: L'amor tirannico (1710, D. Lalli)
- Francesco Feo: L'amor tirannico, ossia Zenobia (1713)
- Francesco Gasparini: La verità nell'inganno (1713, F. Silvani)
- Antonio Caldara: Il Tiridate ossia verità nell'inganno (1717, 11-11, Teatrino di corte, Viena; F. Silvani)
- Georg Friedrich Haendel: Radamisto HWV 12 (1720, 27-4, King's Theatre, Londres; Nicola Francesco Haym)
- Giovanni Porta: L'amor tirannico (1722, D. Lalli).
- Fortunato Chelieri: L'amor tirannico (1722)
- Giovanni Porta: L'amor tirannico (1722, D. Lalli)
- Giuseppe Vignati: Nerone (1724, Agostino Piovene)
- Nicola Porpora: La verità nell'inganno (1726, carnestoltes, T. ducale, Milà; Francesco Silvani)
- Antonio Caldara: La verità nell'inganno, ossia Arsinoe (1727, 15-11, Salzburg; Francesco Silvani)
- Giovanni Battista Bononcini: Zenobia (1737, Viena ; Pietro Metastasio)[42]
- Luca Antonio Predieri: Zenobia  (1740, P. Metastasio)
- Nicola Porpora: Tiridate (1740, 19-12, T. San Carlo, Nàpols; a partir de Zenobia de P. Metastasio)
- Leonardo Leo: Tiridate (1740)
- Giovanni Chinzer: Atalo (1742)
- Gaetano Latilla: Zenobia (1742, P. Metastasio)
- Giovanni Verocai: Zenobia und Radamistus (1742, Georg Kaspar Schürmann)
- Pietro Chiarini: I fratelli riconosciuti (1744)
- Pietro Pulli: Zenobia (1748, P. Metastasio)
- Davide Pérez: Zenobia (1751, P. Metastasio)
- Francesco Antonio Uttini: Zenobia (1754, P. Metastasio)
- Niccolo Piccini: Zenobia (1756, P. Metastasio)
- Gioacchino Cocchi: Zenobia (1758, P. Metastasio)
- Giovanni Battista Zingoni: Zenobia (1760, P. Metastasio)
- Johann Adolf Hasse: Zenobia (1761, 7-10, Varsòvia; P. Metastasio)
- Giovanni Battista Pescetti: Zenobia (1761, P. Metastasio)
- Nicola Sala: Zenobia (1761, P. Metastasio)
- Pellegrino Tomeoni: Zenobia (1761, P. Metastasio)
- Tommaso Traetta: Zenobia (1762, P. Metastasio)
- Domenico Fischietti: Zenobia (1762)
- Niccolo Piccini: Zenobia (1767, segona versió, P. Metastasio)
- Antonio Tozzi: Zenobia (1773, P. Metastasio)
- Niccolò Piccinni: Radamisto (1776, A. Marchi)
- Francesco Sirotti: Zenobia (1783, P. Metastasio)
- Francesco Bianchi: Zenobia (1797, P. Metastasio)
- Richard Edgcumbe: Zenobia (1800, P. Metastasio)
- Louis Coerne: Zenobia (1905, P. Metastasio)

Rei Radamist d'Armènia i la seva esposa Zenòbia
- Antonio Bertali: La Zenobia di Radamisto (1662)
- Giovanni Legrenzi: Zenobia e Radamisto (1665)
- Giovanni Antonio Boretti: La Zenobia (1666)
- Giovanni Legrenzi: Tiridate (1668, música perduda)
- Nicola Fago: Il Radamisto (1707)
- Francesco Gasparini: L'amor tirannico (1710, D. Lalli)
- Francesco Feo: L'amor tirannico, ossia Zenobia (1713)
- Giuseppe Maria Orlandini: L'amor tirannico (1713)
- Georg Friedrich Haendel: Radamisto  HWV 12 (1720, 27-4, King's Theatre, Londres; Nicola Francesco Haym)
- Fortunato Chelieri: L'amor tirannico (1722)
- Giovanni Porta: L'amor tirannico (1722, D. Lalli)
- Giovanni Battista Bononcini: Zenobia  (1737, Viena ; Pietro Metastasio)[42]
- Luca Antonio Predieri: Zenobia  (1740, P. Metastasio)
- Nicola Porpora: Tiridate' (1740, 19-12, T. San Carlo, Nàpols; a partir de Zenobia de P. Metastasio)
- Leonardo Leo: Tiridate (1740)
- Gaetano Latilla: Zenobia (1742, P. Metastasio)
- Pierre Verheyen: Zenobia und Radamistus (1742, Georg Kaspar Schürmann)
- Giovanni Battista Lampugnani: Farasmane, re di Tracia (1743)
- Pietro Pulli: Zenobia (1748, P. Metastasio)
- Davide Pérez: Zenobia (1751, P. Metastasio)
- Francesco Antonio Uttini: Zenobia (1754, P. Metastasio)
- Niccolo Piccini: Zenobia (1756, P. Metastasio)
- Gioacchino Cocchi: Zenobia (1758, P. Metastasio)
- Giovanni Battista Zingoni: Zenobia (1760, P. Metastasio)
- Johann Adolph Hasse: Zenobia  (1761, 7-10, Varsòvia; P. Metastasio)
- Nicola Sala: Zenobia (1761, P. Metastasio)
- Giovanni Battista Pescetti: Zenobia (1761, P. Metastasio)
- Pellegrino Tomeoni: Zenobia (1761, P. Metastasio)
- Tommaso Traetta: Zenobia (1762, P. Metastasio)
- Domenico Fischietti: Zenobia (1762)
- Johann Gottfried Schwanberger: Zenobia (1762, P. Metastasio)
- Niccolo Piccini: Zenobia (1767, segona versió, P. Metastasio)
- Antonio Tozzi: Zenobia (1773, P. Metastasio)
- Niccolò Piccinni: Radamisto (1776, A. Marchi)
- Francesco Sirotti: Zenobia (1783, P. Metastasio)
- Francesco Bianchi: Zenobia (1797, P. Metastasio)
- Richard Edgcumbe: Zenobia (1800, P. Metastasio)
- Louis Coerne: Zenobia (1905, P. Metastasio)

Pharsman I d'Ibèria, rei d'Ibèria
- Antonio Bertali: La Zenobia di Radamisto (1662)
- Giovanni Antonio Boretti: La Zenobia (1666)
- Francesco Gasparini: L'amor tirannico (1710, D. Lalli)
- Francesco Feo: L'amor tirannico, ossia Zenobia (1713)
- Giuseppe Maria Orlandini: L'amor tirannico (1713)
- Georg Friedrich Haendel: Radamisto HWV 12 (1720, 27-4, King's Theatre, Londres; Nicola Francesco Haym)
- Fortunato Chelieri: L'amor tirannico (1722)
- Giovanni Porta: L'amor tirannico (1722, D. Lalli)
- Giovanni Battista Lampugnani: Farasmane, re di Tracia (1743)
- Nicola Sala: Zenobia (1761, P. Metastasio)
- Pellegrino Tomeoni: Zenobia (1761, P. Metastasio)

Rei Tigranes VI d'Armènia
- Giacomo Antonio Perti: Nerone fatto cesare (1693, M. Noris)
- Alessandro Scarlatti: Nerone fatto Cesare (1695, Matteo Noris)
- Nicolaus Adam Strungk: Agrippina (1699, Pasqua, Leipzig ; Christian Ludwig Boxberg)
- Antonio Vivaldi, amb àries pròpies i de Pollarolo, Gasparini i Orlandini: Nerone fatto cesare RV 724 (1715, 2 o 3, T. Sant'Angelo, Venècia; Matteo Noris), pastitx a partir de l'òpera de G. A. Perti, partitura perduda

#### Imperi Part
Arsaces I de Pàrtia, rei
- Antonio Draghi: L'Arsace, fondatore dell'imperio de' Parthi (1698)
- Fortunato Chelieri: Arsacide (1721)

Pacoros I de Pàrtia, rei
- Carlo Francesco Pollarolo: Farnace (1718, D. Lalli)

Artaban III de Pàrtia, rei 
- Giovanni Maria Pagliardi: Caligola delirante (1672, T. Santi Giovanni e Paolo, Venècia; Nicolò Beregan)
- Antonio Vivaldi: La costanza trionfante degl'amori e degl'odi RV 706 (1716, 18-1, T. San Mosè, Venècia ; Antonio Marchi)[41]
- Antonio Vivaldi: Artabano re dei Parti RV 701 (1718, carnestoltes, T. San Moisè, Venècia; Antonio Marchi), nova versió de La costanza trionfante
- Antonio Vivaldi, recitatius d'Antonio Guerra: La tirannia castigata (1726, 2, Spork T., Praga; Francesco Silvani), pastitx arranjat per Antonio Denzo a partir de La costanza trionfante
- Antonio Caldara: Ornospade (1727, 4-11, Hoftheater, Viena; Apostolo Zeno)
- Antonio Bioni: Artabano re dei Parti (1728)
- Antonio Vivaldi arranjat per Galeazzi: L'odio vinto dalla costanza (1731, T. Sant'Angelo, Venècia; Antonio Marchi), pastitx a partir d'Artabano, re dei parti (1718)
- Antonio Vivaldi: Doriclea RV 708 (1732, primavera, Spork T., Praga; Antonio Marchi), nova versió de La costanza trionfante

Ornospades, general d'Artaban III, protegit de Tiberi
- Antonio Caldara: Ornospade (1727, 4-11, Hoftheater, Viena; Apostolo Zeno), com a Arsace Artabano

Diodot I de Bactriana, rei grecobactrià
- Fortunato Chelieri: Arsacide (1721, com a Teodato)

Anilaios, bandoler i reietó a Messopotàmia, enfrontat als parts
- Antonio Caldara: Ornospade (1727), com a Anileo

Osroes I de Pàrtia, rei
- Francesco Mancini: Trajano (1723)

vegeu l'òpera Adriano in Siria, sota Hadrià (Roma antiga i pobles preromans europeus / Dinastia Antonina)
Rei Partamaspades de Pàrtia
Vologès IV de Pàrtia, rei
- Carlo Francesco Pollarolo: Lucio Vero (1699, Apostolo Zeno)
- Giacomo Antonio Perti: Lucio Vero (1700, A. Zeno)
- Andrea Stefano Fiorè: Il trionfo di Lucilla (1718)
- Francesco Gasparini: Lucio Vero (1719, A. Zeno)
- Pietro Torri: Lucio Vero (1720, A. Zeno)
- Carlo Ignazio Monza: Lucio Vero (1728)
- Antonio Tonelli: Lucio Vero (1731)
- Nicola Sala: Vologeso (1737, A. Zeno)
- Rinaldo di Capua: Vologeso, re dei parti (1739)
- Ignaz Holzbauer: Vologeso (1739, Holešov; A. Zeno)
- Ignazio Fiorillo: Vologeso (1742)
- Leonardo Leo: Vologeso, rei dei parti (1743)
- Gennaro Manna: Lucio Vero, ossia, Il Vologeso (1745)
- Paolo Scalabrini: Lucio Vero (1746, 8, Herzogstheater, Braunschweig; Apostolo Zeno)[43]
- Baldassare Galuppi: Vologeso (1748)
- Davide Pérez: Vologeso (1750)
- Girolamo Abos: Lucio Vero, ossia, Il Vologeso (1752, A. Zeno)
- Giovanni Battista Lampugnani: Vologeso, re de parti (1752; nova versió: 1753)
- Francesco Zoppis: Il Vologeso (1753)
- Niccolò Jommelli: Lucio Vero (1754, 26-1, T. regio ducale, Milà; A. Zeno)
- Giuseppe Sarti: Vologeso (1754, carnestoltes, T. on Kongens Nytorv, Copenhaguen; A. Zeno)
- Ignazio Fiorillo: Lucio Vero (1756)
- Ferdinando Bertoni: Il Vologeso (1759)
- Domenico Fischietti: Vologeso, re de' parti (1764)
- Antonio Sacchini: Lucio Vero (1764, 4-11, T. San Carlo, Nàpols; A. Zeno)
- Niccolò Jommelli: Vologeso (1766, 11-2, Schlosstheater, Ludwigsburg; Mattia Verazi a partir de Lucio Vero d'Apostolo Zeno)
- Giuseppe Colla: Vologeso (1770)
- Tommaso Traetta: Lucio Vero (1774, A. Zeno)
- Pietro Alessandro Guglielmi: Vologeso (1775)
- Giovanni Marco Rutini: Vologeso re de' Parti (1775, Apostolo Zeno)
- Giacomo Rust: Vologeso re de' Parti (1778, Apostolo Zeno)[44]
- Vicent Martín i Soler: Vologeso (1783)
- Antonio Brunetti: Vologeso, re dei parti (1789)
- Giacomo Tritto: Elpinice e Vologeso (1806, Domenico Piccinni)
- Niccolò Antonio Zingarelli: Berenice, regina d'Armenia (1811)
- Carlo Evasio Soliva: Berenice d'Armenia (1818, Jacopo Ferretti)

## Extrem Orient antic

### Indostan
Siddharta Gautama Buda
- Max Vogrich: Buddha
- Per Nørgård: Siddharta - Spil for den ventede (1989)
- Jonathan Harvey: Wagner dream (2007, Jean-Claude Carrière)
- Sherry Woods: MĀRA: a chamber opera on good and evil (2016, 28-10, Black Box Theatre, Francis Marion University Performing Arts Center, Florence, South Carolina, EUA ; Stephen Batchelor)[45]

Aixoka el Gran, emperador màuria
- Peter Lieberson: Ashoka's dream(1997, 26-7, Santa Fe Opera, Santa Fe, EUA; Douglas Penick)

Paruravas, llegendari rei hindú
- Wilhelm Kienzl: Urvasi (1886)

Poros d'Hidaspes, rei de Paurava
- Marc' Antonio Ziani: L'amante eroe (1691, Domenico David)
- Johann Sigismund Kusser: Porus (1693)
- Leonardo Vinci: Alessandro nelle Indie (1730, 2-1, T. delle Dame, Roma; Pietro Metastasio)[46]
- Georg Friedrich Haendel: Poro, re dell'Indie (1731, 2-2, King’s Theatre am Haymarket, Londres; Pietro Metastasio)
- Nicola Porpora: Poro (1731, carnestoltes, T. regio, Torí; a partir de P. Metastasio)
- Luca Antonio Predieri: Alessandro nelle Indie (1731, carnestoltes, T. regio ducale, Milà; P. Metastasio)
- Johann Adolf Hasse: Cleofide (1731, 13-9, Hoftheater, Dresden; P. Metastasio)
- Georg Reutter: Alessandro il Grande (1732, Giovanni Claudio Pasquini)
- Giovanni Battista Pescetti: Alessandro nelle Indie (1732, 30-1, T. Sant'Angelo, Venècia; P. Metastasio)
- Francesco Mancini: Alessandro nelle Indie (1732, carnestoltes, T. San Bartolomeo, Nàpols; P. Metastasio)
- Antonio Bioni: Alessandro nelle Indie (1733, carnestoltes, Theater im Ballhaus, Wroclaw; P. Metastasio)
- Gaetano Maria Schiassi: Alessandro nelle Indie (1734, 20-2, Teatro Formagliari, Bolonya; P. Metastasio)
- Matteo Lucchini: Alessandro nelle Indie (1734, tardor, Nuovo Teatro della Città Piccola, Praga; P. Metastasio)
- Egidio Duni: Alessandro nelle Indie (1736, carnestoltes, T. pubblico, Prato; P. Metastasio)
- Domenico Sarro: Alessandro nelle Indie (1736, 4-11, T. San Bartolomeo, Nàpols, P. Metastasio)
- Johann Adolf Hasse, revisió per Antonio Vivaldi: Alessandro nell'Indie (1736, Venècia; P. Metastasio)
- Baldassare Galuppi: Alessandro nelle Indie (1738, carnestoltes, Teatro Regio Ducale Nuovo, Màntua; P. Metastasio)
- Francesco Corselli: Alexandro en las Indias (1738, 19-12, T. del Buen Retiro, Madrid ; P. Metastasio, traduït)[47]
- Compositor desconegut: Alexandro en las Indias (1739, T. di Piazza, Vicenza; P. Metastasio)
- Annibale Pio Fabbri: Alessandro nelle Indie (1740, 1, Teatro Condes, Lisboa; P. Metastasio)
- Giuseppe Ferdinando Brivio: Alessandro nelle Indie (1742, carnestoltes, Teatro Regio Ducale, Milà; P. Metastasio)
- Francesco Antonio Uttini: Alessandro nelle Indie (1743, Gènova; P. Metastasio)
- Niccolò Jommelli: Alessandro nelle Indie (1743, 26-12, Teatro Bonacossi, Ferrara; P. Metastasio), primera versió
- Davide Pérez: Alessandro nelle Indie (1744, carnestoltes, T. Falcone, Gènova, P. Metastasio), primera versió
- José de Nebra: No todo indicio es verdad y Alexandro en Asia (1744, Coliseo de la Cruz, Madrid; José Parra), "drama harmónico"; música perduda.
- Carl Heinrich Graun: Alessandro e Poro (1744, 21-12, Königliche Hofoper, Berlín; P. Metastasio)
- Christoph Willibald Gluck: Poro (1744, 26-12, T. Regio, Torí; P. Metastasio)
- Pietro Chiarini: Alessandro nelle Indie (1745, carnestoltes, Teatro Filarmonico, Verona; P. Metastasio)
- Pietro Pellegrini: Alessandro nelle Indie (1746, Nuovo Teatro, Brescia; P. Metastasio)
- Girolamo Abos: Alessandro nelle Indie (1747, 7, T. La Fenice, Ancona; P. Metastasio)
- Georg Christoph Wagenseil: Alessandro nelle Indie (1748, 17-7, Burgtheater, Viena; P. Metastasio)
- Paolo Scalabrini: Alessandro nelle Indie (1749, Teatret Charlottenborg, Copenhaguen, P. Metastasio)
- Giuseppe Scolari: Alessandro nelle Indie (1750, T. de la Santa Creu, Barcelona ; P. Metastasio)
- Giovanni Marco Rutini: Alessandro nelle Indie (1750, carnestoltes, Divadlo v Kotcích, Praga; Pietro Metastasio)
- Ignazio Fiorillo: Alessandro nelle Indie (1752, Hoftheater, Braunschweig; Pietro Metastasio)
- Giacinto Calderara: Alessandro nelle Indie (1752, Palau del marchese Solerio, Alessandria; Pietro Metastasio)
- Gaetano Latilla: Alessandro nelle Indie (1752, 26-12, T. San Cassiano, Venècia; Pietro Metastasio)
- Giuseppe Scarlatti: Alessandro nelle Indie (1753, 12-5, T. Pubblico, Reggio nell'Emilia; P. Metastasio)
- Baldassare Galuppi: Alessandro nelle Indie (1754, 20-1, T. San Carlos, Nàpols; P. Metastasio), segona versió
- Giuseppe Santarelli: Alessandro nelle Indie (1754, Terni; P. Metastasio)
- Johann Friedrich Agricola: Alessandro nelle Indie (1754, carnestoltes, Königliche Hofoper, Berlín; P. Metastasio)
- Baldassare Galuppi: Alessandro nelle Indie (1755, carnestoltes, Parma; P. Metastasio), tercera versió[48]
- Davide Pérez: Alessandro nelle Indie (1755, 31-5, Ópera do Tejo, Lisboa; P. Metastasio), segona versió
- Francesco Araja:  Alessandro nelle Indie (1755, 18 o 29-12, T. de l'Ermitage, Sant Petersburg, Rússia; P. Metastasio)
- Niccolò Piccinni: Alessandro nelle Indie (1758, 21-1, T. Argentina, Roma; P. Metastasio)
- Ignaz Holzbauer: Alessandro nelle Indie (1759, carnestoltes, T. Regio Ducale, Milà; P. Metastasio)[49]
- Niccolò Jommelli: Alessandro nell'Indie (1760, 11-2, Herzogliches Theater, Stuttgart; P. Metastasio), nova versió
- Daniel Dal Barba: Alessandro neIle Indie (1761, carnestoltes, T. Filarmonico, Verona; P. Metastasio)
- Giuseppe Sarti: Alessandro nelle Indie (1761, tardor, Det Kongelige Teater, Copenhaguen; P. Metastasio)
- Gioacchino Cocchi: Alessandro neIle Indie (1761, 13-10, King’s Theatre am Haymarket, Londres; P. Metastasio)
- Johann Christian Bach: Alessandro nelle Indie (1762, 20-1, T. San Carlo, Nàpols; P. Metastasio)
- Tommaso Traetta: Alessandro nelle Indie (1762, 29-4, T. pubblico, Reggio nell'Emilia; P. Metastasio)
- Giovanni Angelo Brunetti: Alessandro nelle Indie (1763, carnestoltes, T. pubblico, Pisa; P. Metastasio)
- Antonio Sacchini: Alessandro nelle Indie (1763, Ascenció, Teatro San Salvatore, Venècia; P. Metastasio)
- Domenico Fischietti: Alessandro nelle Indie (1764, carnestoltes, Divadlo v Kotcích, Praga; P. Metastasio)
- Gregorio Sciroli: Alessandro nelle Indie (1764, 31-5, T. comunale, Bolonya; P. Metastasio)
- Gian Francesco de Majo: Alessandro nelle Indie (1766, 5-11, Hoftheater, Mannheim; P. Metastasio)
- Luigi Maria Baldassare Gatti: Alessandro nelle Indie (1768, 24-6, Teatro Regio Ducale Vecchio, Màntua; P. Metastasio)
- Antonio Sacchini: Alessandro nelle Indie (1768, estiu, Teatro San Carlo, Nàpols; P. Metastasio), nova versió
- Johann Gottlieb Naumann: Alessandro nelle Indie (1768, T. San Benedetto, Venècia; P. Metastasio)
- Ferdinando Bertoni: Alessandro nelle Indie (1769, primavera, T. Falcone, Gènova; P. Metastasio)
- Jan Antonín Koželuh: Alessandro nelle Indie (1769, hivern, Königliches Theater, Praga; P. Metastasio)
- Pasquale Anfossi: Alessandro nelle Indie (1772, 7-1, T. Argentina, Roma; P. Metastasio)
- Giovanni Paisiello: Alessandro nelle Indie (1773, 26-12, T. di Corte, Mòdena; P. Metastasio)
- Niccolò Piccinni: Alessandro nelle Indie (1774, 12-1, T. San Carlo, Nàpols; P. Metastasio), 2a versió
- Domenico Corri: Alessandro nelle Indie (1774, 3-12, King’s Theatre am Haymarket, Londres; P. Metastasio)
- Giacomo Rust: Alessandro nelle Indie (1775, P. Metastasio)
- Carlo Monza: Alessandro nelle Indie (1776)
- Luigi Marescalchi: Alessandro nelle Indie (1778)
- Michele Mortellari: Alessandro nell'Indie (1778)
- Antonio Calegari: Alessandro nelle Indie (1779)
- Domenico Cimarosa: Alessandro nelle Indie (1781, 11-2, T. Argentina, Roma; P. Metastasio)
- Nicolas-Jean le Froid de Méreaux: Alexandre aux Indes (1783)
- Luigi Cherubini: Alessandro nelle Indie (1784, 4, Teatro nuovo regio ducale, Màntua; P. Metastasio)
- Giovanni Francesco Bianchi: Alessandro nelle Indie (1785, P. Metastasio)
- Luigi Caruso: Alessandro neIle Indie (1787)
- Angelo Tarchi: Alessandro nelle Indie (1788, P. Metastasio)
- Pietro Alessandro Guglielmi: Alessandro neIle Indie (1789)
- Angelo Tarchi: La generosità di Alessandro (1791, C. F. Badini)
- Francesco Gnecco: Alessandro nelle Indie (1800)
- Sigismund Ritter von Neukomm: Alexander am Indus (1804, 15/27-9, Sant Petersburg; Friedrich Wilhelm Hunnius)[50]
- Peter Ritter: Alexander in Indien (Die Macedonier am Indus) (1811, 26-12, Hof- und Nationaltheater, Manheim; Georg Christian Römer, a partir de Pietro Metastasio)
- Giovanni Pacini: Alessandro nelle Indie (1824, 29-9, T. San Carlo, Nàpols; Giovanni Schmidt a partir de Metastasio)

### Xina
Cai Wenji, poetessa i música xinesa
- Joan Huang: Eighteen Melodies for Hujia (2020, Ed Roberts Campus, Berkeley, Califòrnia, West Edge Opera; Joan Huang)

Duc Ling de Jin, regent de l'Estat de Jin (s. VII)
- Giuseppe Bono: L'eroe cinese (1753, Viena ; Pietro Metastasio), com a Leango[51]
- Johann Adolf Hasse: L'eroe cinese (1753, 7-10, Hubertusburg; P. Metastasio), com a Leango
- Baldassare Galuppi: L'eroe cinese (1753, com a Leango)
- Davide Pérez: L'eroe cinese (1753, com a Leango)
- Nicola Conforto: L'eroe cinese (1754, com a Leango)
- Francesco Antonio Uttini: L'eroe cinese (1757, P. Metastasio)
- Tommaso Giordani: L'eroe cinese (1766, com a Leango)
- Antonio Sacchini: L'eroe cinese (1770, 27-4, Hoftheater, Múnic; P. Metastasio)
- Hieronymus Mango: L'eroe cinese (1771, com a Leango)
- Giuseppe Colla: L'eroe cinese (1771, com a Leango)
- Domenico Cimarosa: L'eroe cinese (1782, 13-8, T. San Carlo, Nàpols; P. Metastasio), com a Leango
- Venanzio Rauzzini: L'eroe cinese (1786, P. Metastasio)

Qin Shi Huangdi, primer emperador de la Xina unificada
- Tan Dun: The first emperor (2006, Tan Dun, Ha Jin)
- Moto Osada: Son of Heaven (2015, Kerstin Perski)

Zhao Gao, polític, ministre dels primers emperadors Qin
- Moto Osada: Son of Heaven (2015, Kerstin Perski)

Emperador Xuanzong de Tang
- Clemens Freiherr von und zu Franckenstein: Des Kaisers Dichter (Li-Tai-Pe) (1920)

Li Bai o Li Po, poeta xinès
- Clemens Freiherr von und zu Franckenstein: Des Kaisers Dichter (Li-Tai-Pe) (1920)
- Tan Dun: Marco Polo
- Guo Wenjing: Poeta Li Bai (2007, Diana Liao, Xu Ying)

### Japó
Yamato Takeru, llegendari príncep japonès
- Dan Ikuma: Takeru (1997, 10, New National Theatre, Tòquio)

Ōtomo no Yakamochi, poeta i diplomàtic japonès
- Nikolai Korndorf: MR (Marina i Rainer)

Ōtomo no Sakanoe no Iratsume, poeta japonès

Izumi Shikibu, poeta japonesa
- Salvatore Sciarrino: Da gelo a gelo (Kälte) (2006, 21-5, Festspiele, Schwetzingen; Sciarrino, sobre textos d'Izumi Shikibu), "100 scene con 65 poesie"

## Egipte antic
Faraó Pepi I
Pepi II d'Egipte
- Tauno Marttinen: Faaraon kirje (1980)

Nitokris, reina d'Egipte, filla de Pepi II
- Antonio Caldara: Nitocri (1722, 30-8, T. della Favorita, Viena; Apostolo Zeno)
- Maria Teresa Agnesi: Nitocri
- Giuseppe Sellitto: Nitocri, regina d'Egitto (1733)
- Leonardo Leo: Nitocri, regina d'Egitto (1733)
- Geminiano Giacomelli: Nitocri, regina d'Egitto (1736)
- Gioacchino Cocchi: Nitocri (1751)
- François-Joseph Gossec: Nitocris (1763)
- Saverio Mercadante: Nitocri (1824, 26-12, T. regio, Torí; Apostolo Zeno)

Sesostris, llegendari rei d'Egipte, inspirat per Senusret III
- Andrea Adolfati: Sesostri, re d'Egitto
- Francesco Gasparini: Sesostri, re d'Egitto (1709, P. Pariati)
- Antonio Maria Bononcini: Sesostri, re d'Egitto (1716)
- Francesco Bartolomeo Conti: Sesostri, re d'Egitto (1717)
- Andrea Stefano Fiorè i Giovanni Antonio Giai: Sesostri re d'Egitto (1717)
- Johann Adolf Hasse: Il Sesostrate (1726, 13-5, Nàpols; Apostolo Zeno i Pietro Pariati)
- Giuseppe Porsile: Sesostri, re d'Egitto, ovvero Le feste d'Iside (1737, llibretista desconegut)
- Ignaz Holzbauer: Sesostri, re d'Egitto (1738, Holešov; Apostole Zeno)
- Giuseppe Sellitto: Sesostri, re d'Egitto (1742, A. Zeno, P. Pariati)
- Giovanni Verocai: Sesostri (1744, a partir de Pietro Pariati)
- Domènec Terradellas: Sesostri, re d'Egitto (1751, carnestoltes, T. delle dame, Roma; A. Zeno, P. Pariati)
- Gioacchino Cocchi: Sesostri, re d'Egitto (1752)
- Ferdinando Bertoni: Sesostri (1755)
- Giuseppe Sarti: Sesostri (1755, Teater on Kongens Nytorv, Copenhaguen; Pietro Pariati)
- Baldassare Galuppi: Sesostri (1757, 26-11, T. San Benedetto, Venècia; Pietro Pariati)[52]
- Gregorio Sciroli: Sesostri (1759, Pietro Pariati)
- Carlo Monza: Sesostri re d'Egitto (1760)
- Pietro Alessandro Guglielmi: Sesostri (1766)
- Giuseppe Mosca: Sesostri (Le feste d'Iside) (1802)
- Carl David Stegmann: Moses (1807, Ernst August Friedrich Klingemann), com a faraó del temps de Moisès[3]
- Étienne Méhul: Sésostris (1812, inacabada)

Faraó Akhenaton d'Egipte
- Philip Glass: Akhnaten (1983, 24-3, Württembergischer Staatstheater, Stuttgart ; P. Glass i Shalom Goldman, Robert Israel, Richard Ridell i Jerome Robbins)

Tiy, mare del faraó Akhenaton d'Egipte

Nefertiti, esposa del faraó Akhenaten d'Egipte
- Philip Glass: Akhnaten (1983, 24-3, Württembergischer Staatstheater, Stuttgart ; P. Glass i Shalom Goldman, Robert Israel, Richard Ridell i Jerome Robbins)

Faraó Ay d'Egipte
Faraó Horemheb d'Egipte
- Philip Glass: Akhnaten (1983, 24-3, Württembergischer Staatstheater, Stuttgart ; P. Glass i Shalom Goldman, Robert Israel, Richard Ridell i Jerome Robbins)

Ramsès II, faraó d'Egipte
- Paul Vidal: Ramsès (1900, Joseph de Pesquidoux)

Faraó Amosis II
- Giovanni Antonio Giai, Andrea Stefano Fiorè: I veri amici (1728; hi apareix com a Amasi)
- Charles-Louis Mion: Nitétis (1741)
- Baldassare Galuppi: Evergete (1747, com a Amasi, tiranno d'Egitto)
- Lorenzo Gibelli: Evergete (1748, com a Amasi, tiranno d'Egitto)
- Nicola Conforto: La Nitteti (1756, 23-9, T. del Buen Retiro, Madrid ; Pietro Metastasio)[53]
- Tommaso Traetta: La Nitteti (1757, 29-4, Teatro Pubblico, Reggio nell'Emilia; P. Metastasio)
- Niccolò Piccinni: Nitteti (1757, 4-11, T. San Carlo, Nàpols; P. Metastasio)
- Ignazio Fiorillo: La Nitteti (1758, Hoftheater, Braunschweig; P. Metastasio), com a Amasi
- Johann Adolf Hasse: Nitteti (1758, 4-1, Teatro San Benedetto, Venècia; P. Metastasio)
- Ignaz Holzbauer: Nitteti (1758, carnestoltes, Teatro Regio, Torí; P. Metastasio)
- Johann Adolf Hasse: Nitteti (1759, 3-8, Königlich-Polnisches Opernhaus, Varsòvia, Polònia; P. Metastasio), segona versió
- Niccolò Jommelli: Nitteti (1759, 11-2, Herzogliches Theater, Stuttgart; P. Metastasio)
- Giuseppe Sarti: Nitteti (1761, 12-10, Det Kongelige Teater, Copenhaguen; Pietro Metastasio)
- Antonio Maria Mazzoni: Nitteti (1764, 30-5, Teatro San Carlo, Nàpols; P. Metastasio)
- Domenico Fischietti: Nitteti (1765, Königliches Theater, Praga; P. Metastasio)
- João de Sousa Carvalho: La Nitteti (1766, carnestoltes, Teatro delle Dame, Roma; P. Metastasio)
- Brizio Petrucci: 'Nitteti (1766, carnestoltes, Teatro Regio Ducale Vecchio, Màntua; P. Metastasio)
- Anton Cajetan Adlgasser: 'Nitteti (1766, 6-4, Hoftheater, Salzburg; P. Metastasio)
- Giovanni Czeyka: 'Nitteti (1768, Praga?; P. Metastasio)
- Giovanni Marco Rutini: 'Nitteti (1770, carnestoltes, T. Ducale, Mòdena; P. Metastasio)
- Josef Mysliveček: La Nitteti (1770, 29-4, Nuovo pubblico Teatro, Bolonya; P. Metastasio)
- Niccolò Jommelli, revisió de João Cordeiro da Silva: Nitteti (1770, Paço da Ajuda, Lisboa; P. Metastasio)
- Carlo Monza: Nitteti (1771, 21-1, T. regio ducale, Milà; P. Metastasio)
- Pasquale Anfossi: Nitteti (1771, 13-8, Teatro San Carlo, Nàpols; P. Metastasio)
- Luigi Maria Baldassare Gatti: Nitteti (1773, primavera, T. regio ducale vecchio, Màntua ; P. Metastasio)
- Compositor desconegut: Nitteti (1774, 22-1, Teatro della Pergola, Florència; P. Metastasio)
- Antonio Sacchini: La Nitteti (1774, 19-4, King’s Theatre am Haymarket, Londres; P. Metastasio, revisió de Giovan Gualberto Bottarelli)
- Giovanni Paisiello: Nitteti (1777, 17 o 28-1, T. de la Cort, Sant Petersburg, Rússia; P. Metastasio)
- Agostino Accorimboni: La Nitteti (1777, estiu, Teatro detto della Pallacorda di Firenze, Roma; P. Metastasio)
- Giuseppe Giordani: La Nitteti (1780; P. Metastasio)
- Salvatore Rispoli: La Nitteti (1782, 26-12, T. regio, Torí; P. Metastasio)
- Giuseppe Curcio: La Nitteti (1783, 20-1, T. San Carlo, Nàpols; P. Metastasio)
- Francesco Paolo Parenti: La Nitteti (1783, carnestoltes, T. della Pergola, Florència; P. Metastasio)
- Giuseppe Giordani: La Nitteti (1784, T. nuovo, Pàdua; P. Metastasio)
- Sebastiano Nasolini: La Nitteti (1788, 5-4, Teatro di San Pietro, Trieste; P. Metastasio)
- Ferdinando Bertoni: Nitteti (1789, 6-2, T. San Samuele, Venècia; P. Metastasio)
- Giuseppe Francesco Bianchi: Nitteti (1789, 20-4, T. alla Scala, Milà; P. Metastasio)
- Angelo Maria Benincori: Nitteti (1800, Theater am Kärntnertor, Viena; P. Metastasio)
- Stefano Pavesi: Nitteti (1811, 26-12, Teatro Imperiale, Torí; P. Metastasio)
- Johann Nepomuk Poissl: Nittetis (1817, 29-6, Großherzogliches Hoftheater, Darmstadt; J. N. Poissl, sobre Metastasio)
- Charles Tournemire: Nittetis (1905-1907, a partir de Pietro Metastasio)

### Període hel·lenístic
Ptolemeu I Sòter, rei d'Egipte
- Giovanni Maria Pagliardi: Lisimaco (1674)
- Antonio Pollarolo: Demetrio e Tolomeo (1702, A. Marchi)

Arsínoe II, filla seva, reina consort de Macedònia
- Giovanni Maria Ruggieri: Arsinoe vendicata (1712, Grazio Braccioli)

Ptolemeu II Filadelf, rei d'Egipte
- Francesco Cavalli: Antioco (1659)
- Carlo Francesco Pollarolo: La pace fra Seleuco e Tolomeo (1691, A. Morselli)
- Bernardo Sabadino: La pace fra Tolomeo e Seleuco (1691, Aurelio Aureli; nova versió de l'obra de Pollarolo)
- Francesco Gasparini: Antioco (1705, A. Zeno, P. Pariati)
- Giacomo Antonio Perti: Il più fedel frà vassalli (1710, F. Silvani)
- Francesco Gasparini: La pace fra Seleuco e Tolomeo (1720, A. Morselli)
- Johann Adolf Hasse: Antioco (1721, 11-8, Brunswick; Apostolo Zeno i Pietro Pariati)

Ptolemeu III Evergetes I, rei d'Egipte
- Antonio Draghi: La chioma di Berenice (1690)I
- Reinhard Keiser: La grandezza d'animo, oder, Arsinoe (1710)
- Michele Carafa: Berenice in Siria (1818, 29-7, T. San Carlo, Nàpols; Andrea Leone Tottola)

Berenice II, esposa de Ptolemeu III
- Antonio Draghi: La chioma di Berenice (1690)
- Reinhard Keiser: La grandezza d'animo, oder, Arsinoe (1710)

Ptolemeu V Epífanes, rei d'Egipte
Cleòpatra I, esposa seva
Ptolemeu VI Filomètor, rei d'Egipte
- Giuseppe Colla: Tolomeo (1773)

Ptolemeu V Epífanes, rei d'Egipte
Cleòpatra I, esposa seva
- Giovanni Legrenzi: Antioco il Grande (1681)

Faraó Ptolemeu IX Làtir d'Egipte
- Domenico Scarlatti: Tolomeo et Alessandro, ovvero La corona disprezzata (1711, Carlo Sigismondo Capece)
- Georg Friedrich Haendel: Tolomeo (1728, 30-4, Londres, Haymarket King's Theatre; N. F. Haym, a partir de Carlo S. Capeci)
- Victor Herbert: The wizard of the Nile (1895)

Faraó Ptolemeu X Alexandre I d'Egipte
- Domenico Scarlatti: Tolomeo et Alessandro, ovvero La corona disprezzata (1711, Carlo Sigismondo Capeci)
- Georg Friedrich Haendel: Tolomeo, rè di Egitto (1728, 30-4, Londres, Haymarket King's Theatre; N. F. Haym, a partir de Carlo S. Capeci), com a Alessandro

Reina Cleòpatra Berenice III d'Egipte

Faraó Ptolemeu XI Alexandre II d'Egipte(com a Alessandro)
- Gerd Bronner: Berenice (1702)
- Giacomo Antonio Perti: Berenice, regina d'Egitto (1709, Antonio Salvi)
- Giovanni Maria Ruggieri: Le gare di politica e d'amore (1711, Antonio Salvi)
- Nicola Porpora: Berenice, regina d'Egitto (1718, carnestoltes, T. Capranica, Roma; Antonio Salvi)
- Domenico Scarlatti: Berenice regina d'Egitto, ovvero Le gare d'amore e di politica (1718, Antonio Salvi)
- Francesco Araja: Berenice (1730)
- Georg Friedrich Haendel: Berenice, regina d'Egitto (1737, 18-5, Covent Garden Theatre, Londres: Antonio Salvi)

Cleòpatra V Selene, reina consort d'Egipte i de Síria
- Giacomo Antonio Perti: Berenice, regina d'Egitto (1709, Antonio Salvi)
- Nicola Porpora: Berenice, regina d'Egitto (1718, carnestoltes, T. Capranica, Roma; Antonio Salvi)
- Domenico Scarlatti: Berenice regina d'Egitto, ovvero Le gare d'amore e di politica (1718, Antonio Salvi)
- Georg Friedrich Haendel: Berenice, regina d'Egitto (1737, 18-5, Covent Garden Theatre, Londres: Antonio Salvi)

Reina Berenice IV d'Egipte
- Max von Oberleithner: Aphrodite (1912)

Ptolemeu XIII Filopàtor, faraó d'Egipte
- Antonio Sartorio: Giulio Cesare in Egitto (1676, Giacomo Francesco Bussani)
- Johann Sigismund Kusser: Cleopatra (1690)
- Carlo Francesco Pollarolo: Giulio Cesare nell'Egitto (1713, A. Ottoboni)
- Georg Friedrich Haendel: Giulio Cesare in Egitto (1724, 20-2, King's Theatre, Londres; Nicola Francesco Haym)
- Luca Antonio Predieri: Giulio Cesare in Egitto (1728, Giacomo Francesco Bussani)
- Reinhard Keiser: Der Fall des Grossen Pompejus (1731)
- Geminiano Giacomelli: Cesare in Egitto (1735)
- Francesco Maggiore: Cesare in Egitto (1753)
- Giuseppe Sarti: Cesare in Egitto (1763, tardor, Det Kongelige Teater, Copenhaguen; Giacomo Francesco Bussani)
- Niccolò Piccinni: Cesare in Egitto (1770, G. F. Bussani)
- Franz Danzi: Cleopatra (1780, Hoftheater, Mannheim; Johann Leopold Neumann), duodrama:[54] hi apareix l'ombra de Ptolemeu
- Giovanni Pacini: Cesare in Egitto (1821, 26-12, T. Argentina, Roma; Jacopo Ferretti a partir de Metastasio)

Cleòpatra VII, reina i faraó d'Egipte
- Marc' Antonio Cesti: Il Cesare amante (1652)
- Daniele da Castrovillari: La Cleopatra (1662, T. di San Luca, Venècia ; Giacomo dall'Angelo)
- Antonio Sartorio: Giulio Cesare in Egitto (1676, Giacomo Francesco Bussani)
- Johann Sigismund Kusser: Cleopatra (1690)
- Alessandro Scarlatti: Antonio e Cleopatra (1701), serenata
- Johann Mattheson: Die unglückselige Kleopatra, Königin von Ägypten (1704, Hamburg)
- Carlo Francesco Pollarolo: Giulio Cesare nell'Egitto (1713, A. Ottoboni)
- Casimir Schweizelsperg: Die unglückselige Liebe zwischen der egyptischen Königin Cleopatra und dem römischen Triumvirn Antonio (1716)
- Georg Friedrich Haendel: Giulio Cesare in Egitto (1724, 20-2, King's Theatre, Londres; Nicola Francesco Haym)
- Johann Adolph Hasse: Marc'Antonio e Cleopatra (1725, 9, Nàpols; Francesco Ricciardi), serenata
- Luca Antonio Predieri: Giulio Cesare in Egitto (1728, Giacomo Francesco Bussani)
- Reinhard Keiser: Der Fall des Grossen Pompejus (1731)
- Geminiano Giacomelli: Cesare in Egitto (1735)
- Carl Heinrich Graun: 'Cleopatra e Cesare (1742, Berlín)
- Francesco Maggiore: Cesare in Egitto (1753)
- Giuseppe Sarti: Cesare in Egitto (1763, tardor, Det Kongelige Teater, Copenhaguen; Giacomo Francesco Bussani)
- Niccolò Piccinni: Cesare in Egitto (1770, G. F. Bussani)
- Carlo Monza: Cleopatra (1775)
- Pasquale Anfossi: Cleopatra (1779, M. Verazzi)
- Johann Christoph Kaffka: Antonius und Cleopatra (1779, duodrama)
- Franz Danzi: Cleopatra (1780, Hoftheater, Mannheim; Johann Leopold Neumann), duodrama[54]
- Domenico Cimarosa: La Cleopatra (1789, 8-10, Palau de l'Ermitage, Sant Petersburg; Ferdinando Moretti)
- Sebastiano Nasolini: La morte di Cleopatra (1791)
- Pietro Alessandro Guglielmi: La morte di Cleopatra (1796)
- Gaetano Marinelli: La morte di Cleopatra (1800)
- Giuseppe Francesco Bianchi: La morte di Cleopatra (1801, S. Buonaiuti)
- Giacomo Tritto: Cesare in Egitto (1805, Giovanni Schmidt)
- Joseph Weigl: Cleopatra (1807, Luigi Romanelli)
- Ferdinand Kauer: Antonius und Cleopatra (1814)
- Ercole Paganini: Cesare in Egitto (1814)
- Giovanni Pacini: Cesare in Egitto (1821, 26-12, T. Argentina, Roma; Jacopo Ferretti a partir de Metastasio)
- Gualtiero Sanelli: Ottavia (1854, G. Peruzzini)
- Franz Friedrich Richard Genée, Carl Michael Ziehrer: Cleopatra, oder Durch drei Jahrtausende (1875, Josef Steinher, comèdia musical)
- Lauro Rossi: Cleopatra (1876, Marco D'Arienzo)
- Felip Pedrell: Cléopâtre (1878, no estr.; A. de Lauzières)
- Victor Massé: Une nuit de Cléopâtre (1885)
- Melesio Morales: Cleopatra (1891)
- Mikhaïl Alekseièvitx Kuzmin: Kleopatra (1892)
- August Enna: Kleopatra (1894, Copenhagen)
- Victor Herbert: The wizard of the Nile (1895)
- Jules Massenet: Cléopâtre (1914, 23-2, Opéra, Montecarlo, Mònaco; Louis Payen)
- Conrado del Campo: La tragedia del beso (1915, Carlos Fernández Shaw) (una de les veus interiors)
- Henry Kimball Hadley: Cleopatra's Night (1920)
- Oscar Straus:  Die Perlen der Kleopatra' (1923, Julius Brammer i Alfred Grünwald)
- Sayyid Darwīš: Kilipatrā wa Mark Anţūn (1923, S. Darwis)
- Volodijmijr Femelidi: Cezar' i Kleopatra (1931, inacabada)
- Gian Francesco Malipiero: Antonio e Cleopatra (1938, 4-6, T. Comunale, Florència; W. Shakespeare, traduït per G.F. Malipiero)
- Danilo Švara: Kleopatra (1937, est. 1940, D. Švara)
- Louis Gruenberg: Antony and Cleopatra (1955-1961, sense estrenar; L. Gruenberg)
- Louis Gruenberg: One Night of Cleopatra (ca. 1959)
- Samuel Barber: Antony and Cleopatra' (1966, 1-9, Metropolitan Opera, Nova York; Franco Zeffirelli)
- Gian Francesco Malipiero: Gli eroi di Bonaventura (1969, 7-2, Piccola Scala, Milà; G.F. Malipiero)
- Emmanuel Bondeville: Antoine et Cléopâtre (1972)
- P'elik's P'ilipe Ġlonti: Kleopatra (1976)
- Gerard Chiusano: Antony and Cleopatra (2004, 24-10, Santa Barbara Public Library, Santa Barbara; Gene Tyburn, sobre Shakespeare)
- Lewis Furey: Antoine et Cléopâtre (2006)
- John Adams: Antony & Cleopatra (2022, 10-9, Opera, San Francisco; J. Adams, sobre Shakespeare)

Cesarió, fill de Cleòpatra VII i Juli Cèsar
- Ferdinand Kauer: Antonius und Cleopatra (1814)

Xarmion o Kharmion, serventa de Cleòpatra VII
- Joseph Weigl: Cleopatra (1807, Luigi Romanelli)
- Jules Massenet: Cléopâtre (1914, 23-2, Opéra, Montecarlo, Mònaco; Louis Payen)
- Oscar Straus:  Die Perlen der Kleopatra (1923, Julius Brammer i Alfred Grünwald)
- Danilo Švara: Kleopatra (1937, est. 1940, D. Švara)
- Louis Gruenberg: Antony and Cleopatra (1955-1961, sense estrenar; L. Gruenberg)
- P'elik's P'ilipe Ġlonti: Kleopatra (1976)
- Samuel Barber: Antony and Cleopatra (1966, 1-9, Metropolitan Opera, Nova York; Franco Zeffirelli)
- Gerard Chiusano: Antony and Cleopatra (2004, 24-10, Santa Barbara Public Library, Santa Barbara; Gene Tyburn, sobre Shakespeare)
- John Adams: Antony & Cleopatra (2022, 10-9, Opera, San Francisco; J. Adams, sobre Shakespeare)

## Grècia antiga
Gòrdios I, rei llegendari de Frígia
- Giovanni Ferrandini: Gordio (1727)

Mides I, rei mític de Frígia
- Antonio Draghi: L'avidità di Mida (1671)
- Charles-Henri Blainville: Midas (1753; Pierre Joseph Justin Bernard)
- André-Ernest-Modeste Grétry: Le jugement de Midas (1778, 28-3, apartaments de Madame de Montesson, Palais-Royal, París; Thomas D’Hèle, a partir de Kane O'Hara)
- Victor Massé: Galathée (1854, opéra comique)
- Franz von Suppé: Die schöne Galathee (1863)
- Frédéric Barbier: Les oreilles de Midas (1866, opéra comique)
- José Rogel: El rey Midas (1869, 22-12, T. de los Bufos Arderius, Madrid; Ricardo Puente y Brañas),[55] sarsuela
- Paul Hillemacher: Midas (ca. 1930)
- Wilhelm Kempff: König Midas (1931)
- Georges Dandelot: Midas (1947, estr. 1955)
- Hugo Cole: Asses' ear (1950, 12-12, Lokeby School, Londres; H. Cole)
- Ferit Tüzün: Midas ın Kulakları (1969, Devlet Opera ve Balesi, Istanbul; Güngör Dilmen)

Homer, poeta grec, potser llegendari
- August Bungert: Nausikaa (1887) i Odysseus' Tod  (1903)
- Antoni Massana i Bertran: Nuredunna (1947; hi apareix com a Melesigeni)

Zaleuc, legislador de Locres Epizefiris
- Antonio Draghi: Zaleuco (1675)

Epimènides de Creta, filòsof i poeta cretenc
- Georg Joseph Vogler: Epimenides (1806)

Licurg, mític legislador d'Esparta
- Jean-Philippe Rameau: Les fêtes d'Hébé, ou Les talens lyriques. (1739, 21-5, Académie royale de musique, Palais-Royal, París; Antoine Gautier de Montdorge), òpera-ballet

Soló, filòsof i legislador d'Atenes
- Antonio Draghi: La monarchia latina trionfante (1678)
- Giovanni Legrenzi: Il Creso (1681)
- Johann Philipp Förtsch: Der Hochmüthige, Gestürzte und wieder erhabene Croesus (1684, Schauplatz am Gänsemarkt, Hamburg; Lucas Bastel, traduït de Nicolò Minato)
- Agostino Steffani: Solone (1685, Ventura Terzago)
- Reinhard Keiser: Der Hochmüthige, Gestürzte und wieder erhabene Croesus (1710, revisió 1730; Operntheater, Hamburg; Lucas Bastel, traduït de Nicolò Minato)
- Francesco Bartolomeo Conti: Creso (1723)
- Georg Philipp Telemann: Aesopus bei Hofe (1729, 28-2, Gänsemarkt, Hamburg; Johann Matheson), singspiel

Pitàgores de Samos, filòsof
- Antonio Salieri: I tre filosofi (1797, no s'estrenà; Giovanni De Gamerra)

Pisístrat,tirà d'Atenes
- Agostino Steffani: Solone (1685, Ventura Terzago)
- Leonardo Leo: Pisistrato (1714)

Tales de Milet, filòsof
- Agostino Steffani: Solone (1685, Ventura Terzago)

Isop, faulista frigi
- Marc' Antonio Ziani: L'Esopo (1703)
- Francesco Bartolomeo Conti: Creso (1723)
- Georg Philipp Telemann: Aesopus bei Hofe (1729, 28-2, Gänsemarkt, Hamburg; Johann Matheson), singspiel
- António Teixeira?: Esopaida, ou Vida de Esopo (1734, 4, Casa dos Bonecos do Bairro Alto, Lisboa; António José da Silva), partitura perduda
- Pierre Vachon: Ésope à Cythère (1766, Louis-Hurtaut Dancourt)
- Conradin Kreutzer: Aesop in Phrygien o Aesop in Lydien (1808, Viena; Matthäus Stegmayer)
- Conradin Kreutzer: Esop in Lydien (1821, 28-1, Donaueschingen; Matthäus Stegmayer a partir d'Edmé Boursault)

Tespis, primer dramaturg
- Jean-Philippe Rameau: Platée (1745, 31-5, Grande Écurie, Palau de Versailles; Adrien-Joseph Le Valois d'Orville), "opéra-ballet bouffon"
- Anton Friedrich Fischer: Thespis i Thespis Traum (1801)
- Franz Teyber: Alexander (1801, 13-6, Theater an der Wien, Viena; Emanuel Schikaneder), al pròleg
- Arthur Sullivan: Thespis, or The gods grown old (1871, 26-12, Gaiety Theatre, Londres; W. S. Gilbert), música conservada només en part

Alcman, poeta espartà
- Franz Lehár: de:Der Göttergatte (1904, 20-1, Carltheater, Viena; Victor Léon i Leo Stein), opereta

Safo, poetessa de Lesbos
- Bernhard Anselm Weber: Sappho (1816, Friedrich Wilhelm Gubitz), monodrama
- Hugo Kaun: Sappho (1947)
- Peggy Glanville-Hicks: Sappho (1965, estr. 2012)

Safo i Alceu, poetes
- Thomas Clayton: The passion of Sappho (1711)
- Jean-Philippe Rameau: Les fêtes d'Hébé, ou Les talens lyriques (1739, 21-5, Académie royale de musique, Palais-Royal, París; Antoine Gautier de Montdorge), òpera-ballet
- Johann Paul Aegidius Martini "il Tedesco": Sapho (1794)
- Johann Simon Mayr: Saffo, ossia I riti d'Apollo Leucadio (1794, 18-2, T. La Fenice, Venècia; Simeone Antonio Sografi)
- Anton Reicha: Sapho (1822, Hippolyte Cournol, Adolphe Joseph Simonis Emois)
- Johannes Bernardus van Bree: Saffo (1834)
- Giovanni Pacini: Saffo (1840, 29-11, T. San Carlo, Nàpols; Salvatore Cammarano)
- Charles Gounod: Sapho (1851, 16-4, Opéra, Salle Le Pelletier, París; Émile Augier)
- Nikolai Korndorf: MR (Marina i Rainer)

Telèsil·la, poetessa d'Argos
- Johann Joseph Fux: L'offendere per amore, overo La Telesilla (1702)
- Giuseppe Porsile: Telesilla (1729, G. C. Pasquini)

Tirteu, poeta espartà
- Jean-Philippe Rameau: Les fêtes d'Hébé, ou Les talens lyriques. The libretto was written by (1739, 21-5, Académie royale de musique, Palais-Royal, París; Antoine Gautier de Montdorge), òpera-ballet

Anacreont, poeta líric grec
- Jean-Philippe Rameau: Anacréon (1754, 23-10, Palau de Fontainebleau; Louis de Cahusac)
- Jean-Philippe Rameau: Anacréon: acte afegit a Les surprises de l'amour (1748) (1757, 30-5, T. du Palais-royal, París; Gentil-Bernard)
- Joseph Legros: Anacréon (1782)
- André Grétry: Aspasie (1789, 17-3, Opéra, París; Étienne Morel de Chédeville)
- André Grétry: Anacréon chez Polycrate (1797, 17-1, Opéra, París; Jean Henry Guy)
- Saverio Mercadante: Anacreonte in Samo (1820, 1-8, T. San Carlo, Nàpols; Giovanni Schmidt)
- Luigi Cherubini: Anacréon, ou L'Amour fugitif (1803, 4-10, Opéra, París; C. R. Mendouze)

Falaris, tirà d'Agrigent
- Giovanni Battista Bassani: Falaride, tiranno d'Agrigento (1683)

Hieró I, tirà de Siracusa
- Bernardo Sabadino: Hierone tiranno di Siracusa (1688, Aurelio Aureli)
- Alessandro Scarlatti: Gerone, tiranno di Siracusa (1692, Aurelio Aureli)
- Francesco Gasparini: Gerone, tiranno di Siracusa (1700, Aurelio Aureli)
- Johann Adolph Hasse: Gerone, tiranno di Siracusa (1727, 19-11, Nàpols; Aurelio Aureli)

Polícrates de Samos, tirà de Samos
- André Grétry: Anacréon chez Polycrate (1797, 17-1, Opéra, París; Jean Henry Guy)
- Saverio Mercadante: Anacreonte in Samo (1820, 1-8, T. San Carlo, Nàpols; Giovanni Schmidt)
- Victorino Echevarría López: El anillo de Polícrates (ca. 1940)

Clístenes de Sició, tirà de Sició
Agarista, filla seva
Mègacles II, noble atenenc
- Antonio Caldara: L'olimpiade (1733, 28-8, Hofoper, Viena; Pietro Metastasio)
- Antonio Vivaldi: L'olimpiade (1734, 17-2, T. Sant'Angelo, Venècia; Pietro Metastasio)
- Giovanni Battista Pergolesi: L'olimpiade (1735, 1, T. Tordinona, Roma; Pietro Metastasio)
- Giuseppe Ferdinando Brivio: L'olimpiade (1737, 5-3, T. Regio, Torí; Pietro Metastasio)
- Leonardo Leo: L'olimpiade (1737, 19-12, T. San Carlo, Nàpols; Pietro Metastasio)
- Giovanni Battista Lampugnani i Giovanni Battista Pergolesi: Meraspe, o L'olimpiade (1742, 20-4, King's Theater, Londres; Pietro Metastasio), pastitx
- Giuseppe Scarlatti: L'olimpiade (1745, Lucca; Pietro Metastasio)
- Baldassare Galuppi: L'olimpiade (1745, 18-12, T. San Carlo, Nàpols; Pietro Metastasio)
- Giuseppe Scolari: L'olimpiade (1746, T. San Moisè, Venècia; Pietro Metastasio)
- Georg Christoph Wagenseil: L'olimpiade (1749, Viena; Pietro Metastasio)
- Davide Perez: L'olimpiade (1753, primavera, T. da Corte, Lisboa; Pietro Metastasio)
- Nicola Logroscino: L'olimpiade (1753, Roma; Pietro Metastasio)
- Egidio Romualdo Duni: L'olimpiade (1755, T. regio ducale, Parma; Pietro Metastasio)
- Johann Adolf Hasse: L'olimpiade (1756, 16-2, Hoftheater, Dresden; Pietro Metastasio)
- Tommaso Traetta: L'olimpiade (1758, 15-10, T. della Pergola, Florència; Pietro Metastasio)
- Gregorio Sciroli: L'olimpiade (1760, 26-11, T. San Benedetto, Venècia; Pietro Metastasio)
- Niccolò Jommelli: L'olimpiade (1761, 11-2, Hofoper, Stuttgart; Pietro Metastasio)
- Niccolò Piccinni: L'olimpiade (1761, Roma; Pietro Metastasio)
- Vincenzo Manfredini: L'olimpiade (1762, 24-11, Moscou, Rússia; Pietro Metastasio)
- Pietro Alessandro Guglielmi: L'olimpiade (1763, 4-11, T. San Carlo, Nàpols; Pietro Metastasio)
- Antonio Sacchini: L'olimpiade (1763, 9-7, T. Nuovo, Padua; Pietro Metastasio)
- Domenico Fischietti: L'olimpiade (1763, Divadlo v Kotcích, Praga; Pietro Metastasio)
- Florian Leopold Gassmann: L'olimpiade (1764, 18-10, Kärntnertortheater, Viena; Pietro Metastasio)
- Thomas Arne: L'olimpiade (1765, 27-4, King's Theater, Londres; Pietro Metastasio modificat per Giovanni Gualberto Bottarelli)
- Ferdinando Bertoni: L'olimpiade (1765, Venècia; Pietro Metastasio)
- Pietro Alessandro Guglielmi (acte I), Antonio Gaetano Pampani (acte II), Francesco Brusa (acte III): L'olimpiade (1766, 26-12, T. San Benedetto, Venècia; Pietro Metastasio)
- Niccolò Piccinni: L'olimpiade (1768, Roma; Pietro Metastasio), segona versió
- Pasquale Cafaro: L'olimpiade (1769, 12-1, Palazzo Reale, Nàpols; Pietro Metastasio)
- Niccolò Piccinni: L'olimpiade (1774, 30-5, T. San Carlo, Nàpols; Pietro Metastasio), tercera versió
- Pasquale Anfossi: L'olimpiade (1774, 26-12, T. San Benedetto, Venècia; Pietro Metastasio)
- Luigi Gatti: L'olimpiade (1775, Hofoper, Salzburg; Pietro Metastasio)
- Antonio Sacchini: L'olympiade (1777, Palais, Fontainebleau; Pietro Metastasio, traduït per N. E. Framery), pastitx amb àries de Sacchini provinents d'altrs obres[56]
- Giuseppe Sarti: L'olimpiade (1778, Florència; Pietro Metastasio)
- Josef Mysliveček: L'olimpiade (1778, 4-11, T. San Carlo, Nàpols; Pietro Metastasio)
- Francesco Bianchi: L'olimpiade (1781, 26-12, T. alla Scala, Milà; Pietro Metastasio)
- Gaetano Andreozzi: L'olimpiade (1782, Pisa; Pietro Metastasio)
- Johann Gottfried Schwanenberger: L'olimpiade (1782, estiu, Hofoper, Brunsvic; Pietro Metastasio), música perduda
- Luigi Cherubini: L'olimpiade (1783, Venècia?; Pietro Metastasio)
- Domenico Cimarosa: L'olimpiade (1784, 10-7, T. Eretenio, Vicenza; Pietro Metastasio)
- Giovanni Paisiello: L'olimpiade (1786, 20-1, T. San Carlo, Nàpols; Pietro Metastasio)
- Vincenzo Federici: L'olimpiade (1789, 26-12, T. Regio, Torí; Pietro Metastasio)
- Domenico Cimarosa: L'olimpiade (1790, 24-11, T. San Benedetto, Venècia; Pietro Metastasio)
- Johann Friedrich Reichardt: L'olimpiade (1791, 2-10, Königsliches Theater, Berlín; Pietro Metastasio)
- Marcello Perrino: L'olimpiade (1795, Nàpols; Pietro Metastasio)

Empèdocles, filòsof
- Hermann Reutter: Der Tod des Empedokles (1966, Hermann Reutter)

Candaules, rei de Lïdia
- Pietro Andrea Ziani: Candaule Re di Lidia (1679, Alessandro Morselli)
- Domenico Gabrielli: Il Gige in Lidia (1683)
- Domenico Natale Sarri: Candaule re di Lidia (1706, Adriano Morselli)
- Alfred Bruneau: Le roi Candaule (1920, 1-12, Opéra-comique, París; Maurice Donnay)[57]
- Alexander von Zemlinsky: Der König Kandaules (1935, estr. 1991)
- Väinö Raitio: Lyydian kuningas (1937, Eino Leino)

Giges, rei de Lídia
- Domenico Gabrielli: Il Gige in Lidia (1683)
- Bartolomeo Bernardi: Il Gige fortunato divertimento teatrale (1703, 26-8, Sophie Amalienborg, Copenhaguen; desconegut)
- Domenico Natale Sarri: Candaule re di Lidia (1706, Adriano Morselli)
- Alfred Bruneau: Le roi Candaule (1920, 1-12, Opéra-comique, París; Maurice Donnay)[57]
- Alexander von Zemlinsky: Der König Kandaules (1935, estr. 1991)
- Väinö Raitio: Lyydian kuningas (1937, Eino Leino)
- August Baeyens: De Ring van Gyges (1945)

Aliates II, rei de Lídia
- Georg Friedrich Haendel: Sosarme, re di Media (1732, 15-2, Londres, Haymarket King's Theater, Antonio Salvi)

Cressus, rei de Lídia
- Leopold I del Sacre Imperi Romanogermànic: Creso (1678)
- Giovanni Legrenzi: Il Creso (1681)
- Johann Philipp Förtsch: Der Hochmüthige, Gestürzte und wieder erhabene Croesus (1684, Schauplatz am Gänsemarkt, Hamburg; Lucas Bastel, traduït de Nicolò Minato)
- Reinhard Keiser: Der Hochmüthige, Gestürzte und wieder erhabene Croesus (1710, revisió 1730; Operntheater, Hamburg; Lucas Bastel, traduït de Nicolò Minato)
- Francesco Bartolomeo Conti: Creso (1723)
- Giovanni Porta: Doriclea ripudiata da Creso (1729, G. B. Corte)
- Georg Philipp Telemann: Aesopus bei Hofe (1729, 28-2, Gänsemarkt, Hamburg; Johann Matheson), singspiel
- Niccolò Jommelli: Creso (1757, 5-2, T. Argentina, Roma; Giuseppe Gioacchino Pizzi)
- Ignazio Fiorillo, Domenico Fischietti, Davide Perez, Gian Francesco di Majo: Il Creso (1760, pastitx)
- Antonio Sacchini: Creso (1765, 4-11, T. San Carlo, Nàpols; Gioacchino Pizzi; 2a versió: 1777)
- Pasquale Cafaro: Creso ultimo rè della Lidia (1768)
- Domenico Fischietti: Il Creso (1776)
- Joseph Schuster: Creso in Media (1770, G. Pagliuca)
- Giuseppe Sarti: Il trionfo della pace (1783, 10-5, T. Ducale, Màntua; Cesare Olivieri)
- Pasquale Anfossi: Creso (1787, G. Pizzi)
- Conradin Kreutzer: Aesop in Phrygien o Aesop in Lydien (1808, Viena; Matthäus Stegmayer)
- Franz Schubert: Adrast (1817-1819, estr. 1868, 13-12, Viena; Johann Mayrhofer), fragments d'un singspiel
- Conradin Kreutzer: Esop in Lydien (1821, 28-1, Donaueschingen; Matthäus Stegmayer a partir d'Edmé Boursault)

Atis, fill del rei Cressus de Lídia
- Johann Philipp Förtsch: Der Hochmüthige, Gestürzte und wieder erhabene Croesus (1684, Schauplatz am Gänsemarkt, Hamburg; Lucas Bastel, traduït de Nicolò Minato)
- Reinhard Keiser: Der Hochmüthige, Gestürzte und wieder erhabene Croesus (1710, revisió 1730; Operntheater, Hamburg; Lucas Bastel, traduït de Nicolò Minato)

Temístocles, general i polític atenenc
- Antonio Draghi: Temistocle in Persia (1681)
- Antonio Gianettini: Temistocle in bando (1683)
- Giovanni Battista Bononcini, Giovanni Lorenzo Lulier, A. Ziani: Temistocle in Bando (1698)
- Marc'Antonio Ziani: Temistocle (1718, Apostolo Zeno)
- Nicola Porpora: Temistocle (1718, 1-10, Hof, Viena; Apostolo Zeno)
- Fortunato Chelleri: Il Temistocle (1721, A. Zeno)
- Georg Reutter: La generosità di Artaserse con Temistocle (1731, Giovanni Claudio Pasquini)
- Antonio Caldara: Temistocle (1736, 4-11, Hoftheater, Viena; Pietro Metastasio)[27]
- Giovanni Chinzer: Il Temistocle (1737, Metastasio)
- Gaetano Latilla: Temistocle (1737, Metastasio)
- Giuseppe Maria Orlandini: Il Temistocle (1737, Metastasio)
- Antonio Pampani: Artaserse Longimano (1737, Metastasio)
- Giovanni Alberto Ristori: Il Temistocle (1738, Metastasio)
- Francesco Poncini Zilioli: Il Temistocle (1739, Metastasio)
- Andrea Bernasconi: Temistocle (1740, Metastasio)
- Francesco Maggiore: Il Temistocle (1743, Metastasio)
- Nicola Porpora: Il Temistocle (1743, 22-2, T. at the Haymarket, Londres; P. Metastasio)
- Antonio Costantini: Il Temistocle (1744, Metastasio)
- Filippo Finazzi: Il Temistocle (1746, Metastasio)
- Giovanni Verocai: Temistocle in bando (1747, Metastasio)
- Niccolò Jommelli: Temistocle (1757, 18-12, T. San Carlo, Nàpols; P. Metastasio)
- Gennaro Manna: Temistocle (1761, Metastasio)
- Josep Duran: Temistocle (1762, 4-11, T. de la Santa Creu, Barcelona; Pietro Metastasio)
- Johann Otto Uhde: Temistocle (1762, Metastasio)
- Niccolò Jommelli: Temistocle (1765, 4-11, Schlosstheater, Ludwigsburg; P. Metastasio)
- Carlo Monza: Temistocle (1766, Metastasio)
- Johann Christian Bach: Temistocle (1772, 5-11, Hoftheater, Mannheim; P. Metastasio)
- Giovanni Angelo Brunetti: Temistocle (1776, Metastasio)
- Augustin Ullinger: Temistocle (1777, Metastasio)
- Luigi Guido Beltrami: Temistocle (1780, Metastasio)
- Domenico Cimarosa: Artaserse (1784, 26-12, T. Regio, Torí; P. Metastasio)
- François-André Danican Philidor: Thémistocle (1785, 13-10, Palau de Fontainebleau; Étienne Morel de Chédeville)
- Rodolphe Kreutzer: La journée de Marathon, ou, Le triomphe de la liberté (1793, 15-8, T. national, París; Jean-François Guéroult)[58]
- Pablo del Moral: Temístocles (1800, Vicente Rodríguez de Arellano, a partir de P. Metastasio)
- Giovanni Pacini: Temistocle (1823, 23-8, T. Giglio, Lucca; Pietro Anguilessi a partir de Metastasio)

Aristides d'Atenes, polític atenenc
- Luigi Guido Beltrami: Temistocle (1780, Metastasio)
- Antonio Vivaldi: Aristide RV 698 (1735, tardor, T. San Samuele, Venècia; Carlo Goldoni?), "dramma eroico-comico", partitura perduda
- Rodolphe Kreutzer: La journée de Marathon, ou, Le triomphe de la liberté (1793, 15-8, T. national, París; Jean-François Guéroult)[58]

Milcíades, general atenenc
- Giovanni Maria Ruggieri: Milziade (1699, Lotto Lotti)
- Rodolphe Kreutzer: La journée de Marathon, ou, Le triomphe de la liberté (1793, 15-8, T. national, París; Jean-François Guéroult)[58]
- Jean-Baptiste Lemoyne: Miltiade à Marathon (1793)

Cal·límac, general d'Atenes
;Mnesífil, polític i orador
- Rodolphe Kreutzer: La journée de Marathon, ou, Le triomphe de la liberté (1793, 15-8, T. national, París; Jean-François Guéroult)[58]

Rei Aristodem de Messènia
- Stefano Pavesi: Aristodemo (1807, 15-8, T. San Carlo, Nàpols; Gaetano Rossi)[59]
- Michele Carafa: Il sacrifizio d'Epito (1819, 26-12, T. La Fenice, Venècia; Giovanni Albinoni)

Aristòmenes, rei de Messènia
- Giovanni Felici Sances: Aristomene Messenio (1670, N. Minato)

Cleòmenes I, rei d'Esparta
- Giuseppe Porsile: Telesilla (1729, G. C. Pasquini)
- Francesco Araja: Cleomene (1731)
- Stefano Pavesi: Aspasia e Cleomene (1812, 10, T. della Pergola, Florència; llibretista desconegut)[60]
- Pavlos Carrer: Μαραθών-Σαλαμίς (Marazón-Salamis) (1866, estrena: 2003, 14-2, T. Olimpia, Atenes; A. Martzokis, A. Kapsokefalos)

Leònides I, rei d'Esparta
- Giovanni Sebenico: Leonida in Sparta (1689, desconegut)
- Luciano Xavier dos Santos: Palmira di Tebe (1781, Gaetano Martinelli)
- Antoine-Frédéric Gresnick i Louis-Luc Loiseau de Persuis: Léonidas, ou Les spartiates (1799)
- Eugène Bozza: Léonidas (1947)

Rei Pausànies d'Esparta
- Giovanni Legrenzi: Il Pausania (1682)

Leònides II, rei d'Esparta
- Antonio Draghi: Leonida in Tegea (1670)
- Marc' Antonio Ziani: Leonida in Tegea (1676)[61]
- Giovanni Maria Ruggieri: Arato in Sparta (1710, Benedetto Marcello o N. Minato)

Agis II, rei d'Esparta
- Agostino Steffani: La libertà contenta (1693, Bartolomeo Ortensio Mauro)

Agesilau II, rei d'Esparta
Timea, esposa seva
- Giovanni Domenico Perotti: Agesilao, re di Sparta (1789, F. Ballani)

Lisandre, general espartà
- Agostino Steffani: La libertà contenta (1693, Bartolomeo Ortensio Mauro)
- António Leal Moreira: Gli eroi spartani (1788, 21-8, Lisboa; Gaetano Martinelli)[62]
- Giovanni Domenico Perotti: Agesilao, re di Sparta (1789, F. Ballani)

Clearc d'Esparta, militar
- Antonio Francesco Tenaglia: Il Clearco (1661, L. Cottesi)
- Domenico Gabrielli: Clearco in Negroponte (1685)
- Giovanni Lorenzo Lulier: Clearco in Negroponte (1695)
- Carlo Francesco Cesarini: Clearco in Negroponte (1695)
- Tommaso Bernardo Gaffi: Clearco in Negroponte (1695)

Epaminondes i Pelòpides, generals tebans
- Pietro Torri: L'Epaminonda (1727, Domenico Lalli)
- Geminiano Giacomelli: Epaminonda (1732)
- Joseph Anton Maichelbeck: Epaminondas (1747)

Reina Artemísia I de Cària i el seu amant Dardamis
- Francesco Cavalli: Artemisia (1656)
- Reinhard Keiser: Artemisia (1715)
- Johann Adolf Hasse: Artemisia (1754, 6-2, Hofoper, Dresden; Giovanni Ambrogio Migliavacca)
- Giuseppe Calegari: Artemisia (1782)
- António Leal Moreira: Artemisia regina di Caria (1787, 17-12, Palácio de Ajuda, Lisboa; Gaetano Martinelli)[63]
- Domenico Cimarosa: Artemisia regina di Caria (1797, estiu, T. San Carlo, Nàpols; Marcello Marchesini)
- Domenico Cimarosa: Artemisia (1801, 18-1, T. La Fenice, Venècia; Cratisto Jamejo)
- Giuseppe Nicolini: Artemisia (1809)

Pèricles, estadista atenenc
- Francesco Lucio: Pericle effeminato (1653)
- Agostino Steffani: La libertà contenta (1693, Bartolomeo Ortensio Mauro)
- Henri Christiné: Phi-Phi

Aspàsia de Milet, milèsia, amant de Pèricles i mecenes
- Agostino Steffani: La libertà contenta (1693, Bartolomeo Ortensio Mauro)
- André Grétry: Aspasie (1789, 17-3, Opéra, París; Étienne Morel de Chédeville)
- Louis-Joseph Saint-Amans: Aspasie (1794)

Sòcrates, filòsof grec
- Marc' Antonio Ziani: Alcibiade (1680)
- Antonio Draghi: La patienza di Socrate con due mogli (1680)
- Antonio Caldara (1r acte), Georg Reutter (2n i 3r): La patienza di Socrate con due mogli (1731, 4-11, Hoftheater, Viena; Nicolò Minato)[64]
- Francisco António de Almeida: La pacienza di Socrate (1733)
- Giuseppe Carcani: Alcibiade (1746)
- Georg Philipp Telemann: Der geduldige Sokrates (1721, Johann Ulrich König)
- Erik Satie: Socrate (1918, Victor Cousin, drama simfònic)
- Georg Katzer: Gastmahl, oder über die Liebe (1987)
- Peter Schat: Symposion (1994, Gerrit Komrij)
- Graciane Finzi: Le dernier jour de Socrate (1997)
- Boudewijn Buckinx: Socrates (1997)

Anaxàgores i Zenó d'Elea, filòsofs
- André Grétry: Aspasie (1789, 17-3, Opéra, París; Étienne Morel de Chédeville)

Anaximandre, filòsof
- Werner Thärichen: Anaximanders Ende (1958, Wolfdietrich Schnurre)

Plató, filòsof
- Antonio Draghi: La patienza di Socrate con due mogli (1680)
- Giovanni Domenico Partenio: Dionisio, overo La virtù trionfante del vizio (1681)
- Giacomo Antonio Perti: Dionisio siracusano (1689)
- Georg Philipp Telemann: Der geduldige Sokrates (1721, Johann Ulrich König)
- Antonio Caldara (1r acte), Georg Reutter (2n i 3r): La patienza di Socrate con due mogli (1731, 4-11, Hoftheater, Viena; Nicolò Minato)

Arístip de Cirene, filòsof cirenaïc
- Rodolphe Kreutzer: Aristippe (1808, 24-5, Opéra, París; Pierre-François-Félix-Joseph Giraud, M.T. Leclercq)[65]

Aristòfanes, comediògraf
- André Grétry: Aspasie (1789, 17-3, Opéra, París; Étienne Morel de Chédeville)

Aristòfanes i Xenofont, filòsof i historiador
- Antonio Draghi: La patienza di Socrate con due mogli (1680)
- Georg Philipp Telemann: Der geduldige Sokrates (1721, Johann Ulrich König)
- Antonio Caldara (1r acte), Georg Reutter (2n i 3r): La patienza di Socrate con due mogli (1731, 4-11, Hoftheater, Viena; Nicolò Minato)
- Francisco António de Almeida: La pacienza di Socrate (1733)

Alcibíades, polític i estrateg
- Marc' Antonio Ziani: Alcibiade (1680)
- Antonio Draghi: La patienza di Socrate con due mogli (1680)
- Agostino Steffani: La libertà contenta (1693, Bartolomeo Ortensio Mauro)
- Georg Philipp Telemann: Der geduldige Sokrates (1721, Johann Ulrich König)
- Georg Reutter: La patienza di Socrate con due mogli (1731, Nicolò Minato)
- Francisco António de Almeida: La pacienza di Socrate (1733)
- Matteo Capranica: Alcibiade (1746)
- Giuseppe Carcani: Alcibiade (1746)
- António Leal Moreira: Gli eroi spartani (1788, 21-8, Lisboa; Gaetano Martinelli)[62]
- André Grétry: Aspasie (1789)
- Ferdinand Hérold: Lasthénie (1823, 8-9, Académie royale de musique, París; Claude-Étienne Chaillou des Barres, Étienne-François de Lantier)
- Giacomo Prividali: Alcibiade (1825)
- Giacomo Cordella: Alcibiade (1825, 26-12, T. La Fenice, Venècia; Luigi Prividali)
- Erik Satie: Socrate (1918, Victor Cousin, drama simfònic)
- Georg Katzer: Gastmahl, oder über die Liebe (1987)

Timandra, amant d'Alcibíades
- Giacomo Cordella: Alcibiade (1825, 26-12, T. La Fenice, Venècia; Luigi Prividali)

Eurímac de Tebes, general tebà
- António Leal Moreira: Gli eroi spartani (1788, 21-8, Lisboa; Gaetano Martinelli)[62]

Fídies, escultor grec
- André Grétry: Aspasie (1789, 17-3, Opéra, París; Étienne Morel de Chédeville)
- François-Joseph Fétis: Phidias (1824)
- Henri Christiné: Phi-Phi

Praxíteles, escultor grec
- Marc' Antonio Ziani: Alcibiade (1680)
- Agostino Bonaventura Coletti: Prassitele in Gnido (1700)
- Giuseppe Carcani: Alcibiade (1746)
- Pierre-Joseph Candeille: Praxitèle ou La Ceinture (1800)
- Celestí Sadurní i Gurguí: Phryné (ca. 1905, no estr.)
- Edmund Eysler: Phryne (1906, opereta)
- Bruno Ducol: Praxitèle

Frine, hetera i model
- Camille Saint-Saëns: Phryné (1893, Lucien Augé de Lassus), òpera còmica
- Celestí Sadurní i Gurguí: Phryné (ca. 1905, no estr.)
- Edmund Eysler: Phryne (1906, opereta)
- Lodovico Rocca: La morte di Frine (1919, Cesare Meano), leggenda tragica

Demòcrit, filòsof grec
- Antonio Draghi: Le risa di Democrito (1670)
- Carlo Francesco Pollarolo: Il delirio comune per l'incostanza dei genii (1700, Matteo Noris)
- Francesco Antonio Pistocchi: Le risa di Democrito (1700, N. Minato)
- Francesco Gasparini: Democrito (1718, anònim)
- Giovanni Battista Zingoni: Démocrite (ca. 1770)
- Karl Ditters von Dittersdorf: Democrito corretto (1787)
- Christian Kalkbrenner: Démocrite (1792)
- Étienne Méhul i Luigi Cherubini: Epicure (1800, 14-3, Salle Favart, París; C.-A. Desmoustier)
- Ercole Paganini: I filosofi al cimento (1810)

Heràclit, filòsof
- Antonio Salieri: Eraclito e Democrito (1795, 13-8, Burgtheater; Giovanni De Gamerra)
- Étienne Méhul i Luigi Cherubini: Epicure (1800, 14-3, Salle Favart, París; C.-A. Desmoustier)
- Ercole Paganini: I filosofi al cimento (1810)

Diògenes, filòsof cínic
- Antonio Draghi: La lanterna di Diogene (1674)
- Johann Georg Conradi: Diogenes Cynicus (1691)
- André Grétry: Diogène et Alexandre (1794, no estrenada; Pierre-Sylvain Maréchal)
- Antonio Salieri: I tre filosofi (1797, no s'estrenà; Giovanni De Gamerra)

Pirró d'Elis, filòsof
- Antonio Salieri: I tre filosofi (1797, no s'estrenà; Giovanni De Gamerra)

Epictet de Hieràpolis, filòsof
- Luigi Ricci: La lucerna di Epitteto (1827, carnestoltes, T. Nuovo, Nàpols; Giuseppe Checcherini)

Epicur, filòsof
- Antonio Draghi: Gl'atomi d'Epicuro (1672)
- Étienne Méhul i Luigi Cherubini: Epicure (1800, 14-3, Salle Favart, París; C.-A. Desmoustier)

Timoleó, militar i legislador de Sicília
- Agostino Bonaventura Coletti: Timoleonte, cittadino di Corinto (1729)
- Sebastiano Nasolini: Timoleone (1798)

Herostrat d'Efes, incendiari, destruí el temple d'Àrtemis d'Efes
- Juan Hidalgo: Cielos, aun del aire, matan (1660)
- Fromental Halévy: Erostrate (1825, inacabada)
- Ernest Reyer: Hérostrate (1864, Joseph Méry i Émilien Pacini)

Arquidàmia, reina consort d'Eudàmides I, rei d'Esparta
Cleònim d'Esparta, príncep
Rei Àreu I d'Esparta
- Georg Reutter: Archidamia (1727, Giovanni Claudio Pasquini)
- Giuseppe Bonno: La generosa spartana (1740, G. C. Pasquini), serenata (com a Archidamia)
- Johann Adolf Hasse: La spartana generosa, ovvero Archidamia (1747, 14-6, Dresden; Giovanni Claudio Pasquini)

Dionís el Vell, tirà de Siracusa
- Giovanni Domenico Partenio: Dionisio, overo La virtù trionfante del vizio (1681)
- Giacomo Antonio Perti: Dionisio siracusano (1689)
- Giuseppe Porsile: Meride e Selinunte (1721, Apostolo Zeno)
- Nicola Porpora: Damiro e Pitia (1724, 12-10, Hoftheater, Múnic; Domenico Lalli)
- Nicola Porpora: Meride e Selinunte (1726, carnestoltes, T. San Giovanni Cristostomo, Venècia; Apostolo Zeno)
- Pietro Chiarini: Meride e Selinunte (1744, Apostolo Zeno)

Dionís el Jove, tirà de Siracusa
Timoleó, corinti, governant de Siracusa
- Carlo Francesco Pollarolo: La forza d'amore (1698, Lorenzo Burlini)
- André Grétry: Denys le tyran, maître d'école a Corinthe (1794, 23-8, Opéra, París; Sylvain Maréchal)

Dió de Siracusa, polític
- Pellegrino Tomeoni: Dione siracusano (1750, llibretista desconegut)

Filip II de Macedònia, rei de Macedònia
Olímpia de l'Epir, esposa seva
Eurídice I de Macedònia, reina, consort d'Amintes II de Macedònia
- Giuseppe Boniventi (actes I-II) i Antonio Vivaldi (acte III): Filippo, re di Macedonia RV 715 (1720, 27-12, T. Sant'Angelo, Venècia; Domenico Lalli)[66]

### Època hel·lenística
Aristòtil, filòsof
- Marc' Antonio Cesti: Alessandro, vincitor di se stesso (1651)
- Ivar Hallström: Aristoteles (1886, opereta)

Alexandre el Gran, rei de Macedònia
- Marc' Antonio Cesti: Alessandro, vincitor di se stesso (1651)
- Francesco Lucio: Gl'amori di Alessandro magno e di Rossane (1651)
- Benedetto Ferrari: Gli amori di Alessandro Magno, e di Rossane (1656, música perduda)
- Giovanni Arrigoni: Gli amori di Alessandro Magno e di Rossane (1658)
- Marc'Antonio Cesti: La magnanimità d'Alessandro (1662)
- Giuseppe Tricarico: La generosità d'Alessandro (1662, Francesco Sbara)
- Giovanni Antonio Boretti: Alessandro amante (1667)
- Antonio Draghi: La lanterna di Diogene (1674)
- Marc' Antonio Ziani: Alessandro Magno in Sidone (1679, Aurelio Aureli)
- Bernardo Pasquini: Il Lisimaco (1681)
- Giovanni Legrenzi: Lisimaco riamato da Alessandro (1682)
- Antonio Draghi: Il nodo gordiano (1686)
- Johann Philipp Förtsch: Der Grosse Alexander in Sidion (1688)
- Giuseppe Boniventi: Il gran macedone (1690, 14-12, San Cassiano, Venècia; Giulio Pancieri)
- Alessandro Scarlatti: La Statira (1690, Pietro Ottoboni)
- Agostino Steffani: La superbia d'Alessandro (1690, Bartolomeo Ortensio Mauro)
- Marc' Antonio Ziani: L'amante eroe (1691, Domenico David)
- Johann Sigismund Kusser: Porus (1693)
- Bernardo Sabadino: Talestri innamorata d'Alessandro Magno (1693, Aurelio Aureli)
- Nicolaus Adam Strungk: Alexander Magnus (1698, llibretista desconegut)
- Gottfried Finger: The rival queens, or The death of Alexander the Great (1701)
- Francesco Mancini: Alessandro il Grande in Sidone (1706)
- Bernardo Sabadino: Alessandro amante eroe (1706)
- Gottfried Finger: Roxane und Alexanders Hochzeit (1708)
- Augustin Reinhard Stricker: Alexanders und Roxanen Heyrath (1708, 10-12, Hoftheater, Berlín; Johann von Besser), música perduda
- Fortunato Chelieri: Il gran Alessandro (1708)
- Luigi Mancia: Alessandro in Susa (1708)
- Thomas Clayton: The feast of Alexander (1711)
- Fortunato Chelieri: Alessandro fra' le amazoni (1715)
- Francesco Bartolomeo Conti: Alessandro in Sidone (1721)
- Georg Friedrich Haendel: Alessandro (1726, 5-5, King's T., Londres; Paolo Antonio Rolli)
- Giovanni Battista Bononcini: Alessandro in Sidone (1727)
- Georg Reutter: La magnanimità di Alessandro (1729, Giovanni Claudio Pasquini)
- Georg Friedrich Haendel: Poro, re dell'Indie (1731, 2-2, King's Theatre, Londres; Antonio Salvi)
- Leonardo Vinci: Alessandro nelle Indie (1730, Carnestoltes, T. delle Dame, Roma; P. Metastasio)[46]
- Nicola Porpora: Poro (1731, carnestoltes, T. regio, Torí; a partir de P. Metastasio)
- Johann Adolf Hasse: Cleofide (1731, 13-9, Hoftheater, Dresden; Michelangelo Boccardi, a partir de Metastasio)
- Luca Antonio Predieri: Alessandro nelle Indie (1731, P. Metastasio)
- Georg Reutter: Alessandro il Grande (1732, Giovanni Claudio Pasquini)[67]
- Francesco Mancini: Alessandro nelle Indie (1732)
- Giovanni Battista Pescetti: Alessandro nelle Indie (1732, P. Metastasio)
- Gaetano Maria Schiassi: Alessandro nelle Indie (1732, P. Metastasio)
- Antonio Bioni: Alessandro nelle Indie (1734)
- Johann Adolf Hasse: Alessandro nell'Indie (1736)
- Domenico Sarro: Alessandro nelle Indie (1736, P. Metastasio)
- Francesco Corselli: Alexandro en las Indias (1738, 19-12, T. del Buen Retiro, Madrid; P. Metastasio, traduït)[47]
- Baldassare Galuppi: Alessandro nelle Indie (1738, carnestoltes, Teatro Regio Ducale Nuovo, Màntua; P. Metastasio)
- Pietro Paradies: Alessandro in Persia (1738)
- Giuseppe Arena: Alessandro in Persia (1741)
- Leonardo Leo: L'Alessandro (1741)
- Giovanni Battista Pescetti: Alessandro in Persia (1741, F. Vanneschi; pastitx)
- Giuseppe Ferdinando Brivio: Alessandro nelle Indie (1742)
- Francesco Antonio Uttini: Alessandro nelle Indie (1743, P. Metastasio)
- José de Nebra: No todo indicio es verdad y Alexandro en Asia (1744, Coliseo de la Cruz, Madrid; José Parra), "drama harmónico"; música perduda.
- Niccolò Jommelli: Alessandro nell'Indie (1744, 26-12, T. Bonaccosi, Ferrara; P. Metastasio)
- Christoph Willibald Gluck: Poro (1744, 26-12, T. Regio, Torí; P. Metastasio)
- Carl Heinrich Graun: Alessandro e Poro (1744)
- Davide Pérez: Alessandro nelle Indie (1744; segona versió: 1765)
- Pietro Chiarini: Alessandro nelle Indie (1745)
- Girolamo Abos: Alessandro nelle Indie (1747, P. Metastasio)
- Georg Christoph Wagenseil: Alessandro nelle Indie (1748, P. Metastasio)
- Paolo Scalabrini: Alessandro nelle Indie (1749, Teatret Charlottenborg, Copenhaguen, P. Metastasio)
- Giuseppe Scolari: Alessandro nelle Indie (1750, T. de la Santa Creu, Barcelona; P. Metastasio)
- Giovanni Marco Rutini: Alessandro nelle Indie (1750, Pietro Metastasio)
- Giovanni Battista Lampugnani: Alessandro sotto le tende di Dario (1751)
- Ignazio Fiorillo: Alessandro nelle Indie (1752)
- Giuseppe Scarlatti: Alessandro nelle Indie (1753, P. Metastasio)
- Baldassare Galuppi: Alessandro nelle Indie (1754, 20-1, T. San Carlos, Nàpols; P. Metastasio), segona versió
- Baldassare Galuppi: Alessandro nelle Indie (1755, carnestoltes, Parma; P. Metastasio), tercera versió[48]
- Francesco Araja: Alessandro nelle Indie (1755)
- Pasquale Cafaro: La disfatta di Dario (1756)
- Michelangelo Valentini: La sconfitta di Dario (1757, Carlo Diodato Morbilli)
- Niccolò Piccinni: Alessandro nelle Indie (1758, P. Metastasio)
- Ignaz Holzbauer: Alessandro nelle Indie (1759, carnestoltes, T. Regio Ducale, Milà; P. Metastasio)[49]
- Niccolò Jommelli: Alessandro nell'Indie (1760, 11-2, Herzogliches Theater, Stuttgart; P. Metastasio), nova versió
- Daniel Barba: Alessandro neIle Indie (1761)
- Gioacchino Cocchi: Alessandro neIle Indie (1761)
- Giuseppe Sarti: Alessandro nelle Indie (1761, tardor, Det Kongelige Teater, Copenhaguen; P. Metastasio)
- Tommaso Traetta: Alessandro nelle Indie (1762, P. Metastasio)
- Giovanni Angelo Brunetti: Alessandro nelle Indie (1763)
- Domenico Fischietti: Alessandro nelle Indie (1764)
- Gregorio Sciroli: Alessandro nelle Indie (1764, P. Metastasio)
- Luigi Maria Baldassare Gatti: Alessandro nelle Indie (1768)
- Johann Gottlieb Naumann: Alessandro nelle Indie (1768)
- Ferdinando Bertoni: Alessandro nelle Indie (1769)
- Jan Antonín Koželuh: Alessandro nelle Indie (1769, hivern, Königliches Theater, Praga; P. Metastasio)
- John Abraham Fischer: The Court of Alexander (1770)
- Pasquale Anfossi: Alessandro nelle Indie (1772)
- Giovanni Paisiello: Alessandro nelle Indie (1773, 26-12, T. di Corte, Mòdena; P. Metastasio)
- Domenico Corri: Alessandro nelle Indie (1774)
- Niccolò Piccinni: Alessandro nelle Indie (1774, P. Metastasio; 2a versió)
- Giacomo Rust: Alessandro nelle Indie (1775, P. Metastasio)
- Carlo Monza: Alessandro nelle Indie (1776)
- Giovanni Paisiello: La disfatta di Dario (1776, carnestoltes, T. Argentina, Roma; Duca di S. Angelo Morbilli)
- Luigi Marescalchi: Alessandro nelle Indie (1778)
- Michele Mortellari: Alessandro nell'Indie (1778)
- Antonio Calegari: Alessandro nelle Indie (1779)
- Domenico Cimarosa: Alessandro nelle Indie (1781, 11-2, T. Argentina, Roma; P. Metastasio)
- Giuseppe Sarti: Alessandro e Timoteo (1782, 6-4, T. dalla Corte, Parma; Gastone della Torre Rezzonico)
- Nicolas-Jean le Froid de Méreaux: Alexandre aux Indes (1783)
- Luigi Cherubini: Alessandro nelle Indie (1784, 4, Teatro nuovo regio ducale, Màntua; P. Metastasio)
- Giovanni Francesco Bianchi: Alessandro nelle Indie (1785, P. Metastasio)
- Luigi Caruso: Alessandro neIle Indie (1787)
- Angelo Tarchi: Alessandro nelle Indie (1788, P. Metastasio)
- Giuseppe Giordani: La disfatta di Dario (1789)
- André-Frédéric Eler: Apelle et Campaspe (1789)
- Pietro Alessandro Guglielmi: Alessandro neIle Indie (1789)
- Angelo Tarchi: La generosità di Alessandro (1791, C. F. Badini)
- Gaetano Valeri: Il trionfo di Alessandro sopra se stesso (1792, Antonio Meneghelli)
- Niccolò Antonio Zingarelli: Apelle (1793)
- André Grétry: Diogène et Alexandre (1794, no estrenada; Pierre-Sylvain Maréchal)
- Giacomo Tritto: Apelle e Campaspe (1795, A. S. Sografi)
- Bonifazio Asioli: La festa di Alessandro ossia Timoteo (1796)
- Francesco Gnecco: Alessandro nelle Indie (1800)
- Franz Teyber: Alexander (1801, 13-6, Theater an der Wien, Viena; Emanuel Schikaneder)
- Matthäus Fischer: Alexander Magnus (1802)
- Sigismund Ritter von Neukomm: Alexander am Indus (1804, 15/27-9, Sant Petersburg; Friedrich Wilhelm Hunnius)[50]
- Gaetano Marinelli: Alessandro in Efeso (1810)
- Peter Ritter: Alexander in Indien (Die Macedonier am Indus) (1811, 26-12, Hof- und Nationaltheater, Manheim; Georg Christian Römer, a partir de Pietro Metastasio)
- Karol Kurpiński: Aleksander i Apelles (1815, 17-3, Teatr Narodowy Warszawski, Varsòvia; A. de la Ville de Mirmont, tradeuït per L. A. Dmuszewski;)[68]
- Johann Nikolaus Götze: Alexander in Persien (1819, 8-5, Grossherzogliches Hoftheater, Weimar; Friedrich Peucer)
- Giovanni Pacini: Alessandro nelle Indie (1824, 29-9, T. San Carlo, Nàpols; Giovanni Schmidt a partir de Metastasio)
- Jean-François Lesueur: Alexandre à Babylone (1825, no representada; Pierre Baour-Lormian)
- Marc-André Souchay: Alexander in Olympia (1940, 20-4, Opernhaus, Colònia; M-A. Souchay)
- Gadžibekov Hacıbäyov: İsgändär vä çoban "Alexandre i el cérvol" (1947)

Hefestió de Pel·la, general macedoni, amic d'Alexandre
- Marc' Antonio Cesti: Alessandro, vincitor di se stesso (1651)
- Marc'Antonio Cesti: La magnanimità d'Alessandro (1662)
- Giuseppe Tricarico: La generosità d'Alessandro (1662, Francesco Sbara)
- Antonio Draghi: La lanterna di Diogene (1674)
- Marc' Antonio Ziani: Alessandro Magno in Sidone (1679, Aurelio Aureli)
- Johann Philipp Förtsch: Der Grosse Alexander in Sidion (1688)
- Marc' Antonio Ziani: L'amante eroe (1691, Domenico David)
- Gottfried Finger: The rival queens, or The death of Alexander the Great (1701)
- Francesco Mancini: Alessandro il Grande in Sidone (1706)
- Georg Reutter: Alessandro il Grande (1732, Giovanni Claudio Pasquini)
- Pietro Paradies: Alessandro in Persia (1738)
- John Abraham Fischer: The Court of Alexander (1770)
- Giuseppe Sarti: Alessandro e Timoteo (1782, 6-4, T. dalla Corte, Parma; Gastone della Torre Rezzonico)
- André-Frédéric Eler: Apelle et Campaspe (1789)
- Giacomo Tritto: Apelle e Campaspe (1795, A. S. Sografi)
- Franz Teyber: Alexander (1801, 13-6, Theater an der Wien, Viena; Emanuel Schikaneder)
- Johann Nikolaus Götze: Alexander in Persien (1819, 8-5, Grossherzogliches Hoftheater, Weimar; Friedrich Peucer)

Perdicas d'Orèstia, general macedònic
- Giovanni Porta: La costanza combattuta in amore (1716)
- Giuseppe Paganelli: Barsina (1742)

Tais, cortesana grega
- Johann Philipp Förtsch: Der Grosse Alexander in Sidion (1688)
- Thomas Clayton: The feast of Alexander (1711)
- Giuseppe Sarti: Alessandro e Timoteo (1782, G. della Torre Rezzonico)
- Johann Nikolaus Götze: Alexander in Persien (1819, 8-5, Grossherzogliches Hoftheater, Weimar; Friedrich Peucer)

Barsina, amant d'Alexandre el Gran
- Giovanni Porta: La costanza combattuta in amore (1716)
- Giuseppe Paganelli: Barsina (1742)

Barsina o Estàtira, filla de Darius III, primera esposa d'Alexandre el Gran
- Giuseppe Tricarico: La generosità d'Alessandro (1662, Francesco Sbara)
- Giovanni Porta: La costanza combattuta in amore (1716)
- Giuseppe Paganelli: Barsina (1742)
- Giuseppe Sarti: Alessandro e Timoteo (1782, 6-4, T. dalla Corte, Parma; Gastone della Torre Rezzonico)
- Alessio Prati: Olimpia (1786, a partir de Voltaire)
- Gasparo Spontini: Olimpie (1819, 22-12, Opéra, París; Joseph Marie Armand Michel Dieulafoy, Charles Brifaut), com a Arzana

Roxana, esposa d'Alexandre el Gran
- Francesco Lucio: Gl'amori di Alessandro Magno e di Rossane (1651)
- Benedetto Ferrari: Gli amori di Alessandro Magno, e di Rossane (1656, música perduda)
- Giovanni Arrigoni: Gli amori di Alessandro Magno di Rossane (1658)
- Giovanni Antonio Boretti: Alessandro amante (1667)
- Agostino Steffani: La superbia d'Alessandro (1690, Bartolomeo Ortensio Mauro)
- Gottfried Finger: The rival queens, or The death of Alexander the Great (1701)
- Gottfried Finger: Roxane und Alexanders Hochzeit (1708)
- Augustin Reinhard Stricker: Alexanders und Roxanen Heyrath (1708, 10-12, Hoftheater, Berlín; Johann von Besser), música perduda
- Giacomo Facco: Le regine di Macedonia (1710)
- Georg Friedrich Haendel: Alessandro (1726, 5-5, King's T., Londres; Paolo Antonio Rolli)
- John Abraham Fischer: The Court of Alexander (1770)

Cletus el Negre, soldat macedoni
- Agostino Steffani: La superbia d'Alessandro (1690, Bartolomeo Ortensio Mauro)
- Gottfried Finger: The rival queens, or The death of Alexander the Great (1701)
- Georg Friedrich Haendel: Alessandro (1726, 5-5, King's T., Londres; Paolo Antonio Rolli), com a Clito
- John Abraham Fischer: The Court of Alexander (1770)

Cal·lístenes d'Olint, filòsof i militar
- Giovanni Legrenzi: Lisimaco riamato da Alessandro (1682)

Leònides de l'Epir
- Georg Friedrich Haendel: Alessandro (1726, 5-5, King's T., Londres; Paolo Antonio Rolli)

Cassandre, rei de Macedònia
- Antonio Draghi: I pazzi abderiti (1675)
- Antonio Draghi: Pirro (1675)
- Johann Hugo von Wilderer: Il giorno di salute, overo Demetrio in Athene (1696?, Baron von Demanstein?)
- Gottfried Finger: The rival queens, or The death of Alexander the Great (1701)
- Giovanni Porta: La costanza combattuta in amore (1716)
- Francesco Gasparini: Pirro (1717, A. Zeno)
- Giuseppe Paganelli: Barsina (1742)
- Alessio Prati: Olimpia (1786, a partir de Voltaire)
- Gasparo Spontini: Olimpie (1819, 22-12, Opéra, París; Joseph Marie Armand Michel Dieulafoy, Charles Brifaut)
- Saverio Mercadante: Statira (1853, 8-1, T. San Carlo, Nàpols; Domenico Bolognese)

Antígon el Borni, rei d'Àsia
- Carlo Pallavicino: Demetrio (1666)
- Alessio Prati: Olimpia (1786, a partir de Voltaire)
- Gasparo Spontini: Olimpie (1819, 22-12, Opéra, París; Joseph Marie Armand Michel Dieulafoy, Charles Brifaut)
- Saverio Mercadante: Statira (1853, 8-1, T. San Carlo, Nàpols; Domenico Bolognese)

Rei Lisímac de Tràcia i Macedònia
- Giovanni Maria Pagliardi: Lisimaco (1674)
- Antonio Draghi: I pazzi abderiti (1675)
- Bernardo Pasquini: Il Lisimaco (1681)
- Giovanni Legrenzi: Lisimaco riamato da Alessandro (1682)
- Gottfried Finger: The rival queens, or The death of Alexander the Great (1701)

Arsínoe II, esposa seva, princesa d'Egipte
Lisímac (príncep), fill seu
Ptolemeu Ceraune, rei de Macedònia
- Giovanni Maria Ruggieri: Arsinoe vendicata (1712, Grazio Braccioli)

Rei Èumenes de Càrdia
- Marc' Antonio Ziani: Eumene (1697, Apostolo Zeno)
- Francesco Gasparini: Eumene (1714, A. Zeno)
- Pietro Torri: Eumene (1720, Antonio Salvi)
- Nicola Porpora: Eumene (1721, carnestoltes, T. Alibert, Roma; A. Zeno)
- Giovanni Antonio Giai: Eumene (1737)
- Niccolò Jommelli: Eumene (1742, 5-5, T. Malvezzi, Bolonya; A. Zeno)
- Gennaro Manna: Eumene (1750)
- Giuseppe Carcani: L'Eumene (1757)
- Antonio Maria Mazzoni: L'Eumene (1759)
- Antonio Sacchini: Eumene (1765, carnestoltes, T. Argentina, Roma; Gioacchino Pizzi)
- Giacomo Insanguine: Eumene (1771)
- João de Sousa Carvalho: Eumene (1773)
- Giacomo Insanguine: Eumene (1778, nova versió)

Rei Àtal II de Pèrgam
- Nicola Porpora: Annibale (1731, tardor, T. Sant'Angelo, Venècia; Filippo Vanstryp)
- Geminiano Giacomelli: Annibale (1731, F. Vanstryp)
- Giuseppe Sarti: Attalo, re di Bitinia (1782, 26-12, T. San Benedetto, Venècia; Antonio Salvi)
- Antonio Tarchi: Ariarate (1787)
- Giuseppe Giordani: Ariarate (1789)
- Gaetano Marinelli: Attalo, re di Bitinia (1793)

Apel·les de Colofó, pintor tebà
- Marc' Antonio Cesti: Alessandro, vincitor di se stesso (1651)
- Alessandro Scarlatti: La Statira (1690, Pietro Ottoboni)
- Luigi Mancia: Alessandro in Susa (1708)
- André-Frédéric Eler: Apelle et Campaspe (1789)
- Niccolò Antonio Zingarelli: Apelle (1793)
- Giacomo Tritto: Apelle e Campaspe (1795, A. S. Sografi)
- Gaetano Marinelli: Alessandro in Efeso (1810)
- Karol Kurpiński: Aleksander i Apelles (1815, 17-3, Teatr Narodowy Warszawski, Varsòvia; A. de la Ville de Mirmont, tradeuït per L. A. Dmuszewski;)[68]

Lísip, escultor
- Bernardo Sabadino: Talestri innamorata d'Alessandro Magno (1693, Aurelio Aureli)

Timoteu, músic grec
- Thomas Clayton: The feast of Alexander (1711)
- Giuseppe Sarti: Alessandro e Timoteo (1782, 6-4, T. dalla Corte, Parma; Gastone della Torre Rezzonico)

Bió d'Esmirna, poeta grec
- Étienne Méhul: Bion (1800, 27-12, Salle Favart, París; François-Benoît Hoffman), opéra-comique

Nicocreó, rei de Salamina de Xipre
Anaxarc d'Abdera, filòsof
- Antonio Sartorio: L'Anacreonte tiranno (1677, Gian Francesco Bussani) (el rei hi apareix com a Anacreonte)
- Alessandro Scarlatti?: L'Anacreonte tiranno (1698, Gian Francesco Bussani)

Rei Filip V de Macedònia
- Antonio Draghi: Il vincitor magnanimo in T. Quintio Flaminio (1692)
- Nicolas Isouard i Rodolphe Kreutzer: Flaminius à Corinthe (1801, 27-2, Opéra, París; Pixérécourt i Lambert)

Pirros, rei de l'Epir
- Antonio Draghi: Pirro (1675)
- Giuseppe Felice Tosi: Pirro e Demetrio (1690, 11-1, San Giovanni Crisostomo, Venècia; Adriano Morselli)
- Alessandro Scarlatti: Pirro e Demetrio (1694, Adriano Morselli)
- Antonio Draghi: La magnanimità di Marco Fabrizio (1695)
- Nicolaus Adam Strungk: Pyrrhus und Demetrius (1696, llibretista desconegut)
- Francesco Gasparini: Pirro (1717, A. Zeno)
- Antonio Caldara: Caio Fabbrizio (1729, 13-11, Hoftheater, Viena; Apostolo Zeno)
- Johann Adolf Hasse: Cajo Fabrizio (1732, 12-1, Roma; Apostolo Zeno)
- Johann Adolf Hasse: Cajo Fabrizio (1734, 8-7, Hofoper, Dresden; Apostolo Zeno)
- Pietro Antonio Auletta: Cajo Fabricio (1743, A. Zeno)
- Paolo Scalabrini: Caio Fabricio (1743, carnestoltes, T. im Tummel Plaz, Graz; Apostolo Zeno)[69]
- Carl Heinrich Graun: Cajo Fabrizio (1746)
- Giuseppe Scolari: Fabrizio (1755, Apostolo Zeno)
- Niccolò Jommelli i Giuseppe Colla: Cajo Fabrizio (1760, 4-11, Hof, Mannheim; Mattia Verazzi)
- Niccolò Antonio Zingarelli: Pirro, re d'Epiro (1791)

Demetri Poliorcetes, rei de Macedònia
Eurídice de Cirene, esposa seva
- Carlo Pallavicino: Demetrio (1666)
- Giuseppe Felice Tosi: Pirro e Demetrio (1690, 11-1, San Giovanni Crisostomo, Venècia; Adriano Morselli)
- Alessandro Scarlatti: Piro e Demetrio (1694, Adriano Morselli)
- Nicolaus Adam Strungk: Pyrrhus und Demetrius (1696, llibretista desconegut)
- Johann Hugo von Wilderer: Il giorno di salute, overo Demetrio in Athene (1696?, Baron von Demanstein?)
- Antonio Pollarolo: Demetrio e Tolomeo (1702, A. Marchi)
- Gaetano Pugnani: Demetrio a Rodi (1789, 20-4, T. Regio, Torí; Gian Domenico Boggio)[70]

Antígon II Gònates, rei de Macedònia
Berenice, la seva esposa
Alexandre II de l'Epir, rei de l'Epir
- Johann Adolf Hasse: Antigono (1744, Carnestoltes, Hofteather, Dresde; Pietro Metastasio)[71]
- Paolo Scalabrini: Antigono (1744, quaresma, T. Neues, Praga; Pietro Metastasio)[72]
- Andrea Bernasconi: Antigono (1745)
- Niccolò Jommelli: Antigono (1746, 9, T. Grande, Crema; P. Metastasio)
- Baldassare Galuppi: Antigono (1746)
- Nicola Conforto: Antigono (1750)
- Georg Christoph Wagenseil: Antigono (1750, P. Metastasio)
- Ferdinando Bertoni: Antigono (1752)
- Giuseppe Sarti: Antigono (1754, Det Kongelige Teater, Copenhaguen; Pietro Metastasio)
- Antonio Pampani: Antigono (1757)
- Antonio Ferradini: L'Antigono (1758)
- Josep Duran: Antigono (1760, 10-7, T. de la Santa Creu, Barcelona; llibretista desconegut)
- Baldassare Galuppi: Antigono (1762, carnestoltes, T. San Benedetto, Venècia; P. Metastasio)[73]
- Niccolò Piccinni: Antigono (1762, P. Metastasio)
- Tommaso Traetta: Antigono (1764, P. Metastasio)
- Giuseppe Scolari: Antigono (1766, P. Metastasio)
- Pietro Alessandro Guglielmi: Antigono (1767)
- Johann Gottfried Schwanberger: Antigono (1768, P. Metastasio)
- Pietro Pompeo Sales: Antigono (1769, P. Metastasio)
- Alessandro Felici: Antigono (1769)
- Pasquale Cafaro: Antigono (1770)
- Carlo Monza: Antigono (1772)
- Pasquale Anfossi: Antigono (1773, P. Metastasio)
- Gaetano Latilla: Antigono (1775)
- Michele Mortellari: Antigono (1778)
- Giuseppe Gazzaniga: Antigono (1779)
- Josef Mysliveček: Antigono (1780)
- Luigi Maria Baldassare Gatti: Antigono (1781)
- Giovanni Paisiello: Antigono (1785, 12-1, T. San Carlo, Nàpols; P. Metastasio)
- Niccolò Antonio Zingarelli: Antigono (1786)
- Luigi Caruso: Antigono (1788)
- Johann Nepomuk Poissl: Antigonus (1808, J. N. Poissl, sobre Metastasio)

Rei Demetri II de Macedònia
- Reinhard Keiser: La grandezza d'animo, oder, Arsinoe (1710)

Antígon III Dosó, rei de Macedònia
Filip V de Macedònia
Fíties, vídua de Demetri II de Macedònia
- Giovanni Porta i Tomaso Albinoni: Antigone, tutore di Filippo, re di Macedonia (1724, G. Piazzon)

Rei Filip V de Macedònia
Rei Perseu de Macedònia
Demetri el Jove de Macedòniapríncep
- Carlo Francesco Pallarolo: Filippo, re della Grecia (1706, P- G. Barziza)

#### Imperi Selèucida
Seleuc I Nicàtor, rei de Síria, fundador de l'Imperi Seleúcida
- Carlo Pallavicino: Demetrio (1666)
- Antonio Sartorio: Seleuco (1666, Nicolò Minato)
- Alessandro Stradella: La forza dell'amor paterno (1678, Nicolò Minato)
- Giovanni Legrenzi: Antioco il Grande (1681)
- Carlo Francesco Pollarolo: La pace fra Seleuco e Tolomeo (1691, A. Morselli)
- Bernardo Sabadino: La pace fra Tolomeo e Seleuco (1691, Aurelio Aureli; nova versió de l'obra de Pollarolo)
- Francesco Gasparini: Antioco (1705, A. Zeno, P. Pariati)
- Francesco Gasparini: La pace fra Seleuco e Tolomeo (1720, A. Morselli)
- Johann Adolf Hasse: Antioco (1721, 11-8, Brunswick; Pietro Pariati i Apostolo Zeno)
- Gaetano Maria Schiassi: Stratonica (1732, Antonio Salvi)
- Francesco Araja: Seleuco (1744)
- Jean-Philippe Rameau: Les fêtes de Polymnie (1745, 12-10, Académie royale de musique, Palais-royal, París; Louis de Cahusac), "opéra-ballet"
- Frederic II de Prússia, Christoph Nichelmann, Carl Heinrich Graun i Johann Joachim Quantz: Il re pastore (1747, pasticcio)
- Giuseppe Bonno: Il re pastore (1751, Viena; P. Metastasio) (com a Alessandro)[74]
- Giuseppe Sarti: Il re pastore (1753, carnestoltes, Pesaro; Pietro Metastasio)
- Francesco Antonio Uttini: Il re pastore (1755, P. Metastasio)
- Johann Adolf Hasse: Il re pastore (1755, 7-10, Hubertusburg; P. Metastasio), com a Alessandro
- Davide Pérez: Il re pastore (1756)
- Antonio Maria Mazzoni: Il re pastore (1757) (com a Alessandro)
- Giovanni Battista Lampugnani: Il re pastore (1758) (com a Alessandro)
- Niccolò Piccinni: Il re pastore (1760, P. Metastasio)
- Johann Christoph Richter: Il re pastore (ca. 1760, P. Metastasio)
- Baldassare Galuppi: Il re pastore (1762, primavera, T. Ducale, Parma; P. Metastasio)
- Johann Adolf Hasse: Il re pastore (1762, 7-10, Varsòvia; P. Metastasio), com a Alessandro
- Niccolò Jommelli: Il re pastore (1764, 4-11, Schlosstheater, Ludwigsburg; P. Metastasio), revisió: 1770
- George Rush: The royal shepherd (1764, Richard Rolt)
- Felice Giardini: Il re pastore (1765)
- Pietro Alessandro Guglielmi: Il re pastore (1767)
- Antonio Tozzi: Il re pastore (1767, P. Metastasio)
- Pietro Pompeo Sales: Il re pastore (1770, P. Metastasio)
- Joseph Aloys Schmittbauer: Il re pastore (1771, P. Metastasio)
- Wolfgang Amadeus Mozart: Il re pastore (1775, P. Metastasio) (com a Alessandro)
- Giovanni Paisiello: La disfatta di Dario (1776, carnestoltes, T. Argentina, Roma; Duca di S. Angelo Morbilli)
- Tommaso Giordani: Il re pastore (1778)
- João de Sousa Carvalho: Seleuco re di Siria (1781), serenata
- Étienne Méhul: Stratonice (1792, 3-5, Salle Favart, París; François-Benoît Hoffmann)
- Giuseppe Francesco Bianchi: Seleuco re di Siria (1792, M. Botturini)
- Luciano Xavier dos Santos: Il Rè pastore (1797, Pietro Metastasio?)
- Jean-Philippe Rameau: Les fêtes de Polymnie
- Francesco Paolo Parenti: Il re pastore (1810) (com a Alessandro)

Antíoc I Sòter, rei de l'Imperi Seleúcida
- Giacomo Antonio Perti: Il più fedel frà vassalli (1710, F. Silvani), hi apareix com a general egipci

Antíoc I Sòter, rei de l'Imperi Seleúcida, i la seva esposa Estratònica de Síria
- Francesco Cavalli: Antioco (1659)
- Antonio Sartorio: Seleuco (1666, Nicolò Minato)
- Alessandro Stradella: La forza dell'amor paterno (1678, Nicolò Minato)
- Francesco Gasparini: Antioco (1705, A. Zeno, P. Pariati)
- Johann Adolf Hasse: Antioco (1721, 11-8, Brunswick; Pietro Pariati i Apostolo Zeno)
- Étienne Méhul: Stratonice (1792, 3-5, Salle Favart, París; François-Benoît Hoffmann)
- Gaetano Maria Schiassi: Stratonica (1732, Antonio Salvi)
- Jean-Philippe Rameau: Les fêtes de Polymnie (1745, 12-10, Académie royale de musique, Palais-royal, París; Louis de Cahusac), "opéra-ballet"

Arsinoe de Cirene, filla d'Antíoc I, reina consort de Cirene
- Reinhard Keiser: La grandezza d'animo, oder, Arsinoe (1710)

Erasístrat, metge grec
- Étienne Méhul: Stratonice (1792, 3-5, Salle Favart, París; François-Benoît Hoffmann)

Seleuc II Cal·línic, rei de l'Imperi Seleúcida
- Antonio Draghi: L'Arsace, fondatore dell'imperio de' Parthi (1698)

Antíoc III el Gran, rei de l'Imperi Seleúcida
- Giovanni Legrenzi: Antioco il Grande (1681, conservada només en part)
- Antonio Draghi: La finta cecità di Antioco il Grande (1695)
- Luca Antonio Predieri: Scipione il giovane (1724, G. B. Bortolotti?)
- Giuseppe Colla: Tolomeo (1773)
- Angelo Tarchi: Antioco (1787, Ferdinando Moretti)

Antíoc IV Epífanes, rei seleúcida
- Marc' Antonio Ziani: Caio Popilio (1704, Donato Cupeda)
- Ignaz von Seyfried: Salomonäa und ihre Söhne (1818, 21-11, T. an der Wien, Viena; Ignaz Franz Castelli)
- Anton Rubinstein: en:Die Maccabäer (1875, 17-4, Hofoper, Berlín; Salomon Hermann Mosenthal)

Demetri I Sòter, rei de l'Imperi Seleúcida
- Giovanni Legrenzi: Lisimaco riamato da Alessandro (1682)
- Gioacchino Rossini: Demetrio e Polibio (1812, 18-5, T. Valle, Roma; Vincenzina Viganò Mombelli),[75] com a Eumene

Demetri II Nicàtor, rei de l'Imperi Seleúcida
- Antonio Caldara: Il Demetrio (1731, 4-11, Burgtheater, Viena; Pietro Metastasio)
- Antonio Bioni: Demetrio (1732, P. Metastasio)
- Leonardo Leo: Il Demetrio (1732, P. Metastasio; versions: 1735, 1739)
- Gaetano Maria Schiassi: Demetrio (1732, P. Metastasio)
- Giuseppe Maria Orlandini: Demetrio (1732, P. Metastasio)
- Giovanni Antonio Giai: Demetrio (1732)
- Giovanni Battista Pescetti: Demetrio (1732, P. Metastasio; versions: 1737)
- Johann Adolf Hasse: Demetrio (1732, 1, T. San Giovanni Crisostomo, Venècia; segona versió: 1740, 8-2, Dresde; P. Metastasio)
- Giovanni Battista Mele: Por amor y por lealtad, recobrar la majestada, y Demetrio en Siria  (1736, Vicente Camacho, a partir de P. Metastasio)
- Geminiano Giacomelli: Demetrio (1736, P. Metastasio)
- Riccardo Broschi, Nicola Bonifacio Logroscino i Leonardo Leo:
 Demetrio (1738, P. Metastasio)
- Davide Pérez: Demetrio (1741; segona versió: 1766, P. Metastasio)
- Giuseppe Carcani: Il Demetrio (1742, P. Metastasio)
- Christoph Willibald Gluck: Cleonice (1742, 2-5, T. San Samuele, Venècia; P. Metastasio) només vuit àries conservades
- Angelo Antonio Caroli: Il Demetrio, re della Siria (1742, P. Metastasio)
- Paolo Scalabrini: Demetrio (1744, 4-11, T. am Gänsemarkt, Hamburg; P. Metastasio)[76]
- Giovanni Battista Lampugnani: Alceste (1744, P. Rolli, sobre P. Metastasio), on Demetri és Alceste
- Georg Christoph Wagenseil: Demetrio (1746, P. Metastasio)
- Egidio Romualdo Duni: Demetrio (1746, P. Metastasio)
- Baldassare Galuppi: Demetrio (1748, 16-10, Burgtheater, Viena; P. Metastasio)
- Egidio Lasnel: Demetrio (1748, P. Metastasio)
- Niccolo Jommelli: Demetrio (1749, primavera, T. ducale, Parma; P. Metastasio)
- Pietro Pulli: Demetrio (1749, P. Metastasio)
- Vincenzo Pallavicini: Demetrio (1751, P. Metastasio)
- Giuseppe Scarlatti: Demetrio (1752, P. Metastasio)
- Ignazio Fiorillo: Il Demetrio (1753, P. Metastasio)
- Antonio Duni: Demetrio (1754)
- Gioacchino Cocchi: Demetrio, re di Siria (1757, P. Metastasio)
- Giovanni Battista Ferrandini: Il Demetrio (1758)
- Salvatore Perillo: Demetrio (1758, P. Metastasio)
- Giuseppe Ponzo: Demetrio (1759, P. Metastasio)
- Giacomo Insanguine: Demetrio (1759, P. Metastasio)
- Baldassare Galuppi: Demetrio (1761, 6, T. nuovo, Pàdua; P. Metastasio), segona versió
- Nicola Sala: Demetrio (1762, P. Metastasio)
- Ferdinando Bertoni, Baldassare Galuppi i Felice Giardini: Cleonice, regina di Siria (1763, P. Metastasio; pasticcio)
- Antonio Costantini: Demetrio (1763, P. Metastasio)
- Giovanni Paisiello: Il Demetrio (1765, gener, T. San Moisè, Venècia; Antonio Bianchi)
- Antonio Gaetano Pampani: Demetrio (1768, P. Metastasio)
- Carlo Ignazio Monza: Demetrio (1769, P. Metastasio)
- Niccolo Piccini: Demetrio (1769, P. Metastasio)
- Andrea Bernasconi: Demetrio (1772, P. Metastasio) (com a Alceste)
- Pietro Alessandro Guglielmi: Demetrio (1772, G. G. Bottarelli, sobre Metastasio)
- Josef Mysliveček: Il Demetrio (1773, P. Metastasio)
- Giuseppe Francesco Bianchi: Demetrio (1774, P. Metastasio)
- Josef Mysliveček: Il Demetrio (1779, altra música, P. Metastasio)
- Luigi Cherubini i d'altres: Il Demetrio (1785, King's Theatre, Londres; C. Badini sobre Metastasio), pasticcio
- Giuseppe Giordani: Il Demetrio (1780, P. Metastasio)
- Antoine Frédéric Gresnick: Alceste (1787, C. Badini sobre Metastasio)
- Angelo Tarchi: Il Demetrio (1787, P. Metastasio)
- Luigi Caruso: Demetrio (1790)
- Pietro Alessandro Guglielmi: Demetrio (1794, P. Metastasio: pasticcio)
- Gioacchino Rossini: Demetrio e Polibio (1812, 18-5, T. Valle, Roma; Vincenzina Viganò Mombelli, a partir de P. Metastasio)[75] (com a Siveno)
- Johann Simon Mayr: Demetrio (1823, 27-12, T. Regio, Torí; Ludovico Piossasco Feys? a partir de P. Metastasio)
- Alessandro Gandini: Demetrio (1828, 8-11, T. comunale, Mòdena; P. Metastasio)[77]
- Baltasar Saldoni: Cleonice, regina di Siria (1840, 24-1, T. de la Cruz, Madrid; P. Metastasio)[78]
- Raffaele Coppola: Demetrio (1877, 4-12, T. Vittorio Emmanuele, Torí; P. Metastasio)

## Roma antiga i pobles preromans europeus: monarquia i república

### Etruscs i monarquia romana
Mecenci, llegendari rei etrusc
- Luigi Cherubini: Il Mesenzio, re d'Etruria (1782, 6-9, T. della Pergola, Florència; Ferdinando Casori)
- Giovanni Francesco Bianchi: Mesenzio re d'Etruria (1786, F. Casorri)

Ròmul, fundador llegendari i primer rei de Roma
- Bernardo Sabadino: Eraclea, o Il ratto delle sabine (1696, G. Cesare Godi)
- Marc' Antonio Ziani: Il Romolo (1702, Donato Cupeda)
- Carlo Luigi Pietragrua: Romolo e Tazio (1722, V. Cassani)
- Johann Paul Kunzen: Die heldenmüthigen Schäfer Romulus und Remus (1724)
- Francesco Corselli: La cautela en la amistad y robo de las sabinas (1735, Coliseo de los Caños del Peral, Madrid ; Juan de Agramont y Toledo)[79]
- Gaetano Latilla i Domènec Terradellas: Romolo (1739)
- Antonio Pampani: La caduta d'Amulio (1747)
- Johann Adolf Hasse: Romolo ed Ersilia (1765, 6-8, Innsbruck; Pietro Metastasio)[80]
- Josef Mysliveček: Romolo ed Ersilia (1773)
- János Fusz: Romulus und Remus (1814)

Rem, germà de Ròmul, fundador de Roma
- Johann Paul Kunzen: Die heldenmüthigen Schäfer Romulus und Remus (1724)
- János Fusz: Romulus und Remus (1814)

Titus Taci, rei llegendari dels sabins
- Carlo Luigi Pietragrua: Romolo e Tazio (1722, V. Cassani)
- Francesco Corselli: La cautela en la amistad y robo de las sabinas (1735, Coliseo de los Caños del Peral, Madrid ; Juan de Agramont y Toledo)[79]
- Gaetano Latilla i Domènec Terradellas: Romolo (1739)

Numa Pompili, llegendari rei de Roma
- Giovanni Maria Pagliardi: Il Numa Pompilio (1674)
- Antonio Draghi: La monarchia latina trionfante (1678, festa musicale)
- Ignazio Maria Conti: La liberalità di Numa Pompilio (1735),
 servizio da camera)
- Giuseppe Bonno: La pietà di Numa (1738, G. C. Pasquini), festa di camera
- Giuseppe Bonno: Il natale di Numa Pompilio (1739, G. C. Pasquini), festa di camera
- Johann Adolf Hasse: Numa (1741, 7-10, Hubertusburg; Stefano Benedetto Pallavicino)
- Giovanni Alberto Ristori: La liberalità di Numa Pompilio (1746, G. C. Pasquini), serenata
- João de Sousa Carvalho: Numa Pompilio il re dei romani (1789), serenata
- Ferdinando Paër: Numa Pompilio (1808, carnestoles, Tuileries, París; Pietro Bagnoli a partir de Matteo Noris)

Tul·li Hostili, tercer rei de Roma
- Antonio Draghi: Tullio Hostilio, aprendo il tempio di Giano (1682, festa musicale)
- Marc' Antonio Ziani: Tullo Ostilio (Alba soggiogata da Romani) (1685, Adriano Morselli)
- Giuseppe Vignola: Il Tullo Ostilio (1707, Carlo de Petris)
- Giovanni Battista Pescetti: I tre difensori della patria (1729, A. Morselli)
- Giuseppe Gazzaniga: Tullo Ostilio (1784)
- Domenico Cimarosa: Gli Orazi e i Curiazi (1796, 26-12, T. La Fenice, Venècia; Antonio Simeone Sografi)
- Ennio Porrino: Gli Orazi (1939, C. Guastalla)

Anc Marci, quart rei de Roma
- Stefano Pavesi: Anco Marzio (1822, primavera, T. San Carlo, Nàpols; Giovanni Schmidt)

Servi Tul·li, sisè rei de Roma
- Agostino Steffani: Servio Tullio (1686, V. Terzago)[81]

Tarquini el Superb, últim rei de Roma
- Francesco Cavalli: Mutio Scevola (1665)
- Antonio Draghi: La varietà di fortuna in L. I. Bruto (1692)
- Reinhard Keiser: Clelia (1696)
- Giovanni Maria Ruggieri: La saggia pazzia di Giunio Bruto (1698, Lotto Lotti)[82]
- Alessandro Scarlatti: Turno Aricino (1704, Silvio Stampiglia; 1720, segona versió)
- Alessandro Scarlatti: Il trionfo della libertà (1707, Girolamo Frigimelica Roberti), personatge mut
- Francesco Mancini: Turno Aricino (1708)
- Antonio Caldara, Carlo Francesco Cesarini, Alessandro Scarlatti:
Giunio Bruto ovvero La caduta de' Tarquini (1711, Viena; Giuseppe Sinibaldi?)
- Filippo Amadei, Giovanni Battista Bononcini, Reinhard Keiser i Georg Friedrich Haendel:
 Muzio Scevola (1721, 15-4, King's Theatre, Londres; Paolo Antonio Rolli): cada acte és d'un músic
- Agostino Bonaventura Coletti: Muzio Scevola (1723)
- José de Nebra: Donde hay violencia, no hay culpa (1744, Palacio del Duque de Medinaceli, Madrid; Nicolás González Martínez), sarsuela
- Nicola Bonifacio Logroscino: Il Giunio Bruto (1748)

Túl·lia Minor, filla de Servi Tul·li, esposa de Tarquini el Superb
- Giovanni Domenico Freschi: Tullia superba (1678)
- Giovanni Maria Ruggieri: La saggia pazzia di Giunio Bruto (1698, Lotto Lotti)

Luci Tarquini Col·latí, cònsol romà, marit de Lucrècia
- Giovanni Maria Ruggieri: La saggia pazzia di Giunio Bruto (1698, Lotto Lotti)
- Reinhard Keiser: Die kleinmüthige Selbst-Mörderin Lucretia, 
oder Die Staats-Thorheit des Brutus (1705)
- Alessandro Scarlatti: Il trionfo della libertà (1707, Girolamo Frigimelica Roberti)
- José de Nebra: Donde hay violencia, no hay culpa (1744, Palacio del Duque de Medinaceli, Madrid; Nicolás González Martínez), sarsuela
- František Dussek_ Roma salvata, ossia Il Bruto (1816, primavera, T. San Luca, Venècia; Girolamo Canestrari)[83]
- Heinrich Marschner: Lucretia (1827, 17-1, Danzigertheater, Gdańsk; Joseph August Eckschlager)
- Charles Lefebvre: Lucrèce (1878)
- Ottorino Respighi: Lucrezia (1937, 24-3, T. alla Scala, Milà; Claudio Guastalla)
- Benjamin Britten: The rape of Lucretia (1946)

Sext Tarquini, fill de Luci Tarquini el Superb
- Giovanni Domenico Freschi: Tullia superba (1678)
- Reinhard Keiser: Die kleinmüthige Selbst-Mörderin Lucretia, 
oder Die Staats-Thorheit des Brutus (1705)
- Antonio Caldara, Carlo Francesco Cesarini, Alessandro Scarlatti:
Giunio Bruto ovvero La caduta de' Tarquini (1711, Viena; Giuseppe Sinibaldi?)
- Casimir Schweizelsperg: Die romanische Lucrezia (1715)[84]
- Johann Joseph Fux: Costanza e fortezza (1723, com a Titus Tarquinius)
- Nicola Bonifacio Logroscino: Il Giunio Bruto (1748)
- Heinrich Marschner: Lucretia (1827, 17-1, Danzigertheater, Gdańsk; Joseph August Eckschlager)
- Charles Lefebvre: Lucrèce (1878)
- Ottorino Respighi: Lucrezia (1937)
- Benjamin Britten: The rape de Lucretia (1946)

Turn Edoni, llegat d'Arícia
Octavi Mamili, militar romà, aliat de Tarquini
- Alessandro Scarlatti: Turno Aricino (1704, Silvio Stampiglia; 1720, segona versió)
- Francesco Mancini: Turno Aricino (1708)

Arrunt, fill de Tarquini el Superb
- Alessandro Scarlatti: Il trionfo della libertà (1707, Girolamo Frigimelica Roberti)

Lucrècia, noble romana violada per Sext Tarquini (personatge llegendari)
- Reinhard Keiser: Die kleinmüthige Selbst-Mörderin Lucretia, 
oder Die Staats-Thorheit des Brutus (1705)
- Alessandro Scarlatti: Il trionfo della libertà (1707, Girolamo Frigimelica Roberti), personatge mut
- Casimir Schweizelsperg: Die romanische Lucrezia (1715)
- José de Nebra: Donde hay violencia, no hay culpa (1744, Palacio del Duque de Medinaceli, Madrid; Nicolás González Martínez), sarsuela
- Heinrich Marschner: Lucretia (1827, 17-1, Danzigertheater, Gdańsk; Joseph August Eckschlager)
- Charles Lefebvre: Lucrèce (1878)
- Ottorino Respighi: Lucrezia (1937, 24-3, T. alla Scala, Milà; Claudio Guastalla)
- Benjamin Britten: The rape de Lucretia (1946)

Luci Juni Brut, polític romà, fundador de la República Romana
- Antonio Draghi: La varietà di fortuna in L. I. Bruto (1692)
- Giovanni Maria Ruggieri: La saggia pazzia di Giunio Bruto (1698, Lotto Lotti)
- Reinhard Keiser: Die kleinmüthige Selbst-Mörderin Lucretia, 
oder Die Staats-Thorheit des Brutus (1705)
- Alessandro Scarlatti: Il trionfo della libertà (1707, Girolamo Frigimelica Roberti)[85]
- Antonio Caldara, Carlo Francesco Cesarini, Alessandro Scarlatti:
Giunio Bruto ovvero La caduta de' Tarquini (1711, Viena; Giuseppe Sinibaldi?)
- Nicola Bonifacio Logroscino: Il Giunio Bruto (1748)
- Wilhelm Hanser: Junius Brutus (1767)
- Domenico Cimarosa: Il Giunio Bruto (1781, tardor, Accademia Filharmonica, Verona; Eschilo Acanzio [Giovanni Pindemonte])
- Ferdinando Bertoni: Giunio Bruto (1782)
- Luigi Caruso: Giunio Bruto (1785)
- Giuseppe Nicolini: Bruto (1798)
- František Dussek_ Roma salvata, ossia Il Bruto (1816)
- Ottorino Respighi: Lucrezia (1937, 24-3, T. alla Scala, Milà; Claudio Guastalla)

Turn Api Herdoni Aricí, noble romà
- Rinaldo di Capua: Turno Heredonio Aricino (1743)

Tit Juni Brut i Tiberi Juni Brut, fills de Luci Juni Brut
- Alessandro Scarlatti: Il trionfo della libertà (1707, Girolamo Frigimelica Roberti)
- Domenico Cimarosa: Il Giunio Bruto (1781, tardor, Accademia Filharmonica, Verona; Eschilo Acanzio [Giovanni Pindemonte])

Aristodem de Cumes, tirà de Cumes
- Giovanni Battista Pescetti: Aristodemo, tirano di Cuma (1744, P. A. Rolli)

Lars Porsenna, rei etrusc de Clúsium
- Francesco Cavalli: Mutio Scevola (1665)
- Reinhard Keiser: Clelia (1696)
- Johann Mattheson: Der edelmüthige Porsenna (1702; perduda en part)
- Antonio Lotti: Porsenna (1713, carnevale, T. San Giovanni Crisostomo, Venècia ; Agostino Piovene)[86]
- Georg Caspar Schürmann: Porsenna (1714, Friedrich Christian Bressand)
- Giuseppe Vignati: Porsena (1719, Agostino Piovene)
- Filippo Amadei, Giovanni Battista Bononcini, Reinhard Keiser i Georg Friedrich Haendel:
 Muzio Scevola (1721, 15-4, King's Theatre, Londres; Paolo Antonio Rolli): cada acte és d'un músic
- Johann Joseph Fux: Costanza e fortezza (1723)
- Agostino Bonaventura Coletti: Muzio Scevola (1723)
- José de Nebra, Giacomo Facco i Felipe Falconi: Amor aumenta el valor (1728, 18-1, Paço dos Condes de Redondo, Lisboa; José de Cañizares); se'n conserva la música de Nebra i la lloa inicial de Facco.
- Baldassare Galuppi: 'Il Muzio Scevola (1762, 6, T. nuovo, Pàdua; Carlo Giuseppe Lanfranchi Rossi)
- Johann Adolf Hasse: Il trionfo di Clelia (1762, 27-4, Burgtheater, Viena ; Pietro Metastasio)[87]
- Johann Adolf Hasse: Il trionfo di Clelia (1762, 3-8, Varsòvia; Pietro Metastasio)
- Christoph Willibald Gluck: Il trionfo di Clelia (1763, 14-5, T. Comunale, Bolonya; P. Metastasio)
- Josef Mysliveček: Il trionfo di Clelia (1767)
- Ferdinando Bertoni: Il trionfo di Clelia (1769)
- Johann Baptist Vanhal: Il trionfo di Clelia (1770, P. Metastasio)
- Pietro Urbani: Il trionfo di Clelia (1785, perduda)
- Angelo Tarchi: Il trionfo di Clelia (1786, P. Metastasio)
- Sebastiano Nasolini: Il trionfo di Clelia (1798)
- Marcos António da Fonseca Portugal: Il trionfo di Clelia (1802, T. de São Carlos, Lisboa; Simeone Antonio Sografi)[88]

Gai Muci Escevola, heroi llegendari romà
- Francesco Cavalli: Mutio Scevola (1665, Nicola Minato)
- Reinhard Keiser: Clelia (1696)
- Francesco Ballarotti: Muzio Scevola (1700)
- Antonio Lotti: Porsenna (1713, carnevale, T. San Giovanni Crisostomo, Venècia ; Agostino Piovene)[86]
- Filippo Amadei, Giovanni Battista Bononcini, Reinhard Keiser i Georg Friedrich Händel:
 Muzio Scevola (1721)
- Johann Joseph Fux: Costanza e fortezza (1723)
- Agostino Bonaventura Coletti: Muzio Scevola (1723)
- Baldassare Galuppi: Il Muzio Scevola (1762, 6, T. nuovo, Pàdua; Carlo Giuseppe Lanfranchi Rossi)
- Étienne-Nicolas Méhul: Horatius Coclès (1794, 18-2, T. des arts (Opéra), París; Antoine-Vincent Arnault)

Clèlia, personatge de l'antiga Roma, potser llegendari
- Reinhard Keiser: Clelia (1696)
- Sebastián Durón: El imposible mayor en amor, le vence amor (1710),
 "comedia en música")
- Antonio Lotti: Porsenna (1713, carnevale, T. San Giovanni Crisostomo, Venècia ; Agostino Piovene)[86]
- Georg Caspar Schürmann: Porsenna (1714, Friedrich Christian Bressand)
- Filippo Amadei, Giovanni Battista Bononcini, Reinhard Keiser i Georg Friedrich Haendel:
 Muzio Scevola (1721, 15-4, King's Theatre, Londres; Paolo Antonio Rolli): cada acte és d'un músic
- Johann Joseph Fux: Costanza e fortezza (1723)
- José de Nebra, Giacomo Facco i Felipe Falconi: Amor aumenta el valor (1728, 18-1, Paço dos Condes de Redondo, Lisboa; José de Cañizares); se'n conserva la música de Nebra i la lloa inicial de Facco.
- Ignazio Maria Conti: Clelia (1733, festa teatrale)
- Johann Adolf Hasse: Il trionfo di Clelia (1762, 27-4, Burgtheater, Viena ; Pietro Metastasio)[87]
- Johann Adolf Hasse: Il trionfo di Clelia (1762, 3-8, Varsòvia; Pietro Metastasio)
- Christoph Willibald Gluck: Il trionfo di Clelia (1763, 14-5, T. Comunale, Bolonya; P. Metastasio)
- Ferdinando Bertoni: Il trionfo di Clelia (1769)
- Johann Baptist Vanhal: Il trionfo di Clelia (1770, P. Metastasio)
- Angelo Tarchi: Il trionfo di Clelia (1786, P. Metastasio)
- Sebastiano Nasolini: Il trionfo di Clelia (1798)
- Marcos António da Fonseca Portugal: Il trionfo di Clelia (1802, T. de São Carlos, Lisboa; Simeone Antonio Sografi)[88]

Horaci Còcles, heroi romà
- Reinhard Keiser: Clelia (1696)
- Filippo Amadei, Giovanni Battista Bononcini, Reinhard Keiser i Georg Friedrich Haendel:
 Muzio Scevola (1721, 15-4, King's Theatre, Londres; Paolo Antonio Rolli): cada acte és d'un músic
- Johann Adolf Hasse: Il trionfo di Clelia (1762, Viena ; Pietro Metastasio)[87]
- Christoph Willibald Gluck: Il trionfo di Clelia (1763, 14-5, T. Comunale, Bolonya; P. Metastasio)
- Josef Mysliveček: Il trionfo di Clelia (1767)
- Ferdinando Bertoni: Il trionfo di Clelia (1769)
- Johann Baptist Vanhal: Il trionfo di Clelia (1770, P. Metastasio)
- Angelo Tarchi: Il trionfo di Clelia (1786, P. Metastasio)
- Étienne-Nicolas Méhul: Horatius Coclès (1794, 18-2, T. des arts (Opéra), París; Antoine-Vincent Arnault)
- Sebastiano Nasolini: Il trionfo di Clelia (1798)
- Marcos António da Fonseca Portugal: Il trionfo di Clelia (1802, T. de São Carlos, Lisboa; Simeone Antonio Sografi)[88]

Publi Valeri Publícola I, cònsol romà
- Reinhard Keiser: Clelia (1696)
- Antonio Lotti: Porsenna (1713, carnevale, T. San Giovanni Crisostomo, Venècia ; Agostino Piovene)[86]
- Filippo Amadei, Giovanni Battista Bononcini, Reinhard Keiser i Georg Friedrich Haendel:
 Muzio Scevola (1721, 15-4, King's Theatre, Londres; Paolo Antonio Rolli): cada acte és d'un músic.
- Étienne-Nicolas Méhul: Horatius Coclès (1794, 18-2, T. des arts (Opéra), París; Antoine-Vincent Arnault)
- Giuseppe Nicolini: Bruto (1798)

Tit Juni Brut, fill del fundador de la República
- Giuseppe Nicolini: Bruto (1798)

### República romana primerenca (510 aC - 275 aC)
Coriolà, heroi romà llegendari
- Francesco Cavalli: Coriolano (1669)
- Giacomo Antonio Perti: Marzio Coriolano (1683)
- Carlo Francesco Pollarolo: Marzio Coriolano (1698, M. Noris)
- Antonio Caldara: Caio Marzio Coriolano (1717, 28-8, T. della Favorita, Viena; Pietro Pariati)
- Attilio Ariosti: Caio Marzio Coriolano (1723)
- Daniel Gottlieb Treu: Caio Martio Coriolano (1726)
- Nicola Conti: Cajo Marzio Coriolano (1734)
- Francesco Maggiore: Cajo Marzio Coriolano (1744)
- Carl Heinrich Graun: Coriolano (1749)
- Pellegrino Tomeoni: Marzio Coriolano (1773, llibretista desconegut)
- Giuseppe Nicolini: Coriolano, ossia L'assedio di Roma (1808)
- Felice Alessandro Radicati: Coriolano (1809, L. Romanelli)
- Thomas Simpson Cooke: Coriolanus (1820)
- August Baeyens: Coriolanus, Funkoper (1941)
- Stjepan Šulek: Koriolan (1958, Stjepan Šulek)
- Ján Cikker: Coriolanus (1974)

Luci Manli Capitolí Imperiós, magistrat i dictador
- Alessandro Scarlatti: Lucio Manlio l'imperioso (1705, Silvio Stampiglia)

Tit Manli Imperiós Torquat, dictador
- Carlo Francesco Pollarolo: Tito Manlio (1696, M. Noris)
- Antonio Draghi: La forza dell'amor filiale (1698)
- Luigi Mancia: Tito Manlio (1698)
- Alessandro Scarlatti: Lucio Manlio l'imperioso (1705, Silvio Stampiglia)
- P. Magni, Andrea Stefano Fiorè: Tito Manlio (1710)
- Attilio Ariosti: Tito Manlio (1717)
- Antonio Vivaldi: Tito Manlio RV 738 (1719, carnestoltes, T. arciducale, Màntua; Matteo Noris)[89]
- Gaetano Boni, Antonio Vivaldi i G. Giorgi: Tito Manlio (1720, T. della Pace, Roma; Matteo Noris), pastitx a partir de l'obra de Vivaldi (1719)
- Luca Antonio Predieri: Tito Manlio (1721, Matteo Noris)
- Gennaro Manna: Tito Manlio (1742)
- Niccolò Jommelli: Tito Manlio (1743, carnestoltes, T. regio, Torí; Gaetano Roccaforte)
- Niccolò Jommelli: Tito Manlio (1746, 12-11, T. San Giovanni Crisostomo, Venècia; Jacopo Antonio Sanvitale a partir de Matteo Noris)
- Niccolò Jommelli: Tito Manlio (1758, 6-1, Herzogliches Theater, Stuttgart; Gaetano Roccaforte)
- Gioacchino Cocchi: Tito Manlio (1761)
- Pietro Alessandro Guglielmi: Tito Manlio (1763)
- Angelo Tarchi: Tito Manlio (1782, Gaetano Roccaforte)
- Giuseppe Giordani: Tito Manlio (1784)
- Giuseppe Nicolini: I Manli (1801)

Gai Fabrici Luscí, cònsol romà
- Antonio Draghi: La magnanimità di Marco Fabrizio (1695)
- Antonio Caldara: Caio Fabbrizio (1729, 13-11, Hoftheater, Viena; Apostolo Zeno)
- Johann Adolf Hasse: Cajo Fabrizio (1732, 12-1, Roma; Apostolo Zeno)
- Johann Adolf Hasse: Cajo Fabrizio (1734, 8-7, Hofoper, Dresden; Apostolo Zeno)
- Pietro Antonio Auletta: Cajo Fabricio (1743)
- Paolo Scalabrini: Caio Fabricio (1743, carnestoltes, T. im Tummel Plaz, Graz; Apostolo Zeno)[69]
- Carl Heinrich Graun: Cajo Fabrizio (1746)
- Giuseppe Scolari: Fabrizio (1755, Apostolo Zeno)
- Niccolò Jommelli i Giuseppe Colla: Cajo Fabrizio (1760, 4-11, Hof, Mannheim; Mattia Verazzi)

Appi Claudi Cras Regil·lense Sabí, decemvir de Roma
Luci Virgini, polític romà
Virgínia, la seva filla, llegendària
- Alessandro Scarlatti: La caduta de' Decemviri (1697, Silvio Strampiglia)
- Francesco Ballarotti: La caduta de' Decemviri (1699)
- Antonio Gianettini: Virginio console (1704)
- Giovanni Porta, Tomaso Albinoni i Domenico Sarro: La caduta de' Decemviri (1724, Silvio Stampiglia), pastitx
- Leonardo Vinci: La caduta de' Decemviri (1727, Silvio Strampiglia)
- Angelo Tarchi: Virginia (1785, Herbst)
- Pietro Casella: La Virginia (1811)
- Henri-Montan Berton: Virginie, ou, Les décemvirs  (1823)
- Franz von Suppé: Virginia (1837, Ludwig Holt)
- Alessandro Nini: Virginia (1842)
- Nicola Vaccai: Virginia (1845, 14-1, T. Apollo, Roma; Camillo Giuliani)
- Errico Petrella: Virginia (1861, D. Bolognese, sobre V. Alfieri)
- Saverio Mercadante: Virginia (1849-1850, estr. 1866, 7-4, T. San Carlo, Nàpols; Salvatore Cammarano)
- José Ángel Montero: Virginia (1873, 26-4, T. Caracas, Caracas, Veneçuela ; Domenico Bantalari, traduït per Ramón Sánchez)[90]

Marc Furi Camil, magistrat romà
- Bernardo Sabadino: Furio Camillo (1686, Lotto Lotti)
- Giacomo Antonio Perti: Furio Camillo (1692, M. Noris)
- Carlo Luigi Pietragrua: Camillo generoso (1693)
- Bernardo Sabadino: Furio Camillo (1697, M. Noris)
- Giovanni Pacini: Furio Camillo (1839, 26-12, T. Apollo, Roma; Jacopo Ferretti)

Marc Manli Capitolí, militar romà
Ponci Comini, militar romà
- Giovanni Pacini: Furio Camillo (1839, 26-12, T. Apollo, Roma; Jacopo Ferretti)

Publi Manli Capitolí, polític i militar romà
- Carlo Luigi Pietragrua: Camillo generoso (1693)

Brennus, cabdill dels senons
- Giacomo Antonio Perti: Brenno in Efeso (1690, 4-1, T. San Salvatore, Venècia; Antonio Arcoleo)
- Johann Friedrich Reichardt: Brenno (1789, Filistri da Caramondani)
- Giovanni Pacini: Furio Camillo (1839, 26-12, T. Apollo, Roma; Jacopo Ferretti)

Quint Fabi Màxim Rul·lià, cònsol i dictador
- Johann Hugo von Wilderer: Quinto Fabio Massimo, ovvero Le Gare d'Ercole e d'Amore (1697, Giorgio Maria Rapparini)
- Giuseppe Nicolini: Quinto Fabio Rutiliano (1802)

Gai Valeri Potit Flac, cònsol
Publi Corneli Calussa, pontífex màxim
Quint Fabi Màxim Rul·lià, cònsol i dictador
- Stefano Pavesi: Le danaidi romane (1816, carnestoltes, T. La Fenice, Venècia; Antonio Simeone Sografi)

Luci Papiri Cursor Mugil·là, cònsol i dictador
Quint Fabi Màxim Rul·lià, cònsol i dictador
- Francesco Gasparini: Lucio Papirio (1713, Antonio Salvi)
- Luca Antonio Predieri: Lucio Papirio (1714, Villa Medici, Pratolino ; A. Salvi)[91]
- Giuseppe Maria Orlandini: Lucio Papirio (1717)
- Antonio Caldara: Lucio Papirio dittatore (1719, 4-11, Kaiserhof, Viena; Apostolo Zeno)[92]
- Antonio Pollarolo: Lucio Papirio dittatore (1720, 26-12, T. San Giovanni Crisostomo, Venècia; Apostolo Zeno)
- Compositor desconegut: Lucio Papirio dittatore (1725, T. della Pergola, Florència; Apostolo Zeno)
- Compositor desconegut: Lucio Papirio dittatore (1728, Teatro de’ Nobili detto del Pavone, Perusa; Apostolo Zeno)
- Geminiano Giacomelli: Lucio Papirio dittatore (1729, primavera, T. ducale, Parma; Apostolo Zeno)
- Antonio Bioni: Lucio Papirio dittatore (1732)
- Giovanni Porta: Lucio Papirio dittatore (1732, 17-5, T. delle Dame, Roma; A. Zeno)
- Georg Friedrich Haendel: Lucio Papirio dittatore (1732, 23-5, King’s Theatre am Haymarket, Londres; A. Zeno), pastitx
- Leonardo Leo: Lucio Papirio (1735)
- Ignaz Holzbauer: Lucio Papirio dittarore (1737, 12-10, Theater, Holešov, República Txeca; A. Zeno)[93]
- Nicola Bonifacio Logroscino: Quinto Fabio (1738)
- Francesco Zoppis: Lucio Papirio dittatore (1739, tardor, Theater am Tummelplatz, Graz; A. Zeno), pastitx
- Johann Adolf Hasse: Lucio Papirio dittarore (1742, 18-1, Kleines Kurfürstliches Theater, Dresden; A. Zeno)
- Carl Heinrich Graun: Lucio Papirio (1744, 4-1, Königliche Hofoper, Berlín; A. Zeno)
- Gennaro Manna: Lucio Papirio dittatore (1748, 11-2, T. delle Dame, Roma; A. Zeno)
- Baldassare Galuppi: Lucio Papirio (1751, T. pubblico, Reggio nell'Emilia; A. Zeno)
- Ignazio Balbi: Lucio Papirio (1752, 26-12, T. Regio, Torí; A. Zeno)
- Compositor desconegut: Lucio Papirio dittatore (1756, Det Kongelige Teater, Copenhaguen; Apostolo Zeno)
- Giovanni Paisiello: Lucio Papirio dittarore (1767, 30-6, T. San Carlo, Nàpols; A. Zeno)
- Pasquale Anfossi: Lucio Papirio (1771, carnestoltes, T. delle Dame, Roma; A. Zeno)
- Ferdinando Bertoni: Quinto Fabio (1778, 31-1, Teatro Interinale, Milà; A. Zeno)
- Dmitri Bortnianski: Quinto Fabio (1778, 26-12, Teatro ducale, Mòdena; A. Zeno)
- Compositor desconegut: Lucio Papirio dittatore (1779, T. Sant'Agostino, Gènova; Apostolo Zeno)
- Giovanni Battista Borghi: Quinto Fabio (1780, 21-1, T. della Pergola, Florència; Apostolo Zeno)
- Luigi Cherubini: Il Quinto Fabio (1780, 10, T. della città, Alessandria; Apostolo Zeno)
- Compositor desconegut: Il Quinto Fabio (1782, T. Nazari, Cremona; Apostolo Zeno)
- Luigi Cherubini: Il Quinto Fabio (1783, 7-1, T. Argentina, Roma; A. Zeno), nova versió
- Compositor desconegut: Il Quinto Fabio (1787, carnestoltes, Teatro dei Quattro Cavalieri Associati, Pavia; Apostolo Zeno)
- Gaetano Marinelli: Lucio Papirio (Quinto Fabio) (1791, 30-5, T. San Carlo, Nàpols; A. Zeno)
- Niccolò Antonio Zingarelli: Quinto Fabio (1794, tardor, Accademia degli Avvalorati, Livorn; A. Zeno)
- Domenico Puccini: Il trionfo di Quinto Fabio (1810)
- Giuseppe Nicolini: Quinto Fabio (1811)
- João Guilherme Bell Daddi: Il trionfo di Quinto Fabio (ca. 1860)

### Guerres Púniques
Gai Aquil·li Flor, general i cònsol romà
- Attilio Ariosti: Aquilio consolo (1724)

Marc Atili Règul, cònsol i general romà
Luci Manli Vulsó Llong, cònsol
- Giovanni Maria Pagliardi: Attilio Regolo (1693)
- Pietro Paolo Laurenti: Attilio Regolo in Africa (1701)
- Alessandro Scarlatti: Marco Attilio Regolo (1719, llibretista desconegut)
- Johann Adolf Hasse: Attilio Regolo (1750, Hofteather, Dresde ; Pietro Metastasio)[94]
- Niccolò Jommelli: Attilio Regolo (1753, 8-1, T. delle Dame, Roma; P. Metastasio)
- Carlo Monza: Attilio Regolo (1777)
- Domenico Cimarosa: Attilio Regulo (1796, 27-12, T. della Cittadella, Reggio Emilia; Pietro Metastasio)

Amílcar Barca, general cartaginès
- Johann Wolfgang Franck: Hannibal (1680; hi apareix l'Esperit d'Amílcar, ja mort)
- Giovanni Maria Ruggieri: Arrenione (1708, F. Silvani)
- Johann Adolf Hasse: Attilio Regolo (1750, Hofteather, Dresde ; Pietro Metastasio)[94]
- Niccolò Jommelli: Attilio Regolo (1753, 8-1, T. delle Dame, Roma; P. Metastasio)
- Carlo Monza: Attilio Regolo (1777)
- Domenico Cimarosa: Attilio Regulo (1796, 27-12, T. della Cittadella, Reggio Emilia; Pietro Metastasio)
- Ernest Reyer: Salammbô (1890, Camille du Locle)
- Philippe Fénelon: Salammbô (1998)

Àsdrubal (fill de Giscó), general cartaginès
- Francesco Cavalli: Scipione affricano (1664, N. Minato)
- Giovanni Buonaventura Viviani: Scipione africano (1678, Tebaldo Fattorini, a partir de N. Minato)
- Carlo Ambrogio Lonati: Scipione africano (1692)
- Johann Sigismund Kusser: Der großmütige Scipio Africanus (1694)
- Giuseppe Francesco Bianchi: Scipione Africano (1786, N. Minato)
- Gioacchino Albertini: Scipione Africano (1789, N. Minato)

Aníbal, sobirà cartaginès
- Pietro Andrea Ziani: L'Annibale in Capua (1661, Nicolò Beregan)
- Vincenzo Tozzi: L'Annibale in Capua (1664, Auberge d'Italia, La Valletta, Malta; Nicolò Beregan)
- Johann Wolfgang Franck: Hannibal (1680)
- Nicolaus Adam Strungk: Scipio und Hannibal (1698, Christian Ludwig Boxberg)
- Bernardo Sabadino: Annibale (1706)
- Giacomo Facco: Las amazonas de España (1720, 23-4, Coliseo del Buen Retiro, Madrid ; José de Cañizares)[95]
- Geminiano Giacomelli: Annibale (1731, F. Vanstryp)
- Nicola Porpora: Annibale (1731, tardor, T. Sant'Angelo, Venècia; Filippo Vanstryp)
- Johann Adolf Hasse, Domènec Terradellas, Giovanni Battista Lampugnani
 i Pietro Paradies: Annibale in Capua (1746)
- Giovanni Paisiello: Annibale in Torino (1771, 16-1, T. Regio, Torí; Jacopo Durandi)
- Niccolò Antonio Zingarelli: Annibale in Torino (1792)
- Antonio Salieri: Annibale in Capua (1801, abril, T. Nuovo, Trieste; Antonio Simone Sografi)
- Giacomo Cordella: Annibale in Capua (1809, 21-10, T. San Carlo, Nàpols)
- Giuseppe Farinelli: Annibale in Capua (1810)
- Giuseppe Nicolini: Annibale in Bitinia (1821)
- Luigi Ricci: Annibale in Torino (1830, 26-12, T. Regio, Torí; Felice Romani)

Sifax, rei del poble libi dels massesils i de Numídia
- Francesco Cavalli: Scipione affricano (1664, N. Minato)(com a Siface)
- Giovanni Buonaventura Viviani: Scipione affricano (1678, Tebaldo Fattorini, a partir de N. Minato)
- Carlo Ambrogio Lonati: Scipione africano (1692, N. Minato)
- Johann Sigismund Kusser: Der großmütige Scipio Africanus (1694)
- Antonio Caldara: Sofonisba (1708, tardor, T. San Giovanni Grisostomo, Venècia; F. Silvani)
- Francesco Ciampi: Sofonisba (1715)
- Leonardo Leo: Sofonisba (1718, F. Silvani)
- Luca Antonio Predieri: Sofonisba (1722, F. Silvani)
- Francesco Feo: Siface re di Numidia (1723)
- Nicola Porpora. Siface (1725, carnestoltes, T. ducale, Milà; P. Metastasio)[96][97]
- Giuseppe Sellitto: Siface (1734)
- Leonardo Leo: Siface (1737)
- Giovanni Battista Mele: Amor, constancia y mujer (1737)
- Johann Adolf Hasse: Viriate (o Siface) (1739, carnestoltes, Venècia; Domenico Lalli)
- Francesco Maggiore: Siface (1744)
- Christoph Willibald Gluck: Sofonisba (1744, 18-1, T. Regio Ducale, Milà; Silvani i P. Metastasio), conservada en part
- Niccolò Jommelli: Sofonisba (1746)
- Gioacchino Cocchi: Siface (1749)
- Ignazio Fiorillo: Siface (1752)
- Domenico Fischietti: Siface (1761)
- Michelangelo Valentini: Viriate (1761, P. Metastasio)
- Baldassare Galuppi. Viriate (o Siface) (1762, 19-5, T. San Salvatore, Venècia; P. Metastasio)[98]
- Tommaso Traetta: Sofonisba (1762, Mattia Verazi)
- Baldassare Galuppi: Sofonisba (1764, carnestoltes, T. Regio, Torí; Mattia Veraz)[99]
- Mattia Vento: Sofonisba (1766, Giovanni Gualberto Bottarelli)
- António Leal Moreira: Siface e Sofonisba (1783, 5-7, Real Paço de Queluz, Portugal; Gaetano Martinelli)[100]
- Giuseppe Francesco Bianchi: Scipione Africano (1786, N. Minato)
- Gioacchino Albertini: Scipione Africano (1789, N. Minato)
- Pietro Alessandro Guglielmi: Siface e Sofonisba (1802)
- Vincenzo Federici: Sofonisba (1805)
- Ferdinando Paër: Sofonisba (1805, 19-5, T. del Corso, Bolonya; Giovanni Schmidt)

Masinissa I, primer rei de Numídia
- Francesco Cavalli: Scipione affricano (1664, N. Minato)
- Giovanni Buonaventura Viviani: Scipione affricano (1678, Tebaldo Fattorini, a partir de N. Minato)
- Carlo Ambrogio Lonati: Scipione africano (1692)
- Johann Sigismund Kusser: Der großmütige Scipio Africanus (1694)
- Antonio Caldara: Sofonisba (1708, tardor, T. San Giovanni Grisostomo, Venècia; F. Silvani)
- Francesco Ciampi: Sofonisba (1715)
- Leonardo Leo: Sofonisba (1718, F. Silvani)
- Luca Antonio Predieri: Sofonisba (1722, F. Silvani)
- Christoph Willibald Gluck: Sofonisba (1744, 18-1, T. Regio Ducale, Milà; Silvani i P. Metastasio), conservada en part
- Niccolò Jommelli: Sofonisba (1746)
- Pietro Pompeo Sales: Massinissa, oder Die obsiegende Treu (1752)
- Baldassare Galuppi: Sofonisba (1753, 24-2, T. delle Dame, Roma; Gaetano Roccaforte)
- Tommaso Traetta: Sofonisba (1762, Mattia Verazi)
- Baldassare Galuppi: Sofonisba (1764, carnestoltes, T. Regio, Torí; Mattia Veraz)[99]
- Mattia Vento: Sofonisba (1766, Giovanni Gualberto Bottarelli)
- Antonio Sacchini: Scipione in Cartagena (1770, 8-1, Hoftheater, Múnic; Eugenio Giunti)
- Niccolò Piccinni: Scipione in Cartagena (1772, E. Giusti)
- Giuseppe Sarti: Scipione (1778, tardor, T. Casa Balbi, Mestre; Eugenio Giunti)
- Luigi Caruso: Scipione in Cartagena (1779, Bellini)
- António Leal Moreira: Siface e Sofonisba (1783, 5-7, Real Paço de Queluz, Portugal; Gaetano Martinelli)[100]
- Giuseppe Francesco Bianchi: Scipione Africano (1786, N. Minato)
- Gioacchino Albertini: Scipione Africano (1789, N. Minato)
- Pietro Alessandro Guglielmi: Siface e Sofonisba (1802)
- Marcos António da Fonseca Portugal: La Sofonisba (1803, carnestoltes, T. de São Carlos, Lisboa; Giuseppe Del Mare)[101]
- Vincenzo Federici: Sofonisba (1805)
- Ferdinando Paër: Sofonisba (1805, 19-5, T. del Corso, Bolonya; Giovanni Schmidt)

Sofonisba, noble cartaginesa, filla d'Asdrúbal Giscó
- Francesco Cavalli: Scipione affricano (1664, N. Minato)
- Giovanni Buonaventura Viviani: Scipione affricano (1678, Tebaldo Fattorini, a partir de N. Minato)
- Johann Sigismund Kusser: Der großmütige Scipio Africanus (1694)
- Antonio Caldara: Sofonisba (1708, tardor, T. San Giovanni Grisostomo, Venècia; F. Silvani)
- Francesco Ciampi: Sofonisba (1715)
- Leonardo Leo: Sofonisba (1718, F. Silvani)
- Luca Antonio Predieri: Sofonisba (1722, F. Silvani)
- Francesco Feo: Siface re di Numidia (1723)
- Christoph Willibald Gluck: Sofonisba (1744, 18-1, T. Regio Ducale, Milà; F. Silvani i P. Metastasio), conservada en part
- Niccolò Jommelli: Sofonisba (1746, A. i G. Zanetti)
- Baldassare Galuppi: Sofonisba (1753, 24-2, T. delle Dame, Roma; Gaetano Roccaforte)
- Tommaso Traetta: Sofonisba (1762, Mattia Verazi)
- Baldassare Galuppi: Sofonisba (1764, carnestoltes, T. Regio, Torí; Mattia Veraz)[99]
- Antonio Boroni:  Sofonisba (1764, M. Verazzi)
- Mattia Vento: Sofonisba (1766, Giovanni Gualberto Bottarelli)
- Christian Gottlob Neefe: Sophonisbe (1776)
- António Leal Moreira: Siface e Sofonisba (1783, 5-7, Real Paço de Queluz, Portugal; Gaetano Martinelli)[100]
- Giuseppe Francesco Bianchi: Scipione Africano (1786, N. Minato)
- Gioacchino Albertini: Scipione Africano (1789, N. Minato)
- Maria Teresa Agnesi: La Sofonisba (1747, A. Zanetti)
- Pietro Alessandro Guglielmi: Siface e Sofonisba (1802, A. L. Tottola)
- Marcos António da Fonseca Portugal: La Sofonisba (1803, carnestoltes, T. de São Carlos, Lisboa; Giuseppe Del Mare)[101]
- Vincenzo Federici: Sofonisba (1805, A. i G. Zanetti)
- Ferdinando Paër: Sofonisba (1805, 19-5, T. del Corso, Bolonya; Giovanni Schmidt)

Jugurta, rei de Numídia
- Carlo Francesco Pollarolo: Il demone amante, overo Giugurta (1685, Matteo Noris)

Quint Fabi Màxim Berrugós, general romà
- Antonio Caldara: I due dittatori (1726, 4-11, Hoftheater, Viena; Apostolo Zeno)
- Nicola Bonifacio Logroscino: Quinto Fabio (1738)
- Pasquale Anfossi: Quinto Fabio (1771)
- Ferdinando Bertoni: Quinto Fabio (1778)
- Dmitrij Bortnianskij: Quinto Fabio (1778)
- Luigi Cherubini: Il Quinto Fabio (1780, 10, T. della città, Alessandria; Apostolo Zeno)
- Luigi Cherubini: Il Quinto Fabio (1783, 7-1, T. Argentina, Roma; A. Zeno), nova versió
- Niccolò Antonio Zingarelli: Quinto Fabio (1794)
- João Guilherme Bell Daddi: Il trionfo di Quinto Fabio (ca. 1860)
- Jules Massenet: Roma (1912, 17-2, Opéra, Montecarlo, Mònaco; Henri Cain)

Quint Fabi Màxim, cònsol romà
- Antonio Caldara: I due dittatori (1726, 4-11, Hoftheater, Viena; Apostolo Zeno)

Marc Porci Cató Censorí, cònsol, militar i autor romà
- Giovanni Buonaventura Viviani: Scipione africano (1678, Tebaldo Fattorini, a partir de N. Minato)
- Reinhard Keiser: L'amore verso la patria, Die Liebe gegen das Vaterland,
 oder Der sterbende Cato (1715)
- Gioacchino Albertini: Scipione Africano (1789)

Publi Corneli Escipió, militar i magistrat romà
- Antonio Salieri: Annibale in Capua (1801, abril, T. Nuovo, Trieste; Antonio Simone Sografi)
- Joan Lamote de Grignon: Hespèria (1907, 25-1, G. Teatre del Liceu, Barcelona; Joan Oliva)

Indíbil i Mandoni, cabdills dels ilergets
- Joan Lamote de Grignon: Hespèria (1907, 25-1, G. Teatre del Liceu, Barcelona; Joan Oliva)

Publi Corneli Escipió Nasica, cònsol el 191 aC
Clàudia Quinta, matrona
Publi Claudi Pulcre, pare de Clàudia
Api Claudi Pulcre, germà de Claudia
- Giuseppe Giordani: La vestale (1785, carnestoltes, T. Zagnoni, Bolonya; llibretista desconegut)[102] Claudi hi apareix com a Appio; Api Claudi com a Levinio

Publi Licini Cras Dives, cònsol i pontífex màxim
- Stefano Pavesi: Il trionfo d'Emilia (1805, 9-2, T. alla Scala, Milà; Gaetano Rossi)[103]

Publi Corneli Escipió Africà, general romà
- Pietro Andrea Ziani: L'Annibale in Capua (1661, Nicolò Beregan)
- Vincenzo Tozzi: L'Annibale in Capua (1664, Auberge d'Italia, La Valletta, Malta; Nicolò Beregan)
- Antonio Draghi: Il fuoco eterno custodito dalle Vestali (1674)
- Giovanni Buonaventura Viviani: Scipione africano (1678, Tebaldo Fattorini, a partir de N. Minato)
- Antonio Draghi: Scipione preservatore di Roma (1690, N. Minato)
- Carlo Ambrogio Lonati: Scipione africano (1692)
- Nicolaus Adam Strungk: Scipio und Hannibal (1698, Christian Ludwig Boxberg)
- Carlo Francesco Pollarolo: Catone Uticense (1701, M. Noris) (com a Lucio)
- Attilio Ariosti: I gloriosi presagi di Scipione Africano (1704, Donato Cupeda), trattenimento musicale
- Antonio Caldara: Sofonisba (1708, tardor, T. San Giovanni Grisostomo, Venècia; F. Silvani)
- Antonio Gianettini: Publio Scipione, ossia Il riparatore delle glorie romane (1710, llibretista desconegut)
- Reinhard Keiser: L'amore verso la patria, Die Liebe gegen das Vaterland,
 oder Der sterbende Cato (1715)
- Andrea Stefano Fiorè: Publio Cornelio Scipione (1718, Agostino Piovene)
- Luca Antonio Predieri: Sofonisba (1722, F. Silvani)
- Luca Antonio Predieri: Scipione il giovane (1724, G. B. Bortolotti?)
- Giuseppe Porsile: Scipione Africano, il maggiore (1730, G. C. Pasquini)
- Carl Heinrich Graun: Scipio Africanus (1732, G. Fiedler)
- Antonio Caldara: Scipione Africano il Maggiore (1735, 4-11, Hoftheater, Viena; F. Pasquini), "festa"
- Luca Antonio Predieri: Il sogno di Scipione (1735, P. Metastasio)
- Christoph Willibald Gluck: Sofonisba (1744, 18-1, T. Regio Ducale, Milà; F. Silvani i P. Metastasio), conservada en part
- Francesco Araja: Scipione (1745, G. Bonecchi)
- Nicola Conforto: Il sogno di Scipione (1745)
- Niccolò Jommelli: Sofonisba (1746)
- Christoph Nichelmann: Il sogno di Scipione (1746)
- Paolo Scalabrini: La gara, o sia La pace degl'eroi (1746, 24-2, Theater am Gänsemarkt, Hamburg; Francesco Darbes, traduït per Antonio Peretti)
- Andrea Bernasconi: Scipione dormendo (1755), pastoral
- Andrea Bernasconi: Il trionfo della costanza (1756, P. Honory a partir de Metastasio)
- Johann Adolf Hasse: Il sogno di Scipione (1758, 7-10, Varsòvia; P. Metastasio)
- Tommaso Traetta: Sofonisba (1762, Mattia Verazi)
- Francesco Antonio Uttini: Il sogno di Scipione (1764, P. Metastasio)
- Hieronymus Mango: Il bagno di Scipione (1765, P. Metastasio, intermezzo)
- Mattia Vento: Sofonisba (1766, Giovanni Gualberto Bottarelli)
- Luciano Xavier dos Santos: Il sogno di Scipione (1768, Pietro Metastasio), serenata
- Wolfgang Amadeus Mozart: Il sogno di Scipione, K. 126 (1772, P. Metastasio)
- António Leal Moreira: Siface e Sofonisba (1783, 5-7, Real Paço de Queluz, Portugal; Gaetano Martinelli)[100]
- Giordano Giordani: Scipione (1788, E. Giusti)
- Antonio Salieri: Annibale in Capua (1801, abril, T. Nuovo, Trieste; Antonio Simone Sografi)
- Marcos António da Fonseca Portugal: La Sofonisba (1803, Giuseppe Del Mare)[104]
- Stefano Pavesi: Il trionfo d'Emilia (1805, 9-2, T. alla Scala, Milà; Gaetano Rossi)[103]
- Henrey Barraud: Numance (1955)

Publi Corneli Escipió Africà, general romà
Aluci, cabdill celtibèric de la regió de Cartagena
- Alessandro Melani: Il trionfo della continenza considerato in Scipione Africano (1677, G. Montevecchi)
- Johann Philipp Krieger: Der Großmüthige Scipio (1690)
- Antonio Caldara: Scipione nelle Spagne (1722, 4-11, Hoftheater, Viena; A. Zeno), Aluci és Luceio
- Alessandro Scarlatti: Scipione nelle Spagne (1714, Apostolo Zeno, Nicola Serino)
- Leonardo Vinci: Publio Cornelio Scipione (1722, Bernardo Saddumene)
- Georg Friedrich Haendel: Publio Cornelio Scipione (1726, 12-3, King's Theatre, Londres; Paolo Rolli): Aluci és Lucejo.
- Leonardo Leo: Scipione nelle Spagne (1740, A. Zeno)
- Baldassare Galuppi: Scipione in Cartagine (1742, 2-3, King’s Theatre in the Haymarket, Londres; Francesco Vanneschi),[105] Aluci apreix com a Lucejo
- Antonio Sacchini: Scipione in Cartagena (1770, 8-1, Hoftheater, Múnic; Eugenio Giunti): Aluci hi apareix com a Lucejo
- Antonio Rodríguez de Hita: Scipión en Cartagena (1770, Agustín Cordero)
- Niccolò Piccinni: Scipione in Cartagena (1772, L. Giusti)
- Johann Christian Bach: La clemenza di Scipione (1778, 4-4, King's Theatre at Haymarket, Londres; llibret anònim), Aluci hi apareix com a Luceio
- Giuseppe Sarti: Scipione (1778, tardor, T. Casa Balbi, Mestre; Eugenio Giunti)
- Franz Adam Veichtner: Scipio (1778, Palau dels ducs de Curlàndia, Jelgava, Letònia; Christoph Friedrich Neander?
- Luigi Caruso: Scipione in Cartagena (1779, Bellini; Aluci hi apareix com a Lucejo)
- Giuseppe Giordani: Scipione (1788, E. Giunti)
- Domenico Cercià: Scipione in Cartagena (1801)
- Giuseppe Farinelli: La caduta della nuova Cartagine (1803; Aluci hi apareix com a Illucio)
- Giuseppe Farinelli: Scipione in Cartagena (1815, L. Andrioli)
- Andreas Romberg: Die Großmuth des Scipio (1816)
- Saverio Mercadante: Scipione in Cartagine (1820, 26-12, T. Argentina, Roma, Jacopo Ferretti), Aluci hi apareix com a Lucio

Publi Corneli Escipió Africà, general romà
Aluci, cabdill celtibèric de la regió de Cartagena (com a Lucejo)
Indíbil, cabdill dels ilergets
- Jacopo Melani: Scipione nelle Spagne (1657, G. A. Moniglia)
- Carlo Francesco Pallarolo: Publio Cornelio Scipione (1712, Agostino Piovene)
- Alessandro Scarlatti: Scipione nelle Spagne (1714, A. Zeno)
- Antonio Caldara: Scipione nelle Spagne (1722, 4-11, Hoftheater, Viena; A. Zeno)
- Tomaso Albinoni: Scipione nelle Spagne (1724, A. Zeno)
- Giovanni Antonio Giai: Publio Cornelio Scipione (1726, A. Piovene)
- Geminiano Giacomelli: Scipione in Cartagine Nuova (1730, Frugoni)
- Giovanni Battista Ferrandini: Scipione nelle Spagne (1732, A. Zeno)
- Carlo Arrigoni: Scipione nelle Spagne (1739, A. Zeno)
- Baldassare Galuppi: Scipione in Cartagine (1742, 2-3, King’s Theatre in the Haymarket, Londres; Francesco Vanneschi)[105]
- Baldassare Galuppi: Scipione nelle Spagne (1746, 11, T. Sant'Angelo, Venècia; A. Piovene)
- Ferdinando Bertoni: Scipione nelle Spagne (1768, A. Piovene)

Luci Emili Pau Macedònic, general romà, pare d'Escipió Emilià
- Luca Antonio Predieri: Il sogno di Scipione (1735, P. Metastasio)
- Giovanni Porta: Der Traum des Scipio (1744)
- Nicola Conforto: Il sogno di Scipione (1745)
- Christoph Nichelmann: Il sogno di Scipione (1746)
- Andrea Bernasconi: Scipione dormendo (1755), pastoral
- Johann Adolf Hasse: Il sogno di Scipione (1758, 7-10, Varsòvia; P. Metastasio)
- Francesco Antonio Uttini: Il sogno di Scipione (1764, P. Metastasio)
- Hieronymus Mango: Il sogno di Scipione (1765)
- Luciano Xavier dos Santos: Il sogno di Scipione (1768, Pietro Metastasio), serenata
- Wolfgang Amadeus Mozart: Il sogno di Scipione, K. 126 (1772, P. Metastasio)
- Angelo Tarchi: Publio (1786, Agostino Piovene)

Escipió Emilià, o Escipió Africà el Jove, general romà, fill adoptiu d'Escipió l'Africà
- Luca Antonio Predieri: Il sogno di Scipione (1735, P. Metastasio)
- Giovanni Porta: Der Traum des Scipio (1744)
- Nicola Conforto: Il sogno di Scipione (1745)
- Christoph Nichelmann: Il sogno di Scipione (1746)
- Nicola Conforto: Livia Claudia vestale (1755)
- Andrea Bernasconi: Scipione dormendo (1755), pastoral
- Johann Adolf Hasse: Il sogno di Scipione (1758, 7-10, Varsòvia; P. Metastasio)
- Francesco Antonio Uttini: Il sogno di Scipione (1764, P. Metastasio)
- Hieronymus Mango: Il sogno di Scipione (1765, P. Metastasio)
- Luciano Xavier dos Santos: Il sogno di Scipione (1768, Pietro Metastasio), serenata
- Wolfgang Amadeus Mozart: Il sogno di Scipione, K. 126 (1772, P. Metastasio)
- Giuseppe Giordani: La vestale (1785)
- Gioacchino Albertini: La vergine vestale (1803)
- Jan Eeden: Numance (1897)

Gai Leli, general i cònsol romà
- Georg Friedrich Haendel: Publio Cornelio Scipione (1726, 12-3, King's Theatre, Londres; Paolo Rolli): Aluci és Lucejo.

Marc Claudi Marcel III, cònsol i general romà, conqueridor de Siracusa
- Pietro Andrea Ziani: L'Annibale in Capua (1661, Nicolò Beregan)
- Giovanni Antonio Boretti: Marcello in Siracusa (1670)
- Pietro Andrea Ziani: Marcello in Siracusa (1673, M. Noris)
- Alessandro Scarlatti: Eraclea (1700, Silvio Stampiglia)
- Leonardo Vinci: Eraclea (1724, Silvio Stampiglia)
- Johann Adolf Hasse, Domènec Terradellas, Giovanni Battista Lampugnani
 i Pietro Paradies: Annibale in Capua (1746)

Espuri Postumi Albí, cònsol
- Carlo Francesco Pollarolo: Spurio Postumio (1712, A. Piovene)
- Pietro Generali: I baccanali di Roma (1816)
- Carlo Romani: I baccanali di Roma (1854)

Quint Publili Filó, cònsol i general
- Carlo Francesco Pollarolo: Spurio Postumio (1712, A. Piovene)

Luci Cecili Metel Dalmàtic, cònsol
- Valentino Fioravanti: La pulcella di Rab (1804, Carnestoltes, T. di San Carlo, Nàpols ; Antonio Simone Sografi)[106]

Aule Postumi Albí, propretor
Quint Cecili Metel Numídic, magistrat
- Carlo Francesco Pollarolo: Il demone amante, overo Giugurta (1685, Matteo Noris)

Tit Quinti Flaminí I, magistrat i militar
- Antonio Draghi: Il vincitor magnanimo in T. Quintio Flaminio (1692)
- Nicola Porpora: Annibale (1731, tardor, T. Sant'Angelo, Venècia; Filippo Vanstryp)
- Geminiano Giacomelli: Annibale (1731, F. Vanstryp)
- Nicolas Isouard i Rodolphe Kreutzer: Flaminius à Corinthe (1801, 27-2, Opéra, París; Pixérécourt i Lambert)
- Giuseppe Nicolini: Annibale in Bitinia (1821)

Sext Eli Pet, militar i magistrat a Macedònia
- Antonio Draghi: Il vincitor magnanimo in T. Quintio Flaminio (1692)
- Nicolas Isouard i Rodolphe Kreutzer: Flaminius à Corinthe (1801, 27-2, Opéra, París; Pixérécourt i Lambert)

Tiberi Semproni Grac III, militar i cònsol romà
- Alessandro Scarlatti: Tito Sempronio Gracco (1702, Silvio Stampiglia; 1720, segona versió), com a Tito Sempronio

Gai Popil·li Laenes, cònsol, ambaixador a Síria
- Marc' Antonio Ziani: Caio Popilio (1704, Donato Cupeda)

### República romana tardana (147 aC - 27 aC)
Gai Semproni Grac, cònsol
- Giovanni Battista Bononcini: Caio Gracco (1710)
- Leonardo Leo: Caio Graco (1720)

Luci Opimi, cònsol romà
Gai Hostili Grac, fill de Gai Semproni Grac
- Giuseppe Giordani: Cajo Ostilio (1787)
- Giuseppe Francesco Bianchi: Cajo Ostil io (1791, E. Manfredi)

Gai Mari, cònsol romà
- Giovanni Domenico Freschi: Silla (1683)
- Giovanni Battista Bononcini: Mario fuggitivo (1708)
- Francesco Mancini: Mario fuggitivo (1710)
- Johann David Heinichen: Calpurnia oder Die Römische Großmut (1713)
- Niccolò Jommelli: Cajo Mario (1746, 6-2, T. Apollo, Roma ; Gaetano Roccaforte)
- Rinaldo di Capua: Mario in Numidia (1749)
- Giuseppe Scarlatti: Caio Mario (1755, G. Roccaforte)
- Niccolò Piccinni: Caio Mario (1757, G. Roccaforte)
- Baldassare Galuppi: Cajo Mario (1764, 31-5, T. Grimani di San Giovanni Grisostomo, Venècia; Gaetano Roccaforte)
- Pasquale Anfossi: Cajo Mario (1770)
- Carlo Monza: Caio Mario (1777)
- Domenico Cimarosa: Caio Mario (1780, carnestoltes, T. delle Dame, Roma; Gaetano Roccaforte)
- Ferdinando Bertoni: Cajo Mario (1781)
- Giovanni Francesco Bianchi: Cajo Mario (1784, G. Roccaforte)
- Antonio Tozzi: Cajo Mario (1785)
- Giuseppe Giordani: Cajo Mario (1789)

Júlia Caesaris, esposa seva
- Johann David Heinichen: Calpurnia oder Die Römische Großmut (1713)

Luci Corneli Sul·la, general i dictador
- Giovanni Domenico Freschi: Silla (1683)
- Francesco Mancini: Silla (1703)
- Georg Friedrich Haendel: Silla (1713, 2-6, Her Majesty's Theatre, Westminster, Londres; Giacomo Rossi)
- Luca Antonio Predieri: Il trionfo della virtù (1719, F. M. Peccori)
- Leonardo Vinci: Silla dittatore (Il tiranno eroe) (1723, Vincenzo Cassani)
- Francesco Brusa: Il trionfo della virtù (1724)
- Francisco António de Almeida: Il trionfo della virtù (1728)
- Wolfgang Amadeus Mozart: Lucio Silla (1772, G. de Gamerra)
- Pasquale Anfossi: Lucio Silla (1774)
- Johann Christian Bach: Lucio Silla (1774, 4-11, Hoftheater, Mannheim; Giovanni di Cammera, revisat per M. Verazi)
- Michele Mortellari: Lucio Silla (1778)

Cecília Metel·la Dalmàtica, quarta esposa de Luci Corneli Sul·la
- Georg Friedrich Haendel: Silla (1713, 2-6, Her Majesty's Theatre, Westminster, Londres; Giacomo Rossi)
- Johann Christian Bach: Lucio Silla (1774, 4-11, Hoftheater, Mannheim; Giovanni di Cammera, revisat per M. Verazi)
- Michele Mortellari: Lucio Silla (1778)

Valèria Messala, esposa de Sul·la
- Pietro Platania: Spartaco (1891, A. Ghislanzoni)

Luci Corneli Cinna (cònsol del 86 aC)
- Wolfgang Amadeus Mozart: Lucio Silla (1772, G. de Gamerra)
- Giuseppe Francesco Bianchi: Cinna (1798, L. Da Ponte)

#### Primer triumvirat
Espàrtac, esclau traci, rebel contra Roma
- Giuseppe Porsile: Spartaco (1726, G. A. Pasquini)
- Jacopo Foroni: I gladiatori (1851)
- Pietro Platania: Spartaco (1891, A. Ghislanzoni)

Marc Licini Cras Dives I, patrici i polític
- Jacopo Foroni: I gladiatori (1851)

Tit Labiè, tribú de la plebs
- Domenico Gabrielli: Le generose gare tra Cesare e Pompeo (1686, Rinaldo Galli)
- Domenico Natale Sarri: Le gare generose tra Cesare e Pompeo (1706?)

Pompeu el Gran, militar i polític romà
- Francesco Cavalli: Pompeo Magno (1666)
- Giovanni Domenico Freschi: Pompeo Magno in Cilicia (1681)
- Giovanni Domenico Freschi: Silla (1683)
- Alessandro Scarlatti: Il Pompeo (1683, Nicolò Minato)
- Domenico Gabrielli: Le generose gare tra Cesare e Pompeo (1686, Rinaldo Galli)
- Bernardo Sabadino: Pompeo continente (1690, Aurelio Aureli)
- Giacomo Antonio Perti: Il Pompeo (1691)
- Antonio Draghi: Il delizioso ritiro di Lucullo (1698, festa musical)
- Domenico Natale Sarri: Le gare generose tra Cesare e Pompeo (1706?)
- Leonardo Vinci: Farnace (1724, A. M. Lucchini)
- Antonio Vivaldi: Farnace RV 711 (1727, 10-2, T. Sant'Angelo, Venècia; Antonio M. Lucchini)[40]
- Leonardo Vinci: Farnace (1729, A. M. Lucchini)
- Giovanni Porta: Farnace (1731, A. M. Lucchini)
- Reinhard Keiser: Der Fall des Grossen Pompejus (1731)
- Gaetano Maria Schiassi: Farnace (1736, A. M. Lucchini)
- Giuseppe Paganelli: Farnace (1738)
- Rinaldo di Capua: Farnace (1739)
- Giuseppe Scarlatti: Pompeo in Armenia (1744, Bartolomeo Vitturi)
- Giovanni Battista Pescetti: Farnace (1749, A. M. Lucchini)
- Francisco García Fajer: Pompeo Magno in Armenia (1755, T. delle Dame, Roma; Anastasio Guidi)
- Pietro Alessandro Guglielmi: Farnace (1765)
- Josef Mysliveček: Farnace (1767)
- Giuseppe Sarti: Farnace (1776, T. San Samuele, Venècia; Antonio Maria Lucchini)
- Vincenzo Righini: Tigrane (1800, 3-2, Königliches Nationaltheater, Berlín; Antonio de' Filistri)
- Arthur-Joseph Coquard: Pompée (1888)
- Iain Hamilton: Pharsalia (1969)

Cornèlia Metel·la, primera esposa de Pompeu
- Antonio Sartorio: Giulio Cesare in Egitto (com a Cornelia) (1676, Giacomo Francesco Bussani)
- Domenico Gabrielli: Le generose gare tra Cesare e Pompeo (1686, Rinaldo Galli)
- Johann Sigismund Kusser: Cleopatra (1690)
- Domenico Natale Sarri: Le gare generose tra Cesare e Pompeo (1706?)
- Carlo Francesco Pollarolo: Giulio Cesare nell'Egitto (1713, A. Ottoboni)
- Georg Friedrich Haendel: Giulio Cesare in Egitto (1724, 20-2, King's Theatre, Londres; Nicola Francesco Haym), com a Cornelia
- Luca Antonio Predieri: Giulio Cesare in Egitto (com a Cornelia) (1728, Giacomo Francesco Bussani)
- Reinhard Keiser: Der Fall des Grossen Pompejus (1731)
- Geminiano Giacomelli: Cesare in Egitto (1735)
- Francesco Maggiore: Cesare in Egitto (1753)
- Giuseppe Sarti: Cesare in Egitto (1763, tardor, Det Kongelige Teater, Copenhaguen; Giacomo Francesco Bussani)
- Niccolò Piccinni: Cesare in Egitto (1770, G. F. Bussani)

Emília Escaura, segona esposa de Pompeu el Gran
- Antonio Draghi: Il delizioso ritiro di Lucullo (1698, festa musical)
- Leonardo Vinci: Catone in Utica (1728, 19-1, Carnestoltes, T. delle Dame, Roma; Pietro Metastasio)[107]
- Leonardo Leo: Catone in Utica (1728, 26-12, Venècia, T. San Giovanni Crisostomo; P. Metastasio)
- Johann Adolf Hasse: Catone in Utica (1731, 26-12, Torí, T. Regio; P. Metastasio)
- Georg Friedrich Haendel, Johann Adolf Hasse, Nicola Porpora, Leonardo Vinci, Antonio Vivaldi: Catone (1732, 4-11, Londres, King’s Theatre am Haymarket; P. Metastasio), pastitx
- Giovanni Francesco Maria Marchi: Catone in Utica (1733, 26-12, Milà, T. Regio Ducale; P. Metastasio)
- Pietro Torri: Catone in Utica (1736, carnestoltes, Múnic, Salvatortheater; P. Metastasio)
- Antonio Vivaldi: Catone in Utica RV 705 (1737, 26-3, T. Filarmonico, Verona; P. Metastasio), falta la música de l'acte I.
- Egidio Duni: Catone in Utica (1739, 26-12, T. della Pergola, Florència; P. Metastasio)
- Rinaldo di Capua: Catone in Utica (1740, Lisboa, T. Condes; P. Metastasio)
- Giuseppe Bonno, Galuppi, Hasse, etc.: Catone in Utica (1742, pastitx)
- Giovanni Verocai: Cato (1743, primavera, Brunswick, Hoftheater; P. Metastasio)
- Carl Heinrich Graun: Catone in Utica (1744, 24-1, Berlín, Königliche Hofoper; P. Metastasio)
- Paolo Scalabrini: Catone in Utica (1744, 25-12, T. am Gänsemarkt, Hamburg; P. Metastasio)[108]
- Gaetano Latilla: Catone in Utica (1747, Carnestoltes, Roma, T. Capranica; P. Metastasio)
- Giovanni Ferrandini: Catone in Utica (1753, 12-10, Múnic, Residenztheater; P. Metastasio)
- Niccolò Jommelli: Catone in Utica (1754, 30-8, Stuttgart, Herzogliches Theater; P. Metastasio)
- Gregorio Ballabene: Catone in Utica (1755, Carnestoltes, Macerata, Teatro; P. Metastasio)
- Francesco Poncini Zilioli: Catone in Utica (1756, Carnestoltes, Parma, T. Ducale; P. Metastasio)
- Vincenzo Legrenzio Ciampi: Catone in Utica (1756, 26-12, Venècia, T. San Benedetto; P. Metastasio)
- Florian Leopold Gassmann: Catone in Utica (1761, 29-4, Venècia, T. San Samuele; P. Metastasio)
- Johann Christian Bach: Catone in Utica (1761, 4-11, T. San Carlo, Nàpols; P. Metastasio)
- Gian Francesco de Majo: Catone in Utica (1756, Carnestoltes, Torí, T. Regio; P. Metastasio)
- Niccolò Piccinni: Catone in Utica (1770, 4-11, Mannheim, Hofteather; P. Metastasio)
- Bernardo Ottani: Catone in Utica (1777, 4-11, Nàpols, T. San Carlo; P. Metastasio)
- Francesco Antonelli Torre: Catone in Utica (1784, 4-10, Nàpols, T. San Carlo; P. Metastasio)
- Gaetano Andreozzi: Catone in Utica (1787, Carnestoltes, Cremona, T. della Nobile Associazione; P. Metastasio)
- Giovanni Paisiello: Catone in Utica (1789, 5-2, Nàpols, T. San Carlo; P. Metastasio)
- Sebastiano Nasolini: Catone in Utica (1789, Carnestoltes, Venècia, T. San Samuele; P. Metastasio)
- Peter Winter: Catone in Utica (1791, Ascensió, Venècia, T. San Benedetto; P. Metastasio)

Marc Licini Cras, general i polític romà
- Francesco Cavalli: Pompeo Magno (1666)
- Iain Hamilton: The Catiline conspiracy (1974)

Julia Caesaris, filla de Cèsar, quarta esposa de Pompeu el Gran
- Francesco Cavalli: Pompeo Magno (1666)
- Alessandro Scarlatti: Il Pompeo (1683, Nicolò Minato)
- Bernardo Sabadino: Pompeo continente (1690, Aurelio Aureli)
- Giacomo Antonio Perti: Il Pompeo (1691)
- Francisco García Fajer: Pompeo Magno in Armenia (1755, T. delle Dame, Roma; Anastasio Guidi)
- Carlo Evasio Soliva: Giulia e Sesto Pompeo (1818, Benedetto Perotti)

Sext Pompeu, general romà, fill de Pompeu el Gran
- Francesco Cavalli: Pompeo Magno (1666)
- Antonio Sartorio: Giulio Cesare in Egitto (1676, Giacomo Francesco Bussani)
- Alessandro Scarlatti: Il Pompeo (1683, Nicolò Minato)
- Johann Sigismund Kusser: Cleopatra (1690)
- Giacomo Antonio Perti: Il Pompeo (1691)
- Carlo Francesco Pollarolo: Giulio Cesare nell'Egitto (1713, A. Ottoboni)
- Georg Friedrich Haendel: Giulio Cesare in Egitto (1724, 20-2, King's Theatre, Londres; Nicola Francesco Haym), com a Sesto
- Luca Antonio Predieri: Giulio Cesare in Egitto (1728, Giacomo Francesco Bussani)
- Reinhard Keiser: Der Fall des Grossen Pompejus (1731)
- Geminiano Giacomelli: Cesare in Egitto (1735)
- Francesco Maggiore: Cesare in Egitto (1753)
- Giuseppe Sarti: Cesare in Egitto (1763, tardor, Det Kongelige Teater, Copenhaguen; Giacomo Francesco Bussani)
- Niccolò Piccinni: Cesare in Egitto (1770, G. F. Bussani)
- Carlo Evasio Soliva: Giulia e Sesto Pompeo (1818, Benedetto Perotti)
- Gian Francesco Malipiero: Antonio e Cleopatra (1938, 4-6, T. Comunale, Florència; W. Shakespeare, traduït per G.F. Malipiero)

 Marc Porci Cató Uticense , polític romà
- Antonio Draghi: Il delizioso ritiro di Lucullo (1698, festa musical)
- Carlo Francesco Pollarolo: Catone Uticense (1701, M. Noris)
- Leonardo Vinci: Catone in Utica (1728, 19-1, Carnestoltes, T. delle Dame, Roma; Pietro Metastasio)[107]
- Leonardo Leo: Catone in Utica (1728, 26-12, Venècia, T. San Giovanni Crisostomo; P. Metastasio)
- Johann Adolf Hasse: Catone in Utica (1731, 26-12, Torí, T. Regio; P. Metastasio)
- Georg Friedrich Haendel, Johann Adolf Hasse, Nicola Porpora, Leonardo Vinci, Antonio Vivaldi: Catone (1732, 4-11, Londres, King’s Theatre am Haymarket; P. Metastasio), pastitx
- Giovanni Francesco Maria Marchi: Catone in Utica (1733, 26-12, Milà, T. Regio Ducale; P. Metastasio)
- Pietro Torri: Catone in Utica (1736, carnestoltes, Múnic, Salvatortheater; P. Metastasio)
- Antonio Vivaldi: Catone in Utica RV 705 (1737, 26-3, T. Filarmonico, Verona; P. Metastasio), falta la música de l'acte I.
- Egidio Duni: Catone in Utica (1739, 26-12, T. della Pergola, Florència; P. Metastasio)
- Rinaldo di Capua: Catone in Utica (1740, Lisboa, T. Condes; P. Metastasio)
- Giuseppe Bonno, Galuppi, Hasse, etc.: Catone in Utica (1742, pastitx)
- Giovanni Verocai: Cato (1743, primavera, Brunswick, Hoftheater; P. Metastasio)
- Carl Heinrich Graun: Catone in Utica (1744, 24-1, Berlín, Königliche Hofoper; P. Metastasio)
- Paolo Scalabrini: Catone in Utica (1744, 25-12, T. am Gänsemarkt, Hamburg; P. Metastasio)[108]
- Gaetano Latilla: Catone in Utica (1747, Carnestoltes, Roma, T. Capranica; P. Metastasio)
- Giovanni Ferrandini: Catone in Utica(1753, 12-10, Múnic, Residenztheater; P. Metastasio)
- Niccolò Jommelli: Catone in Utica (1754, 30-8, Stuttgart, Herzogliches Theater; P. Metastasio)
- Gregorio Ballabene: Catone in Utica (1755, Carnestoltes, Macerata, Teatro; P. Metastasio)
- Francesco Poncini Zilioli: Catone in Utica(1756, Carnestoltes, Parma, T. Ducale; P. Metastasio)
- Vincenzo Legrenzio Ciampi: Catone in Utica (1756, 26-12, Venècia, T. San Benedetto; P. Metastasio)
- Florian Leopold Gassmann: Catone in Utica (1761, 29-4, Venècia, T. San Samuele; P. Metastasio)
- Johann Christian Bach: Catone in Utica (1761, 4-11, T. San Carlo, Nàpols; P. Metastasio)
- Gian Francesco de Majo: Catone in Utica (1756, Carnestoltes, Torí, T. Regio; P. Metastasio)
- Niccolò Piccinni: Catone in Utica (1770, 4-11, Mannheim, Hofteather; P. Metastasio)
- Florido Tomeoni: Roma liberata dalla congiura di Catilina (1775, llibretista desconegut)
- Bernardo Ottani: Catone in Utica (1777, 4-11, Nàpols, T. San Carlo; P. Metastasio)
- Francesco Antonelli Torre: Catone in Utica (1784, 4-10, Nàpols, T. San Carlo; P. Metastasio)
- Gaetano Andreozzi: Catone in Utica (1787, Carnestoltes, Cremona, T. della Nobile Associazione; P. Metastasio)
- Giovanni Paisiello: Catone in Utica (1789, 5-2, Nàpols, T. San Carlo; P. Metastasio)
- Sebastiano Nasolini: Catone in Utica (1789, Carnestoltes, Venècia, T. San Samuele; P. Metastasio)
- Peter Winter: Catone in Utica (1791, Ascensió, Venècia, T. San Benedetto; P. Metastasio)
- Antonio Salieri: Catilina (1792, estrena: 1994, 16-4, Hessisches Staatstheater, Darmstadt; Giovanni Battista Casti)
- Serafino Amedeo De Ferrari: Il Catilina (1852)
- Iain Hamilton: The Catiline conspiracy (1974)

Ciceró, escriptor, orador i polític
- Giovanni Legrenzi: L'Ottaviano Cesare Augusto (1682)
- Florido Tomeoni: Roma liberata dalla congiura di Catilina (1775, llibretista desconegut)
- Antonio Salieri: Catilina(1792, estrena: 1994, 16-4, Hessisches Staatstheater, Darmstadt; Giovanni Battista Casti)
- Serafino Amedeo De Ferrari: Il Catilina (1852)

Luci Sergi Catilina, patrici romà, conspirador contra el govern
- Florido Tomeoni: Roma liberata dalla congiura di Catilina (1775, llibretista desconegut)
- Antonio Salieri: Catilina (1792, estrena: 1994, 16-4, Hessisches Staatstheater, Darmstadt; Giovanni Battista Casti)
- Serafino Amedeo De Ferrari: Il Catilina (1852)
- Iain Hamilton: The Catiline conspiracy (1974)

Luci Licini Murena, cònsol
- Vincenzo Pucitta: La vestale (1810, Luigi Romanelli)
- Giovanni Pacini: La vestale (1823, 6-2, T. alla Scala, Milà; Luigi Romanelli)[109]
- Saverio Mercadante: La vestale (1840, 10-3, T. San Carlo, Nàpols; Salvatore Cammarano)

Juni Silà, cònsol
- Saverio Mercadante: La vestale (1840, 10-3, T. San Carlo, Nàpols; Salvatore Cammarano)

Luci Licini Lucul·le, cònsol
- Alessandro Scarlatti: L'humanità nelle fiere, overo Il Lucullo (1692, desconegut)
- Antonio Draghi: Il delizioso ritiro di Lucullo (1698, festa musical)
- Edmund Eysler: Das Gastmahl des Lucullus (1901, opereta)
- Erik Meyer-Helmund: Lucullus (1905)
- Roger Sessions: The trial of Lucullus (1947, Bertolt Brecht)
- Paul Dessau: Das Verhör des Lukullus (1951, B. Brecht)

##### Guerres mitridàtiques
vegeu: #Pròxim Orient Antic#Regnes de l'Orient Mitjà antic#Pont
Vercingetòrix, cabdill dels arverns
Vercassivel·laune, Gobannitius, Critognat, cabdills arverns
Viridomar, cabdill aduí
- Joseph Canteloube: Vercingetòrix (1933)

Ariovist, cabdill germànic a la Gàl·lia
Gai Valeri Procil·le, general romà
- Giacomo Antonio Perti: Ariovisto (1699, P. D'Averata)
- Francesco Mancini: Ariovisto (1702)
- Carlo Francesco Cesarini?, Giovanni Lorenzo Lulier?, Giovanni Bononcini?, Alessandro Scarlatti?: Ariovisto (1702, P. D'Averata)

Luci Corneli Lèntul Cruscel·li, cònsol
- Antonio Draghi: Sulpitia (1672)
- Carlo Francesco Pollarolo: Giulio Cesare nell'Egitto (1713, A. Ottoboni)
- Antonio Pollarolo: Sulpizia fedele (1729, D. Lalli, G. Boldini)
- Iain Hamilton: The Catiline conspiracy (1974)

Sulpícia, dona seva
- Antonio Draghi: Sulpitia (1672)
- Antonio Pollarolo: Sulpizia fedele (1729, D. Lalli, G. Boldini)

Quint Lucreci, patrici
Túria Lucrècia, esposa seva
- Antonio Draghi: Turia Lucrezia (1675)
- Antonio Pollarolo: Turia Lucrezia (1726, D. Lalli)

Càtul, poeta elegíac llatí
- Carl Orff: Catulli carmina (1943, ludi scaenicae)

#### Segona guerra civil
Juli Cèsar, cònsol i dictador de Roma
- Marc' Antonio Cesti: Il Cesare amante (1652)
- Francesco Cavalli: Pompeo Magno (1666)
- Antonio Draghi: Chi più sa manco l'intende overo Gli amori di Clodio e Pompea (1669)
- Antonio Sartorio: Giulio Cesare in Egitto (1676, Giacomo Francesco Bussani)
- Giovanni Domenico Freschi: Giulio Cesare trionfante (1682)
- Alessandro Scarlatti: Il Pompeo (1683, Nicolò Minato)
- Domenico Gabrielli: Le generose gare tra Cesare e Pompeo (1686, Rinaldo Galli)
- Johann Sigismund Kusser: Cleopatra (1690)
- Giacomo Antonio Perti: Il Pompeo (1691)
- Nicolaus Adam Strungk: Julius Caesar (1694, Paul Thiemich)
- Domenico Natale Sarri: Le gare generose tra Cesare e Pompeo (1706?)
- Carlo Francesco Pollarolo: Giulio Cesare nell'Egitto (1713, A. Ottoboni)
- Reinhard Keiser: L'amore verso la patria, Die Liebe gegen das Vaterland,
 oder Der sterbende Cato (1715)
- Georg Friedrich Haendel: Giulio Cesare in Egitto (1724, 20-2, King's Theatre, Londres; Nicola Francesco Haym)
- Giuseppe Porsile: La clemenza di Cesare (1727, G. C. Pasquini)
- Luca Antonio Predieri: Giulio Cesare in Egitto (1728, Giacomo Francesco Bussani)
- Leonardo Vinci: Catone in Utica (1728, 19-1, Carnestoltes, T. delle Dame, Roma; Pietro Metastasio)[107]
- Leonardo Leo: Catone in Utica (1728, 26-12, Venècia, T. San Giovanni Crisostomo; P. Metastasio)
- Johann Adolf Hasse: Catone in Utica (1731, 26-12, Torí, T. Regio; P. Metastasio)
- Reinhard Keiser: Der Fall des Grossen Pompejus (1731)
- Georg Friedrich Haendel, Johann Adolf Hasse, Nicola Porpora, Leonardo Vinci, Antonio Vivaldi: Catone (1732, 4-11, Londres, King’s Theatre am Haymarket; P. Metastasio), pastitx
- Giovanni Francesco Maria Marchi: Catone in Utica (1733, 26-12, Milà, T. Regio Ducale; P. Metastasio)
- Geminiano Giacomelli: Cesare in Egitto (1735)
- Pietro Torri: Catone in Utica (1736, carnestoltes, Múnic, Salvatortheater; P. Metastasio)
- Antonio Vivaldi: Catone in Utica RV 705 (1737, 26-3, T. Filarmonico, Verona; P. Metastasio), falta la música de l'acte I.[110]
- Egidio Duni: Catone in Utica (1739, 26-12, T. della Pergola, Florència; P. Metastasio)
- Rinaldo di Capua: Catone in Utica (1740, Lisboa, T. Condes; P. Metastasio)
- Carl Heinrich Graun: Cesare e Cleopatra (1742)
- Giuseppe Bonno, Galuppi, Hasse, etc.: Catone in Utica (1742, pastitx)
- Giovanni Verocai: Cato (1743, primavera, Brunswick, Hoftheater; P. Metastasio)
- Carl Heinrich Graun: Catone in Utica (1744, 24-1, Berlín, Königliche Hofoper; P. Metastasio)
- Paolo Scalabrini: Catone in Utica (1744, 25-12, T. am Gänsemarkt, Hamburg; P. Metastasio)[108]
- Gaetano Latilla: Catone in Utica (1747, Carnestoltes, Roma, T. Capranica; P. Metastasio)
- Niccolò Jommelli: Cesare in Egitto (1751)
- Francesco Maggiore: Cesare in Egitto (1753)
- Giovanni Ferrandini: Catone in Utica (1753, 12-10, Múnic, Residenztheater; P. Metastasio)
- Niccolò Jommelli: Catone in Utica (1754, 30-8, Stuttgart, Herzogliches Theater; P. Metastasio)
- Gregorio Ballabene: Catone in Utica (1755, Carnestoltes, Macerata, Teatro; P. Metastasio)
- Francesco Poncini Zilioli: Catone in Utica (1756, Carnestoltes, Parma, T. Ducale; P. Metastasio)
- Vincenzo Legrenzio Ciampi: Catone in Utica (1756, 26-12, Venècia, T. San Benedetto; P. Metastasio)
- Florian Leopold Gassmann: Catone in Utica (1761, 29-4, Venècia, T. San Samuele; P. Metastasio)
- Johann Christian Bach: Catone in Utica (1761, 4-11, T. San Carlo, Nàpols; P. Metastasio)
- Gian Francesco de Majo: Catone in Utica (1756, Carnestoltes, Torí, T. Regio; P. Metastasio)
- Giuseppe Sarti: Cesare in Egitto (1763, tardor, Det Kongelige Teater, Copenhaguen; Giacomo Francesco Bussani)
- Niccolò Piccinni: Cesare in Egitto (1770, G. F. Bussani)
- Niccolò Piccinni: Catone in Utica (1770, 4-11, Mannheim, Hofteather; P. Metastasio)
- Carlo Monza: Cleopatra (1775)
- Bernardo Ottani: Catone in Utica (1777, 4-11, Nàpols, T. San Carlo; P. Metastasio)
- Francesco Antonelli Torre: Catone in Utica (1784, 4-10, Nàpols, T. San Carlo; P. Metastasio)
- Gaetano Andreozzi: Catone in Utica (1787, Carnestoltes, Cremona, T. della Nobile Associazione; P. Metastasio)
- Giuseppe Francesco Bianchi: La morte di Cesare (1788, G. Sertor)
- Giovanni Paisiello: Catone in Utica (1789, 5-2, Nàpols, T. San Carlo; P. Metastasio)
- Sebastiano Nasolini: Catone in Utica (1789, Carnestoltes, Venècia, T. San Samuele; P. Metastasio)
- Peter Winter: Catone in Utica (1791, Ascensió, Venècia, T. San Benedetto; P. Metastasio)
- Giacomo Tritto: La morte di Cesare (1798, Gaetano Sertor)
- Antonio Salieri: Cesare in Farmacusa (1800, 2-6, Kärntnertortheater, Viena; Carlo Propero Defranceschi)
- Giacomo Tritto: Cesare in Egitto (1805, Giovanni Schmidt)
- Ercole Paganini: Cesare in Egitto (1814)
- Giuseppe Nicolini: Giulio Cesare nelle Gallie (1816)
- Stefano Pavesi: La gioventù di Cesare (1817, primavera, T. alla Scala, Milà; Felice Romani)
- Giovanni Pacini: Cesare in Egitto (1821, 26-12, T. Argentina, Roma; Jacopo Ferretti a partir de Metastasio)
- Josep Garcia Robles: Julio César (1880, només se n'estrenen fragments en concert: T. Español, Barcelona ; Nonito Guille)
- Melesio Morales: Cleopatra (1891)
- Gustave Doret: Jules César (1907, música escènica)
- Volodijmijr Femelidi: Cezar' i Kleopatra (1931, inacabada)
- Gian Francesco Malipiero: Giulio Cesare (1936, 8-2, T. Carlo Felice, Gènova; W. Shakespeare, traduït per G.F. Malipiero)[111]
- Danilo Švara: Kleopatra (1937, est. 1940, D. Švara)
- Giselher Klebe: Die Ermordung Cäsars (1959)
- Gian Francesco Malipiero: Gli eroi di Bonaventura (1969, 7-2, Piccola Scala, Milà; G.F. Malipiero)
- Iain Hamilton: Pharsalia (1969)
- Iain Hamilton: The Catiline conspiracy (1974)

Publi Clodi Pulcre, patrici romà
Pompeia, esposa de Cèsar
- Antonio Draghi: Chi più sa manco l'intende overo Gli amori di Clodio e Pompea (1669)

Calpúrnia, esposa de Cèsar
- Giovanni Battista Bononcini: Calfurnia (1724)
- Giuseppe Francesco Bianchi: La morte di Cesare (1789, G. Sertor)
- Niccolò Antonio Zingarelli: La morte di Cesare (1790)
- Giacomo Tritto: La morte di Cesare (1798, Gaetano Sertor)
- Gustave Doret: Jules César (1907, música escènica)
- Gian Francesco Malipiero: Giulio Cesare (1936, 8-2, T. Carlo Felice, Gènova; W. Shakespeare, traduït per G.F. Malipiero)[111]
- Gian Francesco Malipiero: Gli eroi di Bonaventura (1969, 7-2, Piccola Scala, Milà; G. F. Malipiero)

Marc Juni Brut el Jove, polític, un dels assassins de Cèsar
- Agostino Bonaventura Coletti: Bruto e Cassio (1699)
- Giuseppe Francesco Bianchi: La morte di Cesare (1788, G. Sertor)
- Niccolò Antonio Zingarelli: La morte di Cesare (1790)
- Giacomo Tritto: La morte di Cesare (1798, Gaetano Sertor)
- Gustave Doret: Jules César (1907, música escènica)
- Gian Francesco Malipiero: Giulio Cesare (1936, 8-2, T. Carlo Felice, Gènova; W. Shakespeare, traduït per G.F. Malipiero)[111]
- Danilo Švara: Kleopatra (1937, est. 1940, D. Švara)
- Giselher Klebe: Die Ermordung Cäsars (1959)
- Gian Francesco Malipiero: Gli eroi di Bonaventura (1969, 7-2, Piccola Scala, Milà; G.F. Malipiero)

Pòrcia Cató, esposa de Brut
- Giuseppe Francesco Bianchi: La morte di Cesare (1788, G. Sertor)
- Niccolò Antonio Zingarelli: La morte di Cesare (1790)
- Giacomo Tritto: La morte di Cesare (1798, Gaetano Sertor)
- Gian Francesco Malipiero: Giulio Cesare (1936, 8-2, T. Carlo Felice, Gènova; W. Shakespeare, traduït per G.F. Malipiero)[111]

Publi Servili Casca, un dels assassins de Juli César 
Luci Til·li Cimbre, assassí de Cèsar (com a Metellus Cimber)

Gai Cassi Longí, polític romà i un dels assassins de Juli Cèsar
- Agostino Bonaventura Coletti: Bruto e Cassio (1699)
- Giuseppe Francesco Bianchi: La morte di Cesare (1788, G. Sertor)
- Niccolò Antonio Zingarelli: La morte di Cesare (1790)
- Giacomo Tritto: La morte di Cesare (1798, Gaetano Sertor)
- Gustave Doret: Jules César (1907, música escènica)
- Gian Francesco Malipiero: Giulio Cesare (1936, 8-2, T. Carlo Felice, Gènova; W. Shakespeare, traduït per G.F. Malipiero)[111]
- Giselher Klebe: Die Ermordung Cäsars (1959)
- Gian Francesco Malipiero: Gli eroi di Bonaventura (1969, 7-2, Piccola Scala, Milà; G.F. Malipiero)

Lèpid el triumvir
- Giovanni Legrenzi: L'Ottaviano Cesare Augusto (1682)
- Giovanni Domenico Freschi: Silla (1683)
- Antonio Pollarolo: Turia Lucrezia (1726, D. Lalli)
- Reinhard Keiser: Der Fall des Grossen Pompejus (1731)
- Geminiano Giacomelli: Cesare in Egitto (1735)
- Francesco Maggiore: Cesare in Egitto (1753)
- Giuseppe Sarti: Cesare in Egitto (1763, tardor, Det Kongelige Teater, Copenhaguen; Giacomo Francesco Bussani)
- Gian Francesco Malipiero: Antonio e Cleopatra (1938, 4-6, T. Comunale, Florència; W. Shakespeare, traduït per G.F. Malipiero)
- Louis Gruenberg: Antony and Cleopatra (1955-1961, sense estrenar; L. Gruenberg)
- Samuel Barber: Antony and Cleopatra (1966, 1-9, Metropolitan Opera, Nova York; Franco Zeffirelli)
- P'elik's P'ilipe Ġlonti: Kleopatra (1976)
- Gerard Chiusano: Antony and Cleopatra (2004, 24-10, Santa Barbara Public Library, Santa Barbara; Gene Tyburn, sobre Shakespeare)
- John Adams: Antony & Cleopatra (2022, 10-9, Opera, San Francisco; J. Adams, sobre Shakespeare)

Publi Corneli Dolabel·la, general
- Reinhard Keiser: Der Fall des Grossen Pompejus (1731)
- Gian Francesco Malipiero: Antonio e Cleopatra (1938, 4-6, T. Comunale, Florència; W. Shakespeare, traduït per G.F. Malipiero)
- Louis Gruenberg: Antony and Cleopatra (1955-1961, sense estrenar; L. Gruenberg)
- Samuel Barber: Antony and Cleopatra (1966, 1-9, Metropolitan Opera, Nova York; Franco Zeffirelli)
- Gerard Chiusano: Antony and Cleopatra (2004, 24-10, Santa Barbara Public Library, Santa Barbara; Gene Tyburn, sobre Shakespeare)
- Gian Francesco Malipiero: Gli eroi di Bonaventura (1969, 7-2, Piccola Scala, Milà; G.F. Malipiero)
- P'elik's P'ilipe Ġlonti: Kleopatra (1976)

Helvi Cinna, poeta
- Gian Francesco Malipiero: Giulio Cesare (1936, 8-2, T. Carlo Felice, Gènova; W. Shakespeare, traduït per G.F. Malipiero)[111]
- Giselher Klebe: Die Ermordung Cäsars (1959)
- Lorenzo Ferrero: Le piccole storie – ai margini delle guerre (2007, G. Di Leva)

Marc Antoni, polític i general romà
- Giovanni Legrenzi: L'Ottaviano Cesare Augusto (1682)
- Carlo Francesco Pollarolo: Marc'Antonio (1692, Matteo Noris)
- Alessandro Scarlatti: Antonio e Cleopatra (1701), serenata
- Johann Mattheson: Die unglückselige Kleopatra, Königin von Ägypten (1704)
- Casimir Schweizelsperg: Die unglückselige Liebe zwischen der egyptischen Königin Cleopatra und dem römischen Triumvirn Antonio (1716)
- Johann Adolph Hasse: Marc'Antonio e Cleopatra (1725, 9, Nàpol; Francesco Ricciardi), serenata
- Johann Christoph Kaffka: Antonius und Cleopatra (1779, duodrama)
- Franz Danzi: Cleopatra (1780, Hoftheater, Mannheim; Johann Leopold Neumann), duodrama[54]
- Giuseppe Francesco Bianchi: La morte di Cesare (1788, G. Sertor)
- Domenico Cimarosa: La Cleopatra (1789, 8-10, Palau de l'Ermitage, Sant Petersburg; Ferdinando Moretti)
- Niccolò Antonio Zingarelli: La morte di Cesare (1790)
- Sebastiano Nasolini: La morte di Cleopatra (1791)
- Pietro Alessandro Guglielmi: La morte di Cleopatra (1796)
- Giacomo Tritto: La morte di Cesare (1798, Gaetano Sertor)
- Gaetano Marinelli: La morte di Cleopatra (1800)
- Giuseppe Francesco Bianchi: La morte di Cleopatra (1801, S. Buonaiuti)
- Joseph Weigl: Cleopatra (1807, Luigi Romanelli)
- Ferdinand Kauer: Antonius und Cleopatra (1814)
- Carlo Evasio Soliva: Giulia e Sesto Pompeo (1818, Benedetto Perotti)
- Gualtiero Sanelli: Ottavia (1854, G. Peruzzini)
- Lauro Rossi: Cleopatra (1876, Marco D'Arienzo)
- Melesio Morales: Cleopatra (1891)
- Gustave Doret: Jules César (1907, música escènica)
- Jules Massenet: Cléopâtre (1914, 23-2, Opéra, Montecarlo, Mònaco; Louis Payen)
- Henry Kimball Hadley: Cleopatra's Night (1920)
- Oscar Straus:  Die Perlen der Kleopatra (1923, Julius Brammer i Alfred Grünwald)
- Sayyid Darwīš: Kilipatrā wa Mark Anţūn (1923, S. Darwis)
- Gian Francesco Malipiero: Giulio Cesare (1936, 8-2, T. Carlo Felice, Gènova; W. Shakespeare, traduït per G.F. Malipiero)[111]
- Gian Francesco Malipiero: Antonio e Cleopatra (1938, 4-6, T. Comunale, Florència; W. Shakespeare, traduït per G.F. Malipiero)
- Danilo Švara: Kleopatra (1937, est. 1940, D. Švara)
- Louis Gruenberg: Antony and Cleopatra (1955-1961, sense estrenar; L. Gruenberg)
- Giselher Klebe: Die Ermordung Cäsars (1959)
- Samuel Barber: Antony' and Cleopatra' (1966, 1-9, Metropolitan Opera, Nova York; Franco Zeffirelli)
- Gian Francesco Malipiero: Gli eroi di Bonaventura (1969, 7-2, Piccola Scala, Milà; G.F. Malipiero)(1969)
- Emmanuel Bondeville: Antoine et Cléopâtre (1972)
- P'elik's P'ilipe Ġlonti: Kleopatra (1976)
- Gerard Chiusano: Antony and Cleopatra (2004, 24-10, Santa Barbara Public Library, Santa Barbara; Gene Tyburn, sobre Shakespeare)
- Lewis Furey: Antoine et Cléopâtre (2006)
- John Adams: Antony & Cleopatra (2022, 10-9, Opera, San Francisco; J. Adams, sobre Shakespeare)

Marc Vipsani Agripa, estadista i general romà
- Antonio Sartorio: La caduta d'Elio Seiano (1667, Nicolò Minato)
- Giovanni Legrenzi: L'Ottaviano Cesare Augusto (1682)
- Giovanni Battista Sammartini: L'Agrippina, moglie di Tiberio (1743, G. Riviera)[112]
- Bonifazio Asioli: Cinna (1792, A. Anelli)
- Marcos António da Fonseca Portugal: Il Cinna (1793, tardor, T. della Pergola, Florència; Angelo Anelli)[113]
- António Leal Moreira: L'eroina lusitana (1795, 21-3, T. de São Carlos, Lisboa; Gaetano Martinelli)
- Ferdinando Paër: Il Cinna (1795, 13-6, T. Nuovo, Pàdua; Angelo Anelli)
- Gian Francesco Malipiero: Antonio e Cleopatra (1938, 4-6, T. Comunale, Florència; W. Shakespeare, traduït per G.F. Malipiero)
- Samuel Barber: Antony and Cleopatra (1966, 1-9, Metropolitan Opera, Nova York; Franco Zeffirelli)
- P'elik's P'ilipe Ġlonti: Kleopatra (1976)
- Gerard Chiusano: Antony and Cleopatra (2004, 24-10, Santa Barbara Public Library, Santa Barbara; Gene Tyburn, sobre Shakespeare)
- John Adams: Antony & Cleopatra (2022, 10-9, Opera, San Francisco; J. Adams, sobre Shakespeare)

Catània, heroina lusitana
- António Leal Moreira: L'eroina lusitana (1795, 21-3, T. de São Carlos, Lisboa; Gaetano Martinelli)

## Imperi romà: fins a la crisi del s. III
Octavi August, primer emperador romà
- Giovanni Legrenzi: L'Ottaviano Cesare Augusto (1682)
- Francesco Ballarotti: Ottaviano in Sicilia (1692)
- Giovanni Battista Bononcini, Carlo Francesco Pollarolo, De Luca: La clemenza d'Augusto (1697, Carlo Sigismondo Capece)
- Reinhard Keiser: Der bei dem allgemeinen Welt-Frieden von dem Großen Augustus geschlossene Tempel des Janus (1698)
- Johann Joseph Fux: La clemenza d'Augusto (1702)
- Johann Mattheson: Die unglückselige Kleopatra, Königin von Ägypten (1704)
- Giuseppe Porsile: Il tempio di Giano, chiuso da Cesare Augusto (1726, G. C. Pasquini), componimento per musica
- Reinhard Keiser: Der Fall des Grossen Pompejus (1731)
- Antonio Caldara: Il natale d'Augusto (1733, 1-10, Favorita, Viena; F. Pasquini), "festa"
- Antonio Caldara: Le lodi d'Augusto (1734, 1-10, Favorita, Viena; F. Pasquini), "festa da camera"
- Giovanni Battista Sammartini: L'Agrippina, moglie di Tiberio (1743, G. Riviera)
- Carl Heinrich Graun: Cinna (1746)
- Paolo Scalabrini: La gara, o sia La pace degl'eroi (1746, 24-2, Theater am Gänsemarkt, Hamburg; Francesco Darbes, traduït per Antonio Peretti)[114]
- Carlo Monza: Cleopatra (1775)
- Franz Danzi: Cleopatra (1780, Hoftheater, Mannheim; Johann Leopold Neumann), duodrama[54]
- Sebastiano Nasolini: La morte di Cleopatra (1791)
- Bonifazio Asioli: Cinna (1792, A. Anelli)
- Marcos António da Fonseca Portugal: Il Cinna (1793, tardor, T. della Pergola, Florència; Angelo Anelli)[113]
- Ferdinando Paër: Il Cinna (1795, 13-6, T. Nuovo, Pàdua; Angelo Anelli)
- Pietro Alessandro Guglielmi: La morte di Cleopatra (1796)
- Gaetano Marinelli: La morte di Cleopatra (1800)
- Joseph Weigl: Cleopatra (1807, Luigi Romanelli)
- Johann Nepomuk Poissl: Ottaviano in Sicilia (1812, J. N. Poissl)
- Carlo Evasio Soliva: Giulia e Sesto Pompeo (1818, Benedetto Perotti)
- Gualtiero Sanelli: Ottavia (1854, G. Peruzzini)
- Lauro Rossi: Cleopatra (1876, Marco D'Arienzo)
- Gustave Doret: Jules César (1907, música escènica)
- Gian Francesco Malipiero: Giulio Cesare (1936, 8-2, T. Carlo Felice, Gènova; W. Shakespeare, traduït per G.F. Malipiero)[111]
- Gian Francesco Malipiero: Antonio e Cleopatra (1938, 4-6, T. Comunale, Florència; W. Shakespeare, traduït per G.F. Malipiero)
- Louis Gruenberg: Antony and Cleopatra (1955-1961, sense estrenar; L. Gruenberg)
- Samuel Barber: Antony and Cleopatra (1966, 1-9, Metropolitan Opera, Nova York; Franco Zeffirelli)
- P'elik's P'ilipe Ġlonti: Kleopatra (1976)
- Gerard Chiusano: Antony and Cleopatra (2004, 24-10, Santa Barbara Public Library, Santa Barbara; Gene Tyburn, sobre Shakespeare)
- John Adams: Antony & Cleopatra (2022, 10-9, Opera, San Francisco; J. Adams, sobre Shakespeare)

Lívia Drusil·la, esposa d'August
- Giovanni Legrenzi: L'Ottaviano Cesare Augusto (1682)
- Reinhard Keiser: Der bei dem allgemeinen Welt-Frieden von dem Großen Augustus geschlossene Tempel des Janus (1698)
- Johann Joseph Fux: La clemenza d'Augusto (1702)
- Bartolomeo Cordans: La generosità di Tiberio (1729)
- Giovanni Battista Sammartini: L'Agrippina, moglie di Tiberio (1743, G. Riviera)
- Carl Heinrich Graun: Cinna (1746)
- Bonifazio Asioli: Cinna (1792, A. Anelli)
- Marcos António da Fonseca Portugal: Il Cinna (1793, tardor, T. della Pergola, Florència; Angelo Anelli)[113]
- Ferdinando Paër: Il Cinna (1795, 13-6, T. Nuovo, Pàdua; Angelo Anelli)

Escribònia, esposa d'August
Aule Terenci Varró Murena, cònsol romà
- Bonifazio Asioli: Cinna (1792, A. Anelli)
- Marcos António da Fonseca Portugal: Il Cinna (1793, tardor, T. della Pergola, Florència; Angelo Anelli)[113]
- Ferdinando Paër: Il Cinna (1795, 13-6, T. Nuovo, Pàdua; Angelo Anelli)

Gai Mecenes, conseller d'Octavi
Properci, poeta llatí
- Peter Gordon: The birth of the poet (1984, 4, Ro Theatre, Rotterdam; Kathy Acker)[115]

Gai Mecenes, conseller d'Octavi

Gneu Domici Aenobarb, cònsol romà 
- Danilo Švara: Kleopatra (1937, est. 1940, D. Švara)
- Gian Francesco Malipiero: Antonio e Cleopatra (1938, 4-6, T. Comunale, Florència; W. Shakespeare, traduït per G.F. Malipiero)
- Louis Gruenberg: Antony and Cleopatra (1955-1961, sense estrenar; L. Gruenberg)
- Samuel Barber: Antony and Cleopatra (1966, 1-9, Metropolitan Opera, Nova York; Franco Zeffirelli)
- P'elik's P'ilipe Ġlonti: Kleopatra (1976)
- Gerard Chiusano: Antony and Cleopatra (2004, 24-10, Santa Barbara Public Library, Santa Barbara; Gene Tyburn, sobre Shakespeare)
- John Adams: Antony & Cleopatra (2022, 10-9, Opera, San Francisco; J. Adams, sobre Shakespeare)

Octàvia la Menor, quarta esposa de Marc Antoni
- Giovanni Legrenzi: L'Ottaviano Cesare Augusto (1682)
- Sebastiano Nasolini: La morte di Cleopatra (1791)
- Pietro Alessandro Guglielmi: La morte di Cleopatra (1796)
- Gaetano Marinelli: La morte di Cleopatra (1800)
- Gualtiero Sanelli: Ottavia (1854, G. Peruzzini)
- Lauro Rossi: Cleopatra (1876, Marco D'Arienzo)
- Melesio Morales: Cleopatra (1891)
- Jules Massenet: Cléopâtre (1914, 23-2, Opéra, Montecarlo, Mònaco; Louis Payen)
- Louis Gruenberg: Antony and Cleopatra (1955-1961, sense estrenar; L. Gruenberg)
- Samuel Barber: Antony and Cleopatra (1966, 1-9, Metropolitan Opera, Nova York; Franco Zeffirelli)
- P'elik's P'ilipe Ġlonti: Kleopatra (1976)
- Gerard Chiusano: Antony and Cleopatra (2004, 24-10, Santa Barbara Public Library, Santa Barbara; Gene Tyburn, sobre Shakespeare)
- John Adams: Antony & Cleopatra (2022, 10-9, Opera, San Francisco; J. Adams, sobre Shakespeare)

Armini, cabdill germànic, i la seva esposa Thusnelda (sovint com a Rosmonda) 
- Elisabet Sofia de Mecklenburg: Friedens Sieg (1642, Burg Saal, Brunsvic, Alemanya ; Elisabet Sofia de Mecklenburg)[116]
- Marc' Antonio Ziani: La pace generosa (1700, Francesco Silvani), ella com a Ismene
- Nicola Porpora: Il Germanico in Germania (1732, 2, T. Capranica, Roma; Nicola Coluzzi)
- Giuseppe Scarlatti: Arminio in Germania (1741, G. Claudio Pasquini)
- Davide Pérez: Arminio (1760)
- Carlo Monza: Il Germanico in Germania (1770, N. Coluzzi)
- Bernardo Ottani: Arminio (1781, N. Coluzzi)
- Angelo Tarchi: Arminio (1785, Ferdinando Moretti)
- Giacomo Tritto: Arminio (1786, Ferdinando Moretti)
- Gaetano Andreozzi: Arminio (1788, Ferdinando Moretti)
- Francesco Bianchi: Arminio (1790, Ferdinando Moretti)
- Francesco Antonio de Blasis: Arminio (1790)
- Gaetano Marinelli: Arminio (1792, Ferdinando Moretti)
- Gaetano Marinelli: Germanico (1797, segona versió)

Armini, cabdill germànic i la seva esposa Thusnelda,
Publi Quintili Var, general romà
- Heinrich Ignaz Franz Biber: Chi la dura la vince (1690-1692)
- Alessandro Scarlatti: L'Arminio (1703, Antonio Salvi)
- Antonio Caldara: L'Arminio (1705, carnestoltes, T. Sant'Agostino, Gènova; Antonio Salvi)
- Agostino Steffani: Arminio (1707, S. B. Pallavicino)
- Alessandro Scarlatti: L'Arminio, segona versió (1714, Antonio Salvi)
- Carlo Francesco Pollarolo: L'Arminio (1722, A. Salvi)
- Alessandro Scarlatti: L'Arminio, tercera versió (1722, Antonio Salvi)
- Johann Adolf Hasse: Arminio (1730, 28-8, Milà; A. Salvi)
- Georg Friedrich Haendel: Arminio (1737, 12-1, Covent Garden Theatre, Londres: Antonio Salvi)
- Giuseppe Ferdinando Brivio: La Germania trionfante in Arminio (1739)
- Gioacchino Cocchi: Arminio (1749, A. Salvi)
- Johann Adolf Hasse: Arminio (1745, 7-10, Dresden; Giovanni Claudio Pasquini)
- Paolo Scalabrini: L'Arminio principe de Cauci e de Cherusci (1746, 12-1, T. am Gänsemarkt, Hamburg; Antonio Salvi)[117]
- Baldassare Galuppi: L'Arminio (1747, 26-11, T. San Cassiano, Venècia; Antonio Salvi)
- Giovanni Battista Pescetti: Arminio (1748, A. Salvi)
- Johann Adolf Hasse: Arminio (1753, 8-1, Dresden; Giovanni Claudio Pasquini)
- Lelio Di Poggio: L'Arminio (1763, Teodoro Reghini; Thusnelda hi és com a Perilla)
- Giuseppe Francesco Bianchi: L'Arminio (1790, F. Moretti)
- Stefano Pavesi: Arminio, o sia L'eroe germano (1821, 1, T. La Fenice, Venècia; Giovanni Kreglianovich Albinoni (Dalmiro Tindario))[118]
- Bonaventura Petit: Vélleda (1853, 7-4, T. Municipal, Perpinyà ; M. Camps)[119]
- Heinrich Karl Johann Hofmann: Armin (1877)

Thusnelda, esposa d'Armini,
Publi Quintili Var, general romà
- Johann Adolf Hasse: Arminio (1730, 28-8, Milà; A. Salvi)
- Georg Friedrich Haendel: Arminio (1737, 12-1, Covent Garden Theatre, Londres: Antonio Salvi)
- Carl Amand Mangold: Die Hermannsschlacht (1848, Päan en dues parts)
- Carl Grammann: Thusnelda und der Triumphzug des Germanicus (1881)

Germànic Cèsar, nebot de Tiberi i germà de Claudi I
- Antonio Sartorio: La prosperità d'Elio Seiano (1667, Nicolò Minato)
- Antonio Sartorio: La caduta d'Elio Seiano (1667, Nicolò Minato)
- Antonio Draghi: La prosperità di Elio Sejano (1671, N. Minato)
- Giovanni Legrenzi: Germanico sul Reno (1676)
- Nicolaus Adam Strungk: Der Glückseelig-steigende Sejanus (1678, Christian Richter)
- Nicolaus Adam Strungk: Der Unglück-fallende Sejanus (1678, Christian Richter)
- Heinrich Ignaz Franz Biber: Chi la dura la vince (1690-1692)
- Giacomo Antonio Perti: La prosperità di Elio Sejano (1699, N. Minato)
- Marc' Antonio Ziani: La pace generosa (1700, Francesco Silvani)
- Georg Philipp Telemann: Germanicus (1704, Christine Dorothea Lachs)
- Carlo Francesco Pollarolo: Il Germanico (1715, P. G. Barziza)
- Bartolomeo Cordans: La generosità di Tiberio (1729)
- Nicola Porpora: Il Germanico in Germania (1732, 2, T. Capranica, Roma; Nicola Coluzzi)
- Giuseppe Scarlatti: Arminio in Germania (1741, G. Claudio Pasquini)
- Andrea Bernasconi: Germanico (1744)
- Gioacchino Cocchi: Arminio (1749, A. Salvi)
- Carlo Monza: Il Germanico in Germania (1770, N. Coluzzi)
- Bernardo Ottani: Arminio (1781, N. Coluzzi)
- Angelo Tarchi: Arminio (1785, Ferdinando Moretti)
- Giacomo Tritto: Arminio (1786, Ferdinando Moretti)
- Gaetano Andreozzi: Arminio (1788, Ferdinando Moretti)
- Francesco Bianchi: Arminio (1790, Ferdinando Moretti)
- Francesco Antonio de Blasis: Arminio (1790)
- Gaetano Marinelli: Arminio (1792, Ferdinando Moretti)
- Gaetano Marinelli: Germanico (1797, segona versió)
- Carl Grammann: Thusnelda und der Triumphzug des Germanicus (1881)

Agripina I la Major, filla d'Agripa, esposa de Germànic
- Antonio Sartorio: La prosperità d'Elio Seiano (1667, Nicolò Minato)
- Antonio Draghi: La prosperità di Elio Sejano (1671, N. Minato)
- Giovanni Legrenzi: Germanico sul Reno (1676)
- Nicolaus Adam Strungk: Der Glückseelig-steigende Sejanus (1678, Christian Richter)
- Giacomo Antonio Perti: La prosperità di Elio Sejano (1699, N. Minato)

d* Nicolò Porpora: L'Agrippina (1708, 4-11, Palazzo reale, Nàpols; Nicola Giuvo)
- Carlo Francesco Pollarolo: Il Germanico (1715, P. G. Barziza)

Tit Juni i Tanísia, ciutadans romans
- Antonio Draghi: Tanisia (1688)

Gneu Corneli Cinna Magne, noble, conspirador contra August
- Johann Joseph Fux: La clemenza d'Augusto (1702)
- Carl Heinrich Graun: Cinna (1746)
- Bonifazio Asioli: Cinna (1792, A. Anelli)
- Marcos António da Fonseca Portugal: Il Cinna (1793, tardor, T. della Pergola, Florència; Angelo Anelli)[113]
- Ferdinando Paër: Il Cinna (1795, 13-6, T. Nuovo, Pàdua; Angelo Anelli)

Publi Virgili Maró, poeta llatí
- Vicente Rubio: Los infiernos de Dante (1870, 2-6, T. de Verano (Circo de Paul), Madrid ; Ricardo Guijarro),[120] sarsuela
- Benjamin Godard: Dante (1890; n'hi apareix l'ombra o esperit)
- Serguei Rakhmàninov: Francesca da Rimini (1906; hi apareix el fantasma de Virgili)
- Conrado del Campo: La tragedia del beso (1915, Carlos Fernández Shaw)
- Alfred Koerppen: Virgilius, der Magier von Rom (1951)

Ovidi poeta llatí
- Charles-Louis Mion: Julie et Ovide (1753, òpera-ballet heroic)

### Dinastia Júlio-Clàudia (14-69)
Tiberi, emperador romà
- Antonio Sartorio: La prosperità d'Elio Seiano (1667, Nicolò Minato)
- Antonio Sartorio: La caduta d'Elio Seiano (1667, Nicolò Minato)
- Antonio Draghi: La prosperità di Elio Sejano (1671, N. Minato)
- Nicolaus Adam Strungk: Der Glückseelig-steigende Sejanus (1678, Christian Richter)
- Nicolaus Adam Strungk: Der Unglück-fallende Sejanus (1678, Christian Richter)
- Heinrich Ignaz Franz Biber: Chi la dura la vince (1690-1692)
- Reinhard Keiser: Der bei dem allgemeinen Welt-Frieden von dem Großen Augustus geschlossene Tempel des Janus (1698)
- Giacomo Antonio Perti: La prosperità di Elio Sejano (1699, N. Minato)
- Carlo Francesco Pollarolo: Il Germanico (1715, P. G. Barziza)
- Bartolomeo Cordans: La generosità di Tiberio (1729)
- Francesco Corradini: Con amor no hay libertad (1731, carnestoltes, T. de la Cruz, Madrid),"[121] melodrama harmónica al estilo de Italia"
- Giovanni Battista Sammartini: L'Agrippina, moglie di Tiberio (1743, G. Riviera)
- Igor Escudero: I, Claudius (2019, 1-6, Centro Cultural Miguel Delibes, Valladolid; I. Escudero)[122]

Júlia (filla d'August), esposa de Tiberi
- Reinhard Keiser: Der bei dem allgemeinen Welt-Frieden von dem Großen Augustus geschlossene Tempel des Janus (1698)
- Nicolò Porpora: L'Agrippina (1708, 4-11, Palazzo reale, Nàpols; Nicola Giuvo)
- Carlo Francesco Pollarolo: Il Germanico (1715, P. G. Barziza)
- Charles-Louis Mion: Julie et Ovide (1753, òpera-ballet heroic)

Vipsània Agripina, esposa de Tiberi
- Reinhard Keiser: Der bei dem allgemeinen Welt-Frieden von dem Großen Augustus geschlossene Tempel des Janus (1698)
- Giovanni Battista Sammartini: L'Agrippina, moglie di Tiberio (1743, G. Riviera)

Eli Sejà, favorit de Tiberi
- Antonio Sartorio: La prosperità d'Elio Seiano (1667, Nicolò Minato)
- Antonio Sartorio: La caduta d'Elio Seiano (1667, Nicolò Minato)
- Antonio Draghi: La prosperità di Elio Sejano (1671, N. Minato)
- Nicolaus Adam Strungk: Der Glückseelig-steigende Sejanus (1678, Christian Richter)
- Nicolaus Adam Strungk: Der Unglück-fallende Sejanus (1678, Christian Richter)
- Giacomo Antonio Perti: La prosperità di Elio Sejano (1699, N. Minato)
- Bartolomeo Cordans: La generosità di Tiberio (1729)
- Giovanni Battista Sammartini: L'Agrippina, moglie di Tiberio (1743, G. Riviera)
- Igor Escudero: I, Claudius (2019, 1-6, Centro Cultural Miguel Delibes, Valladolid; Pablo Gómez)[122]

Drus el Jove, fill de Tiberi
- Antonio Sartorio: La prosperità d'Elio Seiano (1667, Nicolò Minato) (hi apareix la seva ombra)
- Antonio Draghi: La prosperità di Elio Sejano (1671, N. Minato) (hi apareix la seva ombra)
- Nicolaus Adam Strungk: Der Glückseelig-steigende Sejanus (1678, Christian Richter)
- Giacomo Antonio Perti: La prosperità di Elio Sejano (1699, N. Minato) (hi apareix la seva ombra)
- Carlo Francesco Pollarolo: Il Germanico (1715, P. G. Barziza)

Claudia Livil·la, esposa de Drus el Jove
- Antonio Sartorio: La prosperità d'Elio Seiano (1667, Nicolò Minato), com a Livia
- Antonio Sartorio: La caduta d'Elio Seiano (1667, Nicolò Minato), com a Livia
- Antonio Draghi: La prosperità di Elio Sejano (1671, N. Minato)
- Nicolaus Adam Strungk: Der Glückseelig-steigende Sejanus (1678, Christian Richter)
- Nicolaus Adam Strungk: Der Unglück-fallende Sejanus (1678, Christian Richter)
- Giacomo Antonio Perti: La prosperità di Elio Sejano (1699, N. Minato)

Cunobelí, cabdill britó
- Arne Eggen: Cymbeline (1951)

Caratac, cabdill britó
Publi Ostori Escàpula, magistrat romà
- Johann Christian Bach: Carattaco (1767, 14-2, King's Theatre at Haymarket, Londres; Giovan Gualberto Bottarelli)[123]
- Angelo Catelani: Carattaco (1841, tardor, T. comunale, Mòdena; Antonio Peretti)[124]

Cartimandua, reina dels brigants
- Johann Christian Bach: Carattaco (1767, 14-2, King's Theatre at Haymarket, Londres; Giovan Gualberto Bottarelli)

Calígula, emperador romà
- Antonio Sartorio: La prosperità d'Elio Seiano (1667, Nicolò Minato)
- Antonio Sartorio: La caduta d'Elio Seiano (1667, Nicolò Minato)
- Antonio Draghi: La prosperità di Elio Sejano (1671, N. Minato)
- Giovanni Maria Pagliardi: Caligola delirante (1672, T. Santi Giovanni e Paolo, Venècia; Nicolò Beregan)
- Giovanni Legrenzi: Germanico sul Reno (1676)
- Nicolaus Adam Strungk: Der Glückseelig-steigende Sejanus (1678, Christian Richter)
- Nicolaus Adam Strungk: Der Unglück-fallende Sejanus (1678, Christian Richter)
- Heinrich Ignaz Franz Biber: Chi la dura la vince (1690-1692)
- Giacomo Antonio Perti: La prosperità di Elio Sejano (1699, N. Minato)
- Nicolò Porpora: L'Agrippina (1708, 4-11, Palazzo reale, Nàpols; Nicola Giuvo)
- Antonio Orefice: Caligula delirante (1713)
- Francesco Corradini: Con amor no hay libertad (1731, carnestoltes, T. de la Cruz, Madrid),"[121] melodrama harmónica al estilo de Italia"
- Gaetano Braga: Caligola (1873)
- Detlev Glanert: Caligula (2006, 7-10, Oper Frankfurt; Hans-Ulrich Treichel, a partir d'A. Camus)
- Igor Escudero: I, Claudius (2019, 1-6, Centro Cultural Miguel Delibes, Valladolid; Pablo Gómez)[122]

Cesònia, esposa de Calígula
- Giovanni Maria Pagliardi: Caligola delirante (1672, T. Santi Giovanni e Paolo, Venècia; Nicolò Beregan)
- Antonio Orefice: Caligula delirante (1713)
- Detlev Glanert: Caligula (2006, 7-10, Oper Frankfurt; Hans-Ulrich Treichel, a partir d'A. Camus)

Gneu Domici Corbuló, cònsol romà
- Giovanni Maria Pagliardi: Caligola delirante (1672, T. Santi Giovanni e Paolo, Venècia; Nicolò Beregan)

Valèria Messalina, emperadriu romana
- Carlo Pallavicino: Messalina (1679)
- Reinhard Keiser: Die verdammte Staat-Sucht, oder Der verführte Claudius (1703)
- Giacomo Orefice: Il gladiatore (1898, 20-3, T. Real, Madrid; G. Orefice)
- Isidore de Lara: Messaline (1899)

Emperador Claudi I de Roma
- Antonio Sartorio: La caduta d'Elio Seiano (1667, Nicolò Minato)
- Carlo Pallavicino: Messalina (1679)
- Reinhard Keiser: Die verdammte Staat-Sucht, oder Der verführte Claudius (1703)
- Georg Friedrich Haendel: Agrippina HWV 6 (1710, 26-10, T. Grimani di S. Giovanni Crisostomo, Venècia ; Vincenzo Grimani)
- Johann Christian Bach: Carattaco (1767, 14-2, King's Theatre at Haymarket, Londres; Giovan Gualberto Bottarelli)
- Giacomo Orefice: Il gladiatore (1898, 20-3, T. Real, Madrid; G. Orefice)
- Igor Escudero: Yo, Claudio & Claudio el dios (2019, 1-6, Auditorio Miguel Delibes, Valladolid ; Pablo Gómez)[125]

Claudi Tiberi Germànic Britànic, fill de Claudi, hereu al tron
- Nicolò Porpora: L'Agrippina (1708, 4-11, Palazzo reale, Nàpols; Nicola Giuvo)
- Carl Heinrich Graun: Britannico (1751)

Agripina Menor , esposa de l'emperador Claudi I de Roma
- Antonio Sartorio: La caduta d'Elio Seiano (1667, Nicolò Minato)
- Giovanni Lorenzo Lulier: L'Agrippina (1691)
- Giacomo Antonio Perti: Nerone fatto cesare (1693, M. Noris)
- Alessandro Scarlatti: Nerone fatto cesare (1695, M. Noris)
- Nicolaus Adam Strungk: Agrippina (1699, Pasqua, Leipzig ; Christian Ludwig Boxberg)
- Georg Friedrich Haendel: Die durch Blut und Mord erlangte Liebe, oder Nero (1705, 25-2, Oper am Gänsemarkt, Hamburg; Friedrich Christian Feustking), música perduda.
- Georg Friedrich Haendel: Agrippina HWV 6 (1710, 26-10, T. Grimani di S. Giovanni Crisostomo, Venècia; Vincenzo Grimani)
- Antonio Vivaldi: Nerone fatto Cesare RV 724 (1715, 2 o 3, T. Sant'Angelo, Venècia; Matteo Noris), pastitx a partir de l'òpera de G. A. Perti, partitura perduda
- Giuseppe Maria Orlandini: Nerone (1721)
- Giuseppe Vignati: Nerone (1724, Agostino Piovene)
- Bartolomeo Cordans: La generosità di Tiberio (1729)
- Carl Heinrich Graun: Britannico (1751)
- Jean Joseph Bott: Actäa, das Mädchen von Corinth (1862, 4, Königliches Opernhaus, Berlín; Julius Rodenberg)
- Anton Rubinstein: Néron (1876, estr. 1879, 1-10, Stadttheater am Dammtor, Hamburg; Jules Barbier)
- Giacomo Orefice: Il gladiatore (1898, 20-3, T. Real, Madrid; G. Orefice)
- Joan Manén i Planas: Acté (1903, 3-12, G. Teatre del Liceu, Barcelona; J. Manén)
- Joan Manén i Planas: Neró i Acté (1928, 28-1, Landestheater, Carlsruhe; J. Manén)
- Gian Francesco Malipiero: Mondi celesti e infernali (1949, estrena: 1950, 12-1, RAI, Roma; G. F. Malipiero), "tres actes amb set dones"
- Franz Hummel: Luzifer (1987)

Marc Antoni Pal·las, llibert i secretari de Claudi i Neró
- Claudio Monteverdi: L'incoronazione di Poppea (1643, Teatro Santi Giovanni i Paolo, Venècia; Gian Francesco Busenello)
- Georg Friedrich Haendel: Agrippina HWV 6 (1710, 26-10, T. Grimani di S. Giovanni Crisostomo, Venècia; Vincenzo Grimani)
- Antonio Vivaldi, amb àries pròpies i de Pollarolo, Gasparini i Orlandini: Nerone fatto cesare RV 724 (1715, 2 o 3, T. Sant'Angelo, Venècia; Matteo Noris), pastitx a partir de l'òpera de G. A. Perti, partitura perduda

Narcís, llibert i cortesà
- Claudio Monteverdi: L'incoronazione di Poppea (1643, Teatro Santi Giovanni i Paolo, Venècia; Gian Francesco Busenello)

Gneu Calpurni Pisó, cònsol
- Carlo Francesco Pollarolo: Il Germanico (1715, P. G. Barziza)

Emperador Neró de Roma
- Claudio Monteverdi: L'incoronazione di Poppea (1643, Teatro Santi Giovanni i Paolo, Venècia; Gian Francesco Busenello)
- Carlo Pallavicino: Nerone (1679)
- Heinrich Ignaz Franz Biber: Chi la dura la vince (1690-1692)
- Antonio Gianettini: L'ingresso alla gioventù di Claudio Nerone (1692)
- Giacomo Antonio Perti: Nerone fatto cesare (1693, M. Noris)
- Alessandro Scarlatti: Nerone fatto Cesare (1695, M. Noris)
- Nicolaus Adam Strungk: Nero (1693, Paul Thiemich)
- Johann Valentin Meder: Nero (1695)
- Carlo Francesco Pollarolo: Il ripudio d'Ottavia (1699, M. Noris)
- Nicolaus Adam Strungk: Agrippina (1699, Pasqua, Leipzig ; Christian Ludwig Boxberg)
- Domenico Scarlatti: L'Ottavia ristituita al trono (1703, Giulio Convò)
- Reinhard Keiser: Die römische Unruhe, oder Die edelmütige Octavia (1705)
- Georg Friedrich Haendel: Die durch Blut und Mord erlangte Liebe, oder Nero (1705, 25-2, Oper am Gänsemarkt, Hamburg; Friedrich Christian Feustking), música perduda
- Georg Friedrich Haendel: Agrippina HWV 6 (1710, 26-10, T. Grimani di S. Giovanni Crisostomo, Venècia ; Vincenzo Grimani)
- Antonio Vivaldi: Nerone fatto Cesare RV 724 (1715, 2 o 3, T. Sant'Angelo, Venècia; Matteo Noris), pastitx a partir de l'òpera de G. A. Perti, partitura perduda
- Francesco Mancini: La fortezza al cimento (1721)
- Giuseppe Maria Orlandini: Nerone (1721)
- Giuseppe Vignati: Nerone (1724, Agostino Piovene)
- Giovanni Battista Pescetti: Nerone detronato dal trionfo di Sergio Galba (1725, Pompilio Mitti)
- Egidio Duni: Nerone (1735)
- Carl Heinrich Graun: Britannico (1751)
- Angelo Tarchi: La morte di Nerone (1782)
- Angelo Tarchi: La congiura pisoniana (1797, F. Francesco Salfi)
- Jean Joseph Bott: Actäa, das Mädchen von Corinth (1862, 4, Königliches Opernhaus, Berlín; Julius Rodenberg)
- Anton Rubinstein: Néron (1876, estr. 1879, 1-10, Stadttheater am Dammtor, Hamburg; Jules Barbier)
- Ivar Hallström: Nero (1882)
- Ruperto Chapí: ¿Quo vadis? (1891, 28-12, T. Apolo, Madrid ; Sinesio Delgado),"[126] zarzuela de magia disparatada"
- Joan Manén i Planas: Acté (1903, 3-12, G. Teatre del Liceu, Barcelona; J. Manén)
- Joan Manén i Planas: Neró i Acté (1928, 28-1, Landestheater, Carlsruhe; J. Manén)
- Joaquín Valverde y Sanjuán, Rafael Calleja: Biblioteca popular (1905, 20-10, T. Eslava, Madrid ; Luis de Larra), "revista simbólica"[127]
- Jean Nouguès: Quo vadis? (1909)
- Manuel Penella: Las romanas caprichosas (1910, 18-11, Gran Teatro, Madrid ; José Sánchez Silva, Ramón Asensio Mas),[128] opereta bufa
- Arrigo Boito: Nerone (1918-1924, acabada per Arturo Toscanini, Vincenzo Tommasini i Antonio Smareglia; estr.: 1924, 1-5, T. alla Scala, Milà; A. Boito)
- Gian Francesco Malipiero: Orfeo, ovvero l'ottava canzone (1925, 5-11, Stadtoper, Düsseldorf, G. F. Malipiero a partir d'Angelo Poliziano), escena musical en un acte
- Pietro Mascagni: Nerone (com a Claudio Cesare Nerone) (1935)
- Josep Soler i Sardà: Nerón, òpera en dos actes (1985-2008)

Clàudia Octàvia, emperadriu consort de Roma, esposa de Neró
- Claudio Monteverdi: L'incoronazione di Poppea (1643, Teatro Santi Giovanni i Paolo, Venècia; Gian Francesco Busenello)
- Carlo Francesco Pollarolo: Il ripudio d'Ottavia (1699, M. Noris)
- Domenico Scarlatti: L'Ottavia ristituita al trono (1703, Giulio Convò)
- Reinhard Keiser: Octavia (1705)
- Georg Friedrich Haendel: Die durch Blut und Mord erlangte Liebe, oder Nero (1705, 25-2, Oper am Gänsemarkt, Hamburg; Friedrich Christian Feustking), música perduda
- Giuseppe Maria Orlandini: Nerone (1721)
- Giuseppe Vignati: Nerone (1724, Agostino Piovene)
- Gian Francesco Malipiero: Mondi celesti e infernali (1949, estrena: 1950, 12-1, RAI, Roma; G. F. Malipiero), "tres actes amb set dones"

Sofoni Tigel·lí, ministre de Neró
Publi Trasea Pet, senador
Sorà Barea, senador
- Angelo Tarchi: La congiura pisoniana (1797, F. Francesco Salfi)
- Anton Rubinstein: Néron (1876, estr. 1879, 1-10, Stadttheater am Dammtor, Hamburg; Jules Barbier)
- Nikolai Rimski-Kórsakov: Servilija (1902, N. Rimski-Kórsakov)

Gai Calpurni Pisó, senador
- Carlo Pallavicino: Nerone (1679)
- Nicolaus Adam Strungk: Nero (1693, Paul Thiemich)
- Reinhard Keiser: Die römische Unruhe, oder Die edelmütige Octavia (1705)
- Angelo Tarchi: La congiura pisoniana (1797, F. Francesco Salfi)
- Anton Rubinstein: Néron (1876, estr. 1879, 1-10, Stadttheater am Dammtor, Hamburg; Jules Barbier)

Marc Emili Lèpid, hereu de l'emperador Calígula de Roma
- Nicolaus Adam Strungk: Nero (1693, Paul Thiemich)
- Reinhard Keiser: Octavia (1705)

 Popea Sabina, consort de l'emperador romà Neró i d'Otó
- Claudio Monteverdi: L'incoronazione di Poppea (1643, Teatro Santi Giovanni i Paolo, Venècia; Gian Francesco Busenello)
- Carlo Francesco Pollarolo: Il ripudio d'Ottavia (1699, M. Noris)
- Domenico Scarlatti: L'Ottavia ristituita al trono (1703, Giulio Convò)
- Georg Friedrich Haendel: Die durch Blut und Mord erlangte Liebe, oder Nero (1705, 25-2, Oper am Gänsemarkt, Hamburg; Friedrich Christian Feustking), música perduda
- Georg Friedrich Haendel: Agrippina HWV 6 (1710, 26-10, T. Grimani di S. Giovanni Crisostomo, Venècia ; Vincenzo Grimani)
- Giuseppe Maria Orlandini: Nerone (1721)
- Giuseppe Vignati: Nerone (1724, Agostino Piovene)
- Jean Joseph Bott: Actäa, das Mädchen von Corinth (1862, 4, Königliches Opernhaus, Berlín; Julius Rodenberg)
- Anton Rubinstein: Néron (1876, estr. 1879, 1-10, Stadttheater am Dammtor, Hamburg; Jules Barbier)
- Jean Nouguès: Quo vadis? (1909)
- Manuel Penella: Las romanas caprichosas (1910, 18-11, Gran Teatro, Madrid ; José Sánchez Silva, Ramón Asensio Mas),[128] opereta bufa
- Gian Francesco Malipiero: Mondi celesti e infernali (1949, estrena: 1950, 12-1, RAI, Roma; G. F. Malipiero), "tres actes amb set dones"

Lucà, poeta hispanoromà
- Claudio Monteverdi: L'incoronazione di Poppea (1643, Teatro Santi Giovanni i Paolo, Venècia; Gian Francesco Busenello)
- Constantino Vicente Gaito: Caio Petronio: escenas romanas (1919)

Petroni, escriptor i cortesà romà
- Claudio Monteverdi: L'incoronazione di Poppea (1643, Teatro Santi Giovanni i Paolo, Venècia; Gian Francesco Busenello)
- Anton Rubinstein: Néron (1876, estr. 1879, 1-10, Stadttheater am Dammtor, Hamburg; Jules Barbier)
- Jean Nouguès: Quo vadis? (1909)
- Manuel Penella: Las romanas caprichosas (1910, 18-11, Gran Teatro, Madrid ; José Sánchez Silva, Ramón Asensio Mas),[128] opereta bufa
- Constantino Vicente Gaito: Caio Petronio: escenas romanas (1919)

Gai Juli Víndex, general, rebel contra Neró
- Anton Rubinstein: Néron (1876, estr. 1879, 1-10, Stadttheater am Dammtor, Hamburg; Jules Barbier)

Sèneca el Jove, filòsof i escriptor romà
- Claudio Monteverdi: L'incoronazione di Poppea (1643, Teatro Santi Giovanni i Paolo, Venècia; Gian Francesco Busenello)
- Carlo Pallavicino: Nerone (1679)
- Giacomo Antonio Perti: Nerone fatto cesare (1693, M. Noris)
- Nicolaus Adam Strungk: Nero (1693, Paul Thiemich)
- Alessandro Scarlatti: Nerone fatto cesare (1695, M. Noris)
- Nicolaus Adam Strungk: Agrippina (1699, Pasqua, Leipzig ; Christian Ludwig Boxberg)
- Reinhard Keiser: Die römische Unruhe, oder Die edelmütige Octavia (1705)
- Georg Friedrich Haendel: Die durch Blut und Mord erlangte Liebe, oder Nero (1705, 25-2, Oper am Gänsemarkt, Hamburg; Friedrich Christian Feustking), música perduda
- Antonio Vivaldi: Nerone fatto cesare RV 724 (1715, 2 o 3, T. Sant'Angelo, Venècia; Matteo Noris), pastitx a partir de l'òpera de G. A. Perti, partitura perduda
- Anton Rubinstein: Néron (1876, estr. 1879, 1-10, Stadttheater am Dammtor, Hamburg; Jules Barbier)
- Gavin Bryars, Philip Glass i d'altres: The Civil Wars:
 a tree is best measured when it is down
- Marcela Rodríguez: Séneca, o Todo nos es ajeno (2004, Carlos Thiebaut)

Gai Suetoni Paulí general i governador de Britànnia
Boudica, reina celta britona
- Vincenzo Pucitta: Boadicca (1813)
- Francesco Morlacchi: Boadicea (1818, 13-1, T. San Carlo, Nàpols; Giovanni Battista Bordese)

Servi Sulpici Galba, emperador de Roma
- Giovanni Battista Pescetti: Nerone detronato dal trionfo di Sergio Galba (1725, Pompilio Miti)

Marc Salvi Otó de Roma, emperador 
- Carlo Francesco Pollarolo: Il ripudio d'Ottavia (1699, M. Noris)
- Georg Friedrich Haendel: Agrippina HWV 6 (1710, 26-10, T. Grimani di S. Giovanni Crisostomo, Venècia ; Vincenzo Grimani)
- Antonio Vivaldi: Ottone in villa RV 729 (1713, 17-3, T. delle Grazie, Vicenza; Domenico Lalli)[129]
- Giuseppe Maria Orlandini: Nerone (1721)
- Giuseppe Vignati: Nerone (1724, Agostino Piovene)
- Francesco Corradini: El emperador Otón en un real sitio cerca de Roma (1728, P. Miti)

Simó el Mag
- Arrigo Boito: Nerone (1918-1924, acabada per Arturo Toscanini, Vincenzo Tommasini i Antonio Smareglia; estr.: 1924, 1-5, T. alla Scala, Milà; A. Boito)

Tigel·lí
- Antonio Gianettini: L'ingresso alla gioventù di Claudio Nerone (1692)
- Jean Nouguès: Quo vadis? (1909)
- Manuel Penella: Las romanas caprichosas (1910, 18-11, Gran Teatro, Madrid ; José Sánchez Silva, Ramón Asensio Mas),[128] opereta bufa
- Arrigo Boito: Nerone (1918-1924, acabada per Arturo Toscanini, Vincenzo Tommasini i Antonio Smareglia; estr.: 1924, 1-5, T. alla Scala, Milà; A. Boito)

Polemó II, rei del Pont
- Egidio Duni: Nerone (1735)

Silvi Nerva, cònsol romà
- Jean-Baptiste Lemoyne: Silvius Nerva ou La Malédiction paternelle (1792)

Aule Vitel·li Germànic, emperador romà
- Jean Nouguès: Quo vadis? (1909)

Areteu de Capadòcia, metge
- Toma Prošev: Aretej (1972, Enver Čolaković, a partir de Miroslav Krleža)

#### Inicis del cristianisme
Rei Herodes el Gran de Palestina
- Peter Ritter: Herodes von Bethlehem, oder Der triumphierende Viertelmeister (1812, Siegfried August Mahlmann)
- Saverio Mercadante: Erode, ossia Marianna (1825, 12-12, T. La Fenice, Venècia; Luigi Ricciuti)
- Manuel Sabater: La degollación de los inocentes (1873, T. Martínez, Madrid ; Enrique Zumel),[130] sarsuela: "cuadro lírico"
- Luis Arnedo: El Mesías (1881, 22-12, Madrid ; Enrique Zumel),[131] sarsuela: "leyenda bíblica"
- Josep Felis: La adoración de los Santos Reyes (1885, 6-1, Teatret del Sant Hospital, Alzira ; J. Felis)[132]
- John La Montaine: Erode the Greate (1969, "a pageant opera")
- Paul Burkhard: Ein Stern geht auf aus Jaakob (1970)
- Maria Teresa Pelegrí: Herodes und Mariamne (1979, sense estrenar; estrena de fragments: 1981, 11-4, Palau de la Música Catalana, Barcelona; Friedrich Hebbel)

Mariamne I, esposa d'Herodes I el Gran
- Georg Muffat: Königin Marianne, oder Die verleumdete Unschuld (1680)
- Saverio Mercadante: Erode, ossia Marianna (1825, 12-12, T. La Fenice, Venècia; Luigi Ricciuti)
- Manuel Sabater: La degollación de los inocentes (1873, T. Martínez, Madrid ; Enrique Zumel),[130] sarsuela: "cuadro lírico"
- Maria Teresa Pelegrí: Herodes und Mariamne (1979, sense estrenar; estrena de fragments: 1981, 11-4, Palau de la Música Catalana, Barcelona; Friedrich Hebbel)

Herodes Antipas, tetrarca de Galilea i Perea
Heròdies, amant d'Herodes, tetrarca de Palestina
Salomé, filla seva
- Jules Massenet: Hérodiade (1881, 19-12, T. de la Monnaie, Brussel·les; Paul Milliet i Henri Grémont)
- Richard Strauss: Salome (1905, 9-12, Königliches Opernhaus, Dresden; R. Strauss, a partir de la traducció de Hedwig Lachmann de l'obra d'Oscar Wilde)
- Giacondo Fino: Il Battista (1905, òpera sacra)
- Antoine Mariotte: Salomé (1908, tragèdia lírica)
- Enjott Schneider: Das Salome-Prinzip (1983, E. Schneider)
- Franz Hummel: Luzifer (1987)
- Josep Soler: Les noces d'Hérodiade (1997-2003, no estrenada; Stéphane Mallarmé)
- Gion Antoni Derungs: König Balthasar  (1998)

Joan el Baptista, profeta israelita
- Jules Massenet: Herodiade (1881, 19-12, T. de la Monnaie, Brussel·les; Paul Milliet i Henri Grémont)
- Anton Rubinstein: Christus (1894, 2-6, Gewerbehalle, Stuttgart; Heinrich-Alfred Bulthaupt), òpera sacra
- Othmar Schoeck: Johannes (ca 1902, Hermann Sudermann)
- Richard Strauss: Salome (1905, 9-12, Königliches Opernhaus, Dresden; R. Strauss, a partir de la traducció de Hedwig Lachmann de l'obra d'Oscar Wilde), com a Jochanaan
- Giacondo Fino: Il Battista (1905, òpera sacra)
- Antoine Mariotte: Salomé (1908, tragèdia lírica)
- Andrew Lloyd Webber: Jesus Christ Superstar, musical (1971)
- Gottfried von Einem: Jesu Hochzeit (1980, Mysterienoper)
- Enjott Schneider: Das Salome-Prinzip (1983, E. Schneider)
- Wilfried Hiller: Der Sohn des Zimmermanns (2010, òpera d'església)

Sants Anna i Joaquim, pares de Maria
- Tomás Fernández Grajal: El nacimiento del hijo de Dios (1892, 24-12, T. del Príncipe Alfonso, Madrid ; Adelaida Muñiz y Mas, José de la Cuesta),[133] sarsuela: "auto sacro"

Maria, mare de Jesús i Josep de Natzaret
- Johann Theile: Die Geburth Christi (1681, Heinrich Elmenhorst?)
- Josep Prades i Gallent: Ópera al patriarca San Joseph (1718)
- Manuel Sabater: La degollación de los inocentes (1873, T. Martínez, Madrid ; Enrique Zumel),[130] sarsuela: "cuadro lírico"
- José Cabas y Galván: El Mesías (1876, Màlaga ; Antonio Haro y Luque),"[134] drama lírico en seis actos"
- Jules Massenet: La Vierge (1880, 22-5, Opéra, París; Charles Grandmougin), légende sacrée
- Josep Felis: La adoración de los Santos Reyes (1885, 6-1, Teatret del Sant Hospital, Alzira ; J. Felis)[132]
- Tomás Fernández Grajal: El nacimiento del hijo de Dios (1892, 24-12, T. del Príncipe Alfonso, Madrid ; Adelaida Muñiz y Mas, José de la Cuesta),[133] sarsuela: "auto sacro"
- Rutland Boughton: Bethlehem (1915, 28-12, Street, Anglaterra; R. Boughton)
- Franz Schreker: Der Schmied von Gent (1932, F. Schreker)
- Armas Launis: Jehudith (1937–1940)
- Randall Thompson: The Nativity According to St Luke (1961)

Maria, mare de Jesús
- Luis Arnedo: El Mesías (1881, 22-12, Madrid ; Enrique Zumel),[131] sarsuela: "leyenda bíblica"
- Anton Rubinstein: Christus (1894, 2-6, Gewerbehalle, Stuttgart; Heinrich-Alfred Bulthaupt), òpera sacra
- Albert Wolff: Sœur Béatrice (1911, est. 1948, Maurice Maeterlinck)
- Aleksandr T. Gretxaninov: Sestra Beatrisa (1912, com a La Verge)
- André Messager: Béatrice (1914, com a La Vierge)
- Antoni Marquès i Puig: Sor Beatriu (1924, 20-12, Gran Teatre del Liceu, Barcelona; traduït de Maurice Maeterlink) (com a La Vierge)
- Bohuslav Martinů: Hry o Marii (1935)
- François Rasse: Sœur Béatrice (1938, Maurice Maeterlinck)
- Arthur Honegger: Jeanne d'Arc au bûcher (1939, oratori dramàtic; paper parlat)
- Pablo Luna, Julio Gómez García: El pilar de la victoria (1944, 12-10, T. Principal, Saragossa; Manuel Machado)[135]
- Gian Francesco Malipiero: Mondi celesti e infernali (1949, estrena: 1950, 12-1, RAI, Roma; G. F. Malipiero), "tres actes amb set dones"
- Lee Hoiby: Beatrice (1959, 23-10, Louisville Opera, Louisville, Kentucky, EUA; Marcia Nardi)
- John Tavener: Let's begin again (1995, Mare Tecla)
- Jill Townsend: The promise (1997, 17-3, Queen Elizabeth Hall, Opera Brava, Londres ; J. Townsend)
- Oleksandr Sxetinskij: Blahovisxennja (L'Anunciació, 1998, Aleksej Parin), òpera de cambra
- John Adams: El Niño (2000, òpera-oratori)
- Howard Blake: The passion of Mary (2006, H. Blake), oratori dramàtic
- Wolfram Wagner: Maria Magdelena (2019, 7-7, Stadtpfarrkirche St. Stephan, Retz ; Monika Steiner), "òpera d'església"

Jesús de Natzaret i els seus apòstols
- Johann Theile: Die Geburth Christi (1681, Heinrich Elmenhorst?)
- Anton Cajetan Adlgasser: Christus am Ölberg, drama escolar (1754)
- Jules Massenet: Marie-Magdeleine (1873, 11-4, T. de l'Odéon, París; Louis Gallet), drama sacre
- Enric Morera: Jesús de Natzaret (1893, drama amb música)
- Anton Rubinstein: Christus (1894, 2-6, Gewerbehalle, Stuttgart; Heinrich-Alfred Bulthaupt), òpera sacra
- Alfred Bruneau: Lazare (1903; Émile Zola)
- Giacondo Fino: Il Battista (1905, òpera sacra)
- Eugen d'Albert: Die toten Augen (1916, 5-3, Semperoper, Dresden; Hanns Heinz Ewers); només se'n sent la veu.
- Gian Francesco Malipiero: La Passione (1935, Roma), misteri musical
- Armas Launis: Jehudith (1937–1940; Jesús nen, paper mut)
- Pau-Adrien Bastide: La divine épopée (La Passion), poema líric (1949)
- Randall Thompson: The Nativity According to St Luke (1961)
- Don Gillis: The Nazarene (1968)
- Andrew Lloyd Webber: Jesus Christ Superstar, musical (1971)
- Thomas Pasatieri: Calvary (1971, 7-4, Bellevue (Washington, EUA), St. Thomas Episcopal Church; William Butler Yeats)[136]
- Andrej Filippovič Paščenko: Master i Margarita (1971)
- Josep Soler: Jesús de Natzaret (1974-1985, no estrenada; J. Soler a partir dels Evangelis)
- Gottfried von Einem: Jesu Hochzeit (1980, Mysterienoper)
- Jonathan Harvey: Passion and Resurrection (1981, òpera d'església)
- Thomas Christian David: Der Weg nach Emamus (1982)
- Rainer Kunad: Der Meister und Margarita (1986)
- Franz Hummel: Luzifer (1987)
- York Höller: Der Meister und Margarita (1989)
- M. L. Daniels: Lazarus (1989, primavers, Abilene (Texas, EUA), Episcopal Church of the Heavenly Rest; Jack Welch)
- Sergej Michajlovič Slonimskij: Master i Margarita (1989, Jurij Dimitrin, Vitalij Fialkoskij i Sergej Slonimskij)
- Constantine Koukias: Days and nights with Christ
(ópera en dues parts, paper interpretat per un ballarí mut) (1990)
- Nikolaj Karetnikov: Til' Ulenšpigel (1993)
- Jill Townsend: The promise (1997, 17-3, Queen Elizabeth Hall, Opera Brava, Londres ; J. Townsend)
- Josep Soler i Sardà: Jesús de Natzaret, òpera (2000)
- John Adams: El Niño (2000, òpera-oratori; paper mut)
- Harrison Birtwistle: The Last Supper (2000, 18-4, Berlín, Staatsoper; Robin Blaser)
- Howard Blake: The passion of Mary (2006, H. Blake), oratori dramàtic
- Giorgio Battistelli: Wake (2018, 14-3, Birgmingham Opera ; Sarah Woods)[137]

Ponci Pilat, governador romà de Palestina
- Enric Morera: Jesús de Natzaret (1893, drama amb música)
- Anton Rubinstein: Christus (1894, 2-6, Gewerbehalle, Stuttgart; Heinrich-Alfred Bulthaupt), òpera sacra
- Gian Francesco Malipiero: La Passione (1935, Roma), misteri musical
- Rainer Kunad: Der Meister und Margarita (1986)
- York Höller: Der Meister und Margarita (1989)
- Sergej Michajlovič Slonimskij: Master i Margarita (1989, Jurij Dimitrin, Vitalij Fialkoskij i Sergej Slonimskij)
- Wilfried Hiller: Der Sohn des Zimmermanns (2010, òpera d'església)

Sant Joan Evangelista, apòstol
- Anton Rubinstein: Christus (1894, 2-6, Gewerbehalle, Stuttgart; Heinrich-Alfred Bulthaupt), òpera sacra
- Wolfram Wagner: Maria Magdelena (2019, 7-7, Stadtpfarrkirche St. Stephan, Retz ; Monika Steiner), "òpera d'església"

Josep d'Arimatea, seguidor de Jesús
- Wolfram Wagner: Maria Magdelena (2019, 7-7, Stadtpfarrkirche St. Stephan, Retz ; Monika Steiner), "òpera d'església"

Llàtzer de Betània, seguidor de Jesús
- Alfred Bruneau: Lazare (1903; Émile Zola)
- Thomas Pasatieri: Calvary (1971, 7-4, Bellevue (Washington, EUA), St. Thomas Episcopal Church; William Butler Yeats)[136]
- M. L. Daniels: Lazarus (1989, primavers, Abilene (Texas, EUA), Episcopal Church of the Heavenly Rest; Jack Welch)
- John Adams: The Gospel according to the other Mary (2012, 31-5, Walt Disney Concert Hall, Los Angeles ; Peter Sellars), òpera-oratori[138]
- Giorgio Battistelli: Wake (2018, 14-3, Birgmingham Opera ; Sarah Woods)[137]

Marta de Betània, seguidora de Jesús
- John Adams: The Gospel according to the other Mary (2012, 31-5, Walt Disney Concert Hall, Los Angeles ; Peter Sellars), òpera-oratori[138]
- Giorgio Battistelli: Wake (2018, 14-3, Birgmingham Opera ; Sarah Woods)[137]
- Wolfram Wagner: Maria Magdelena (2019, 7-7, Stadtpfarrkirche St. Stephan, Retz ; Monika Steiner), "òpera d'església"

Sant Pere, apòstol
- Giovanni Pacini: Il carcere Mamertino (1867; Francesco Massi), melodrama[139]
- Anton Rubinstein: Christus (1894, 2-6, Gewerbehalle, Stuttgart; Heinrich-Alfred Bulthaupt), òpera sacra
- Jean Nouguès: Quo vadis? (1909)
- Franz Schreker: Der Schmied von Gent (1932, F. Schreker)
- Harrison Birtwistle: The Last Supper (2000, 18-4, Berlín, Staatsoper; Robin Blaser)
- Edwin Penhorwood: Too Many Sopranos (2000)
- Sidney Corbett: San Paolo (2018, 28-4, Theater am Domhof, Osnabrück; Ralf Waldschmidt)[140]
- Wolfram Wagner: Maria Magdelena (2019, 7-7, Stadtpfarrkirche St. Stephan, Retz ; Monika Steiner), "òpera d'església"

Maria Magdalena, deixeble de Crist
- Stefano Bernardi: La Maddalena peccatrice (1628, 9, Hellbrunn Schlöss, Salzburg; desconegut), òpera sacra[141]
- Jules Massenet: Marie-Magdeleine (1873, 11-4, T. de l'Odéon, París; Louis Gallet), drama sacre; com a Méryem
- Enric Morera: Jesús de Natzaret (1893, drama amb música)
- Anton Rubinstein: Christus (1894, 2-6, Gewerbehalle, Stuttgart; Heinrich-Alfred Bulthaupt), òpera sacra
- Eugen d'Albert: Die toten Augen (1916, 5-3, Semperoper, Dresden; Hanns Heinz Ewers)
- Gion Antoni Derungs: Il semiader (1996)
- Jill Townsend: The promise (1997, 17-3, Queen Elizabeth Hall, Opera Brava, Londres ; J. Townsend)
- Wilfried Hiller: Der Sohn des Zimmermanns (2010, òpera d'església)
- John Adams: The Gospel according to the other Mary (2012, 31-5, Walt Disney Concert Hall, Los Angeles ; Peter Sellars), òpera-oratori[138]
- Giorgio Battistelli: Wake (2018, 14-3, Birgmingham Opera ; Sarah Woods)[137]
- Wolfram Wagner: Maria Magdelena (2019, 7-7, Stadtpfarrkirche St. Stephan, Retz ; Monika Steiner), "òpera d'església"

Judes Iscariot, apòstol traïdor
- Jules Massenet: Marie-Magdeleine (1873, drama sacre)
- Gian Francesco Malipiero: La Passione (1935, Roma), misteri musical
- Gian Francesco Malipiero: L'Iscariota (1971, 28-8, T. Rinnovati, Siena; G. F. Malipiero)
- Thomas Pasatieri: Calvary (1971, 7-4, Bellevue (Washington, EUA), St. Thomas Episcopal Church; William Butler Yeats)[136]
- Daniel Pinkham: The passion of Judas (1976, textos bíblics)

Sant Jaume el Major, apòstol
- Anton Rubinstein: Christus (1894, 2-6, Gewerbehalle, Stuttgart; Heinrich-Alfred Bulthaupt), òpera sacra
- Pablo Luna, Julio Gómez García: El pilar de la victoria (1944, 12-10, T. Principal, Saragossa; Manuel Machado)[135]

Sant Pau de Tars
- Giovanni Pacini: Il carcere Mamertino (1867; Francesco Massi), melodrama[139]
- Anton Rubinstein: Christus (1894, 2-6, Gewerbehalle, Stuttgart; Heinrich-Alfred Bulthaupt), òpera sacra
- Nikolai Karetnikov: Misterija apostola Pavla (1987, est. 1995; òpera-oratori)
- Sidney Corbett: San Paolo (2018, 28-4, Theater am Domhof, Osnabrück; Ralf Waldschmidt)[140]

Sant Esteve màrtir, primer màrtir cristià
Ananies de Damasc, cristià de Damasc
- Sidney Corbett: San Paolo (2018, 28-4, Theater am Domhof, Osnabrück; Ralf Waldschmidt)[140]

Sant Lluc, evangelista
- Jill Townsend: The promise (1997, 17-3, Queen Elizabeth Hall, Opera Brava, Londres ; J. Townsend)

#### Dinastia Flàvia (69-96)
Emperador Vespasià de Roma
- Carlo Pallavicino: Vespasiano (1678, Giulio Cesare Corradi)
- Johann Wolfgang Franck: Vespasian (1681)

 Juli Sabí, cabdill gal, i la seva esposa Eponina
- Giuseppe Francesco Bianchi: Giulio Sabino (1772)
- Giuseppe Sarti: Giulio Sabino (1781, 3-1, T. San Benedetto, Venècia; Pietro Giovannini)
- Luigi Cherubini: Il Giulio Sabino (1786, 30-3, King's Theatre, Londres; anònim)
- Angelo Tarchi: Giulio Sabino (1790, Pietro Giovannini)
- Pietro Platania: Giulio Sabino (1875, Vicenzo Ramirez)

Veleda, druidessa dels brúcters
- Eduard Sobolewski: Velleda, die Seherin des Brockens, Oper (1835)
- José Antonio Martos: Veleda o la sacerdotisa de los galos (1843, 28-1, T. del Campillo, Granado; Nicolás Peñalver y López)
- Bonaventure Petit: Velléda (1853, 7-4, Teatre Municipal, Perpinyà (Rosselló) ; M. Camps)

Luci Cesenni Pet, cònsol, governador de Síria
- Giovanni Pacini: L'ebrea (1844, 27-2, T. alla Scala, Milà; Giacomo Sacchero)[142]

Emperador Tit de Roma
- Carlo Pallavicino: Vespasiano (1678, G. C. Corradi)
- Bernardo Sabadino: Il Vespasiano (1689, A. Aureli a partir de Corradi), arranjament de l'òpera de Pallavicino
- Domenico Natale Sarri: Il Vespasiano (1707, G. C. Corradi)
- Attilio Ariosti: Il Vespasiano (1724, Nicola F. Haym, a partir de Corradi)
- Antonio Caldara: La clemenza di Tito (1734, 4-11, Hofoper, Viena; Pietro Metastasio)[143]
- Leonardo Leo: La clemenza di Tito (1735, 29-1, Teatro San Giovanni Crisostomo, Venècia; P. Metastasio)
- Johann Adolf Hasse: La clemenza di Tito (1735, 24-9, Teatro Pubblico, Pesaro; P. Metastasio)
- Pietro Vincenzo Ciocchetti: La clemenza di Tito (1736, 14-1, Teatro Falcone, Gènova; P. Metastasio)
- Francesco Peli: La clemenza di Tito (1736, 29-1, Hoftheater, Múnic; P. Metastasio)
- Francesco Maria Veracini: La clemenza di Tito (1737, 12-4, King’s Theatre am Haymarket, Londres; A. M. Corri a partir de P. Metastasio)
- Giovanni Maria Marchi: La clemenza di Tito (1737, 26-12, Teatro Regio Ducale, Milà; P. Metastasio)
- Johann Adolf Hasse: La clemenza di Tito (1738, 17-1, Dresden; P. Metastasio), segona versió
- Giuseppe Arena: La clemenza di Tito (1738, 26-12, Teatro Regio, Torí; P. Metastasio)
- Compositor desconegut: La clemenza di Tito (1742, carnestoltes, T. Molza, Mòdena; P. Metastasio)
- Georg Christoph Wagenseil: La clemenza di Tito (1746, 15-10, Burgtheater, Viena; P. Metastasio)
- Gennaro Manna: La clemenza di Tito (1747, carnestoltes, Teatro di Messina; P. Metastasio)
- Giovanni Battista Mele, Francesco Corselli, Francesco Corradini: La clemencia de Tito (1747, carnestoltes, Real Teatro del Buen Retiro, Madrid; P. Metastasio)
- Joseph Anton von Camerloher: La clemenza di Tito (1747, 18-7, Hoftheater, Múnic; P. Metastasio)
- Carlo Luigi Grua: La clemenza di Tito (1748, Hoftheater, Mannheim; P. Metastasio)
- Antonio Pampani: La clemenza di Tito (1748, 27-2, Teatro San Cassiano, Venècia; P. Metastasio)
- Davide Pérez: La clemenza di Tito (1749, Teatro San Carlo, Nàpols; P. Metastasio)
- A. Correia: La clemenza di Tito (1750; P. Metastasio)
- Antonio Caputi: La clemenza di Tito (1750; P. Metastasio)
- Francesco Araja: La clemenza di Tito (1751, S. Petersburg; P. Metastasio)
- Christoph Willibald Gluck: La clemenza di Tito (1752, 4-11, Teatro San Carlo, Nàpols; P. Metastasio)
- Andrea Adolfati: La clemenza di Tito (1753, Viena; P. Metastasio)
- Michelangelo Valentini: La clemenza di Tito (1753, 3-1, Teatro Formagliari, Bolonya; P. Metastasio, revisat per Antonio Palomba)
- Niccolò Jommelli: La clemenza di Tito (1753, 30-8, Herzogliches Theater, Stuttgart; P. Metastasio)
- Andrea Adolfati: La clemenza di Tito (1753, 15-10, Burgtheater, Viena; P. Metastasio)
- Antonio Maria Mazzoni: La clemenza di Tito (1755, 6-6, Paço da Ribeira, Lisboa; P. Metastasio)
- Carlo Antonio Cristiani: La clemenza di Tito (1757, Camerino; P. Metastasio)
- Vincenzo Legrenzio Ciampi: La clemenza di Tito (1757, carnestoltes, Teatro San Moisè, Venècia; P. Metastasio)
- Ignaz Holzbauer: La clemenza di Tito (1757, 4-11, Hoftheater, Mannheim; P. Metastasio)
- Gioacchino Cocchi: La clemenza di Tito (1759, 15-1, King’s Theatre am Haymarket, Londres; P. Metastasio)
- Johann Adolf Hasse: La clemenza di Tito (1759, 20-1, Nàpols; P. Metastasio)
- Giuseppe Scarlatti: La clemenza di Tito (1760, 23-1, Teatro San Benedetto, P. Metastasio)
- Baldassare Galuppi: La clemenza di Tito (1760, carnestoltes, Teatro Regio, Torí; P. Metastasio)
- Niccolò Jommelli: La clemenza di Tito (1765, 6-1, Schlosstheater, Ludwigsburg; P. Metastasio), segona versió
- Carlo Franchi: La clemenza di Tito (1766, T. Argentina, Roma; P. Metastasio)
- Ignazio Platania: La clemenza di Tito (1766, 27-12, Teatro Regio Ducale, Milà; P. Metastasio)
- Andrea Bernasconi: La clemenza di Tito (1768, carnestoltes, Hoftheater, Múnic; P. Metastasio)
- Pasquale Anfossi: La clemenza di Tito (1769, 24-1, Teatro Argentina, Roma; P. Metastasio)
- Johann Gottlieb Naumann: La clemenza di Tito (1769, 1-2, Kleines Kurfürstliches Hoftheater o Grande Elettorale Teatro, Dresden; P. Metastasio)
- Giuseppe Sarti: La clemenza di Tito (1771, 6, Teatro degli Obizzi, Pàdua; P. Metastasio)
- Niccolò Jommelli, revisió per João Cordeiro da Silva: La clemenza di Tito (1771, 6-6, Lisboa; P. Metastasio)
- Giuseppe Francesco Bianchi: Giulio Sabino (1772)
- Josef Mysliveček: La clemenza di Tito (1773, 26-12, Teatro San Benedetto, Venècia; P. Metastasio)
- Johann Peter Salomon: Titus (1774, Enric de Prússia)
- Anton Adam Bachschmid: La clemenza di Tito (1776, Hof von Raymund Anton von Strasoldo, Eichstätt; P. Metastasio)
- Luigi Guido Beltrami: La clemenza di Tito (1779, Collegio Vescovile, Verona; P. Metastasio)
- Pasquale Anfossi: Tito nelle Gallie (1780)
- Giuseppe Sarti: Giulio Sabino (1781, 3-1, T. San Benedetto, Venècia; Pietro Giovannini)
- Pietro Alessandro Guglielmi: La clemenza di Tito (1785, Torí; P. Metastasio)
- Luigi Cherubini: Il Giulio Sabino (1786, 30-3, King's Theatre, Londres; anònim)
- Ambrogio Minoja: Tito nelle Gallie (1786)
- David August von Apell: La clemenza di Tito (1787, Kurfürstliches Hoftheater, Kassel; P. Metastasio)
- Angelo Tarchi: Giulio Sabino (1790, Pietro Giovannini)
- Luciano Xavier dos Santos?: La clemenza di Tito (1790?; P. Metastasio)
- Wolfgang Amadeus Mozart: La clemenza di Tito (1791, 6-9, Stavovské divadlo, Praga; P. Metastasio, revisat per Caterino Mazzolà)
- Giuseppe Nicolini: La clemenza di Tito (1797, estiu, Teatro degli Avvalorati, Livorn; P. Metastasio)
- Bernardo Ottani: La clemenza di Tito (1797, 26-12, Teatro Regio, Torí; P. Metastasio)
- Antonio Del Fante: La clemenza di Tito (1802, 26-12, Teatro della Pergola, Florència; P. Metastasio, revisat per Gaetano Rossi)
- Heinrich Marschner: La clemenza di Tito (1816, inacabada; Caterino Mazzola)
- Domenico Cimarosa: Tito Vespasiano (1821, 24-6, T. São Carlos, Lisboa; P. Metastasio)[144]
- Nikólaos Màntzaros: La clemenza di Tito (1832, Corfú; P. Metastasio)
- Antonio Cagnoni: Tito Vespasiano (1846)

Arrecina Tertul·la, primera esposa de Titus
- Carlo Pallavicino: Vespasiano (1678, G. C. Corradi)
- Bernardo Sabadino: Il Vespasiano (1689, A. Aureli a partir de Corradi), arranjament de l'òpera de Pallavicino
- Domenico Natale Sarri: Il Vespasiano (1707, G. C. Corradi)
- Attilio Ariosti: Il Vespasiano (1724, Nicola F. Haym, a partir de Corradi)

Herodes I Agripa, rei de Judea
- Giovanni Maria Ruggieri: La Mariamme (1696, Lorenzo Burlini)

Emperador Tit de Roma
Berenice, filla d'Herodes Agripa
- Marc'Antonio Cesti: Il Tito (1666, 2, Venècia, T. Santi Giovanni e Paolo; Niccolò Beregani)
- Johann Wolfgang Franck: Vespasian (1681)
- Antonio Caldara: Tito e Berenice (1714, 10-1, T. Capranica, Roma; Carlo Sigismondo Capece, Pietro Ottoboni)
- Giuseppe Maria Orlandini: Berenice (1725)
- Francesco Corradini: Con amor no hay libertad (1731, carnestoltes, T. de la Cruz, Madrid),"[121] melodrama harmónica al estilo de Italia"
- Giovanni Ferrandini: Berenice (1739)
- Giacomo Rust: Berenice (1786, Jacopo Durandi)
- Sebastiano Nasolini: Tito e Berenice (1793)
- Pietro Raimondi: Berenice in Roma (1824, Giovanni Battista Bordese)
- Albéric Magnard: 'Bérénice (1911)
- Michael Jarrell: 'Bérénice (2018, 29-9, Palais Garnier, París ; M. Jarrell)

Decèbal, cabdill daci
- Reinhard Keiser: Der die Vestung Siebenbürgisch-Weissenburg erobernde und über die Dacier
 triumphirende Kayser Trajanus, Wurde (1717)
- Leonardo Leo: Decebalo (1743)
- Ferdinando Bertoni: Deccebalo (1770)
- Giuseppe Francesco Bianchi: Giulio Sabino (1772)
- Gheorghe Dumitrescu: Decebal (1957)

Júlia Flàvia, filla de l'emperador TIt
- Leonardo Leo: Decebalo (1743)

Emperador Domicià
- Marc'Antonio Cesti: Il Tito (1666, 2, Venècia, T. Santi Giovanni e Paolo; Niccolò Beregani)
- Giovanni Antonio Boretti: Domitiano (1672)
- Carlo Pallavicino: Vespasiano (1678, G. C. Corradi)
- Johann Wolfgang Franck: Vespasian (1681)
- Bernardo Sabadino: Il Vespasiano (1689, A. Aureli a partir de Corradi), arranjament de l'òpera de Pallavicino
- Domenico Natale Sarri: Il Vespasiano (1707, G. C. Corradi)
- Giovanni Maria Ruggieri: L'ingannator ingannato (1710, Antonio Marchi)
- Attilio Ariosti: Il Vespasiano (1724, Nicola F. Haym, a partir de Corradi)
- Giuseppe Maria Orlandini: Berenice (1725)
- Giovanni Ferrandini: Berenice (1739)
- Leonardo Leo: Decebalo (1743)
- Giacomo Rust: Berenice (1786, Jacopo Durandi)

Apol·loni de Tíana, filòsof neopitagòric
Damis, deixeble seu
- Karel Boleslav Jirák: Apollonius z Tyany (1928)

Plutarc de Queronea, escriptor grec
- Jean-Pierre Solié: Lisez Plutarque (1801, François-Pierre-Auguste Léger i René-André-Polydore Allisan de Chazet)

#### Dinastia Antonina (96-192)
Nerva, emperador romà
- Giovanni Battista Bassani: Il coceio Nerva (1691)

Trajà, emperador
- Flavio Carlo Lanciani: Il martirio di S Eustachio (1690)
- Reinhard Keiser: Der die Vestung Siebenbürgisch-Weissenburg erobernde und über die Dacier
 triumphirende Kayser Trajanus, Wurde (1717)
- Francesco Mancini: Trajano (1723)
- Francesco Corradini: Trajano en Dacia, y cumplir con amor, y honor (1735)
- Giuseppe Bonno: Trajano (1736, G. C. Pasquini), festa di camera
- Jean-Philippe Rameau: Le temple de la gloire (1745, Voltaire), "fête"
- Giovanni Alberto Ristori: Trajano (1746, G. C. Pasquini), festa di camera
- Nicolas-Charles Bochsa: Le retour de Trajan ou Rome triomphante (1805)
- Jean-François Lesueur i Louis-Luc Loiseau de Persuis: Le triomphe de Trajan (1807, 23-10, Opéra, París; Joseph-Alphonse Esménard)
- Giuseppe Nicolini: Traiano in Dacia (1807)
- Felice Blangini: Trajano in Dacia (1814)

Plotina, esposa de Trajà
- Georg Reutter: Plotina (1730, G. Claudio Pasquini)[145]
- Rufus Wainwright: Hadrian (2018, 13-10, Toronto, Canadà, Four Seasons Centre for the Performing Arts ; Daniel MacIvor)[146]

Marciana, germana de Trajà
- Georg Reutter: Plotina (1730, G. Claudio Pasquini)[145]

Decèbal, rei dels dacis
- Francesco Corradini: Trajano en Dacia, y cumplir con amor, y honor (1735)
- Jean-François Lesueur i Louis-Luc Loiseau de Persuis: Le triomphe de Trajan (1807, 23-10, Opéra, París; Joseph-Alphonse Esménard)
- Giuseppe Nicolini: Traiano in Dacia (1807)
- Felice Blangini: Trajano in Dacia (1814)

Luci Licini Sura, cònsol
- Jean-François Lesueur i Louis-Luc Loiseau de Persuis: Le triomphe de Trajan (1807, 23-10, Opéra, París; Joseph-Alphonse Esménard)

Hadrià, emperador romà
- Gennaro Manna: Adriano placato (1748)

Hadrià, emperador romà, i la seva esposa Víbia Sabina
- Antonio Draghi: Adriano sul monte Casio (1677)
- Francesco Mancini: Trajano (1723)
- Rufus Wainwright: Hadrian (2018, 13-10, Toronto, Canadà, Four Seasons Centre for the Performing Arts ; Daniel MacIvor)[146]

Hadrià, emperador romà, i la seva esposa Víbia Sabina
Osroes I de Pàrtia, rei part
- Antonio Caldara: Adriano in Siria (1732, 9-11, Hoftheater, Viena; P. Metastasio)[147]
- Geminiano Giacomelli: Adriano in Siria (1733, P. Metastasio)
- Pier Giuseppe Sandoni: Adriano in Siria (1734, P. Metastasio)
- Giovanni Battista Pergolesi: Adriano in Siria (1734, 25-10, T. San Bartolommeo, Nàpols ; P. Metastasio)
- Francesco Maria Veracini: Adriano in Siria (1735, P. Metastasio)
- Egidio Romualdo Duni: Adriano in Siria (1735, P. Metastasio)
- Riccardo Broschi: Adriano in Siria (1735, P. Metastasio)
- Giovanni Battista Ferrandini: Adriano in Siria (1735, P. Metastasio))
- Francesco Maria Veracini: Adriano in Siria (1735, A. M. Corri)
- José de Nebra: Más gloria es triunfar de sí, o, Adriano en Siria (1737, Coliseo de la Cruz, Madrid; Pietro Metastasio, traduït per N. Bazano), música perduda
- Giovanni Porta: Adriano in Siria (1737, P. Metastasio)
- Giovanni Alberto Ristori: Adriano in Siria (1739, P. Metastasio)
- Baldassare Galuppi: Adriano in Siria (1740, 1?, T. Regio, Torí; P. Metastasio)
- Michele Caballone: Adriano in Siria (1740, P. Metastasio)
- Giovanni Antonio Giai: Adriano in Siria (1740, P. Metastasio)
- Giovanni Battista Lampugnani: Adriano in Siria (1740, P. Metastasio)
- Giovanni Verocai: Adriano in Siria (1745, P. Metastasio)
- Girolamo Abos: Adriano in Siria (1745, P. Metastasio)
- Carl Heinrich Graun: Adriano in Siria (1746, P. Metastasio)
- Paolo Scalabrini: Adriano in Siria (1746, P. Metastasio))
- Gaetano Latilla: Adriano in Siria (1747, P. Metastasio)
- Vincenzo Legrenzio Ciampi: Adriano in Siria (1748, P. Metastasio)
- Paolo Scalabrini: L'Adriano (1749, Teatret Charlottenborg, Copenhaguen; P. Metastasio)[148]
- Giovanni Battista Pescetti: Adriano in Siria (1750, P. Metastasio)
- Antonio Gaetano Pampani: Adriano in Siria (1750, P. Metastasio)
- Ignazio Fiorillo: Adriano in Siria (1750, P. Metastasio)
- Antonio Pampani: Adriano in Siria (1750, P. Metastasio)
- Giovanni Battista Pescetti: Il Farnaspe (1750, P. Metastasio)
- Andrea Adolfati: Adriano in Siria (1751, P. Metastasio)
- Giuseppe Scarlatti: Adriano in Siria (1751, P. Metastasio)
- Johann Adolph Hasse: Adriano in Siria (1752, 17-1, Dresden; P. Metastasio)
- Michelangelo Valentini: Adriano in Siria (1753, P. Metastasio)
- Giuseppe Scolari: Adriano in Siria (1753, P. Metastasio)
- Nicola Conforto: Adriano in Siria (1754, P. Metastasio)
- Davide Pérez: Adriano in Siria (1754, P. Metastasio)
- Andrea Bernasconi: Adriano in Siria (1755, P. Metastasio)
- Francesco Antonio Uttini: Adriano in Siria (1757, P. Metastasio)
- Francesco Brusa: Adriano in Siria (1757, P. Metastasio)
- Francesco Antonio Uttini: Adriano in Siria (1757, P. Metastasio)
- Baldassare Galuppi: Adriano in Siria (1758, primavera, Livorn; P. Metastasio)[149]
- Rinaldo di Capua: Adriano in Siria (1758, P. Metastasio)
- Giovanni Battista Borghi: Adriano in Siria (1758, P. Metastasio)
- Antonio Maria Mazzoni: Adriano in Siria (1760, P. Metastasio)
- Johann Gottfried Schwanenberger: Adriano in Siria (1762, P. Metastasio)
- Giuseppe Colla: Adriano in Siria (1762, P. Metastasio)
- Johann Christian Bach: Adriano in Siria (1765, 26-1, King's Theatre at Haymarket, Londres; P. Metastasio)
- Pietro Alessandro Guglielmi: Adriano in Siria (1765, P. Metastasio)
- Ignaz Holzbauer: Adriano in Siria (1768, 5-11, Hoftheater, Mannheim; P. Metastasio)[150]
- Hieronymus Mango: Adriano in Siria (1768, P. Metastasio)
- Gian Francesco de Majo: Adriano in Siria (1769, P. Metastasio)
- Carlo Monza: Adriano in Siria (1769, P. Metastasio)
- Antonio Tozzi: Adriano in Siria (1770, P. Metastasio)
- Antonio Sacchini: Adriano in Siria (1771, Ascensió, T. San Benedetto, Venècia; P. Metastasio)
- Giacomo Insanguine: Adriano in Siria (1773, P. Metastasio)
- Gaetano Monti: Adriano in Siria (1775, P. Metastasio)
- Josef Mysliveček: Adriano in Siria (1776, P. Metastasio)
- Pasquale Anfossi: Adriano in Siria (1777, P. Metastasio)
- Giuseppe Sarti: Adriano in Siria (1778, 26-12, T. Argentina, Roma; P. Metastasio)
- Felice Alessandri: Adriano in Siria (1779, P. Metastasio)
- Giacomo Rust: Adriano in Siria (1781, P. Metastasio)
- Luigi Cherubini: Adriano in Siria (1782, 16-4, T. Armeni, Livorn; P. Metastasio)
- Sebastiano Nasolini: Adriano in Siria (1789, P. Metastasio)
- Johann Simon Mayr: Adriano in Siria (1798, 23-4, T. San Benedetto, Venècia; P. Metastasio)
- Étienne-Nicolas Méhul: Adrien (1791, estr.: 1799, 4-6, Opéra, París; F.-B. Hoffman, a partir de Metastasio)
- Joseph Weigl: Kaiser Hadrian (1807, Joseph Sonnleithner)
- Marcos António Portugal: Adriano in Siria (1814, carnestoltes, T. Filarmonico, Verona; P. Metastasio)[151]
- Pietro Airoldi: Adriano in Siria (1821, P. Metastasio)
- Saverio Mercadante: Adriano in Siria (1828, 24-2, T. de São Carlos, Lisboa; P. Metastasio)

Antinous, favorit i amant d'Hadrià
- Rufus Wainwright: Hadrian (2018, 13-10, Toronto, Canadà, Four Seasons Centre for the Performing Arts ; Daniel MacIvor)[146]

Luci Aureli Ver Cèsar, adoptat per Hadrià
- Antonio Draghi: Adriano sul monte Casio (1677)

Antoni Pius, emperador de Roma
Faustina Menor, filla seva
- Agostino Steffani: Marco Aurelio (1681, V. Terzago)

 Luci Ver , coemperador de Roma
- Carlo Francesco Pollarolo: Lucio Vero (1699, A. Zeno)
- Giacomo Antonio Perti: Lucio Vero (1700, A. Zeno)
- Johann Friedrich Fasch: Lucius Verus (1711)
- Andrea Stefano Fiorè: Il trionfo di Lucilla (1718)
- Francesco Gasparini: Lucio Vero (1719, A. Zeno)
- Pietro Torri: Lucio Vero (1720, A. Zeno)
- Francesco Ciampi: Lucio Vero (1726)
- Attilio Ariosti: Lucio Vero, imperator di Roma (1727)
- Antonio Bioni: Lucio Vero (1727)
- Reinhard Keiser: Lucius Verus oder Die siegende Treue (1728)
- Carlo Ignazio Monza: Lucio Vero (1728)
- Antonio Tonelli: Lucio Vero (1731)
- Francesco Araja: Lucio Vero (1735)
- Nicola Sala: Vologeso (1737, A. Zeno)
- Rinaldo di Capua: Vologeso, re dei parti (1739)
- Ignaz Holzbauer: Vologeso (1739, Holešov, República Txeca; A. Zeno)
- Ignazio Fiorillo: Vologeso (1742)
- Leonardo Leo: Vologeso, rei dei parti (1743)
- Gennaro Manna: Lucio Vero, ossia, Il Vologeso (1745)
- Paolo Scalabrini: Lucio Vero (1746, 8, Herzogstheater, Braunschweig; Apostolo Zeno)[43]
- Baldassare Galuppi: Vologeso (1748, 13-2, T. Argentina, Roma; Apostolo Zeno)
- Davide Pérez: Vologeso (1750)
- Girolamo Abos: Lucio Vero, ossia, Il Vologeso (1752, A. Zeno)
- Giuseppe Sarti: Vologeso (1754, carnestoltes, Det Kongelige Teater, Copenhaguen; A. Zeno)
- Giovanni Battista Lampugnani: Vologeso, re de parti (1752; nova versió: 1753)
- Francesco Zoppis: Il Vologeso (1753)
- Niccolò Jommelli: Lucio Vero (1754)
- Ignazio Fiorillo: Lucio Vero (1756)
- Ferdinando Bertoni: Lucio Vero (1757)
- Domenico Fischietti: Vologeso, re de' parti (1764)
- Antonio Sacchini: Lucio Vero (1764, 4-11, T. San Carlo, Nàpols; A. Zeno)
- Niccolò Jommelli: Vologeso (1766)
- Giuseppe Colla: Vologeso (1770)
- Tommaso Traetta: Lucio Vero (1774, A. Zeno)
- Pietro Alessandro Guglielmi: Vologeso (1775)
- Giovanni Marco Rutini: Vologeso re de' Parti (1775, Apostolo Zeno)
- Giacomo Rust: Vologeso re de' Parti (1778, Apostolo Zeno)
- Vicent Martín i Soler: Vologeso (1783)
- Giacomo Tritto: Elpinice e Vologeso (1806, Domenico Piccinni)
- Niccolò Antonio Zingarelli: Berenice, regina d'Armenia (1811)
- Carlo Evasio Soliva: Berenice d'Armenia (1818, Jacopo Ferretti)

Ània Lucil·la, esposa de Luci Ver
- Agostino Steffani: Marco Aurelio (1681, V. Terzago)
- Carlo Francesco Pollarolo: Lucio Vero (1699, A. Zeno)
- Andrea Stefano Fiorè: Il trionfo di Lucilla (1718)
- Pietro Torri: Lucio Vero (1720, A. Zeno)
- Paolo Scalabrini: Lucio Vero (1746, 8, Herzogstheater, Braunschweig; Apostolo Zeno)[43]
- Tommaso Traetta: Lucio Vero (1774, A. Zeno)
- Giacomo Tritto: Elpinice e Vologeso (1806, Domenico Piccinni)

Marc Aureli, emperador
- Agostino Steffani: Marco Aurelio (1681, V. Terzago)
- Giovanni Maria Pagliardi: Il Marco Aurelio (1691)

Còmmode, emperador
- Carlo Francesco Pollarolo: Antonino e Pompeiano (1689, G. F. Bussani)
- Giovanni Maria Pagliardi: Il Marco Aurelio (1691)
- Francesco Ballarotti: Antonino e Pompeiano (1695)
- Alessandro Scarlatti: Comodo Antonio (1696, Francesco Maria Paglia)

Tiberi Claudi Pompeià, tutor de Còmmode
- Antonio Sartori: Antonino e Pompeiano (1677, G. F. Bussani)
- Carlo Francesco Pollarolo: Antonino e Pompeiano (1689, G. F. Bussani)
- Francesco Ballarotti: Antonino e Pompeiano (1695)
- Alessandro Scarlatti: Comodo Antonio (1696, Francesco Maria Paglia)

#### Dinastia Severa (193-235)
Publi Helvi Pèrtinax, emperador romà
- Antonio Sartori: Antonino e Pompeiano (1677, G. F. Bussani)
- Giovanni Legrenzi: Publio Elio Pertinace (1684)
- Carlo Francesco Pollarolo: Antonino e Pompeiano (1689, G. F. Bussani)
- Giovanni Maria Pagliardi: Il Marco Aurelio (1691)
- Francesco Ballarotti: Antonino e Pompeiano (1695)

Ànnia Lucil·la, filla de Marc Aureli
- Giovanni Legrenzi: Publio Elio Pertinace (1684)

Didi Julià, emperador de Roma
- Bernardo Sabadino: Didio Giuliano (1687, Lotto Lotti)

Heliogàbal (Marc Aureli Antoní August), emperador de Roma 
- Francesco Cavalli: Eliogabalo
- Giovanni Antonio Boretti: Eliogabalo (1668)
- Pietro Simone Agostini: Eliogabalo
- Carlo Francesco Pollarolo: Il giorno di notte (1703, M. Noris)
- Déodat Sévérac: Héliogabale (1910, Emile Sicard)

Júlia Mamea, augusta, mare d'Alexandre Sever
- Antonio Lotti: Alessandro Severo (1716)
- Fortunato Chelieri: Alessandro Severo (1718)
- Francesco Mancini: Alessandro Severo (1718)
- Domenico Sarro: Alessandro Severo (1719, Apostolo Zeno)
- Giuseppe Maria Orlandini: Alessandro Severo (1723)
- Geminiano Giacomelli: Alessandro Severo (1732)
- Gaetano Maria Schiassi: Alessandro Severo (1732, A. Zeno)
- Giovanni Battista Pergolesi: Salustia (1732)
- Giovanni Battista Sammartini: L'ambizione superata della virtù (1734, A. Severo)
- Georg Friedrich Haendel: Alessandro Severo HWV A13 (1738, 25-2, Her Majesty's Theatre, Westminster, Londres; Apostolo Zeno, revisat per Antonio Maria Lucchini), pastitx amb àries d'altres òperes seves.
- Giovanni Battista Lampugnani: La Giulia (1760)
- Antonio Sacchini: Alessandro Severo (1762, 26-12, T. San Benedetto, Venècia; A. Zeno)
- Déodat Sévérac: Héliogabale (1910, Emile Sicard)

Emperador Alexandre Sever de Roma
- Antonio Lotti: Alessandro Severo (1716)
- Fortunato Chelieri: Alessandro Severo (1718)
- Francesco Mancini: Alessandro Severo (1718)
- Domenico Sarro: Alessandro Severo (1719, Apostolo Zeno)
- Giuseppe Maria Orlandini: Alessandro Severo (1723)
- Geminiano Giacomelli: Alessandro Severo (1732)
- Giovanni Battista Pergolesi: Salustia (1732)
- Gaetano Maria Schiassi: Alessandro Severo (1732, A. Zeno)
- Antonio Bioni: Alessandro Severo (1733)
- Giovanni Battista Sammartini: L'ambizione superata della virtù (1734, A. Severo)
- Giuseppe Bonno: Alessandro Severo (1737, G. C. Pasquini), festa di camera
- Georg Friedrich Haendel: Alessandro Severo HWV A13 (1738, 25-2, Her Majesty's Theatre, Westminster, Londres; Apostolo Zeno, revisat per Antonio Maria Lucchini), pastitx amb àries d'altres òperes seves.
- Andrea Bernasconi: Alessandro Severo (1738)
- Giovanni Battista Lampugnani: La Giulia (1760)
- Antonio Sacchini: Alessandro Severo (1762, 26-12, T. San Benedetto, Venècia; A. Zeno)

Sal·lústia Bàrbia Orbiana, esposa de l'emperador Alexandre Sever de Roma
- Francesco Cavalli: Eliogabalo
- Antonio Lotti: Alessandro Severo (1716)
- Fortunato Chelieri: Alessandro Severo (1718)
- Francesco Mancini: Alessandro Severo (1718)
- Domenico Sarro: Alessandro Severo (1719, Apostolo Zeno)
- Giuseppe Maria Orlandini: Alessandro Severo (1723)
- Geminiano Giacomelli: Alessandro Severo (1732)
- Giovanni Battista Pergolesi: Salustia (1732)
- Gaetano Maria Schiassi: Alessandro Severo (1732, A. Zeno)
- Giovanni Battista Sammartini: L'ambizione superata della virtù (1734, A. Severo)
- Georg Friedrich Haendel: Alessandro Severo HWV A13 (1738, 25-2, Her Majesty's Theatre, Westminster, Londres; Apostolo Zeno, revisat per Antonio Maria Lucchini), pastitx amb àries d'altres òperes seves.
- Giovanni Battista Lampugnani: La Giulia (1760)
- Antonio Sacchini: Alessandro Severo (1762, 26-12, T. San Benedetto, Venècia; A. Zeno)

Emperador Maximí el Traci
Gordià I, emperador
Marc Clodi Pupiè Màxim, emperador
Dècim Celi Balbí, emperador
- Carlo Pallavicino: Massimo Puppieno (1684); Gordià hi apareix com a "Ombra di Gordiano", Balbí com a Decio
- Bernardo Sabadino: Il Massiminio (1692, Aurelio Aureli; nova versió de l'obra de Pallavicino)
- Alessandro Scarlatti: Massimo Puppieno (1695, Aurelio Aureli)

Júlia Domna, esposa de l'emperador Septimi Sever
- Antonio Pollarolo: Plautilla (1721, V. Cassini)

Publi Septimi Geta, emperador
- Giovanni Legrenzi: I due Cesari (1683, conservada fragmentàriament)
(Caracal·la hi apareix com a Bassiano)
- Antonio Pollarolo: Plautilla (1721, V. Cassini)

Bassià Caracal·la, emperador
- Carlo Pallavicino: Bassiano, ovvero Il maggior impossibile (1682)
- Giovanni Legrenzi: I due Cesari (1683, conservada fragmentàriament)
(Caracal·la hi apareix com a Bassiano)
- Alessandro Scarlatti: Bassiano, overo Il maggior impossibile (1694, Matteo Noris)
- Antonio Pollarolo: Plautilla (1721, V. Cassini)

Fúlvia Plautil·la, esposa de Caracal·la
- Antonio Pollarolo: Plautilla (1721, V. Cassini)

Tertul·lià, apologeta, escriptor, filòsof i jurista
- Luis Jaime Cortez: La tentación de San Antonio (1998, 29-5, T. de las Artes, Mèxic ; L. J. Cortez)

## Antiguitat tardana: s. IV-V

### Baix Imperi Romà

#### Crisi de l'Imperi
Gordià III, emperador
- Domenico Gabrielli: Il Gordiano (1688)
- Marc' Antonio Ziani: Gordiano Pio (1700, Donato Cupeda)

Felip l'Àrab, emperador
- Domenico Gabrielli: Il Gordiano (1688)

Gal·liè, emperador
Cornèlia Salonina, emperadriu
- Carlo Pallavicino: Galieno (1675)

Aurelià, emperador de Roma
- Carlo Pallavicino: Aureliano (1666)
- Giovanni Paisiello: Zenobia in Palmira (1790, 30-5, T. San Carlo, Nàpols; Gaetano Sertor)
- Gioachino Rossini: Aureliano in Palmira (1813, 26-12, T. alla Scala, Milà; Felice Romani)[152]
- Silas G. Pratt: Zenobia, queen of Palmyra (1882, 15-6, Central Music Hall, Chicago (versió de concert); 1883, 26-3, McVickers Theater, Chicago (escenificada) ; S. G. Pratt)[153]

Zenòbia, reina de l'imperi de Palmira
- Silas G. Pratt: Zenobia, queen of Palmyra (1882, 15-6, Central Music Hall, Chicago (versió de concert); 1883, 26-3, McVickers Theater, Chicago (escenificada) ; S. G. Pratt)[153]

Zenòbia, reina de l'imperi de Palmira
Septimi Odenat, espòs seu
- Carlo Pallavicino: Aureliano (1666)
- Tomaso Albinoni: Zenobia, regina de Palmireni (1694)
- Nicolaus Adam Strungk: Zenobia (1697, llibretista desconegut)
- Fortunato Chelieri: Zenobia in Palmira (1709)
- Andrea Stefano Fiorè: Zenobia in Palmira (1710)
- Leonardo Leo: Zenobia in Palmira (1725)
- Francesco Ciampi: Zenobia (1726)
- Giovanni Battista Bononcini: Zenobia (1737)
- Giovanni Battista Zingoni: Zenobia (1760), opera buffa
- Nicola Sala: La Zenobia (1761, Pietro Metastasio)
- Giuseppe Calegari: Zenobia in Palmira (1779)
- Pasquale Anfossi: Zenobia in Palmira (1790)
- Giovanni Paisiello: Zenobia in Palmira (1790, 30-5, T. San Carlo, Nàpols; Gaetano Sertor)
- Gioachino Rossini: Aureliano in Palmira (1813, 26-12, T. alla Scala, Milà; Felice Romani)[152]

Zenòbia, reina de l'imperi de Palmira
Aureli Heraclià, militar romà
- Georg Reutter: Zenobia (1732, Giovanni Claudio Pasquini)[154]

Marc Aureli Valeri Maximià Herculi, coemperador de Roma
- Carlo Pallavicino: Diocleziano (1674)
- Henry Purcell: Dioclesian (1690, 5, Queen's Theatre, Dorset Garden, Londres; Thomas Betterton)
- Carlo Francesco Pallarolo: Il Costantino Pio (1710, P. Ottoboni)
- Francesco Gasparini: Costantino (1711, A. Zeno, P. Pariati)
- Antonio Lotti: Costantino (1716)
- John Christopher Pepusch: The prophetess, or The history of Dioclesian (1724)
- Giuseppe Maria Orlandini: Massimiano (1731)
- Gaetano Maria Schiassi: Costantino (1731, Apostolo Zeno, Pietro Pariati)
- Gaetano Donizetti: Fausta (1832, 12-1, T. San Carlo, Nàpols; Domenico Gilardoni, G. Donizetti)[155]

Emperador Dioclecià de Roma
- Carlo Pallavicino: Diocleziano (1674)
- Johann Wolfgang Franck: Diocletian (1682)
- Henry Purcell: Dioclesian (1690, 5, Queen's Theatre, Dorset Garden, Londres; Thomas Betterton)
- John Christopher Pepusch: The prophetess, or The history of Dioclesian (1724)
- Felix von Weingartner: Genesius (1892, a partir de H. Herrig)
- Ivo Tijardović: Dioklecijan (1969, Branko Radica)

Emperador Licini I
Flàvia Valèria Constància, esposa seva, germanastra de Constantí I
- Antonio Sartorio: Massenzio (1673, Gian Francesco Bussani)
- Carlo Pallavicino: Licinio imperatore (1683)
- Carlo Francesco Pallarolo: Il Costantino Pio (1710, P. Ottoboni)

Constanci Clor
- Marco Frisina: In hoc signo (2014, Dejan Miladinović)

Helena de Constantinoble, esposa de Constanci Clor
- Marco Frisina: In hoc signo (2014, Dejan Miladinović)

Flàvia Valèria Constància, filla de Constanci Clor
- Carlo Francesco Pallarolo: Il Costantino Pio (1710, P. Ottoboni)

Emperador Maxenci
- Antonio Sartorio: Massenzio (1673, Gian Francesco Bussani)
- Joseph Antonin Sehling: Constantinus magnus in signo crucis de Maxentio victor (1750, drama escolar)

Emperador Constantí I "el Gran" de Roma
- Antonio Sartorio: Massenzio (1673, Gian Francesco Bussani)
- Joseph Antonin Sehling: Constantinus magnus in signo crucis de Maxentio victor (1750, drama escolar)

Flàvia Maximiana Fausta, emperadriu
- Alessandro Scarlatti: Odoacre (1694, Novello Bonis)

Emperador Constantí I "el Gran" de Roma
Flàvia Maximiana Fausta, emperadriu, esposa seva
- Giacomo Antonio Perti: Fausta restituita all'impero (1697, Novello de Bonis)
- Carlo Francesco Pallarolo: Il Costantino Pio (1710, P. Ottoboni)
- Francesco Gasparini: Costantino (1711, A. Zeno, P. Pariati)
- Antonio Lotti: Costantino (1716)
- Johann David Heinichen: Flavio Crispo (1720)
- Giuseppe Maria Orlandini: Massimiano (1731)
- Gaetano Maria Schiassi: Costantino (1731, Apostolo Zeno, Pietro Pariati)
- Giuseppe Persiani: Costantino in Arles (1829, 26-12, T. La Fenice, Venècia; Paolo Pola)
- Gaetano Donizetti: Fausta (1832, 12-1, T. San Carlo, Nàpols; Domenico Gilardoni)[156]
- Marco Frisina: In hoc signo (2014, Dejan Miladinović)

Maximí Daia, emperador romà
- Antonio Sartorio: Massenzio (1673, Gian Francesco Bussani)

Flavi Juli Crisp, emperador romà
- Antonio Sartorio: Massenzio (1673, Gian Francesco Bussani), com a Prisco
- Johann David Heinichen: Flavio Crispo (1720)
- Giovanni Battista Bononcini: Crispo (1721)
- Gaetano Donizetti: Fausta (1832, 12-1, T. San Carlo, Nàpols; Domenico Gilardoni)[156]

Jovià, emperador romà
- Rudolf Kelterborn: Kaiser Jovian (1967)

##### Expansió del cristianisme
Papa Fabià, sant
- Francesco Balilla Pratella: La leggenda di San Fabiano (1939, Antonio Beltramelli)

Papa Urbà I
- Licinio Recife: Cecilia (1934, Emilio Mucci), acció sacra

Sant Polieucte de Melitene, màrtir cristià
- Johann Philipp Förtsch: Der Im Christenthum Biss in den Todt
 Beständige Märterer Polyeuct (1688)
- Gaetano Donizetti: Poliuto (1838, estr. 1848, 30-11, T. San Carlo, Nàpols; Salvatore Cammarano)[157]
- Gaetano Donizetti: Les martyrs (1840, 10-4, Opéra, París; Eugène Scribe)
- Charles Gounod: Polyeucte (1873, estrena: 1878, 7-10, Opéra Garnier, París; Jules Barbier i Michel Carré)

Santa Agnès de Roma, màrtir
- Marius Constant: Le jeu de Sainte Agnès (1974, cérimonial d'église)

Santa Cecília de Roma, màrtir
- Joseph Ryelandt: Sainte Cécile (1902, Charles Martens)
- Anton Urspruch: Heilige Cäcilie (1906, A. Urspruch)
- Joseph Ryelandt: Sainte Cécile (1907, Charles Martens), drama musical
- Licinio Recife: Cecilia (1934, Emilio Mucci), acció sacra

Sant Genís de Roma, actor
- Felix von Weingartner: Genesius (1892, a partir de H. Herrig)

Eugènia d'Alexandria, santa màrtir egípcia
- Johann Philipp Förtsch: Die heilige Eugenia, oder
Die Bekehrung der Stadt Alexandria zum Christenthum (1688)

Santa Margarida d'Antioquia
Santa Caterina d'Alexandria, màrtirs
- Arthur Honegger: Jeanne d'Arc au bûcher (1939, oratori dramàtic)

Ciril de Capadòcia, màrtir i sant
- Johann Chrysostomus Drexel: Cyrillus der Kappadozier, ein junger Märtyrer (1785, 9, Katholische Schulhaus Sankt Salvator, Augsburg), singspiel

Maurici d'Agaune, general i màrtir, sant 
- Adolf von Doss: Maurice et la Légion Thébane (1876, Dialogoper)
- Marģeris Zariņš: Svētā Maurīcija brīnumdarbi (1964, Marģeris Zariņš), òpera-ballet

Urs i Víctor de Solothurn, soldats romans llegendaris, sants màrtirs
- Richard Flury: St. Urs und St. Victor (1946)

Albà de Verulàmium, màrtir britànic
- Tom Wiggall: Alban (2009, Cathedral, St. Albans ; John Mole)[158]

Eustaqui de Roma, soldat i sant màrtir
- Virgilio Mazzocchi: Il Sant'Eustachio (1643)
- Flavio Carlo Lanciani: Il martirio di S Eustachio (1690)
- Franz Joseph Martin: Eustachius durch den herrlichen Martyr-Tod siegende Christen-Helde (1767)

Gener de Benevent, bisbe i màrtir
- Francesco Provenzale: Il martirio di S. Gennaro (1663, Gennaro Paolella)

Cebrià de Cartago, sant bisbe
- Carlotta Ferrari: Sofia (1866)

Cosme i Damià, màrtirs, sants metges
- Javier Navarrete: Los amantes (2017, 8-2, Iglesia de S. Pedro, Terol; J. Navarrete)[159]

Santa Àgata de Catània, màrtir cristiana
- Francesca Caccini i Giovan Battista da Gagliano: Il martirio di Sant'Agata (1622, 23-1, Florència ; G. Cicognini), música perduda

Perpètua i Felicitat, màrtirs cristianes a Cartago
- Giacomo Sellitto: S. Perpetua Martire (1747, Lorenzo Brunassi)

Santa Irene de Tessalònica
- Loretto Vittori: La santa Irene (1644)

Sant Antoni Abat, eremita
- Louis De Meester: De grote verzoeking von Sint-Antonius (1957, òpera per a ràdio)
- Bernice Johnson Reagon: The Temptation of Saint Anthony
- Josep Soler: La tentation de Saint Antoine (1964-1967, no estrenada; J. Soler a partir de Gustave Flaubert)
- Luis Jaime Cortez: La tentación de San Antonio (1998, 29-5, T. de las Artes, Mèxic ; L. J. Cortez)

Sant Climent d'Alexandria, patriarca
- Luis Jaime Cortez: La tentación de San Antonio (1998, 29-5, T. de las Artes, Mèxic ; L. J. Cortez)

Venerable Zòsim de Palestina
- Ottorino Respighi: Maria egiziaca (1932: versió de concert, 16-3, Carnegie Hall, Nova York; versió escènica, 10-8, T. Goldoni, Venècia; Claudio Guastalla), com a Abate Zosimo
- Giorgio Federico Ghedini: Maria d'Alessandria (1937)

Santa Maria Egipcíaca, eremita
- Ottorino Respighi: Maria egiziaca (1932: versió de concert, 16-3, Carnegie Hall, Nova York; versió escènica, 10-8, T. Goldoni, Venècia; Claudio Guastalla)
- Giorgio Federico Ghedini: Maria d'Alessandria (1937)
- John Tavener: Mary of Egypt (1992, Mare Tecla)

Tais, eremita llegendària, antiga cortesana
Pafnuci, eremita
- Jules Massenet: Thaïs (1894, 16-3, Opéra, París; Louis Gallet), Pafnuci hi apareix com a Athanaël

Sant Cristòfor, sant cristià llegendari
- Vincent d'Indy: La légende de Saint-Christophe (1915)

Martí de Tours, bisbe i sant
- Gion Antoni Derungs: Il semiader (1996)

Santa Mònica, mare del bisbe Agustí d'Hipona
- Wilfried Hiller: Augustinus (2010, mosaic sonor en set quadres)

Indaleci d'Urci
Torquat d'Acci
Cecili d'Iliberis, deixebles llegendaris de Sant Jaume el Major a Hispània
- Buono Chiodi: De las venturas de España, la de Galicia es mejor (1773, 25-7, Catedral, Santiago de Compostela ; llibretista desconegut),"[160] poema sacro melodramático"

#### Armènia i regnes orientals
Rei Tigranes VII d'Armènia, com a esperit
Rei Àrsaces II d'Armènia (350-368)
- Tigran Čukhadčjan: Արշակ Բ (Aršak Erkrord, Àrsaces II) (1868, Constantinoble, estrena parcial ; 1945, Operayi yev baleti azgayin akademiakan tatron, Erevan ; Tovmas Terzian)

Sapor I, rei sassànida de Pèrsia
- Marc' Antonio Ziani: Gordiano Pio (1700, Donato Cupeda)

Yazdegerd I rei sassànida de Pèrsia
- Marc' Antonio Ziani: Il Teodosio (1699, anònim), com a Isdegarde
- Alessandro Scarlatti: Il Teodosio (1709, Vincenzo Grimani?), com a Isdegarde
- Baldassare Galuppi: Ergilda (1736, 12-11, T. Sant'Angelo, Venècia; Bartolomeo Vitturi),[161] com a Isdegarde

#### Caiguda de l'Imperi (s. IV-V)
Emperador Valent
Atanaric, cabdill visigot
- Angelo Tarchi: Ademira (1783) (Atanaric apareix com a Alarico)
- Andrea Luca Luchesi: Ademira (1784)
- Pietro Alessandro Guglielmi: Ademira (1789)

Alaric I, rei dels gots
- Giovanni Battista Bassani: L'Alarico, rè de' goti (1685)
- Agostino Steffani: Alarico il Baltha, cioè L'audace re de' gothi (1687, Luigi Orlandi)
- Carlo Francesco Pollarolo: Alarico re di Goti (1689, llibret anònim), música perduda
- Bernardo Sabadino: L'Alarico (1698, G. Maggi)
- Johann Christian Schiefferdecker: Der siegreiche König der Gothen Alaricus (1702)
- Francesco Gasparini: L'Alarico, ovvero L'ingratitudine gastigata (1705, F. Silvani)
- Carlo Francesco Pollarolo: L'infedeltà punita (1712, Francesco Silvani)
- Tommaso Albinoni: L'Alarico (1712)
- Antonio Lotti: La infedeltà punita (1712)
- Georg Philipp Telemann: Alarich, oder Die Straft-Ruthe des verfallenen Roms (1732, 2-8, Hoftheater, Bayreuth ; Johann Stilico), perduda

Teodosi I, emperador romà
- Antonio Sartorio: I due tiranni al soglio (1679, Matteo Noris)
- Johann Christian Schiefferdecker: Der siegreiche König der Gothen Alaricus (1702)

Èlia Flacila, esposa de Teodosi I, regent de l'imperi
- Carlo Francesco Pollarolo: La fortuna per dote (1704, G. Frigimelica Roberti)

Honori, emperador romà d'Occident
- Agostino Steffani: Alarico il Baltha, cioè L'audace re de' gothi (1687, Luigi Orlandi)
- Carlo Francesco Pollarolo: Onorio in Roma (1692, G. M. Giannini)
- Johann Christian Schiefferdecker: Der siegreiche König der Gothen Alaricus (1702)
- Georg Philipp Telemann: Der Sieg der Schönheit (1722, Christian Heinrich Postel)
- Francesco Ciampi: Onorio (1729)

Estilicó, general romà, tutor seu
- Agostino Steffani: Alarico il Baltha, cioè L'audace re de' gothi (1687, Luigi Orlandi)
- Carlo Francesco Pollarolo: Onorio in Roma (1692, G. M. Giannini)
- Francesco Ciampi: Onorio (1729)

Thermantia, filla d'Estilicó, esposa d'Honori
- Carlo Francesco Pollarolo: Onorio in Roma (1692, G. M. Giannini)
- Francesco Ciampi: Onorio (1729)

Ataülf, rei visigot
- Carlo Francesco Pollarolo: L'infedeltà punita (1712, Francesco Silvani)
- Antonio Lotti: La infedeltà punita (1712)
- Giuseppe Maria Orlandini: Ataulfo re de' Goti, ovvero La forza della virtù (1712)
- Francesco Ciampi: Onorio (1729)
- Jaume Pahissa i Jo: Gal·la Placídia (1913, 15-1, Gran T. del Liceu, Barcelona; Àngel Guimerà)

Gal·la Placídia, regent, filla de l'emperador Teodosi I
- Carlo Francesco Pollarolo: Onorio in Roma (1692, G. M. Giannini)
- Giuseppe Maria Orlandini: Ataulfo re de' Goti, ovvero La forza della virtù (1712)
- Francesco Ciampi: Onorio (1729)
- Jaume Pahissa i Jo: Gal·la Placídia (1913, 15-1, Gran T. del Liceu, Barcelona; Àngel Guimerà)
- Johann Joseph Fux: Pulcheria (1708)

Teodosi II el Jove, emperador romà d'Orient
- Marc' Antonio Ziani: Il Teodosio (1699, anònim)
- Carlo Francesco Pollarolo: La fortuna per dote (1704, G. Frigimelica Roberti)
- Alessandro Scarlatti: Il Teodosio (1709, Vincenzo Grimani?)
- Antonio Caldara: L'inimico generoso (1709, T. Malvezzi, Bolonya; Vincenzo Grimani)[162]
- Antonio Caldara, Andrea Stefano Fiorè, Francesco Gasparini: L'Atenaide (1709, Barcelona, Milà o Viena; Apostolo Zeno)
- Antonio Vivaldi: L'Atenaide RV 702 (1728, 29-12, T. della Pergola, Florència; Apostolo Zeno)
- Francesco Araja: Eudossa incoronata, o sia Teodosio II (1751)

Eudòxia Augusta, emperadriu consort de l'Imperi Romà d'Orient, esposa de Teodosi II
- Antonio Caldara, Andrea Stefano Fiorè, Francesco Gasparini: L'Atenaide (1709, Barcelona, Milà o Viena; Apostolo Zeno)
- Antonio Vivaldi: L'Atenaide RV 702 (1728, 29-12, T. della Pergola, Florència; Apostolo Zeno)
- Francesco Araja: Eudossa incoronata, o sia Teodosio II (1751)
- Gian Carlo Menotti: The egg (1976, com a basilissa romana d'Orient)

Pulquèria, emperadriu regent d'Orient
Marcià, espòs seu, emperador
Valentinià III, emperador romà d'Occident
- Pietro Andrea Ziani: Attila (1672, M. Noris)
- Antonio Sartorio: I due tiranni al soglio (1679, Matteo Noris)
- Marc' Antonio Ziani: Il Teodosio (1699, anònim)
- Antonio Caldara: L'inimico generoso (1709, T. Malvezzi, Bolonya; Vincenzo Grimani)[162]
- Alessandro Scarlatti: Il Teodosio (1709, Vincenzo Grimani?)

Honòria, germana seva
- Pietro Andrea Ziani: Attila (1672, M. Noris)
- Giuseppe Persiani: Attila in Aquileia (1827, 31-1, T. Ducale, Parma; Gaetano Rossi)

Flavi Aeci, general romà enfrontat a Àtila
Valentinià III, emperador romà d'Occident
Honòria, germana seva
Emperador Petroni Màxim
- Nicola Porpora: Ezio (1728, 20-11, T. San Giovanni Crisostomo, Venècia ; P. Metastasio i Domenico Lalli)[163]
- Pietro Antonio Auletta: Ezio (1728, P. Metastasio)
- Johann Adolf Hasse: Ezio (1730, tardor, Nàpols; P. Metastasio)
- Riccardo Broschi: Ezio (1730, P. Metastasio)
- Georg Friedrich Haendel: Ezio HWV 29 (1732, 15-1, King's Theatre, Londres; P. Metastasio)
- Giovanni Battista Lampugnani: Ezio (1737; nova versió: 1743, P. Metastasio)
- Leonardo Leo: Ezio (1740, P. Metastasio)
- Niccolò Jommelli: Ezio (1741, rev. 1771, P. Metastasio)
- Domenico Sarro: Ezio (1741, P. Metastasio)
- Giuseppe Scarlatti: Ezio (1744, P. Metastasio)
- Giovanni Battista Pescetti: Ezio (1747, P. Metastasio)
- Niccolò Jommelli: Ezio (1748, P. Metastasio; amb música altra que la de 1741)
- Andrea Bernasconi: Ezio (1749, P. Metastasio)
- Christoph Willibald Gluck: Ezio (1750, carnestoltes, Neues T., Praga P. Metastasio)
- Davide Pérez: Ezio (1750, P. Metastasio)
- Antonio Ferradini: Ezio (1752, P. Metastasio)
- Nicola Conforto: L'Ezio (1754, P. Metastasio)
- Tommaso Traetta: Ezio (1754, P. Metastasio)
- Davide Pérez i Johann Adolf Hasse: Ezio (1755, P. Metastasio; pasticcio)
- Carl Heinrich Graun: Ezio (1755, P. Metastasio)
- Johann Adolf Hasse: Ezio (1755, 20-1, Dresden; Metastasio, adaptat per Giovanni Ambrogio Migliavacca), segona versió
- Pietro Chiarini: Ezio (1757, P. Metastasio)
- Baldassare Galuppi: Ezio (1757, 22-1, T. Regio Ducale, Milà; P. Metastasio)
- Tommaso Traetta: Ezio (1757, P. Metastasio)
- Gaetano Latilla: Ezio (1758, P. Metastasio)
- Niccolo Jommelli: Ezio (1758, P. Metastasio)
- Florian Leopold Gassmann: Ezio (1761, P. Metastasio)
- Christoph Willibald Gluck: Ezio (1763, 26-12,Teatro Privilegiato vicino alla Corte, Viena; P. Metastasio)
- Giovanni Marco Rutini: Ezio (1763, P. Metastasio)
- Johann Gottfried Schwanenberger: Ezio (1763, P. Metastasio)
- Johann Christian Bach, Baldassare Galuppi, Gian Francesco de Majo, Giovanni Battista Pescetti i Mattia Vento: Ezio (1764, 24-11, King’s Theatre in the Haymarket, Londres; P. Metastasio), pastitx
- Tommaso Traetta: Ezio (1765, P. Metastasio)
- Ferdinando Bertoni: Ezio (1767, P. Metastasio)
- Felice Alessandri: Ezio (1767, P. Metastasio)
- François-Hyppolite Barthélémon: Ezio (1770, P. Metastasio)
- Pietro Alessandro Guglielmi: Ezio (1770, P. Metastasio)
- Hieronymus Mango: Ezio (1770, P. Metastasio)
- Florian Leopold Gassmann: Ezio (1770, segona versió, P. Metastasio)
- Antonio Sacchini: Ezio (1771, 4-11, T. San Carlo, Nàpols; P. Metastasio)[37]
- Niccolo Jommelli: Ezio (1772, nova versió, P. Metastasio)
- Ignazio Platania: Ezio (1772, P. Metastasio)
- Giuseppe Gazzaniga: Ezio (1772, P. Metastasio)
- Pietro Alessandro Guglielmi: Ezio (1778, segona versió, P. Metastasio)
- Josef Mysliveček: Ezio (1775, P. Metastasio)
- Josef Mysliveček: Ezio (1777, amb una altra música, P. Metastasio)
- Michele Mortellari: Ezio (1777, P. Metastasio)
- Pasquale Anfossi: Ezio (1778, P. Metastasio)
- Francesco Antonelli Torre: Ezio (1778, P. Metastasio)
- Ferdinando Bertoni: Ezio (1781, P. Metastasio)
- Felice Alessandri: Ezio (1782, P. Metastasio)
- Gabriele Prota: Ezio (1784, P. Metastasio)
- Antonio Pio: Ezio (1785, P. Metastasio)
- Angelo Tarchi: Ezio (1789, P. Metastasio)
- Angelo Tarchi: Ezio (1793, segona versió, P. Metastasio)
- Saverio Mercadante: Ezio (1827, 2-2, T. Regio, Torí; P. Metastasio)

Flavi Aeci, general romà enfrontat a Àtila
- Pietro Andrea Ziani: L'innocenza risorta, overo L'Etio (1683, Alessandro Morselli)
- Alessandro Scarlatti?: L'Etio (1686, Adriano Morselli)
- Giuseppe Farinelli: Attila (1806)
- Giuseppe Verdi: Attila (1846, 17-3, T. La Fenice, Venècia ; Temistocle Solera)[164]

Emperador Petroni Màxim
- Georg Philipp Telemann: Der Sieg der Schönheit (1722, Christian Heinrich Postel)

Eudòxia, esposa de Valentinià III, filla de Teodosi II
- Giovanni Domenico Partenio: Genserico (1669)
- Georg Philipp Telemann: Der Sieg der Schönheit (1722, Christian Heinrich Postel)

Pulquèria Teodòsia, filla de l'emperador Teodosi I
- Marc' Antonio Ziani: Il Teodosio (1699, anònim)
- Johann Christian Schiefferdecker: Der siegreiche König der Gothen Alaricus (1702)
- Antonio Caldara: L'inimico generoso (1709, T. Malvezzi, Bolonya; Vincenzo Grimani)[162]
- Antonio Caldara, Andrea Stefano Fiorè, Francesco Gasparini:
 L'Atenaide (1709, A. Zeno)
- Alessandro Scarlatti: Il Teodosio (1709, Vincenzo Grimani?)
- Georg Philipp Telemann: Der Sieg der Schönheit (1722, Christian Heinrich Postel)
- Antonio Vivaldi: L'Atenaide RV 702 (1728, 29-12, T. della Pergola, Florència; Apostolo Zeno)

Àtila, l'Hun
- Pietro Andrea Ziani: Attila (1672, M. Noris)
- Johann Wolfgang Franck: Attila (1682)
- Giuseppe Farinelli: Attila (1806)
- Pietro Generali: Attila (1812)
- Giuseppe Persiani: Attila in Aquileia (1827, 31-1, T. Ducale, Parma; Gaetano Rossi)
- Giuseppe Verdi: Attila (1846, 17-3, T. La Fenice, Venècia ; Temistocle Solera)[164]
- Heinrich Dorn: Die Nibelungen (1854, com a König Etzel)
- Felix Draeseke: Herrat (1885, estr. 1892, 10-3, Hofteather, Dresde ; F. Draeseke), com a Etzel[165]

Papa Lleó I "el Gran"
- Antonio Caldara: L'inimico generoso (1709, T. Malvezzi, Bolonya; Vincenzo Grimani)[162]
- Giuseppe Verdi: Attila (com a Leone) (1846, 17-3, T. La Fenice, Venècia ; Temistocle Solera)[164]

Genseric, rei dels vàndals
- Giovanni Domenico Partenio: Genserico (1669)
- Johann Georg Conradi: Der große König der africanischen Wenden
 Gensericus als Rom- und Karthagens Überwinder (1693, singspiel)
També s'atribueix a Johann Sigismund Kusser
- Georg Philipp Telemann: Der Sieg der Schönheit (1722, Christian Heinrich Postel)

Libi Sever, emperador d'Occident
- Carlo Pallavicino: Ricimero re de' Vandali (1684)

Sant Aleix de Roma
- Stefano Landi: Sant'Alessio (1631), 
primera òpera escrita sobre un assumpte històric)
- Bernardo Pasquini: Alessio (1690)
- Federico Ghisi: Sant'Alessio: vita, morte e miracoli devozione (1957, estr. 1963)

Faramund, rei llegendari dels francs (ca. 370-427) 
- Carlo Francesco Pollarolo: Il Faramondo (1698, A. Zeno)
- Giacomo Facco: Il Faramondo (1709, A. Zeno)
- Giacomo Antonio Perti: Faramondo (1710, A. Zeno)
- Nicola Porpora: Faramondo (1719, 19-10, T. San Bartolomeo, Nàpols; Apostolo Zeno, a partir de Gautier de Costes de La Calprenède)
- Francesco Gasparini: Faramondo (1720, a partir d'A. Zeno)
- Georg Friedrich Haendel: Faramondo HWV 39 (1738, 3-1, King's Theatre, Londres; Nicola Francesco Haym, a partir d'Apostolo Zeno)
- Antoine-Charles Glachant: Pharamond (1790)
- François-Adrien Boïeldieu, Henri-Montan Berton i Rodolphe Kreutzer: Pharamond (1825, 10-6, Opéra, París; Jacques-François Ancelot, Pierre-Marie-Alexandre Guiraud, Alexandre Soumet)

Flavi Anici Olibri, emperador romà (472)
Placídia, la seva esposa
- Francesco Gasparini: Flavio Anicio Olibrio (1707, A. Zeno, P. Pariati)
- Nicola Porpora: Flavio Anicio Olibrio (1711, 1, T. San Bartolomeo, Nàpols; A. Zeno, P. Pariati)
- Nicola Porpora: Flavio Anicio Olibrio (revisió de l'anterior: 1722, carnestoltes, T. Alibert, Roma; A. Zeno, P. Pariati)
- Giovanni Porta: Il trionfo di Flavio Olibrio (1726, A. Zeno, P. Pariati)
- Leonardo Vinci: Flavio Anicio Olibrio (1728, A. Zeno, P. Pariati)
- Egidio Duni: La tirannide debellata (1736)
- Andrea Bernasconi: Flavio Anicio Olibrio (1737)

Amalaric, rei visigot
Clodoveu I, rei dels francs
Clotilde de Borgonya, esposa de Clodoveu
- Carlo Pallavicino: L'amazone corsara, ovvero L'Alvida regina de' Goti (1686)
- Francesco Conti: Clotilde (1706)

Ricimer, cabdill sueu
- Carlo Pallavicino: Ricimero re de' Vandali (1684)
- Francesco Gasparini: La fede tradita e vendicata (1704, F. Silvani)
- Giuseppe Maria Orlandini: La fede tradita e vendicata (1709)
- Carlo Francesco Pollarolo: L'infedeltà punita (1712, Francesco Silvani)
- Antonio Lotti: La infedeltà punita (1712)
- Antonio Vivaldi: La fede tradita e vendicata RV 712 (1726, 16-2, T. Sant'Angelo, Venècia; Francesco Silvani), refeta com a pastitx a L'Ernelinda (1750)
- Leonardo Vinci: L'Ernelinda (La fede tradita) (1726, Francesco Silvani)
- Egidio Duni: La tirannide debellata (1736)
- Niccolò Jommelli: Ricimero, re de' goti (1740)
- Baldassare Galuppi: Ricimero (1744, 26-12, T. Regio Ducale, Milà; Francesco Silvani)
- Antonio Vivaldi, Francesco Gasparini i Baldassare Galuppi: L'Ernelinda (1750, T. San Cassiano, Venècia; Francesco Silvani), pastitx sobre La fede tradita e vendicata de Vivaldi (1726)[166]
- Baldassare Galuppi: Ricimero, re de' goti (1753, 4-11, T. San Carlo, Nàpols; Francesco Silvani)
- Antonio Ferradini: Ricimero, re di goti (1758)
- François-André Danican Philidor: Ernelinde, princesse de Norvège (1767, 24-11, Sale des machines, Palais des Tuileries, París; Antoine-Alexandre-Henri Poinsinet, a partir de Francesco Silvani)
- Pietro Alessandro Guglielmi: Recimero (1777)